# Église Saint-Jean-Baptiste de Chaumont-en-Vexin
L'église Saint-Jean-Baptiste est une église catholique paroissiale située à Chaumont-en-Vexin, en France. Elle est bâtie un peu à l'écart du centre du bourg sur le flanc oriental de la butte du vieux château, et l'on peut uniquement y accéder par des escaliers. L'église Saint Jean-Baptiste représente le principal édifice religieux du Vexin français qui date entièrement du XVIe siècle. C'est un édifice très homogène de style gothique flamboyant, construit sous une seule campagne entre 1530 environ et 1554. Seules les clés de voûte, certains éléments du décor du portail du croisillon nord et le clocher affichent le style de la Renaissance ; cependant, le clocher est resté inachevé, et le second clocher et la première travée de la nef avec la façade occidentale n'ont jamais été construits. À l'extérieur, le portail du croisillon nord avec son élégant décor flamboyant constitue l'élément le plus remarquable. L'intérieur est vaste et lumineux, et la modénature s'avère complexe et original. Malgré la période avancée, l'on identifie toujours de nombreuses références à l'architecture des XVe et XIVe siècles, dont le transept nettement débordant, la forme des piliers dérivé des piliers fasciculés gothiques, et surtout les chapiteaux de feuillages. Mais contrairement à l'usage à l'apogée de la période gothique, il n'y a pas de triforium, et les élévations du vaisseau central ne comptent que deux niveaux. Quant au plan à déambulatoire sans chapelles rayonnantes, il est propre à un petit nombre d'églises d'Île-de-France, et dérive de la première cathédrale Notre-Dame de Paris. Sinon, c'est de la collégiale de Gisors que vient l'inspiration, et le maître-maçon qui fournit le plan est un proche collaborateur de Jean Grappin. Parmi le mobilier, les stalles du XVIe siècle méritent surtout l'attention ; elles proviennent par ailleurs de la collégiale de Gisors. Certains vitraux subsistent d'origine et sont également intéressants ; il s'agit de fragments répartis sur plusieurs verrières et six verrières du transept et du déambulatoire qui comportent encore en majeure partie des éléments de la Renaissance. L'église a été classée au titre des monuments historiques par arrêté du 15 novembre 1913, et n'a pas nécessité de restaurations importantes depuis. Elle est aujourd'hui au centre de la paroisse saint François d'Assise du Vexin, qui s'étend sur quarante-huit communes, et les messes dominicales y sont célébrées chaque dimanche à 11 h.

## Localisation

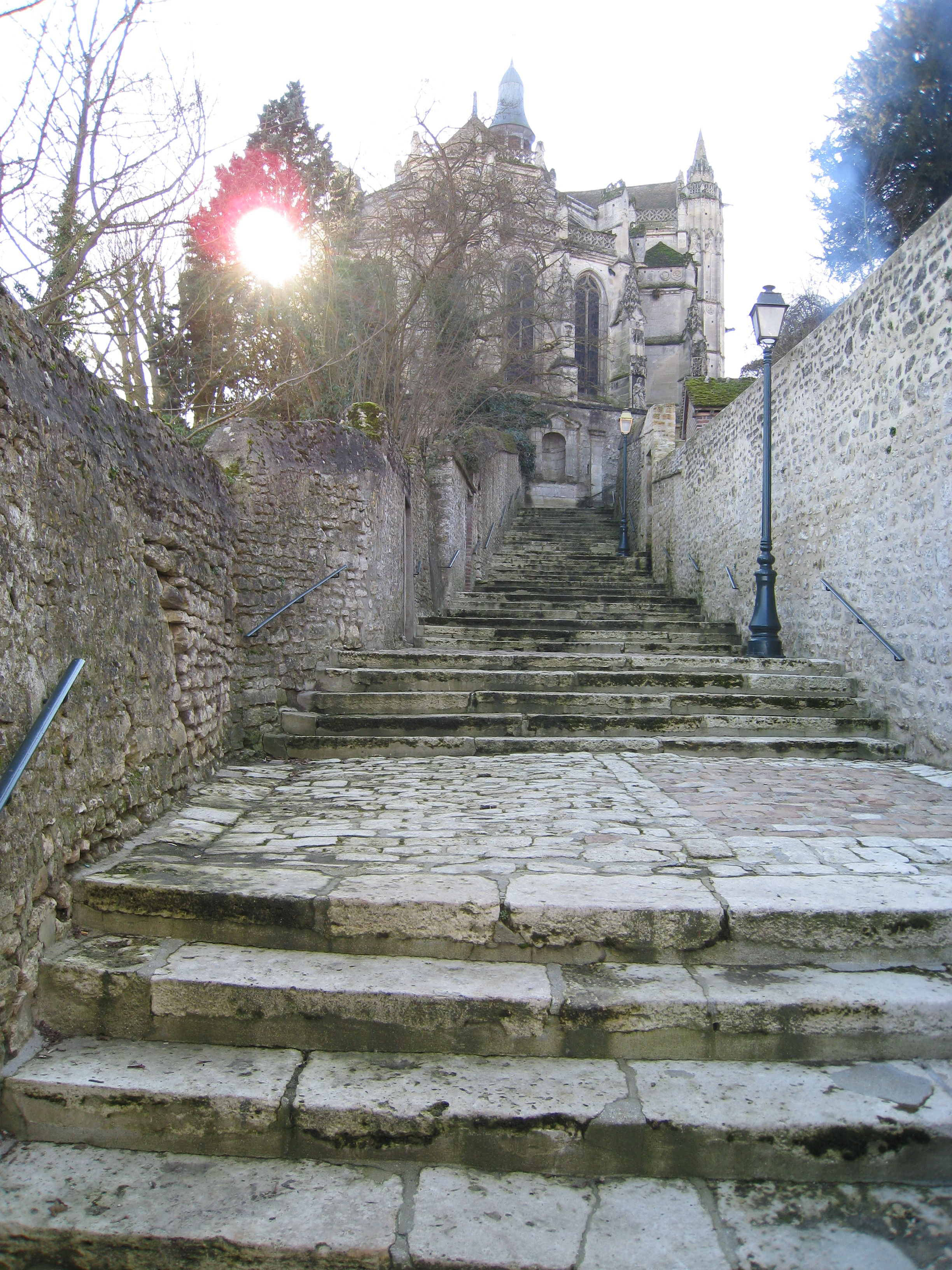
Les grimpettes de la rue de l'église.

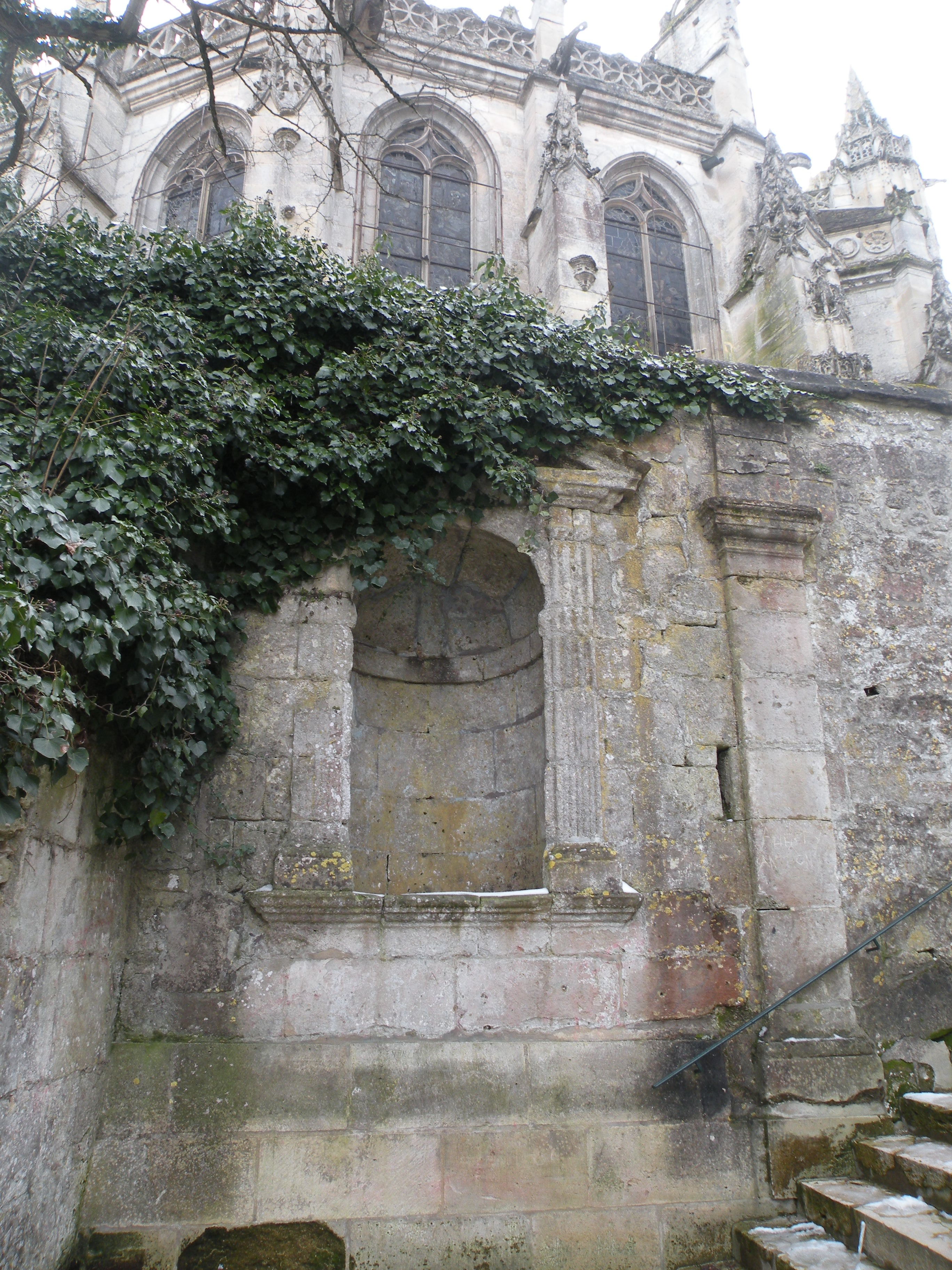
Niche à statue en haut de l'escalier.

L'église Saint-Jean-Baptiste est localisée en France, en région Hauts-de-France et dans le département de l'Oise, sur la commune de Chaumont-en-Vexin, à l'ouest de la ville, à mi-pente sur le flanc oriental de la butte du vieux château, au bout d'une impasse arrivant depuis le nord, et desservie par la rue du Château (depuis le sud) et le chemin de la Fontaine Salée (depuis le nord). L'intersection entre les trois chemins se situe à une altitude supérieure à celle de l'église, et après avoir montée la colline, il faut donc redescendre un peu pour s'approcher l'église. L'impasse aboutit sur une petite place qui surplombe l'église, que l'on aperçoit en bas d'une pente raide, et pour accéder au portail, il faut encore descendre un long escalier. Du fait de son implantation particulière, qui s'explique par la volonté de vouloir construire l'église dans le périmètre de l'enceinte du château qui abritait aussi un prieuré jouissant de l'exemption, l'on a dû aménager une terrasse pour accueillir l'édifice. Pour faciliter les travaux de terrassement, l'axe de l'édifice est perpendiculaire à la pente, ce qui explique son orientation irrégulière vers le nord-est du côté du chevet.
La terrasse est à peine plus grande que l'édifice lui-même, et au sud et à l'est, elle domine les jardins privés avoisinants grâce à des murs de soutènement. Il n'y a pas de différence de niveau à l'ouest, mais ici, un haut mur de clôture passe devant le clocher et la façade. De ce fait, l'on ne peut guère contempler l'église en prenant du recul, sauf depuis certains endroits de la rue de l'Hôtel de Ville, au fond de la vallée. En raison de ces contraintes, le portail principal se trouve dans le croisillon nord, et il n'y a même aucun portail tourné vers la ville. Une rue-escalier quitte la terrasse de l'église vers le nord-est, la rue de l'Église aménagée au XIVe siècle. Elle permet la liaison la plus courte avec le centre-ville et la rue de la République. Le chemin qui descend depuis le milieu de la terrasse et aboutit près du carrefour rue de l'Hôtel de Ville / rue de la Foulerie est condamné et fermé par des portes. Cette liaison serait encore plus courte. Il y a, enfin, un troisième chemin qui relie la rue de l'Hôtel de Ville à la rue du Château. Il permet un raccourcie, mais n'est plus entretenu par la commune, et se trouve en mauvais état.

## Historique

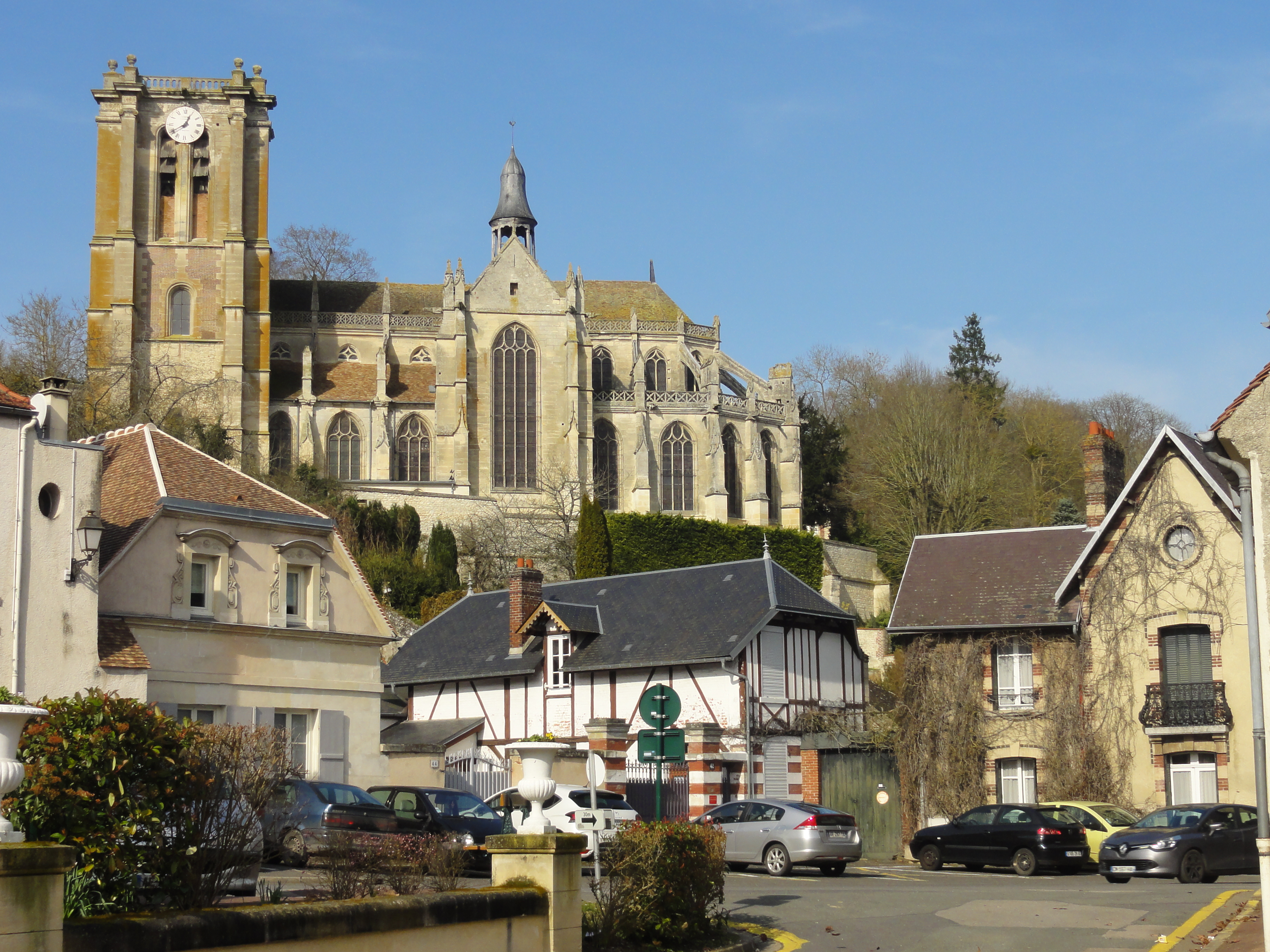
Vue depuis la ville basse.

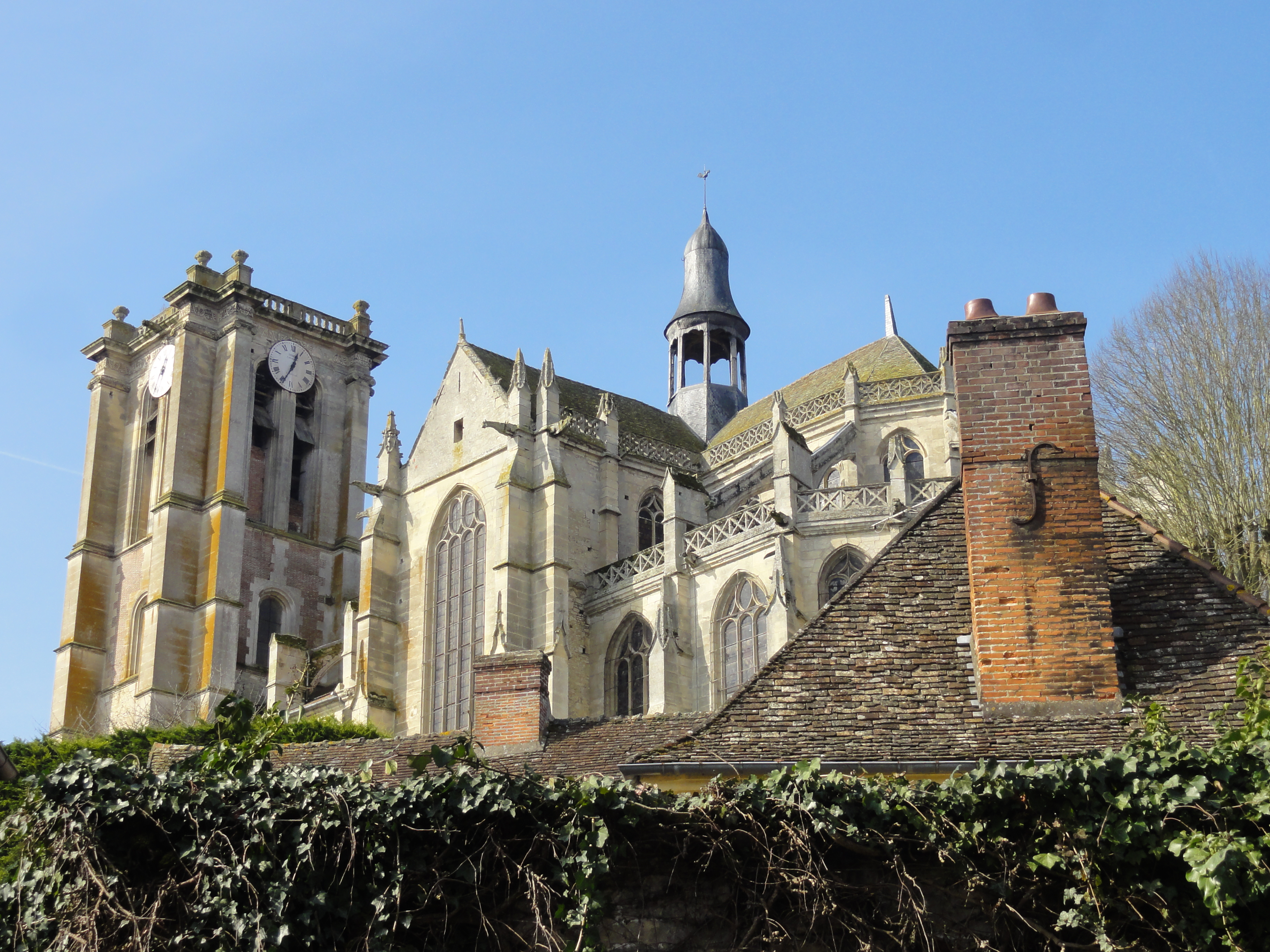
Vue depuis le sud-est.

Sous l'Ancien Régime, Chaumont-en-Vexin est un doyenné de l'archidiaconé du Vexin français avec siège à Pontoise, au sein de l'archidiocèse de Rouen. La ville compte deux paroisses, à savoir la paroisse Saint-Jean-Baptiste et la paroisse Saint-Martin, qui est réunie à la première en 1790. Il y a en outre quatre monastères : celui des Frères mineurs récollets, celui des Trinitaires ou Mathurins, celui des Cordelières, et le prieuré Saint-Pierre. Ce dernier est l'établissement le plus ancien dans la ville, et remplace peut-être un chapitre de chanoines fondé par les premiers comtes de Chaumont, à moins qu'il ne succède à une ancienne abbaye. Il est établi au sommet de la butte, dans l'enceinte du château, dans le voisinage d'une chapelle Notre-Dame. C'est en 1146 qu'il aurait été donné à l'abbaye de Saint-Denis par le roi Louis VII le Jeune. Le prieuré bénéficie, avec toute une partie de la ville de Chaumont, de l'exemption, c'est-à-dire qu'il dépend directement du Saint-Siège et n'a pas de compte à rendre à l'archevêque de Rouen. Il dispose de ce fait de sa propre officialité, et même d'un vicaire général. Ce privilège fondé sur les termes de la charte de donation de 1146 lui est plusieurs fois contesté par l'archevêque, mais sans succès. L'église Saint-Jean-Baptiste est comprise dans la juridiction spéciale du prieuré, et le prieur est le collateur de la cure. Un mémoire adressé à l'archevêque en 1654 fait état des négligences résultant de la liberté dans laquelle évolue la paroisse : les ornements liturgiques sont chétifs, sales et en mauvais état ; les statues et tableaux faits depuis trente ans n'ont jamais été bénits ; des confréries ont été établies sans l'approbation d'aucun supérieur ; et plus aucun registre des baptêmes, mariages et obsèques n'a été tenu depuis quarante ans. Ils ne sont consignés que sur des brouillons dispersés un peu partout. Depuis la Révolution française, Chaumont fait partie du diocèse de Beauvais avec l'ensemble des paroisses du département de l'Oise.
L'église Saint-Jean-Baptiste est la seule église importante du Vexin français édifiée tout entière au XVIe siècle (sachant que la collégiale de Gisors se situe dans le Vexin normand). Elle est édifiée en une bonne vingtaine d'années à partir de 1530 environ, dans le style gothique flamboyant. Le financement est en grande partie assurée par les d'Estouteville, et surtout par les Bourbon-Vendôme[réf. souhaitée], qui avaient reçu le comté de Chaumont en héritage. Pour les années 1533 / 1534, l'on sait que le chantier est dirigé par le maître-maçon Nicolas Jouette, qui habite alors à Gisors. Contrairement à la collégiale de Gisors, dont la construction se fait par échelons successifs, l'on dispose manifestement d'un projet d'ensemble dès les débuts de la construction, que l'on peut attribuer à Jouette. Le type de piliers utilisés pour tout le vaisseau central a été conçu par Robert Grappin pour le croisillon nord et la nef de Gisors. On le trouve également au sud de la nef de Parnes, mais faute de textes, il est difficile d'attribuer les nefs de Chaumont et Parnes à Grappin. Si ce n'est pas lui-même qui dirige alors les travaux, c'est certainement un maître-maçon qui avait travaillé avec lui à Gisors (sans doute toujours Nicolas Jouette, à moins qu'il ne quitte sa fonction très tôt). Au moins le déambulatoire est terminé dès 1547, date qui se lit sur un vitrail de la quatrième travée. Hormis le clocher et le portail, l'église entière est achevée au début de l'année 1554, comme l'indique la consécration de ses six autels et la bénédiction de ses « sous-ailes » et du cimetière en date du 16 février par Étienne Paris. Pour Maryse Bideault et Claudine Lautier, le tympan Renaissance du portail septentrional justifie de situer son achèvement à une date postérieure, vers 1560 environ, bien que le portail soit calqué sur son homologue de Gisors, œuvre de Robert Grappin achevée dès 1523. Les clés de voûte sont également de style Renaissance, comme fréquemment à partir des années 1540, mais la plupart des chapiteaux du déambulatoire affichent tout au contraire des feuillages gothiques évoquant le siècle précédent. Quant au clocher, qui est d'un style Renaissance bien affirmé, Louis Régnier suppose qu'il ait été bâti sous le règne de Henri II (1547-1559). Il reste à noter que la première travée de la nef n'est jamais construite, et le clocher du nord, à gauche de cette même travée, s'élève sur seulement quatre à cinq mètres de hauteur. Ces murets sont supprimés vers 1838.
D'après Maryse Bideault et Claudine Lautier, l'utilisation d'une pierre d'un grain très fin et d'une excellente qualité, extraite des carrières voisines, a contribué au bon état général de l'édifice. Il est classé au titre des monuments historiques par arrêté du 15 novembre 1913. Seulement des restaurations mineures ont été nécessaires depuis. En 1928, l'architecte en chef des monuments historiques André Jules Collin dresse un devis pour des interventions sur les toitures, qui sont effectuées de 1930 à 1934. En 1961, les chéneaux des arcs-boutants sont refaits, et en 1965, Jean-Pierre Paquet assure la réfection du mur de soutènement du chevet. L'église Saint-Jean-Baptiste est aujourd'hui au centre de la très vaste paroisse saint François d'Assise du Vexin, qui s'étend sur quarante-huit communes. C'est la seule église de la paroisse où les messes dominicales sont encore assurées chaque dimanche, à 11 h. Les messes de semaine sont célébrées à la maison paroissiale, qui ne se situe pas à côté de l'église, mais au centre-ville, 6 rue de la Foulerie.

## Description

### Aperçu général

Plan de l'église.

Orientée irrégulièrement, avec une déviation de l'axe de 45° environ vers le nord-est du côté du chevet, l'église répond à un plan cruciforme avec déambulatoire, mais sans chapelles rayonnantes, qui comporte des irrégularités. La principale irrégularité concerne le clocher, qui se situe à l'angle sud-ouest de l'édifice, avant la première travée du bas-côté nord, et qui devait initialement avoir un homologue de l'autre côté de la première travée de la nef, qui n'a jamais été exécutée, de même que la façade. L'église se compose d'une nef de trois travées accompagnées de deux bas-côtés ; d'un transept débordant dont chacun des croisillons comporte deux travées successives ; d'un chœur comportant une travée droite analogue aux travées de la nef et une abside à cinq pans ; d'un déambulatoire ; et d'une petite chapelle rectangulaire dans l'angle entre le croisillon nord et la première travée du déambulatoire au nord. Elle est dédiée à Saint-Louis. La sacristie est implantée au sud du bas-côté sud de la nef, délimitée par le clocher d'un côté, et par le croisillon sud de l'autre. Une tourelle l'escalier flanque l'angle nord-est du croisillon nord. Le portail principal est celui du croisillon nord. Le portail occidental de la nef, abrité sous un porche grillagé, n'est plus guère utilisé. Le vaisseau central et le transept ont une élévation à deux niveaux. L'ensemble de l'église est voûté d'ogives, avec des voûtes à liernes et tiercerons pour le vaisseau central, et des voûtes avec des liernes et tiercerons comme seules nervures dans les bas-côtés, les croisillons, le déambulatoire et la chapelle. La largeur du bas-côté nord diminue vers l'ouest. L'axe du transept n'est pas tout à fait perpendiculaire à l'axe de la nef, et l'axe du chœur dévie vers le sud par rapport à la nef. Ces irrégularités sont mises en exergue par les clés de voûte qui garnissent les points de rencontre entre les nervures. L'édifice mesure 37 cm de longueur et 16 m de largeur dans l'œuvre. La hauteur sous le sommet des voûtes est de 9 m dans les bas-côtés et dans le déambulatoire, et de 15 m dans le vaisseau central et le transept.

### Intérieur

#### Vaisseau central

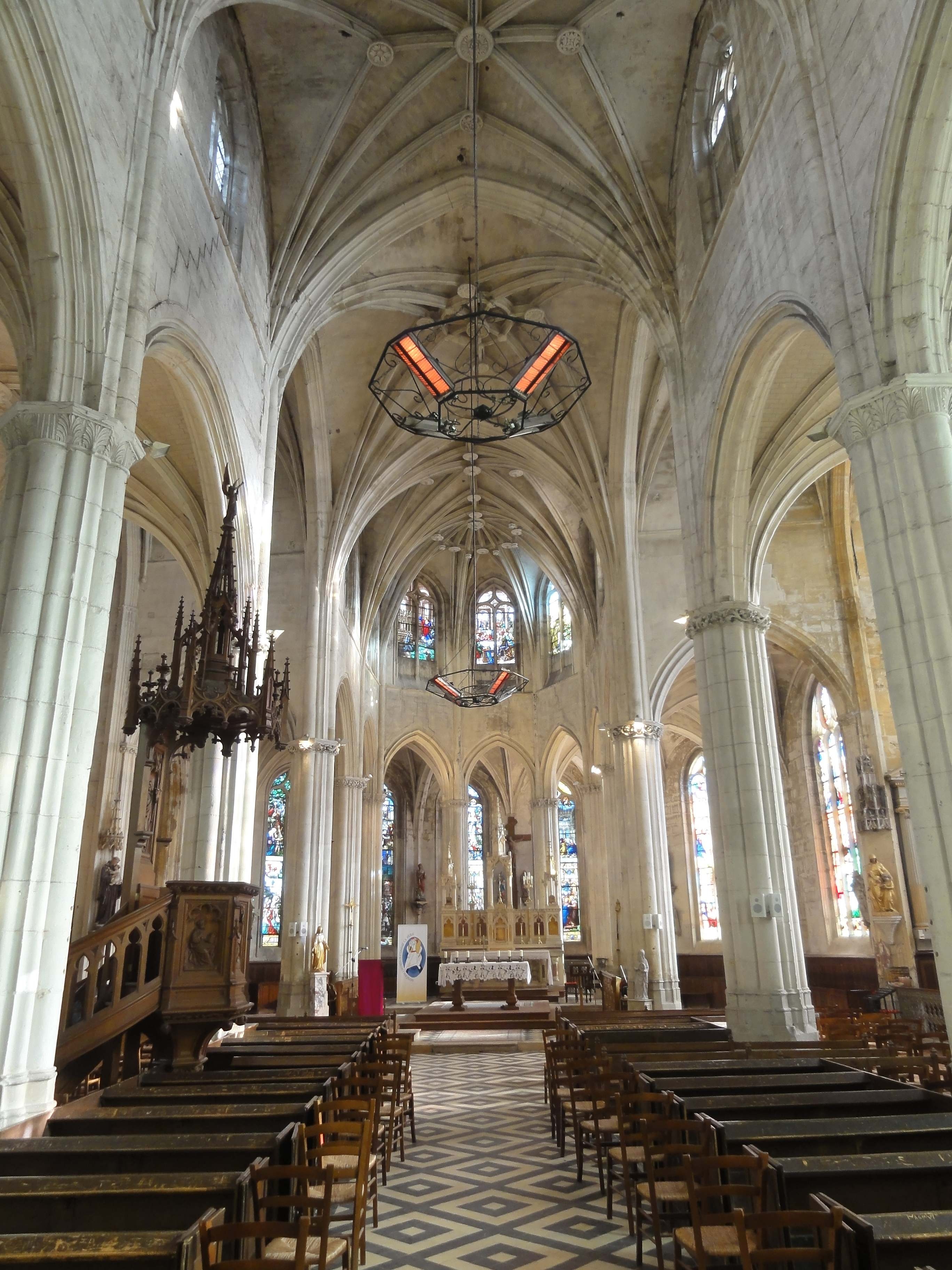
Nef, vue vers l'est.

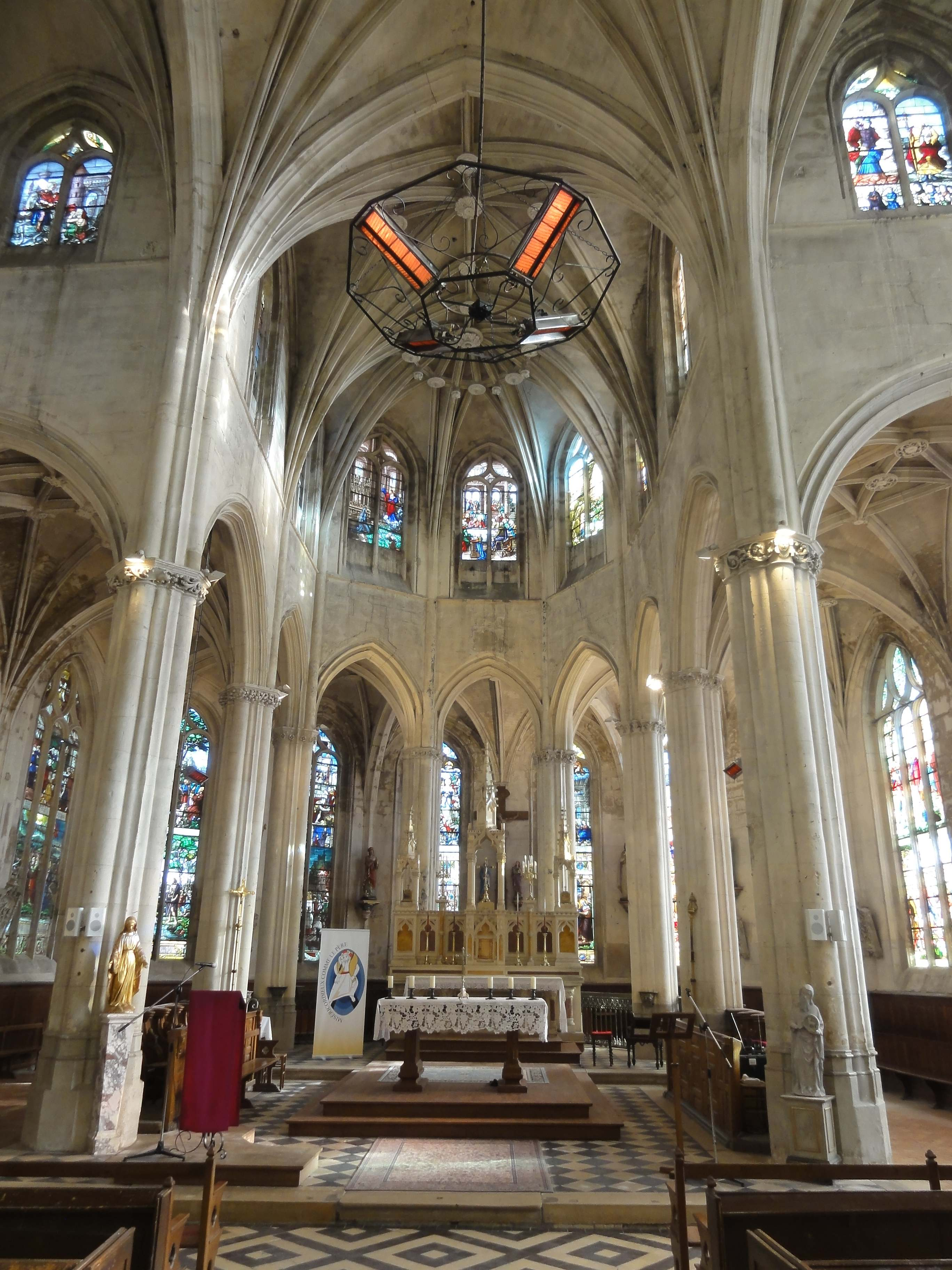
Croisée, vue vers l'est.

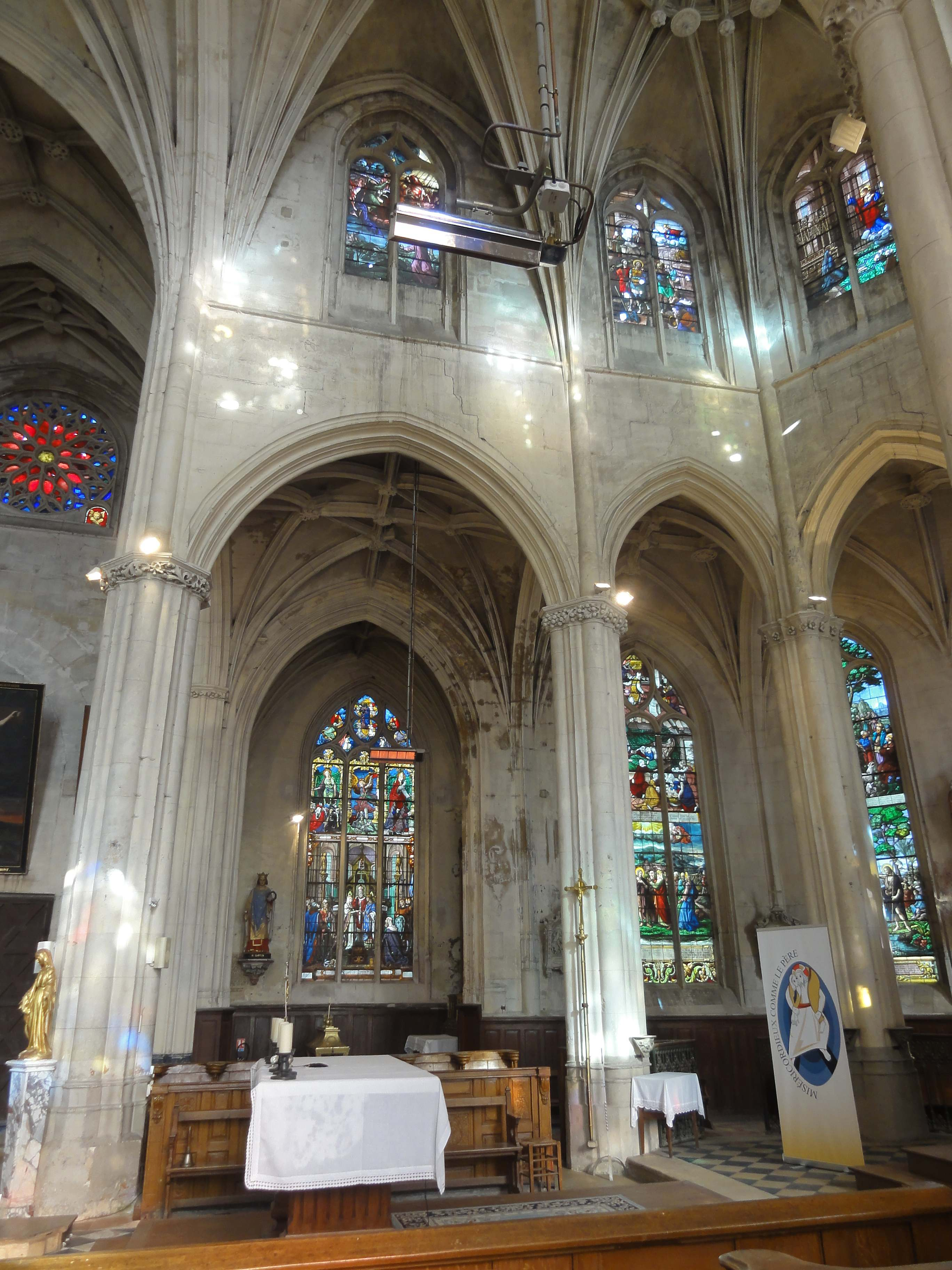
Chœur, élévation nord.

Le vaisseau central séduit par son unité architecturale, sans différence architecturale entre nef et chœur. Contrairement à la plupart des grandes églises gothiques antérieures à la guerre de Cent Ans, et à l'instar des autres grandes églises du XVIe siècle dans le Vexin, dont Gisors, Magny-en-Vexin, Vétheuil et même la cathédrale Saint-Maclou de Pontoise, sauf Les Andelys, il n'y a pas de triforium, et les élévations latérales se composent uniquement des grandes arcades et de l'étage de fenêtres hautes, séparés par des murs aveugles. Ceux-ci n'occupent que la dixième part de la hauteur totale, et comme l'exprime Louis Régnier, sont donc moins gênants qu'à Montfort-l'Amaury et surtout La Ferté-Bernard. Cependant, la faible envergure des murs nus est acquise au prix de fenêtres hautes obturées pour un tiers par les toits en appentis. En plus, comme dans les autres églises flamboyantes du Vexin, les fenêtres hautes sont peu développées, ce que Maryse Bideault et Claudine Lautier expliquent par l'élancement des grandes arcades. En arc brisé, les fenêtres sont à deux formes en plein cintre surmontées d'une accolade sous la forme de deux quarts-de-cercle affrontés, qui délimitent un losange central. L'on trouve le même type de réseau, mais encore avec des redents, au sud de la nef de Parnes. Les meneaux affectent un profil chanfreiné aigu, et le pourtour est mouluré d'une gorge et d'une arête saillante, qui répond au meneau entourant la baie. Comme unique élément de scansion horizontale, un listel court à l'appui des fenêtres, ce qui est conforme à l'usage général dans la région,,.
Une certaine parcimonie caractérise aussi les voûtes de la nef, qui sont dépourvues de formerets. Il y en a toutefois dans les autres parties de l'église. Si les voûtes sont « hardiment jetées », elles « ne donnent pas cependant l'impression de légèreté cherchée, parce que l'arc brisé décrit par les doubleaux n'est pas suffisamment aigu et parce que toutes les intersections des nervures sont garnis de disques ornés de feuilles, motif peu élégant, malheureusement répété à satiété » (Louis Régnier). Dans l'abside, un cercle remplace les tiercerons. Douze nervures rayonnent autour de la clé centrale, et portent alternativement des petits et des grands disques au croisement avec le cercle. Monique Richard-Rivoire s'interroge si les clés circulaires, qu'elle considère elle aussi comme assez disgracieuses, n'étaient pas destinées à être complétées par une clé centrale pendante. Le profil des nervures des ogives et doubleaux, qui sont renforcés autour de la croisée du transept, est le même que dans la plupart des églises flamboyantes du Vexin. Il se compose d'un listel entre deux fines moulures concaves, qui se dégagent des voûtains grâce à deux gorges latérales, et en sont séparés par des arêtes saillantes. Dans la nef, les nervures des voûtes se fondent dans des fûts cylindriques à moitié engagés dans les murs, et les deux ondulations en profil de doucine qui les accompagnent. C'est également le cas au niveau des doubleaux plus larges délimitant le carré du transept. À l'intersection des deux travées du chœur, les ondulations manquent, et les ogives, liernes et formerets se fondent directement dans les murs, sans culs-de-lampe ou autres formes de supports,.
Les grandes arcades, largement ouvertes, dégagent une impression d'élégance, qui est toutefois atténuée par les frises en guise de chapiteaux que portent les piliers. Les tailloirs se situent à mi-hauteur entre le sol et le sommet des voûtes, et l'on voit donc que l'ordonnancement des élévations latérales répond à des principes simples, propices à assurer l'harmonie de l'espace intérieur. La mouluration prismatique des arcades est complexe et raffinée. Le rouleau inférieur affiche au milieu un tore, comme réminiscence de l'architecture rayonnante, et latéralement, une gorge et un quart-de-rond, chacune de ces moulures étant délimitée par des listels. Une profonde gorge entre deux fines arêtes saillantes assure la séparation avec le rouleau supérieur, qui se compose d'un quart-de-rond entre deux listels et d'une fine moulure concave. Dans le déambulatoire, les tailloirs adoptent un plan dérivé de celui des piliers, mais accusent trois pans au-dessus des quatre fûts cylindriques engagés dans les piliers. Autour de la croisée du transept et dans la nef, le plan des tailloirs se trouve nettement simplifié. Assez plats, les tailloirs débordent toutefois nettement par rapport aux piliers, et sont en profil de doucine. Dans la nef, les frises sont constituées de feuillages qualifiés de peu élégants par Louis Régnier. Ce sont des palmettes alternant avec des sortes de godrons. Sur les premiers piliers, la sculpture n'a pas été exécutée tout autour, et manque de relief. Dans le transept et dans le chœur, la sculpture est en général de meilleur niveau, mais manque souvent de grâce et de légèreté. Autour de trois piles occidentales de la croisée du transept, l'on voit des feuilles maigres et bien fouillées dans le goût du XIVe siècle. Autour de la pile sud-est, les feuilles sont traitées dans le goût de la Renaissance, avec des tiges décrivant des volutes, et une tête sculptée se détache aux quatre extrémités. Dans le chœur, l'on voit une grande variété de motifs, avec des guirlandes de feuilles, de fleurs et de fruits ; des fleurons ; des têtes d'ange ; des masques grimaçants ; des arabesques ; et même de petits amours. Pour venir aux piliers, qui sont au nombre de quatorze et tous identiques, ils appartiennent à un type imaginé par Robert Grappin et appliqué également à l'église de Parnes. Ce serait, selon Monique Richard-Rivoire, le seul type de pilier flamboyant propre au Vexin. Le noyau losangé est cantonné de quatre fûts cylindriques engagées, et entre deux fûts, une arête sépare deux ondulations. En projection, cette arête entre les deux ondulations donne une accolade, l'une des formes fondateurs du style flamboyant. Nonobstant, Maryse Bideault et Claudine Lautier veulent y voir une persistance de la tradition architecturale des XIIIe et XIVe siècles avec leurs piliers fasciculés. Comparées au profil élaboré des arcades, les bases sont très simples. Elles adoptent le plan des tailloirs du déambulatoire, et se composent d'un petit et d'un plus grand tore en haut, et d'un grand tore en bas,,.

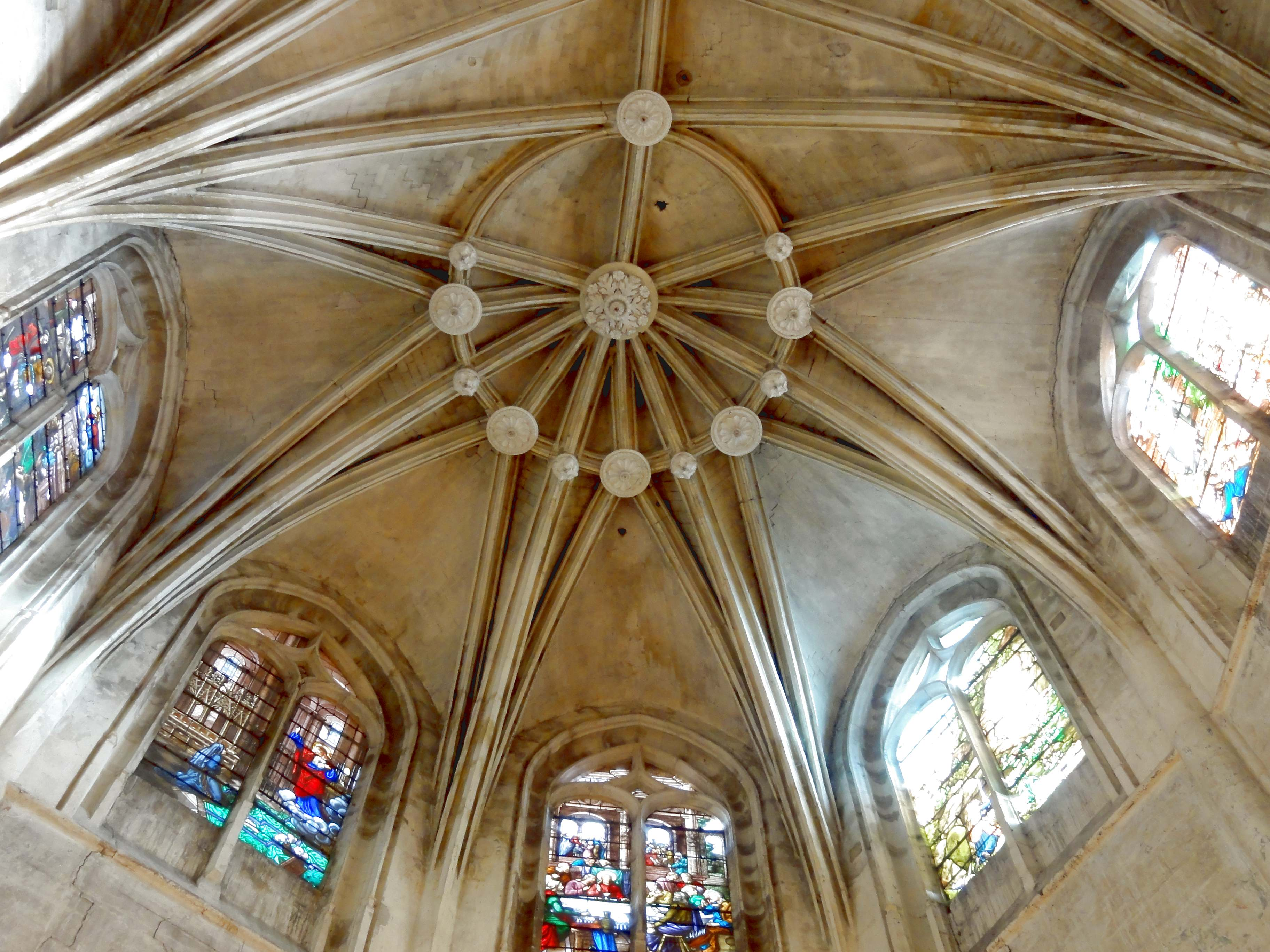
Voûte de l'abside.
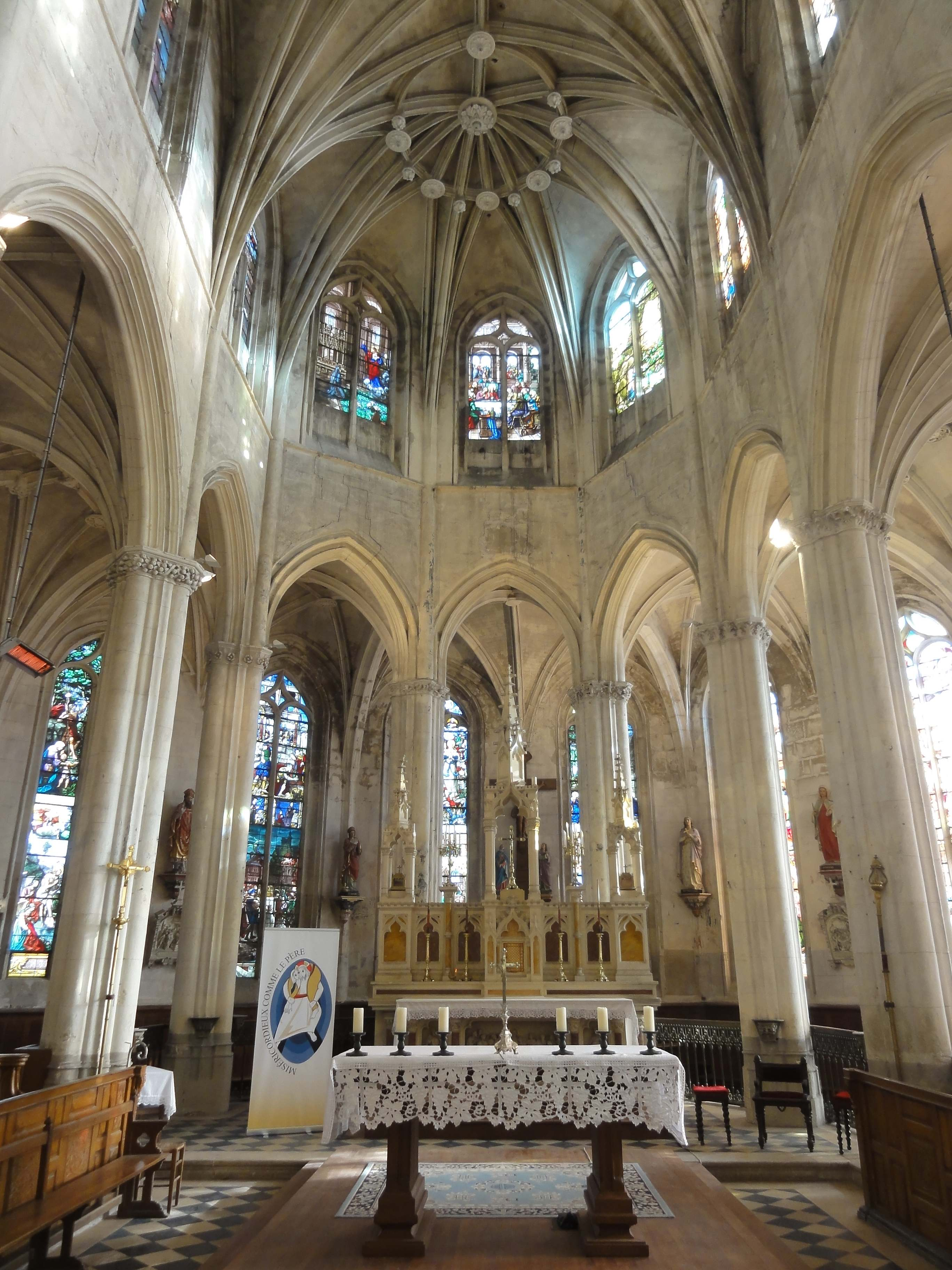
Chœur, vue vers l'est.
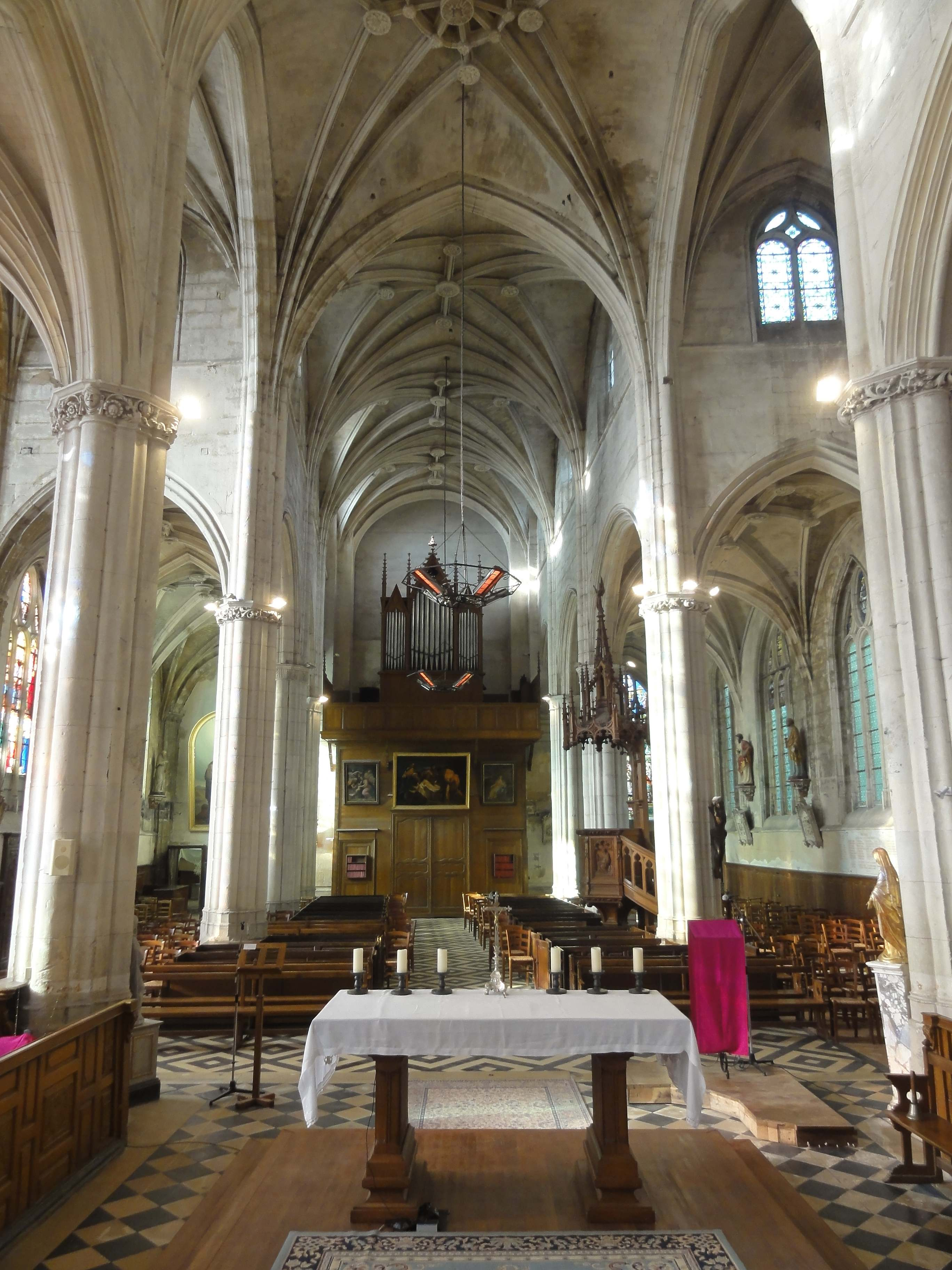
Chœur, vue vers l'ouest.
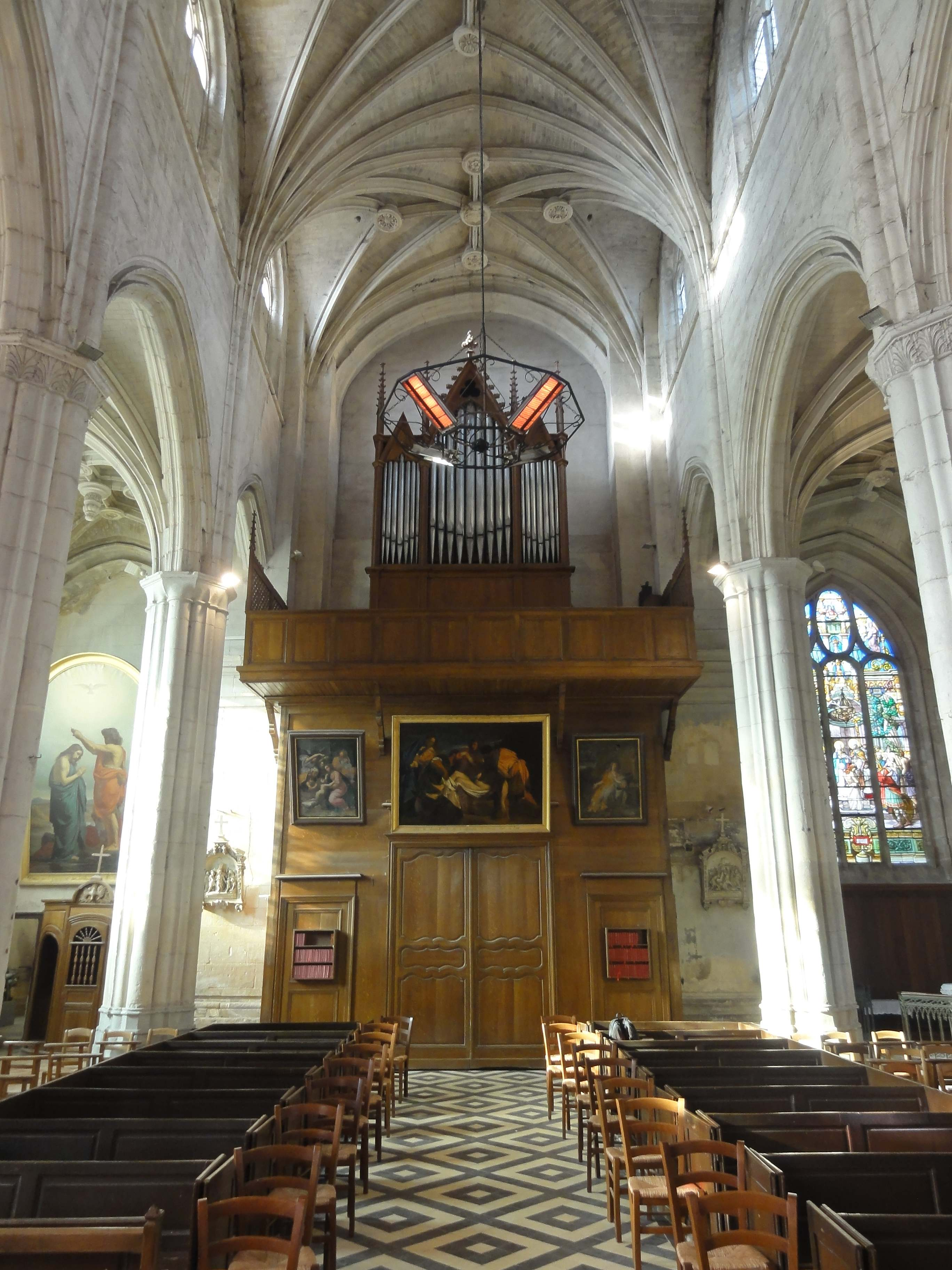
Nef, vue vers l'ouest.
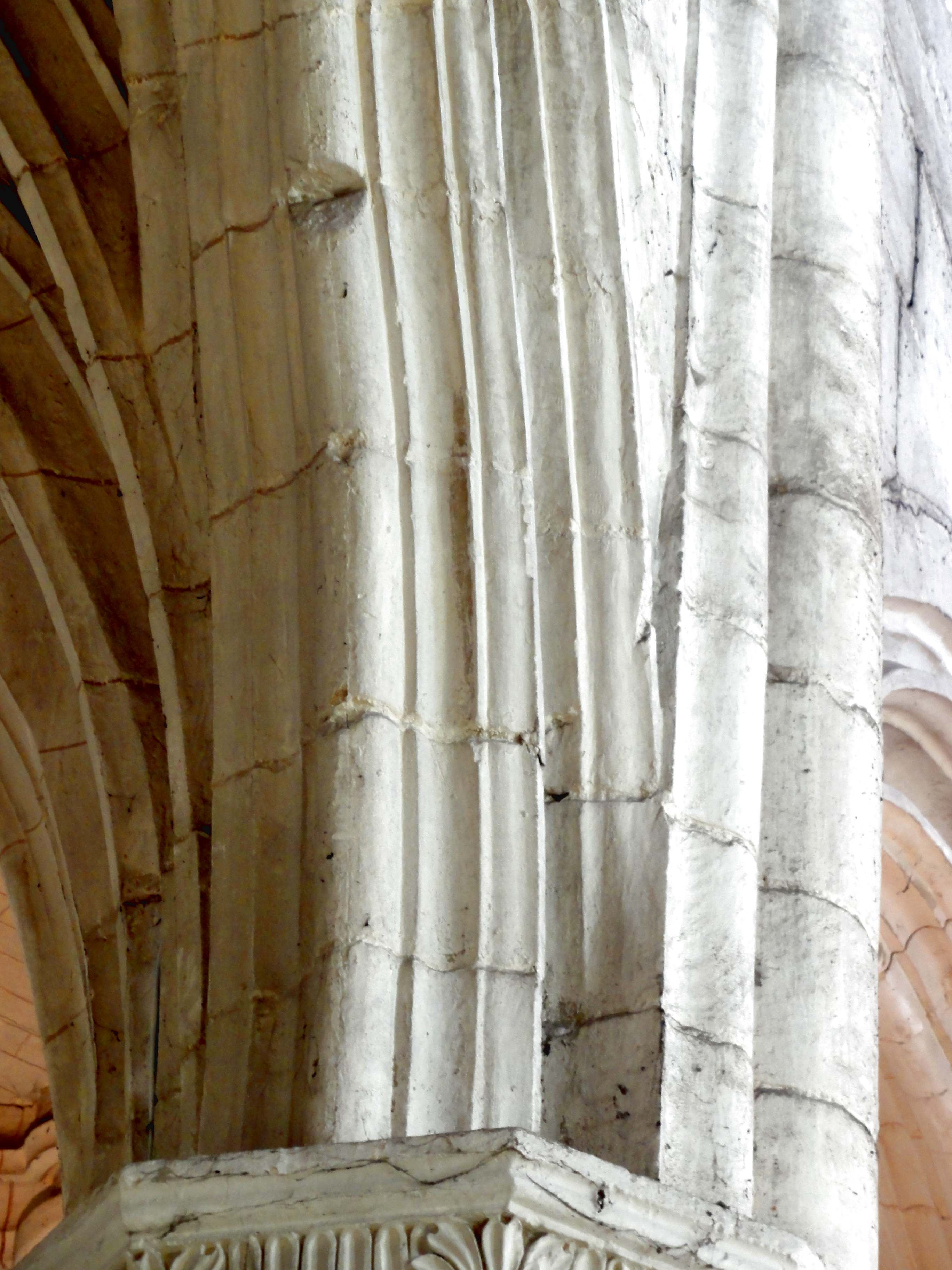
Profil des grandes arcades.
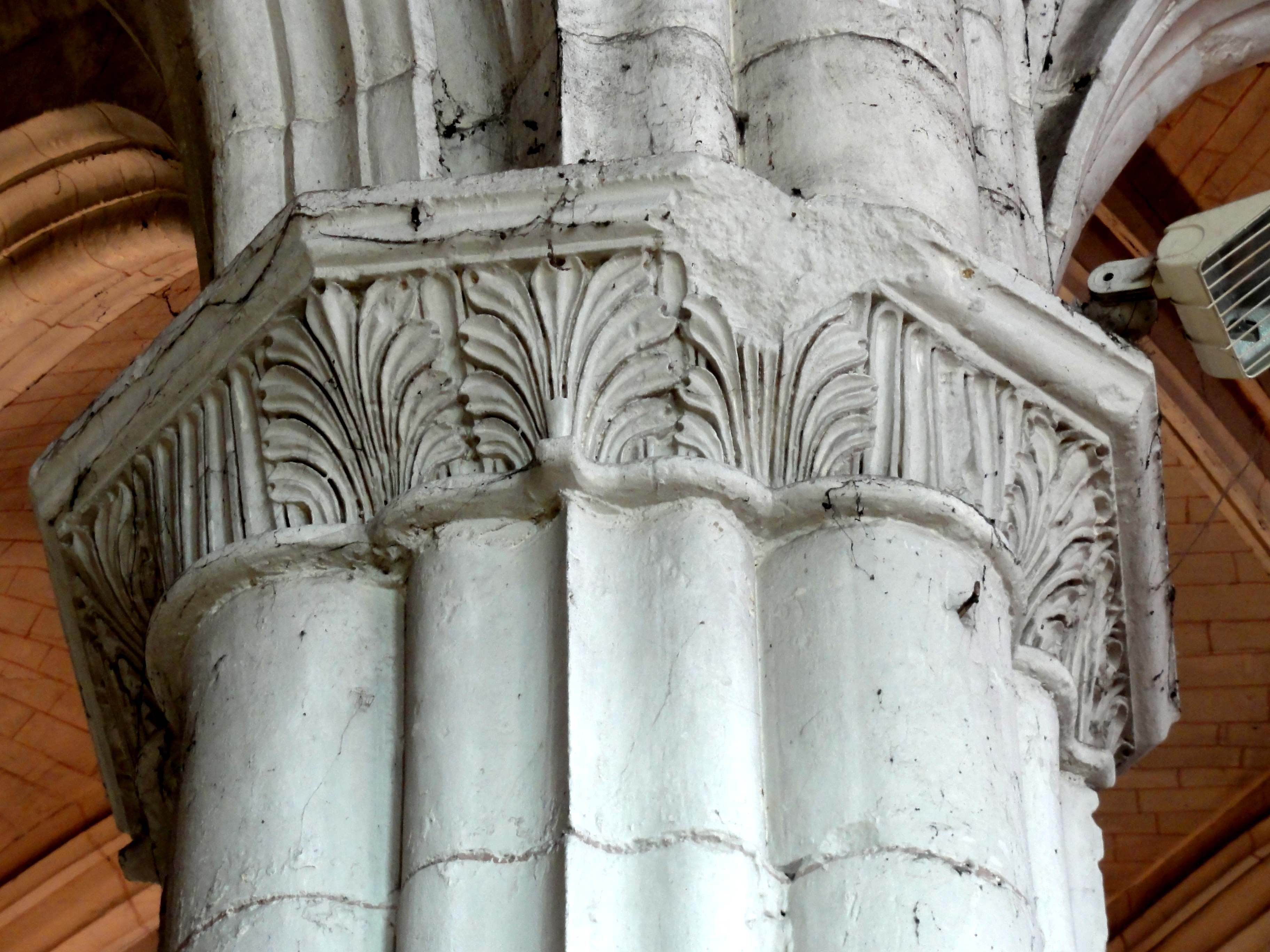
Chapiteau de la nef.

#### Transept

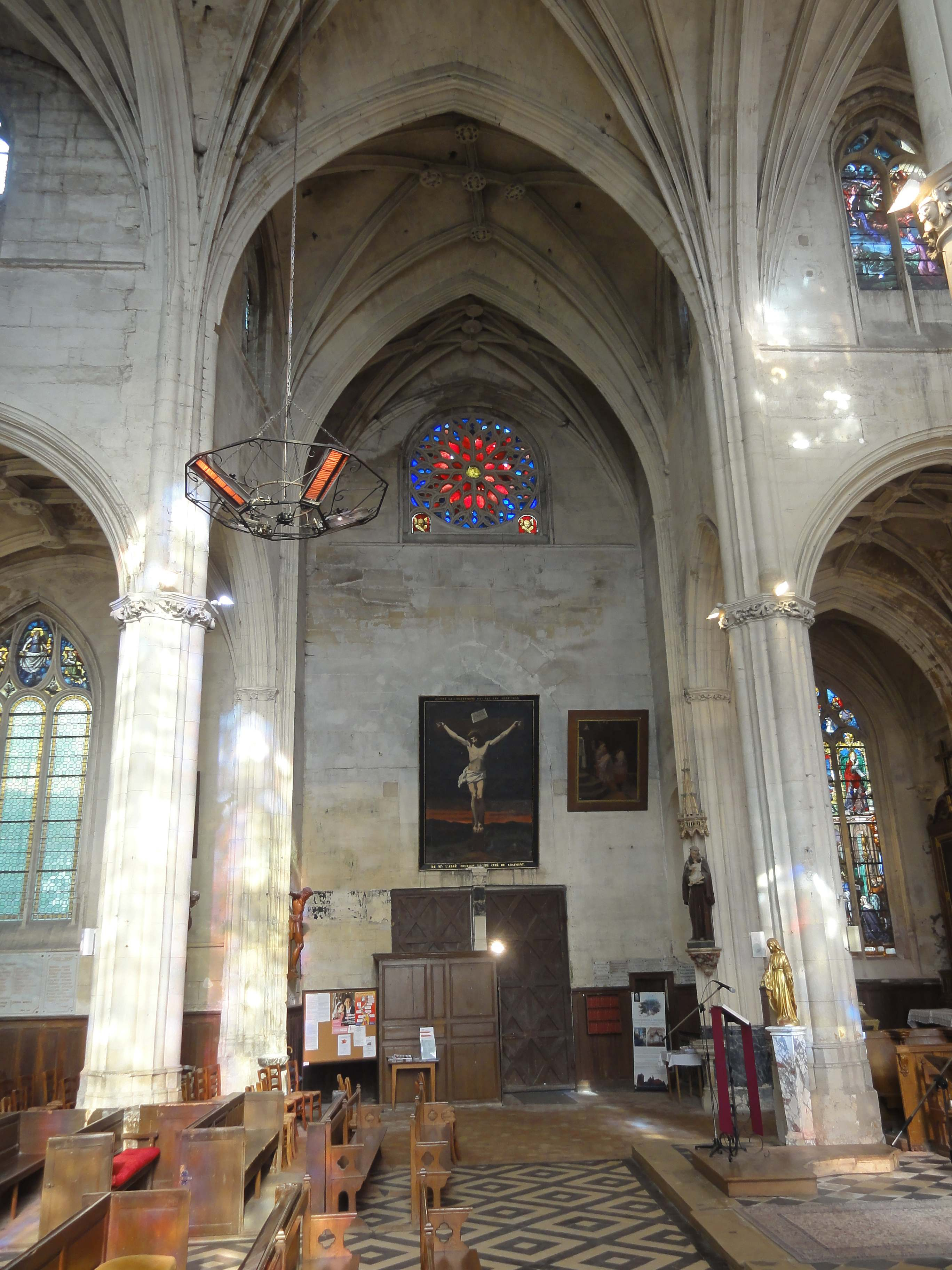
Croisée, vue vers le nord.

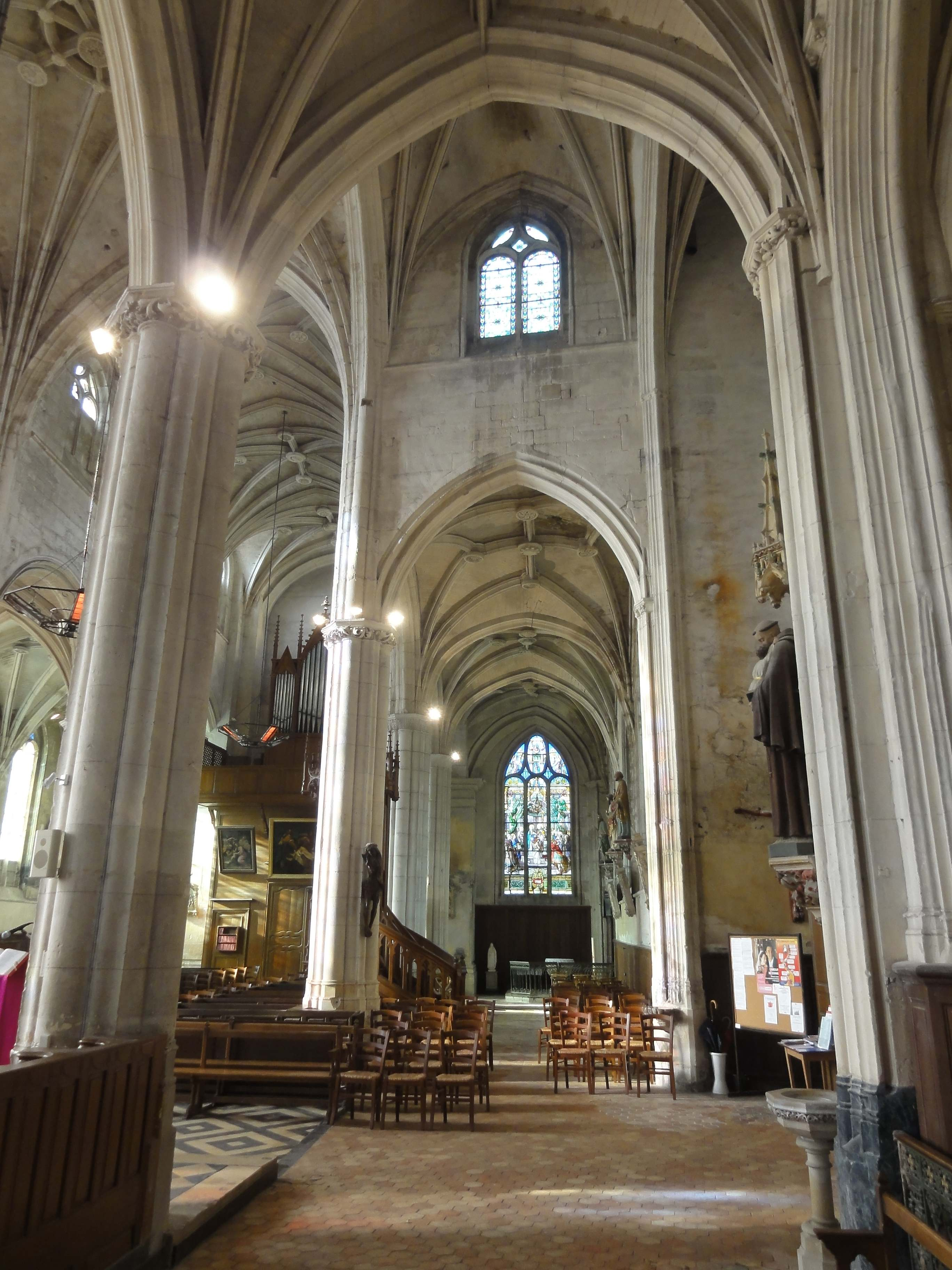
Déambulatoire, vue vers l'ouest dans le croisillon nord.

La présence d'un transept à part entière, voûté à la même hauteur que le vaisseau central et avec des bras dont la profondeur dépasse la largeur des bas-côtés, est devenue l'exception à la période flamboyante. Sauf pour les édifices les plus importants, le transept est souvent sacrifié. Même l'importante collégiale Saint-Martin de Montmorency n'a pas de transept. À L'Isle-Adam, le transept ne déborde bas. Dans le Vexin français, seule l'église de Magny-en-Vexin possède un transept très développé. En l'occurrence, les contraintes topographiques ont restreint l'extension en longueur. Bien que les croisillons soient formés chacun de deux travées, ils sont de dimensions identiques que la croisée du transept, et une seule voûte par croisillon aurait en réalité suffi. La première travée de chacun des croisillons correspond à la largeur des bas-côtés ; la deuxième travée est moitié moins profonde. Les élévations latérales de la première travée sont calquées sur la nef et la travée droite du chœur, sauf que la largeur est moins importante. Les murs latéraux de la seconde travée sont absolument nus, et il n'y a même pas le bandeau horizontal, sauf à l'ouest du croisillon sud, où l'on trouve une très haute fenêtre à deux lancettes, qui est presque entièrement bouchée. Il y a aussi, à l'est du croisillon nord, l'arcade ouvrant sur la chapelle Saint-Louis. Elle est nettement moins élevée que les autres arcades, et son profil en double doucine est des plus simples, comme si cette arcade aurait initialement été oubliée par l'architecte.
Les murs d'extrémité sont différents au nord et au sud. Au sud, le jour entre par une vaste fenêtre, dont le réseau à quatre formes en plein cintre est une déclinaison du remplage des fenêtres hautes. Les trois formes sont surmontées de trois losanges et de deux oculi allongés. Ce réseau n'est pas, selon Louis Régnier, d'un heureux effet. Au nord, le somptueux décor du portail à l'extérieur ne laisse de la place que pour une rosace, bien que l'architecte aurait pu prévoir un tympan ajouré. La rosace, poussée haut sous la lunette de la voûte, s'inscrit dans une courte et large baie en plein cintre, ce qui explique la présence de deux écoinçons ajourés en bas à gauche et à droite. Ils prennent la forme de minuscules fenêtres en plein cintre. Le réseau fortement ramifié de la rosace se fait le reflet de l'architecture flamboyante à son apogée, et semble appartenir à une autre époque que le restant des fenêtres, dont les formes en plein cintre annoncent la Renaissance. Huit rayons rayonnent autour d'un petit oculus central. Chaque rayon aboutit sur un petit soufflet. Ces soufflets sont reliés les uns aux autres par des accolades, qui sont flanqués de deux soufflets, tandis qu'un troisième s'insère entre les deux flancs de l'accolade. Il est relié au centre la rosace par un meneau, qui se divise bientôt en deux branches, et délimite ainsi, avec les rayons principaux, trois feuilles. Une autre particularité du transept sont les supports des doubleaux intermédiaires des deux croisillons. Leur mouluration descend jusqu'au sol. Dans le croisillon sud, les ogives et formerets font de même. Dans le croisillon nord, ils se fondent tantôt dans les murs, et retombent tantôt sur des culs-de-lampe. L'on trouve ces nervures se prolongeant jusqu'au sol dans les bas-côtés de Gisors. Ce type de pilier est assez peu fréquent, à cause de la difficulté de la taille de profils aussi fouillés. La cohabitation avec les supports engagés des arcades vers les bas-côtés n'a pas été bien étudié, car ces supports sont calqués sur les grandes arcades de la nef et portent des frises, ce qui apporte une rupture de style assez nette. À Louis Régnier de conclure que « sous le rapport de la fermeté des lignes et de la pureté du style, l'édifice est très inférieur à d'autres monuments même contemporains, tels que l'abbatiale de Saint-Riquier, l'église Saint-Maclou de Rouen, le chœur de l'église Saint-Vincent de la même ville et la nef de l'église de Houdan »,.

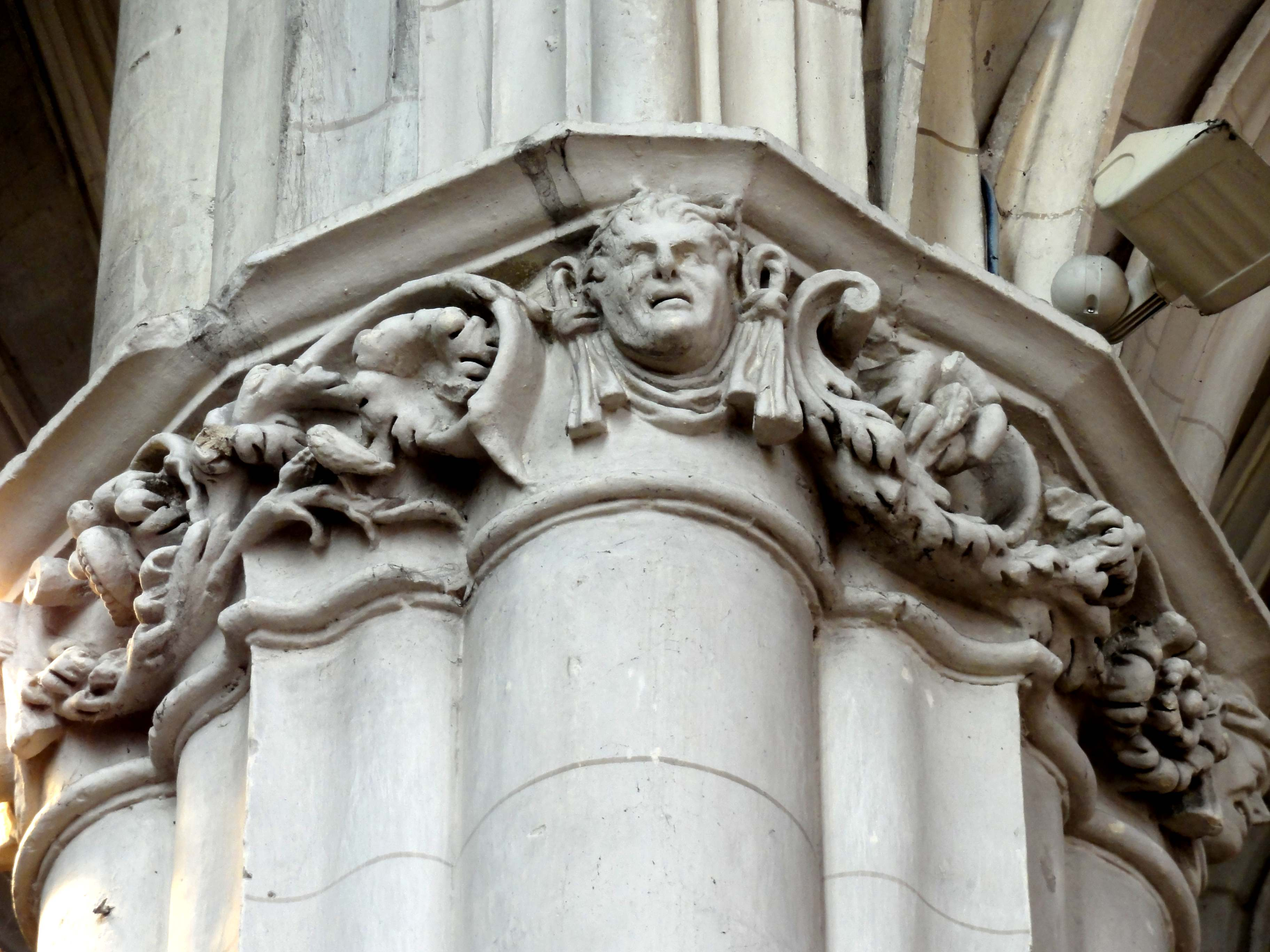
Croisée du transept, frise du pilier sud-est.
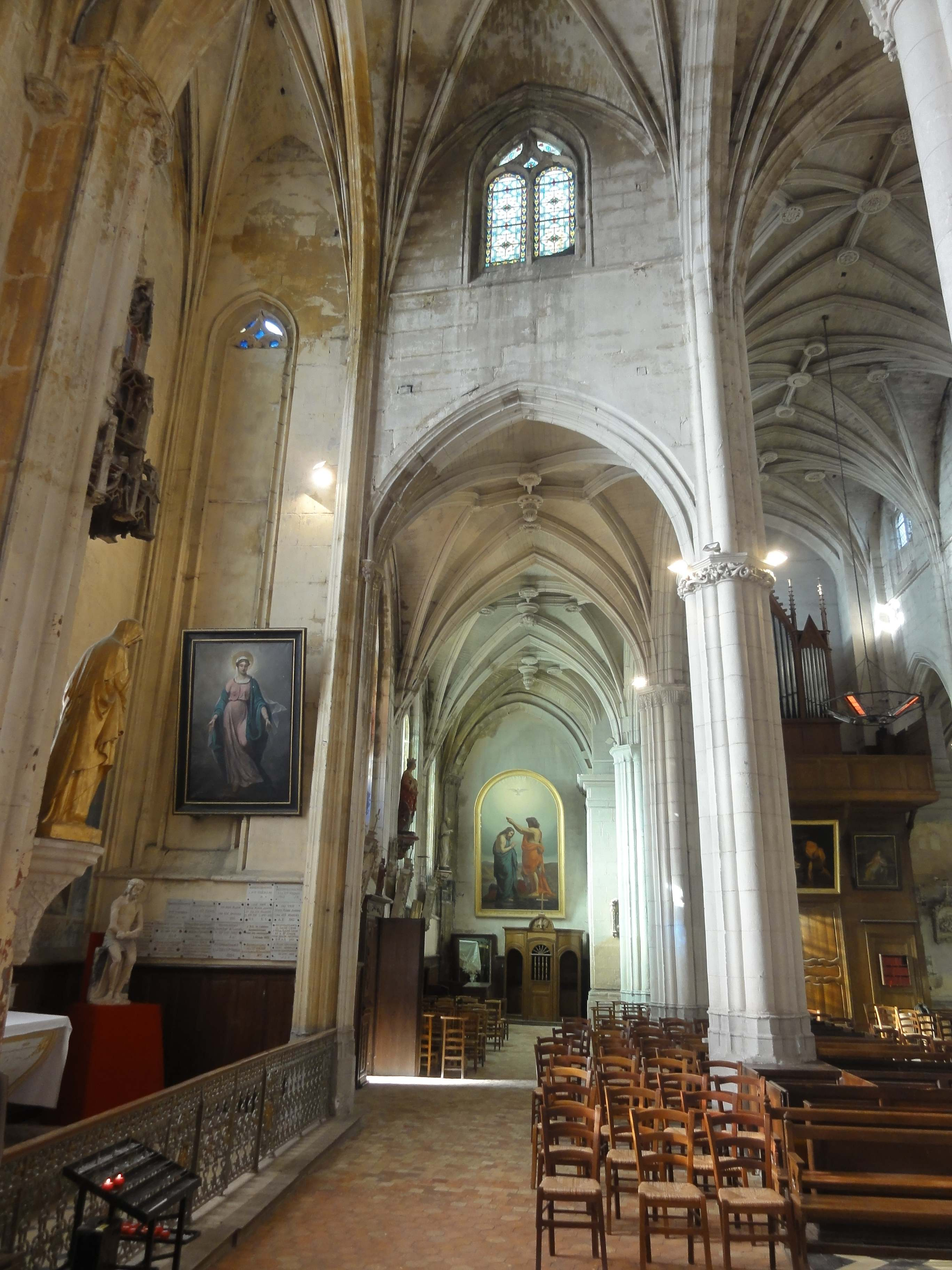
Croisillon sud, vue vers l'ouest.
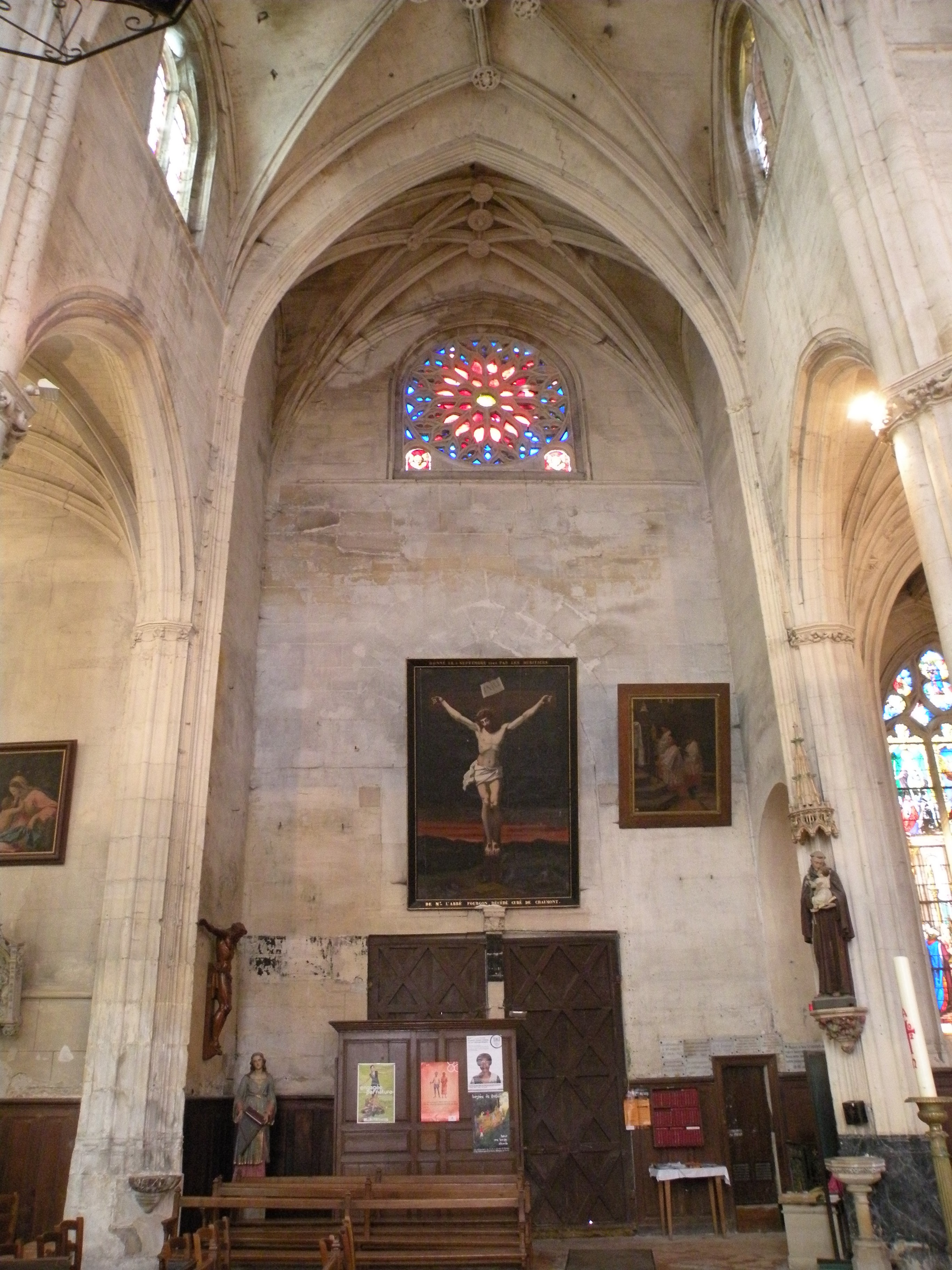
Croisillon nord, vue vers le nord.
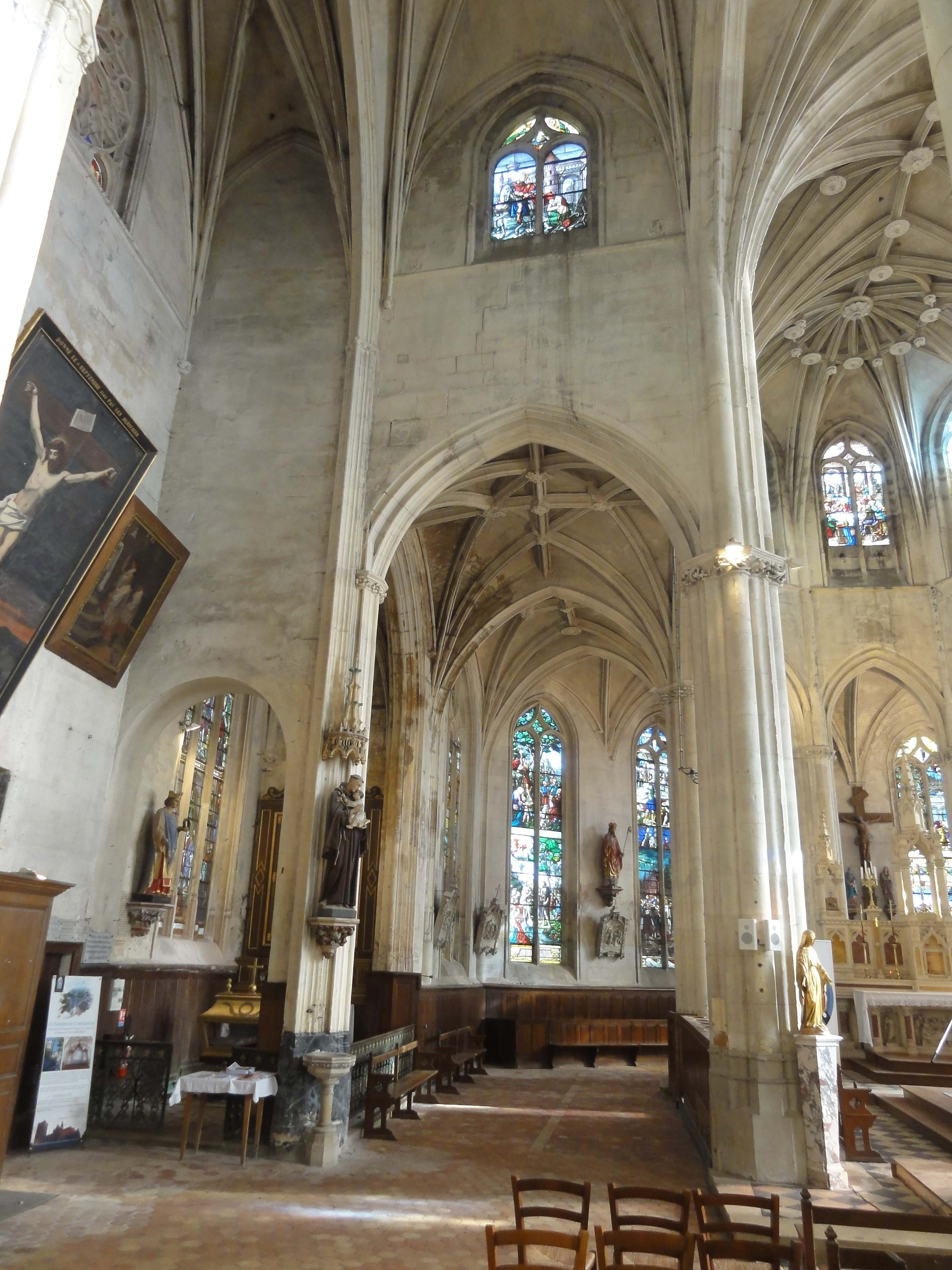
Croisillon nord, vue vers l'est.
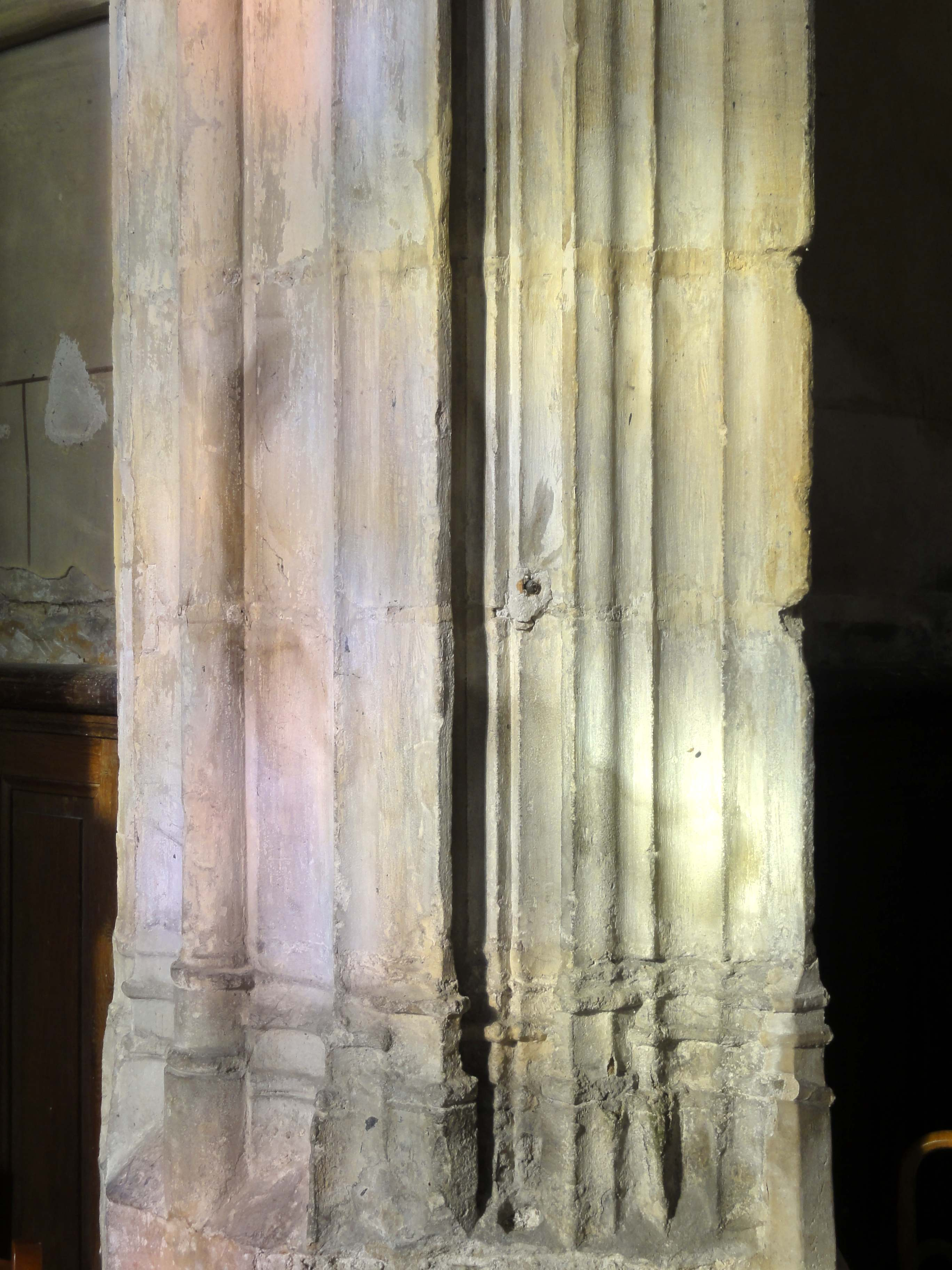
Croisillon nord, pilier intermédiaire côté ouest.
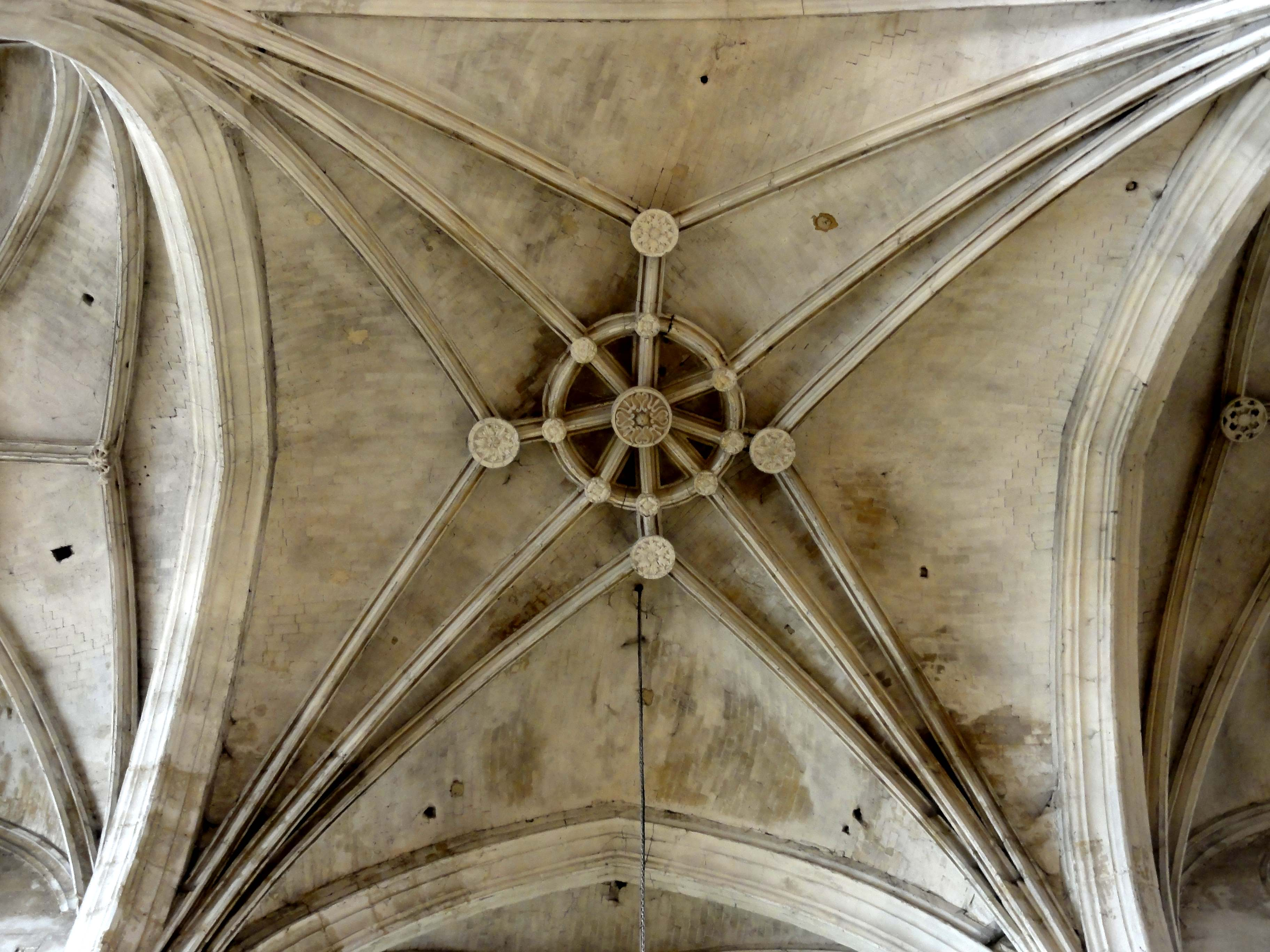
Croisée du transept, voûte.

#### Bas-côtés et déambulatoire

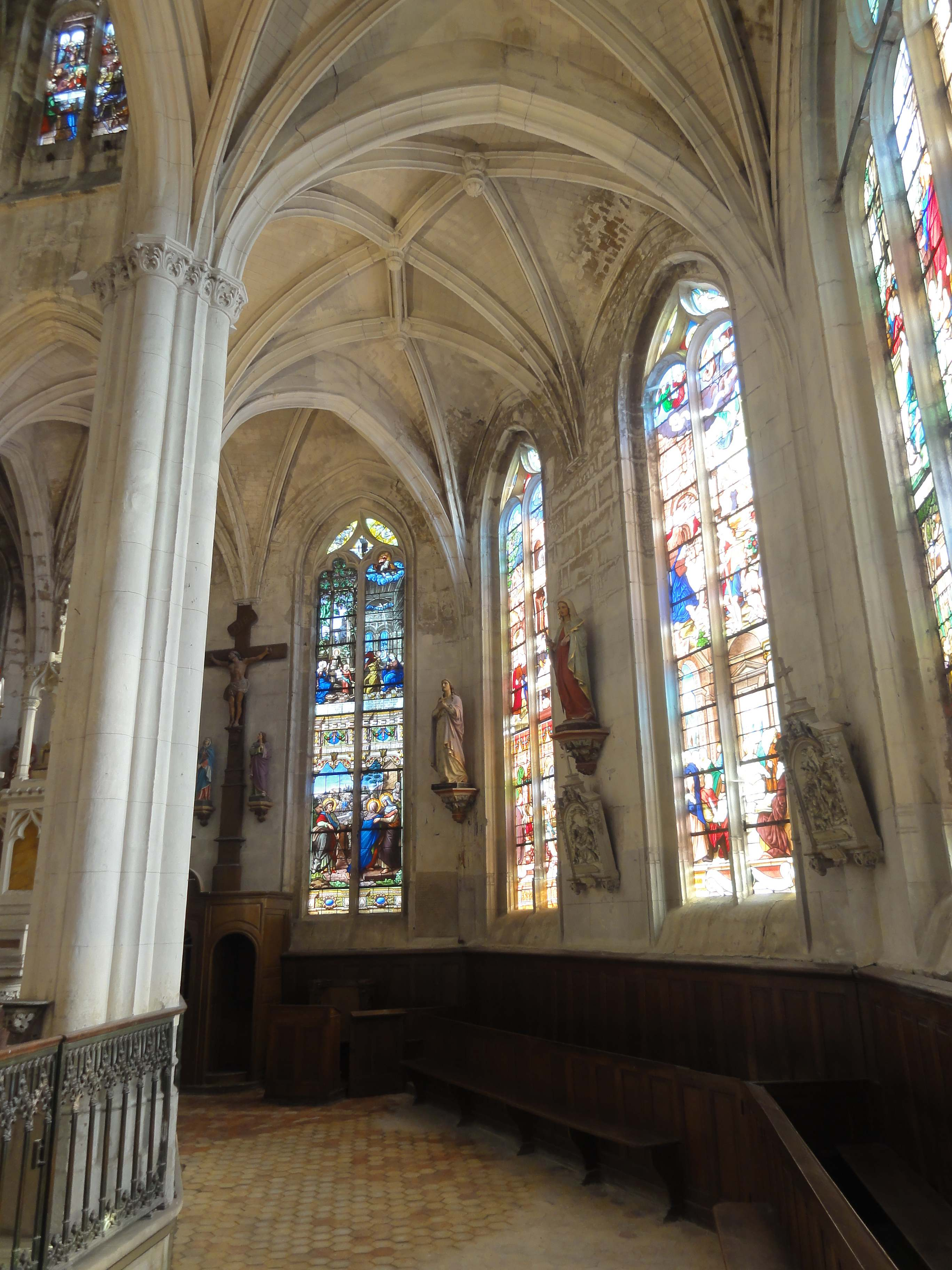
Déambulatoire sud, vue vers l'est.

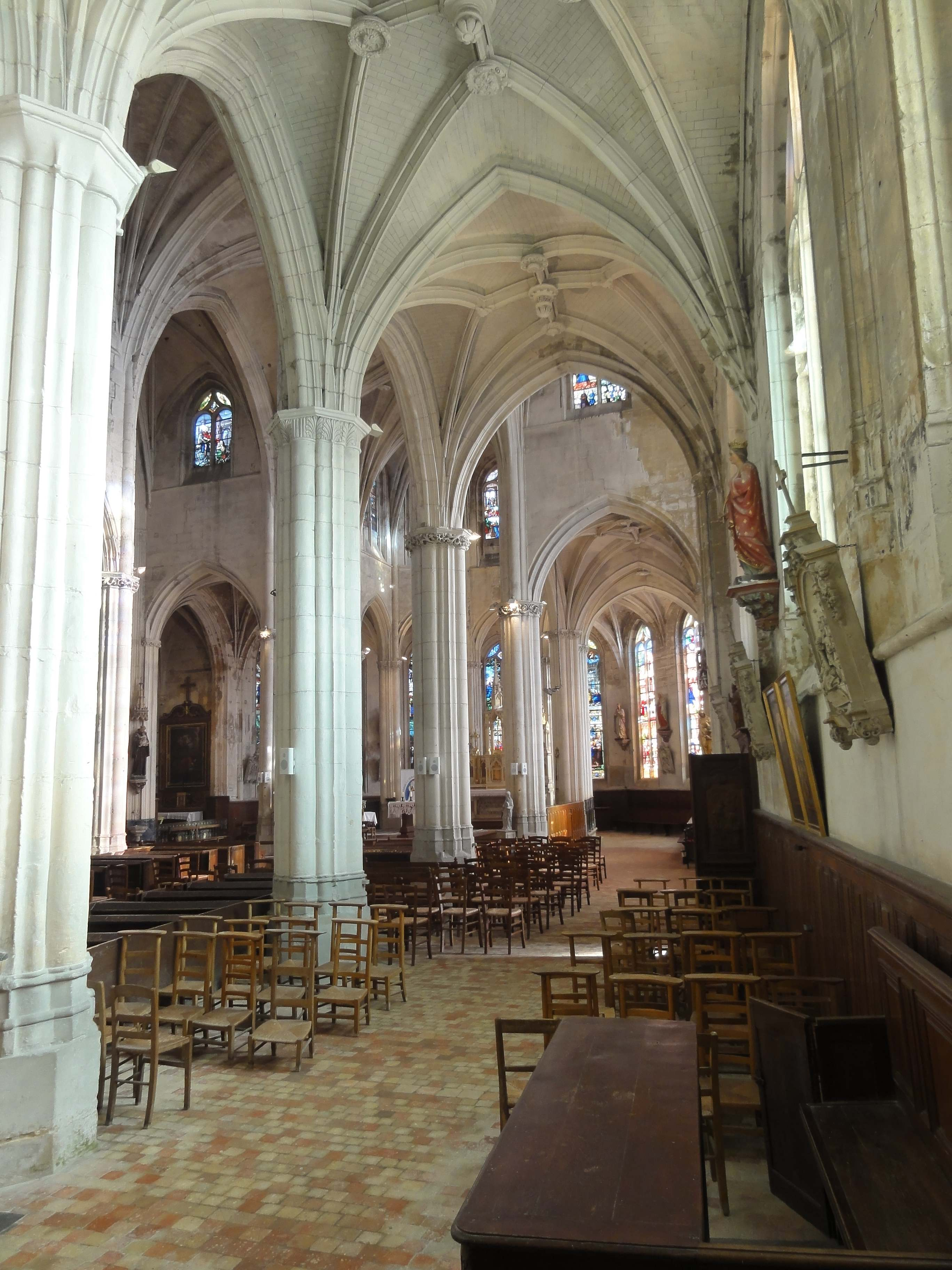
Bas-côté sud, vue vers l'est.

Les bas-côtés de la nef et le déambulatoire ont à peu près la moitié de la largeur du vaisseau central, et leur hauteur considérable de 9 m est équivalente à celle du vaisseau central des églises flamboyantes modestes à un seul niveau d'élévation. Cette hauteur généreuse permet des surfaces vitrées plus importantes que dans le vaisseau central. Ce sont donc des baies à trois formes en plein cintre, surmontées de deux losanges et d'un oculus allongé, qui règnent dans les bas-côtés de la nef, et dans les trois travées droites du déambulatoire. Seule la chapelle Saint-Louis peut s'enorgueillir d'un réseau flamboyant à trois lancettes à têtes trilobées, surmontées de trois soufflets dont deux sont obliques. Les parties tournantes du déambulatoire comptant deux travées pour les pans nord-est, est et sud-est de l'abside du vaisseau central, l'on y trouve toutefois de nouveau des baies à deux formes en plein cintre, plus hautes que celles du vaisseau central, mais sinon analogues. Dans les bas-côtés de la nef, un bandeau torique marque la limite des allèges. Partout, le seuil des fenêtres est profilé en forme de doucine. Ce recours fréquent à la doucine, qui se ressent partout dans l'édifice, est l'un des indices stylistiques de sa date tardive, avec les réseaux des fenêtres et les clés de voûte, alors que la modénature renvoie à la période flamboyante à son apogée. Plus que le nombre accru de travées dans le déambulatoire, assez coutumier pour des absides à cinq pans, c'est l'absence de chapelles rayonnantes qui peut surprendre. En général, les déambulatoires vont de pair avec des chapelles rayonnantes. Le déambulatoire sans chapelles rayonnantes est une particularité de plan propre à l'Île-de-France et ses environs, et hérité sans doute du plan primitif de la cathédrale Notre-Dame de Paris. D'autres exemples sont Deuil-la-Barre et Domont, à la première période gothique ; Le Mesnil-Amelot à la période flamboyante ; et Fontenay-en-Parisis et Mareil-en-France à la Renaissance (le déambulatoire de Fontenay-en-Parisis remplace un prédécesseur du XIIIe siècle),.
Les voûtes montrent une plus grande diversité de dessin que dans le vaisseau central, ce qui est tout à l'avantage de l'édifice. L'on note aussi une diversité des supports, qui apparaît plutôt comme un manque de consistance. Une partie des clés de voûte des bas-côtés de la nef et à l'est du déambulatoire a été bûchée à la Révolution, et devait arborer des armoiries. Les disques sont en partie sculptés des mêmes motifs un peu répétitifs que dans la nef. Certains sont sculptées de volutes dans le goût de la Renaissance italienne, ou sont entourés d'un rang de dards et d'oves, d'un rang de denticules, ou des contours d'un cuir découpé. Si la clé centrale est pendante, elle est sculptée de godrons sans prétention. Les voûtes des six travées des bas-côtés de la nef et deux voûtes des parties droites déambulatoire sont à huit liernes partant d'une croix centrale. Sur les voûtes de deux autres travées droites du déambulatoire, un losange central s'y ajoute. Les trois travées doubles des parties tournantes du déambulatoire sont recouvertes ensemble par une voûte dissymétrique, puisqu'il n'y a qu'une grande arcade côté vaisseau central. Ici, trois ogives ou liernes rayonnent autour de trois clés identiques, qui sont reliées les unes aux autres par des tiercerons. Au milieu des murs latéraux des travées doubles, les nervures des voûtes n'ont pas de supports, et se fondent simplement dans le mur. À la retombée des doubleaux intermédiaires du déambulatoire, les doubleaux descendent jusqu'au sol, comme au milieu des élévations latérales du transept. Les autres nervures se fondent dans les angles avec ou sans croisement et interpénétration. Il n'y a généralement pas de frises, sauf au niveau des arcades vers les croisillons. Un cul-de-lampe Renaissance existe dans l'angle nord-est de la chapelle Saint-Louis au nord du déambulatoire. Dans les bas-côtés de la nef, l'on trouve des piliers engagés dont le profil est calqué sur les grandes arcades, qui est ici aussi le profil adopté par les doubleaux. Ces piliers ne descendent pas jusqu'au sol, et butent sur le bandeau torique qui marque la limite des allèges. Les doubleaux se fondent dans les piliers engagés, tandis que les autres nervures pénètrent dans le mur. Les extrémités occidentales des bas-côtés sont très irrégulières, avec présence de frises dans les angles nord-ouest et sud-ouest, et présence de piliers Renaissance carrés, avec chapiteau doriques et entablement ébauché, au début des grandes arcades. Ces piliers ne sont autres que les contreforts orientaux des deux clochers, dont celui du nord n'a jamais été bâti.

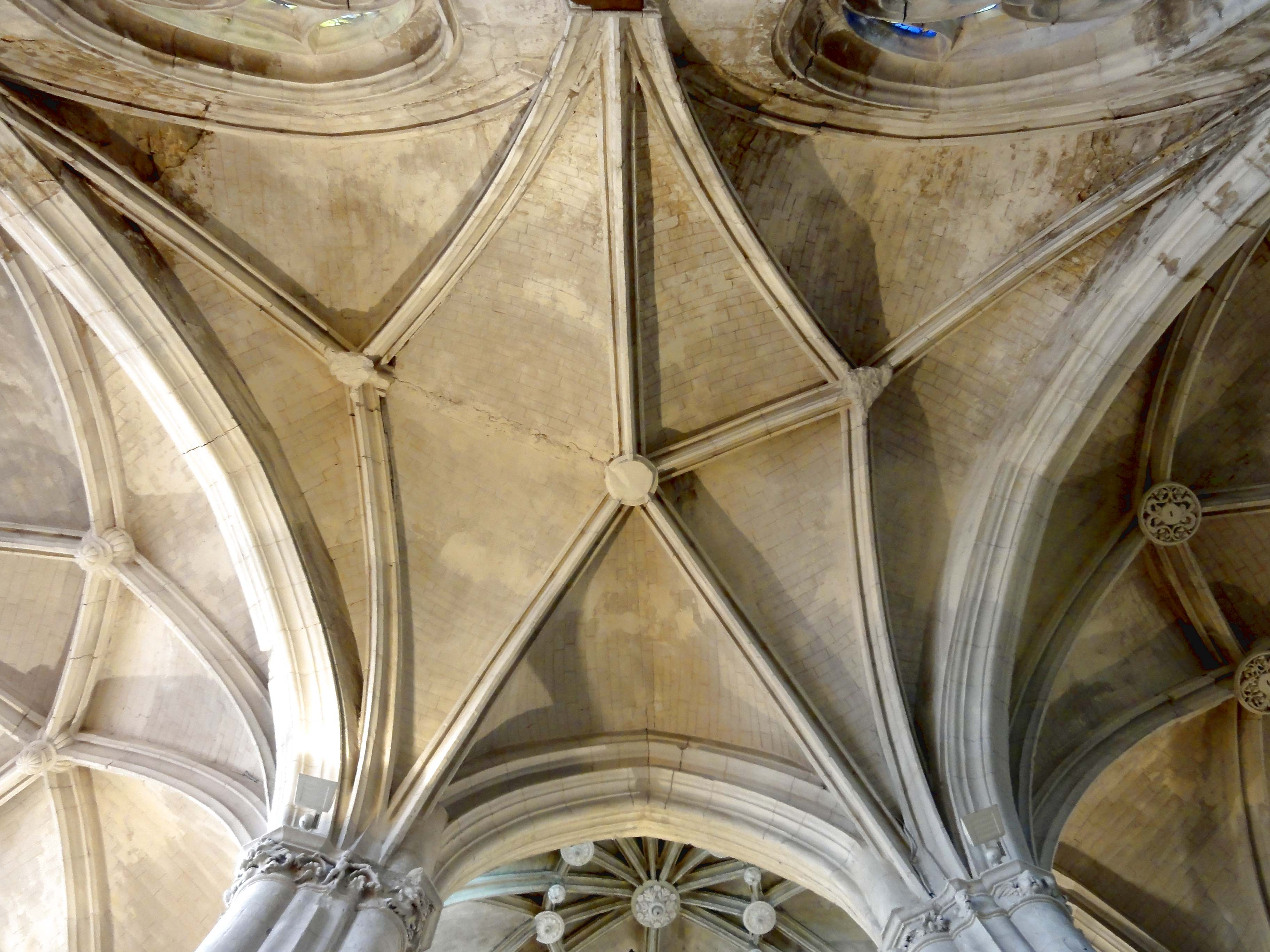
Déambulatoire sud, voûte de la travée d'axe.
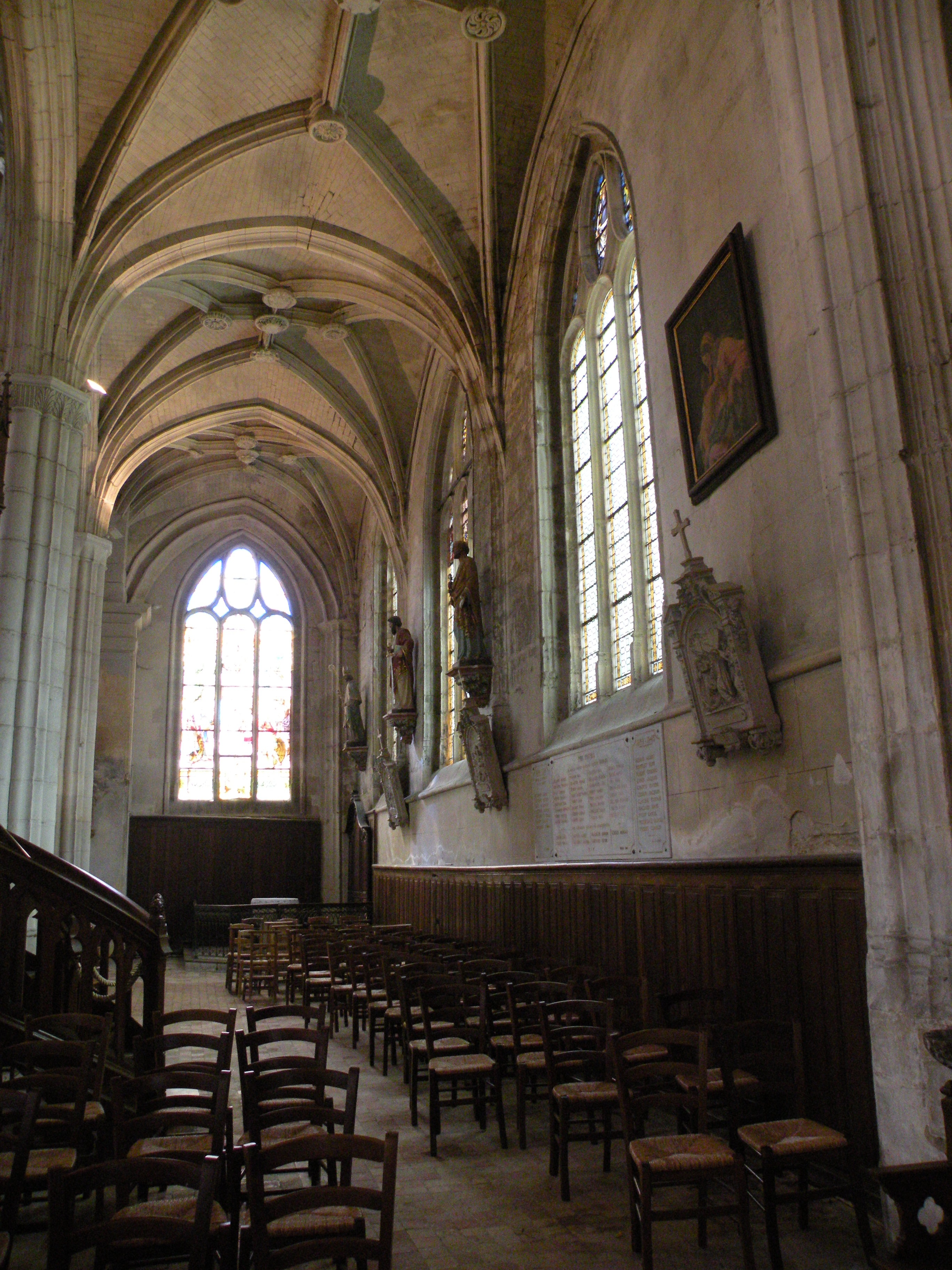
Bas-côté nord, vue vers l'ouest.
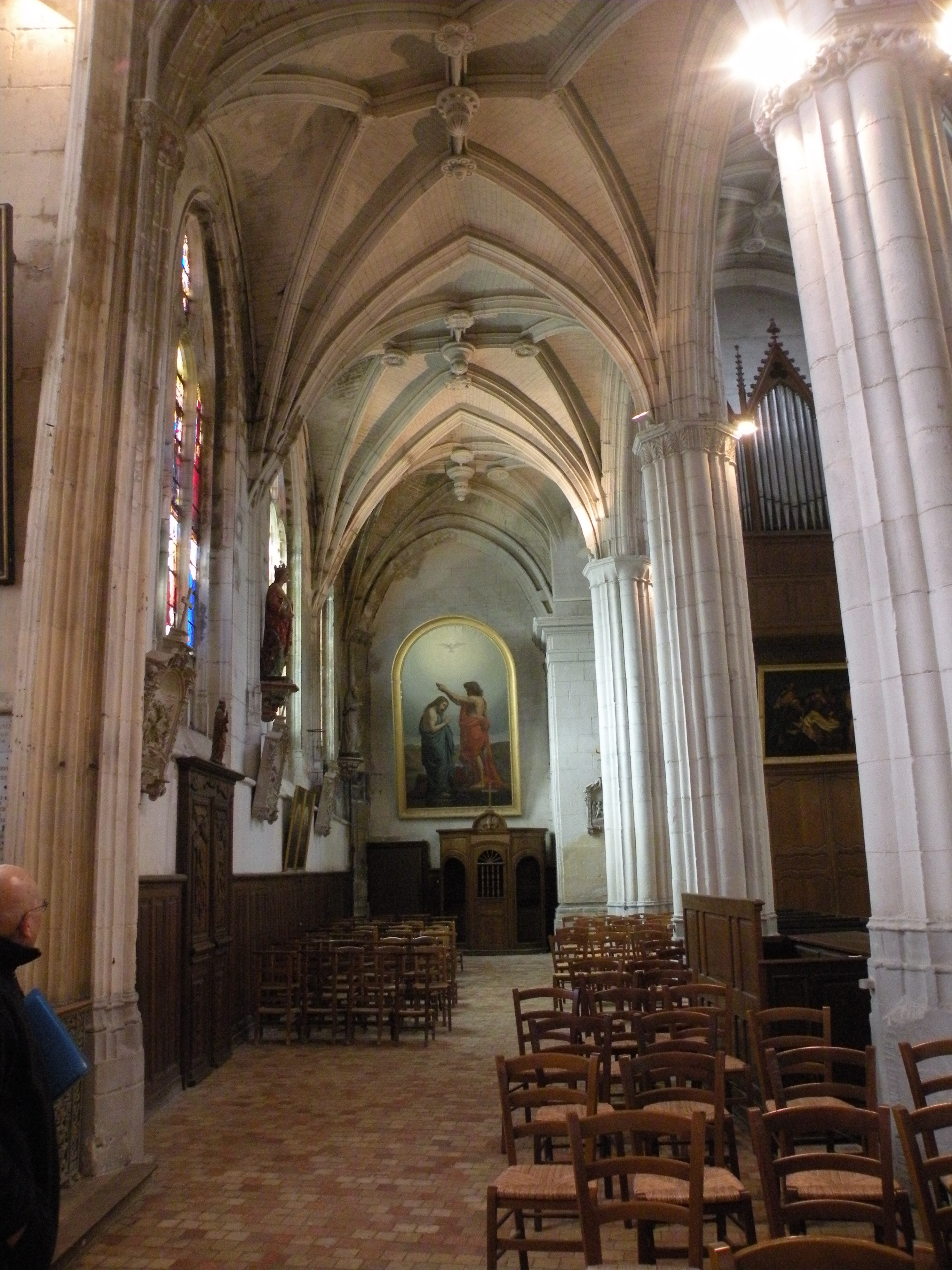
Bas-côté sud, vue vers l'ouest.
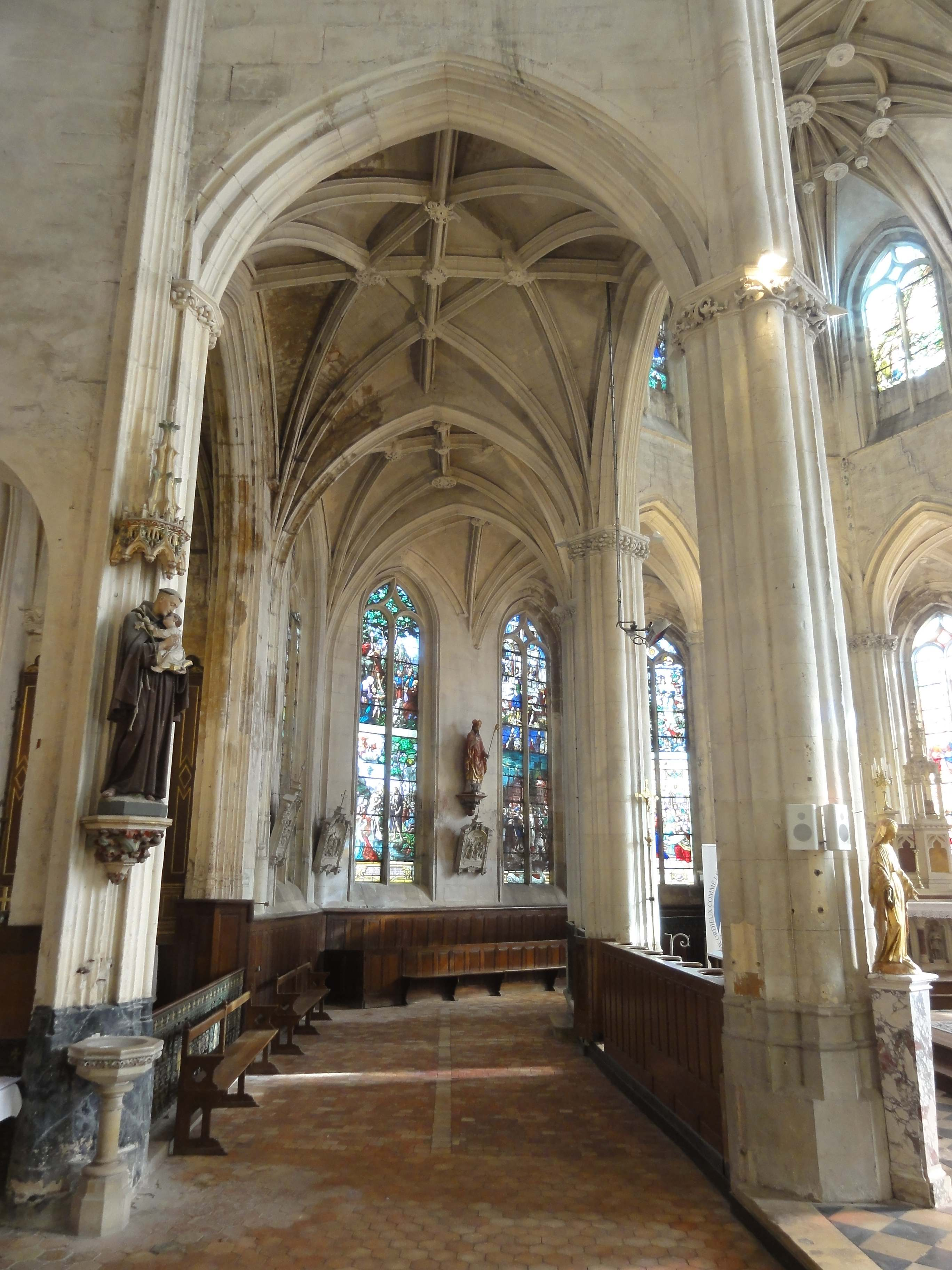
Croisillon nord, vue vers l'est dans le déambulatoire.
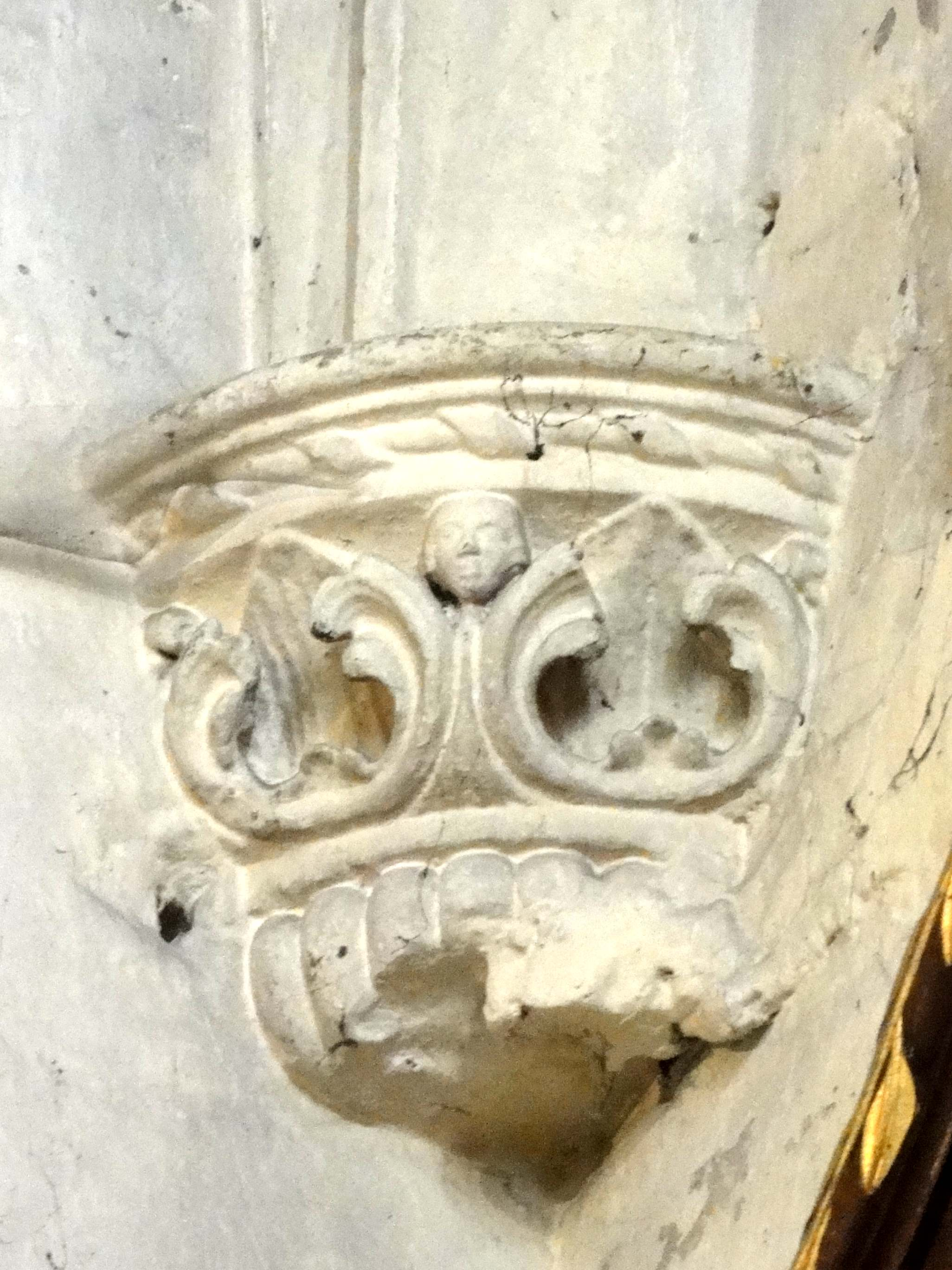
Chapelle au nord du déambulatoire, cul-de-lampe dans l'angle.
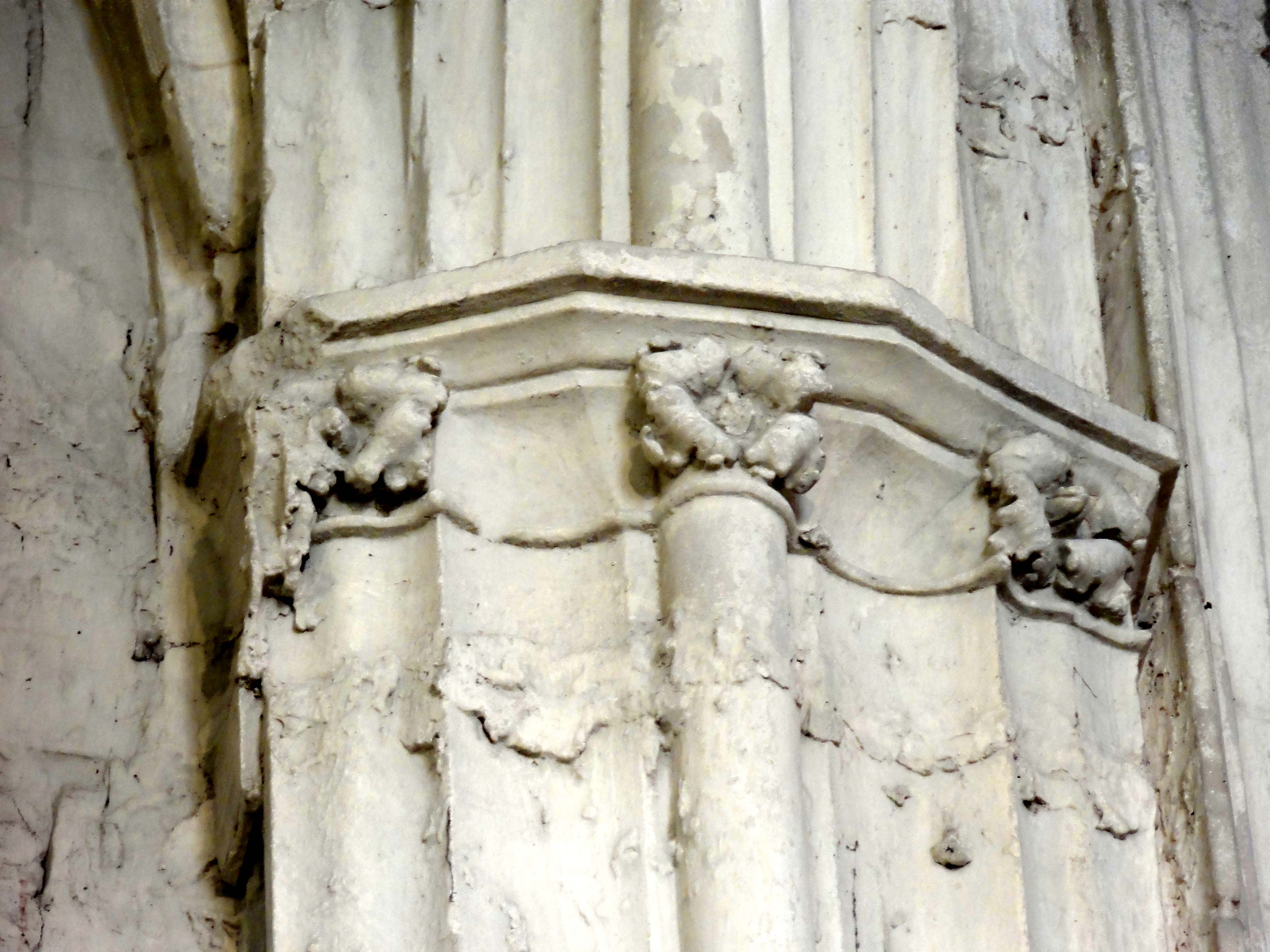
Bas-côté nord, retombée de l'arcade vers le croisillon, côté nord.

### Extérieur

#### Croisillon nord

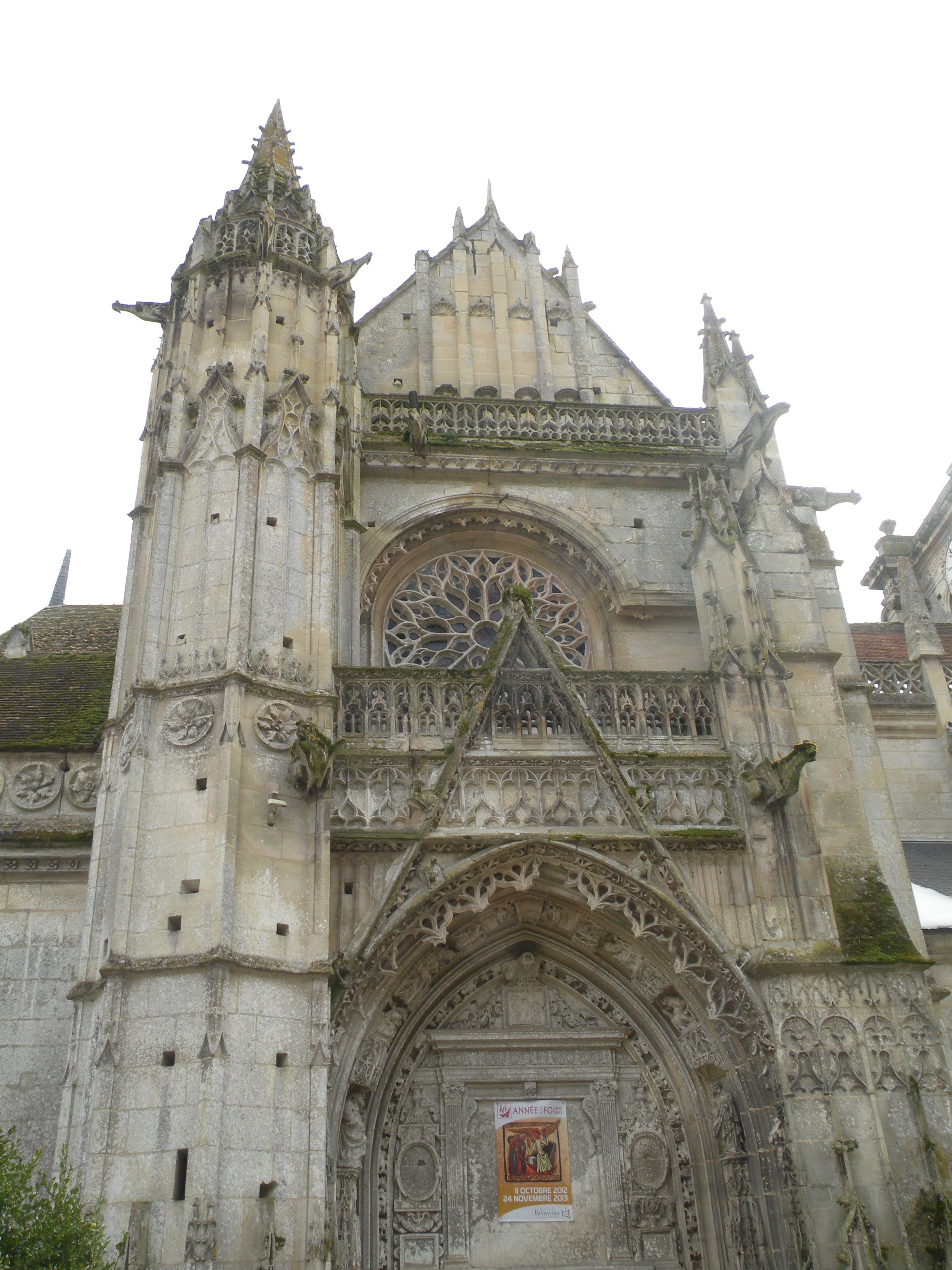
Croisillon nord, parties hautes.

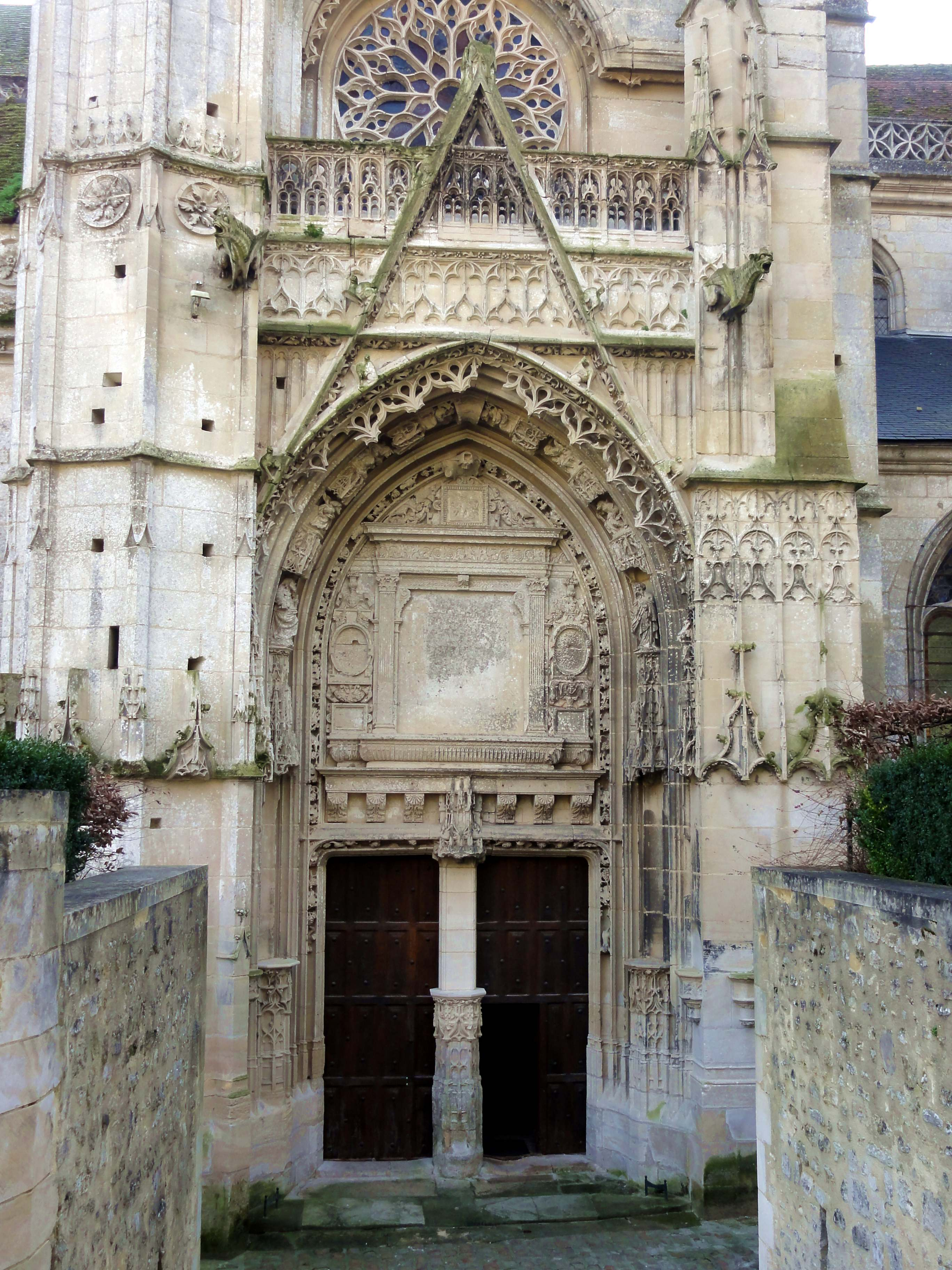
Portail nord.

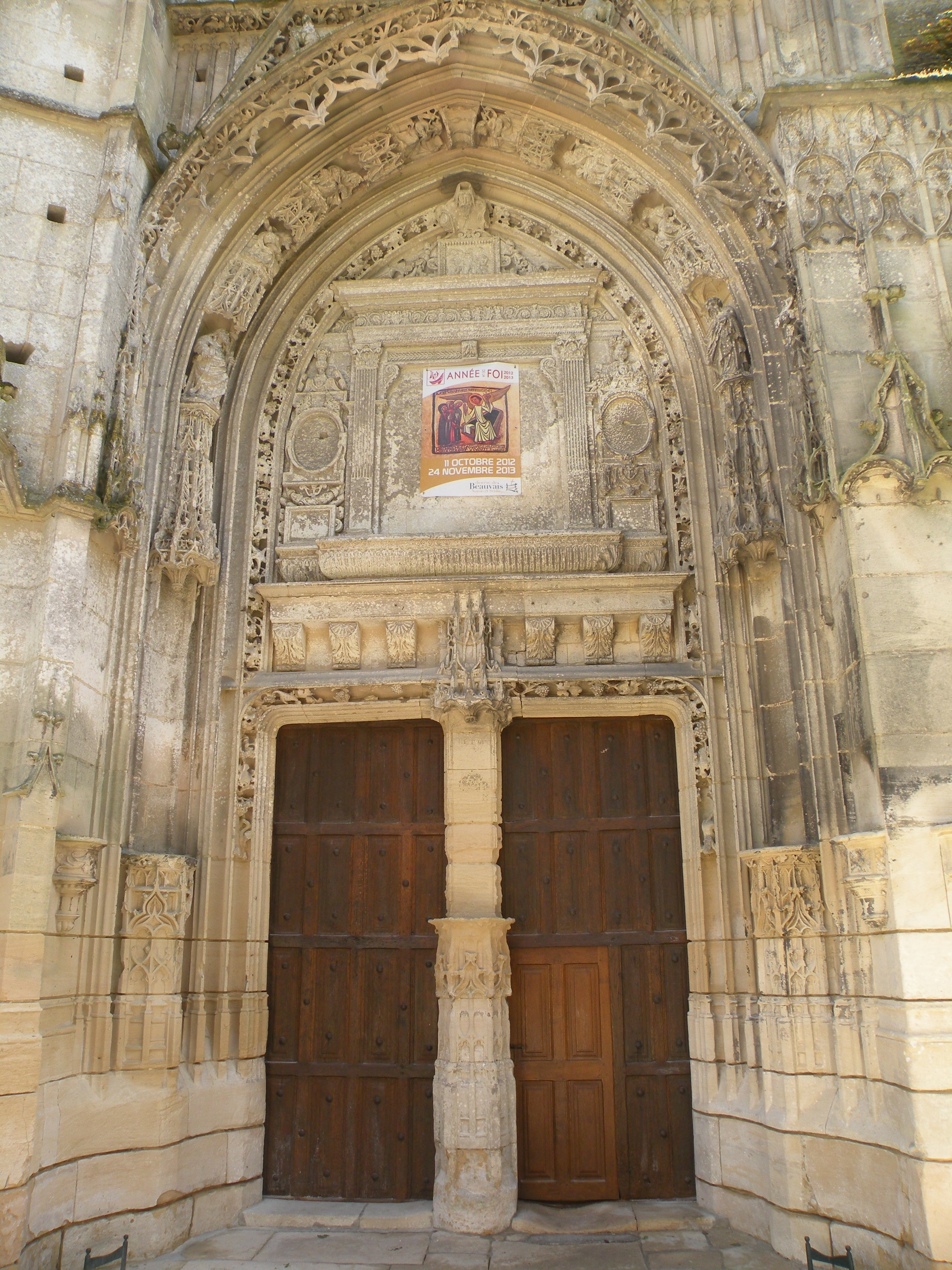
Vue rapprochée du portail.

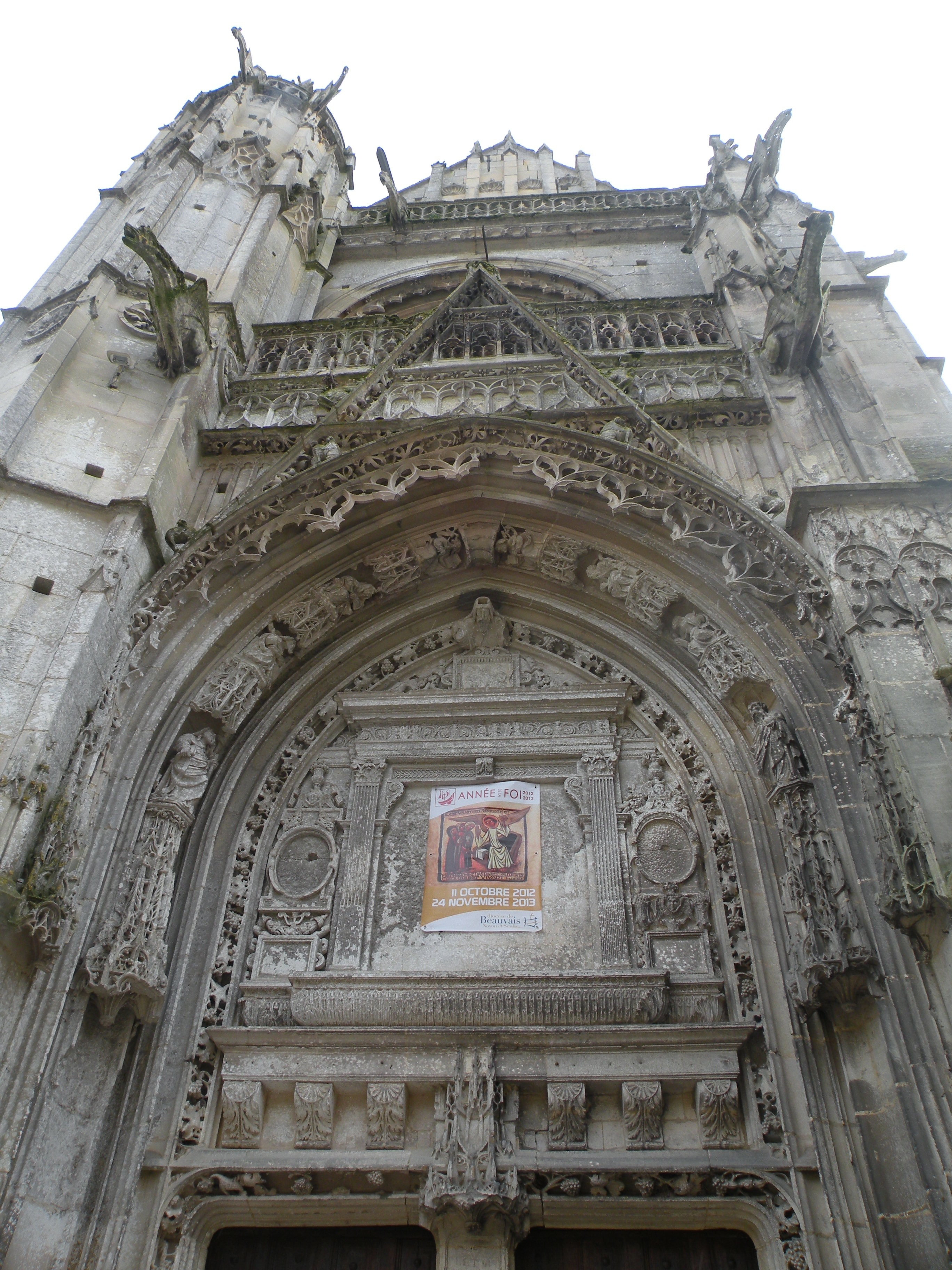
Tympan du portail.

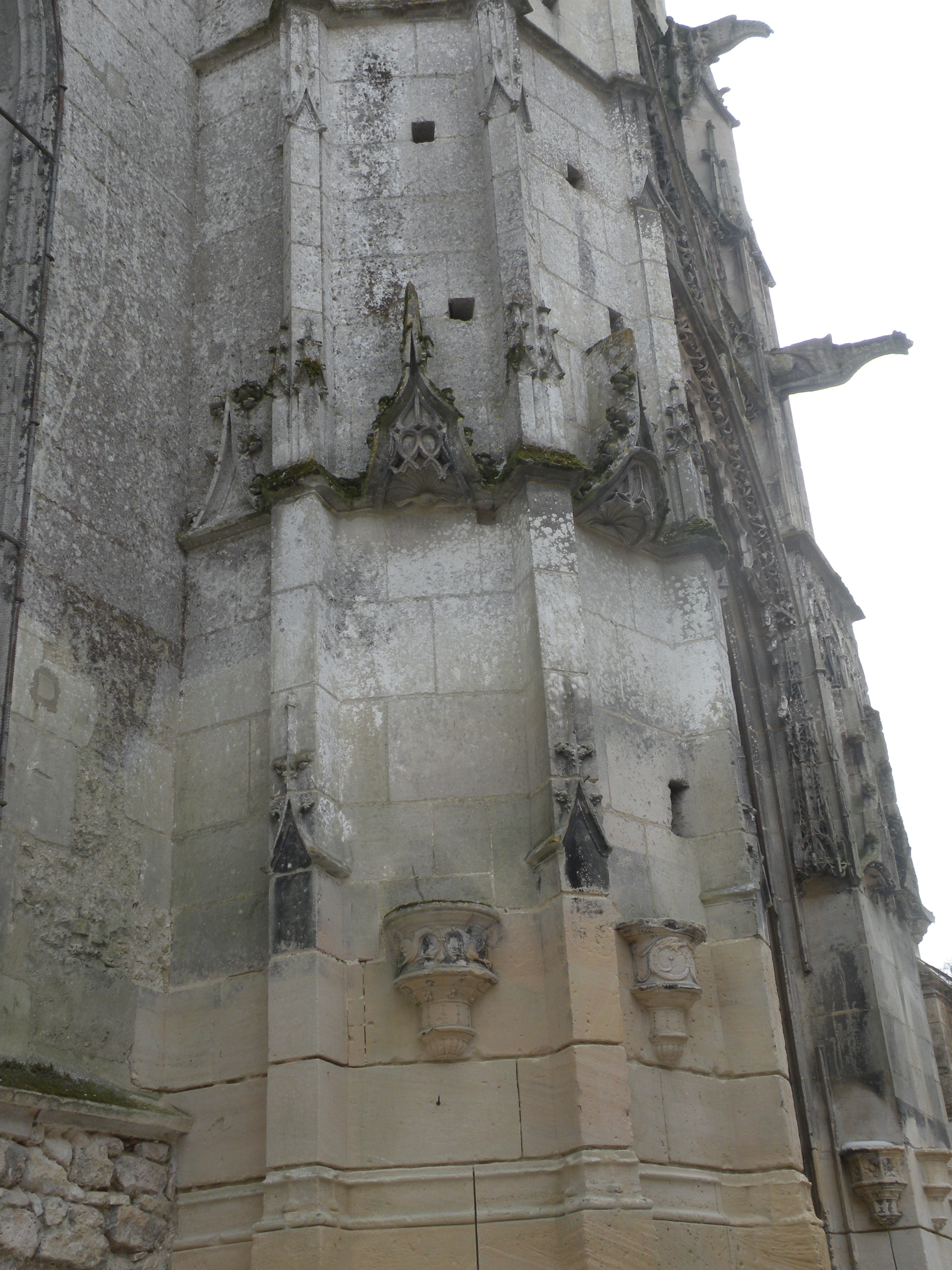
Premier étage de la tourelle d'escalier.

La façade principale est celle du croisillon nord. L'élévation s'organise en trois niveaux, dont les deux premiers ont la même hauteur que les deux niveaux d'élévation de la nef et du vaisseau central, et dont le troisième correspond au pignon. Le deuxième niveau est placé en retrait par rapport au premier, et le troisième par rapport au second. Ces retraites fournissent le prétexte à deux galeries de circulation extérieures, qui sont protégées par des balustrades à jour. Leurs motifs sont des soufflets obliques regroupés deux par deux sous des arcs en plein cintre, puis deux mouchettes obliques inversés, et enfin deux petites arcatures en plein cintre en dessous. À gauche, les deux balustrades butent contre la tourelle d'escalier polygonale, dont l'ordonnancement est plus complexe, et mérite une analyse à part. À droite, la balustrade inférieure est délimitée par un grand clocheton garni de pinacles plaqués. Sa fonction est d'assurer la symétrie de la partie centrale du portail. Des gargouilles jaillissent de la tourelle et du clocheton, à gauche et à droite de la balustrade. La balustrade supérieure est délimitée à droite par les deux pinacles qui couronnent les deux contreforts orthogonaux de l'angle nord-ouest. Une gargouille saillit en bas de chacun des pinacles, dont l'une est donc tournée vers l'ouest. Une troisième gargouille part du larmier en bas de la balustrade, à gauche. Une porte dans le pignon dessert la galerie supérieure. Le décor du pignon ne fait pas preuve d'une grande imagination. Cinq étroits pilastres sommés de grêles pinacles, qui sont tous cassés sauf un, sont plaqués devant le mur. Entre les pilastres, quatre consoles et quatre coquilles Saint-Jacques esquisses des niches à statues,,.
Plus raffiné, mais a vrai dire tout aussi sobre est le décor du deuxième niveau d'élévation, qui bénéficie toutefois de la rosace, déjà décrite, comme principal élément de décoration. Sous l'encorbellement de la balustrade supérieure, court un rang de petites arcatures trilobées non ajourées. La partie haute du mur est également établie en encorbellement, ce qui est assez insolite, car couramment, les murs se retraitent successivement du bas vers le haut, et non du haut vers le bas. Visiblement la fonction de l'encorbellement est de créer un effet de plasticité, car un arc en plein cintre, dont la bordure est moulurée, domine ainsi la rosace, et à mi-distance entre cette bordure et la surface murale, se détache un rang de redents sous la forme d'arcatures trilobées découpées cette-fois ci à jour. Une frise de feuillages court en haut de la balustrade. À la balustrade, et en partie à la rosace, se superpose le gable seulement esquissé du portail, qui est totalement évidé, et se résume ainsi aux deux rampants, dont chacun porte une seule chimère, et est agrémenté d'une frise de feuillages. La statue de saint Jean-Baptiste qui couronnait jadis le gâble manque depuis le XIXe siècle. Le premier niveau d'élévation comporte, au-dessus des voussures du portail, qui sont prises dans l'épaisseur du massif, une série d'arcatures plaquées. Leurs motifs sont des soufflets obliques regroupés deux par deux sous des arcatures en plein cintre, et dominant une tête trilobée. En dessous, court une deuxième frise de rinceaux. À droite du portail, les deux pinacles plaqués très effilés qui délimitent la balustrade et le contrefort septentrional se réunissent bientôt pour former une surface rectangulaire, qui fait pendant à la tourelle d'escalier. Cette surface est animée par quatre séries de quatre réseaux plaqués au dessin complexe. En bas, il y a deux consoles sans doute destinées à recevoir des statues, mais il n'y a pas de niches à proprement parler, ni de dais,,.
Quatre chimères peuplent l'extrados du portail en tiers-point. Ses multiples voussures encadrent deux petites portes rectangulaires et un très haut tympan. Les voussures sont moulurées de profondes gorges entre des arêtes saillantes flanquées d'étroites moulures concaves et de listels. La voussure supérieure, assez étroite, accueille une troisième frise de rinceaux semblable aux précédents. Ensuite, l'on distingue deux voussures principales. La première sert à donner davantage de profondeur aux redents qui sont suspendus sous le bandeau supérieur. Le procédé est le même qu'au-dessus de la rosace, mais le motif est différent. Ce sont des accolades formées par deux soufflets obliques, et des feuilles simples découpées dans les écoinçons. Les redents ne concernent pas les piédroits, qui accusent le même profil que les voussures. La deuxième voussure principale accueille quatre statuettes de chaque côté, dont la grosseur diminue du bas vers le haut, et autant de dais architecturés. La plupart des Apôtres représentés par les statuettes sont identifiables grâce à leurs attributs. Ce sont, de gauche à droite, saint Paul ; saint Barthélémy ; saint Jacques le Majeur ; saint Philippe ; saint Mathias ou saint Barnabé ; un Apôtre ayant perdu ses attributs ; saint Matthieu ; et saint Jacques le Mineur. Seul saint Paul et saint Jacques sont représentés debout. Les autres sont assis. Des dais autrement grands et finement ciselés sont logés dans les piédroits. Ce sont ici de véritables niches à statues, vides comme les autres, qui disposent de socles décorés de réseaux plaqués et non seulement de petites consoles Renaissance. La partie inférieure du trumeau est sculpté de la même manière, et un dais un peu plus petit domine le trumeau. Mais pour revenir aux voussures, la dernière accueille une frise de pampres. Celle-ci se prolonge sur les piédroits, et ne s'arrête qu'après le tiers supérieur des deux portes. Elle est également présente au-dessus des portes. Une buste de Dieu le Père figure à la clé d'arc,,.
Le décor Renaissance du tympan est nettement postérieur au portail proprement dit. Louis Régnier est même persuadé qu'un tympan ajouré devait initialement exister. Immédiatement au-dessus du linteau, six consoles feuillagées soutiennent un petit entablement, sur lequel repose un socle en forme d'autel-tombeau très allongé. Il devait certainement supporter un bas-relief, dont l'on ignore s'il a jamais existé. Comme encadrement, l'on a prévu deux pilastres corinthiens cannelés, qui soutiennent un entablement plus développé. Son architrave est ornée de deux rangs de perles, et sa métope arbore une délicate frise de rinceaux englobant des anges et des têtes humaines. Au milieu, l'architrave est confortée par une console, et une frise supplémentaire relie les deux chapiteaux. Elle repose sur deux volutes qui prennent appui contre les pilastres. Sur la surface réservée au bas-relief, les mots « Le peuple français reconnaît l'Être suprême et l'immortalité de l'âme » avait été inscrits au printemps 1794. Leurs traces ont depuis longtemps disparu. Trois compartiments sont laissés libres par les pilastres et l'entablement, un en haut et deux à gauche et à droite. Le premier accueille un cadre avec un bas-relief représentant la décollation de saint Jean-Baptiste, et une guirlande flanquée de deux colombes. Les deux compartiments latéraux accueillent un cartouche ovale et un petit cartouche rectangulaire, qui sont tous vides, et un décor sculpté qualifié d'assez indigeste par Louis Régnier. Il est dominé par une tête humaine et un vase de chaque côté. Une décoration presque analogue se trouve au-dessus de l'une des deux petites portes du grand portail de Gisors. La date d'exécution peut être fixée autour de 1560. Dans son ensemble, le croisillon nord de Chaumont-en-Vexin est bien sûr inspiré de son homologue de l'église de Gisors, qui fut exécuté de 1515 à 1523, et un lien de parenté existe avec le portail de Parnes. Ces trois œuvres devraient être dues, en grande partie, aux mêmes artistes,,.
La tourelle d'escalier à l'angle nord-ouest est décagonale. En bas, elle est à moitié engagée dans la partie inférieure de la façade. En haut, au niveau du pignon, elle est presque libre en raison des deux retraites qu'effectue la façade. Les étages sont au nombre de cinq, et séparés les uns des autres par des larmiers. Les étages ne correspondent pas du tout aux niveaux de la façade. Les quatre premiers étages sont de hauteur à peu près analogue. Le dernier, qui se situe à côté du pignon, est nettement moins élevé que les autres. À son sommet, se trouve une plate-forme très exigüe entourée d'une balustrade à jour, à raison de deux segments par face. La plus grande partie de la plate-forme est occupée par un gros clocheton, dont chacune des faces est décorée d'un réseau plaqué terminé en accolade. Les arêtes de la petite flèche de pierre sont garnies de crochets. Chacun des angles de la tourelle est flanqué d'un mince contrefort pentagonal, ce qui est propice au développement de petits pinacles plaqués à plusieurs niveaux. Le premier étage arbore, sur chacune de ses faces libres, une haute niche à statue, composée d'une consolé sculptée d'élégantes arabesques, et d'un dais sculpté de motifs flamboyants. Ces dais se situent déjà devant le second étage, qui est sinon assez fruste. Le troisième étage affiche en haut de chaque face une rosace de style Renaissance. Au nord-ouest, une gargouille saillit devant l'une des faces. Elle assure l'évacuation des eaux pluviales de la première coursière de la façade. Le quatrième étage comporte en bas une succession de festons fleurdelisés inversés, et en haut de curieux frontons en accolade brisé, qui sont décorés de réseaux plaqués. Le dernier étage, plus sobre, se termine par une succession de festons fleurdelisés qui font pendant à ceux de l'étage précédent.

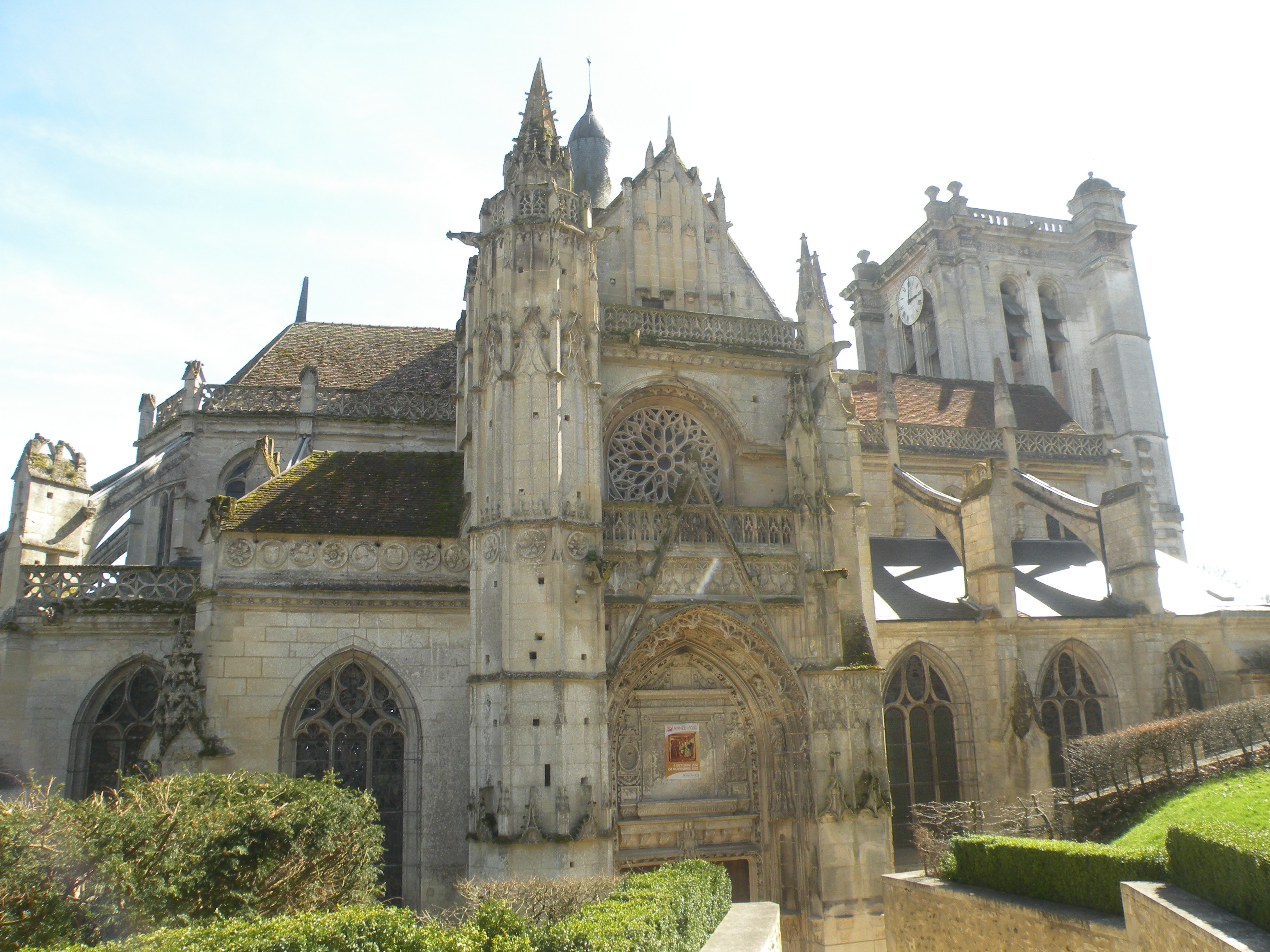
Vue depuis le nord.
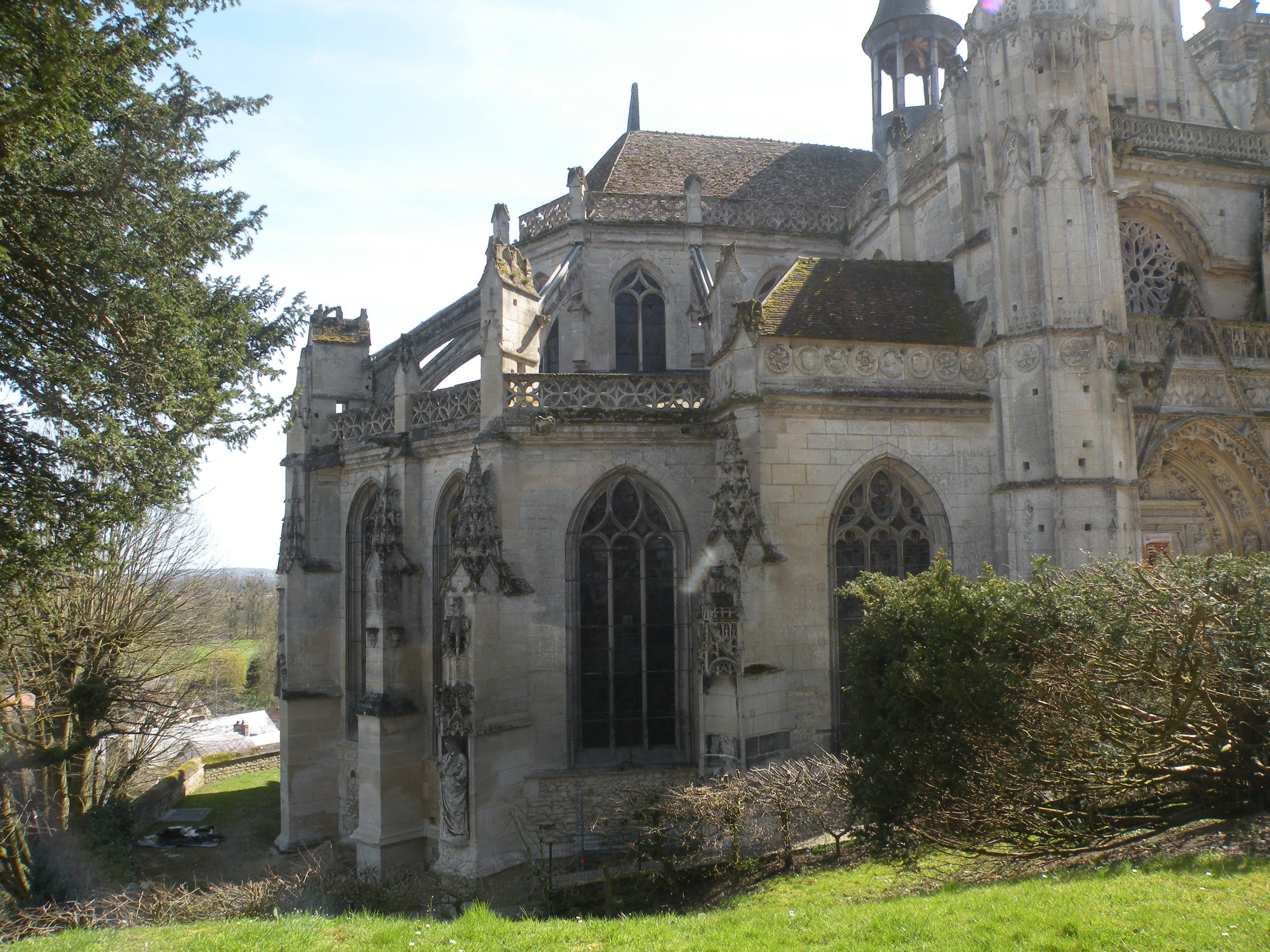
Chœur, côté nord.
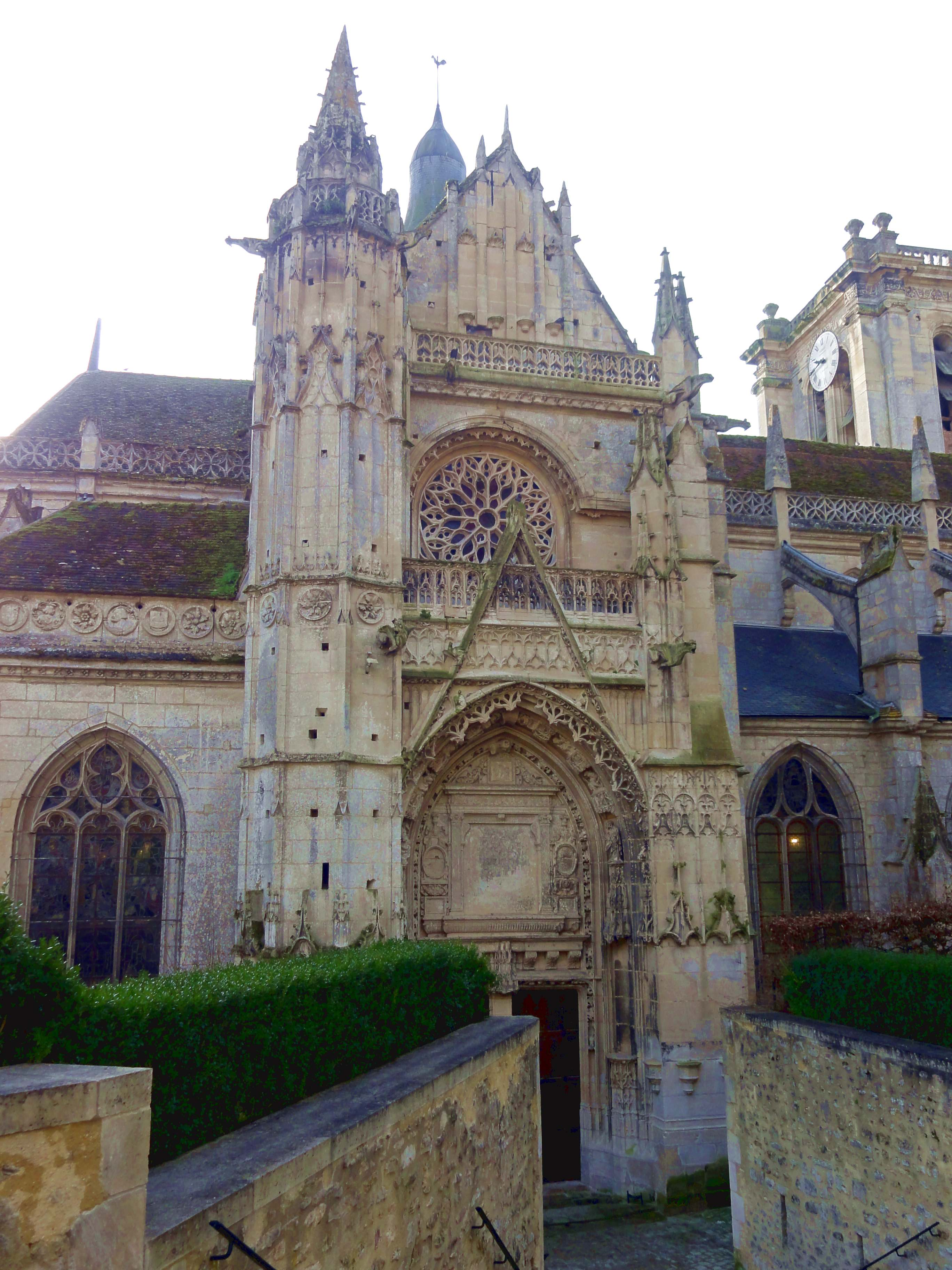
Croisillon nord.
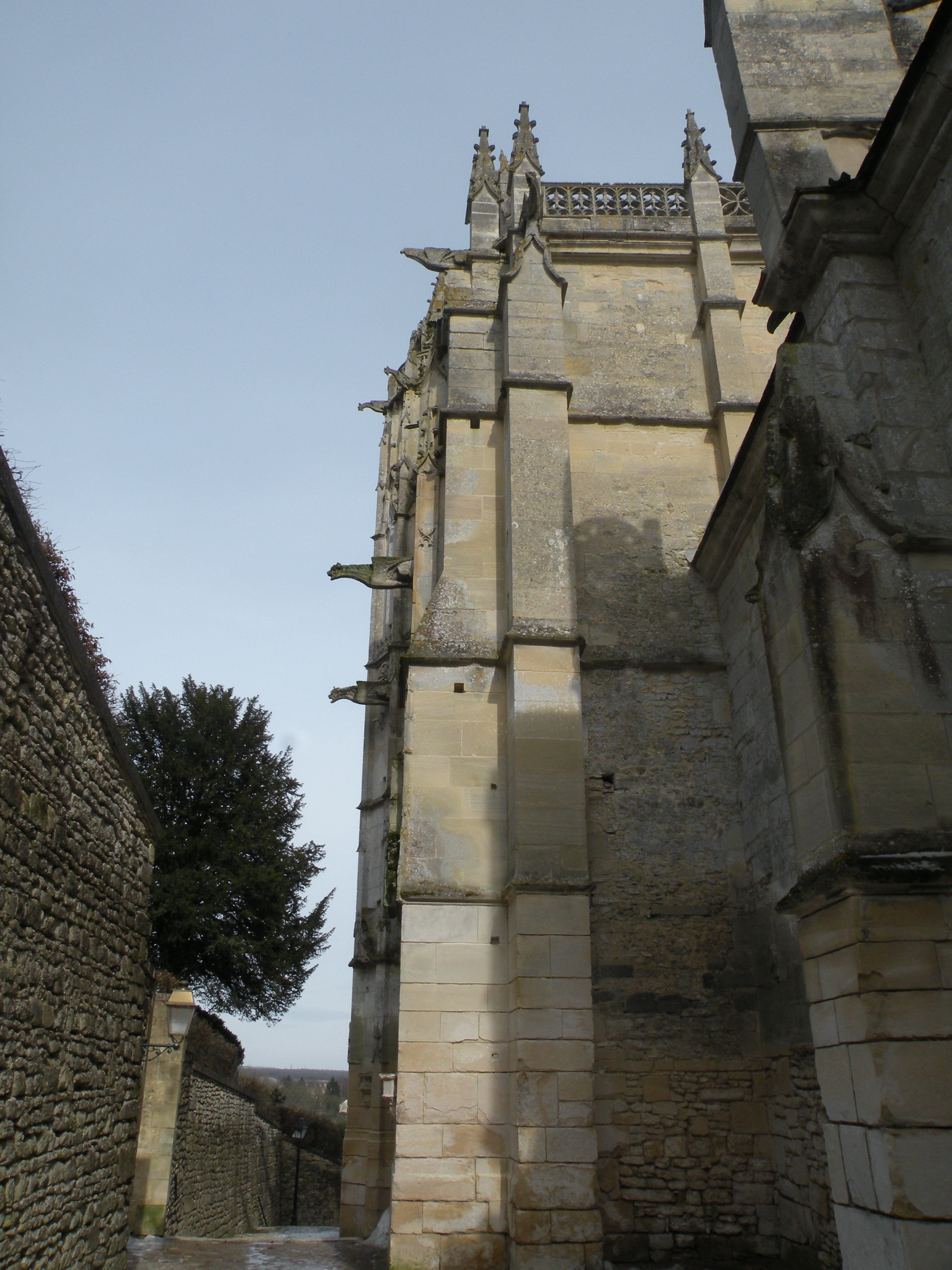
Croisillon nord, côté ouest.
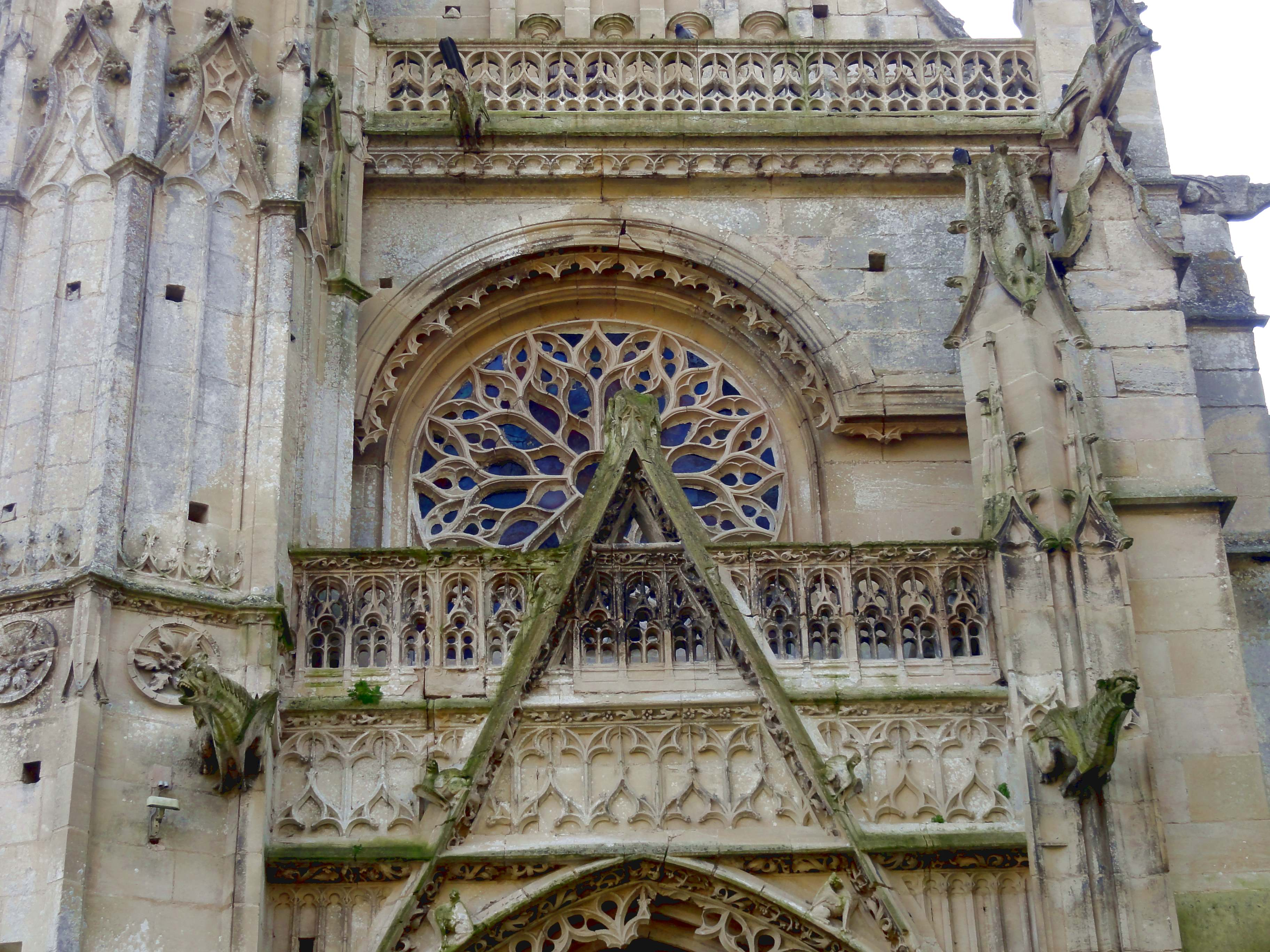
Rosace du croisillon nord.
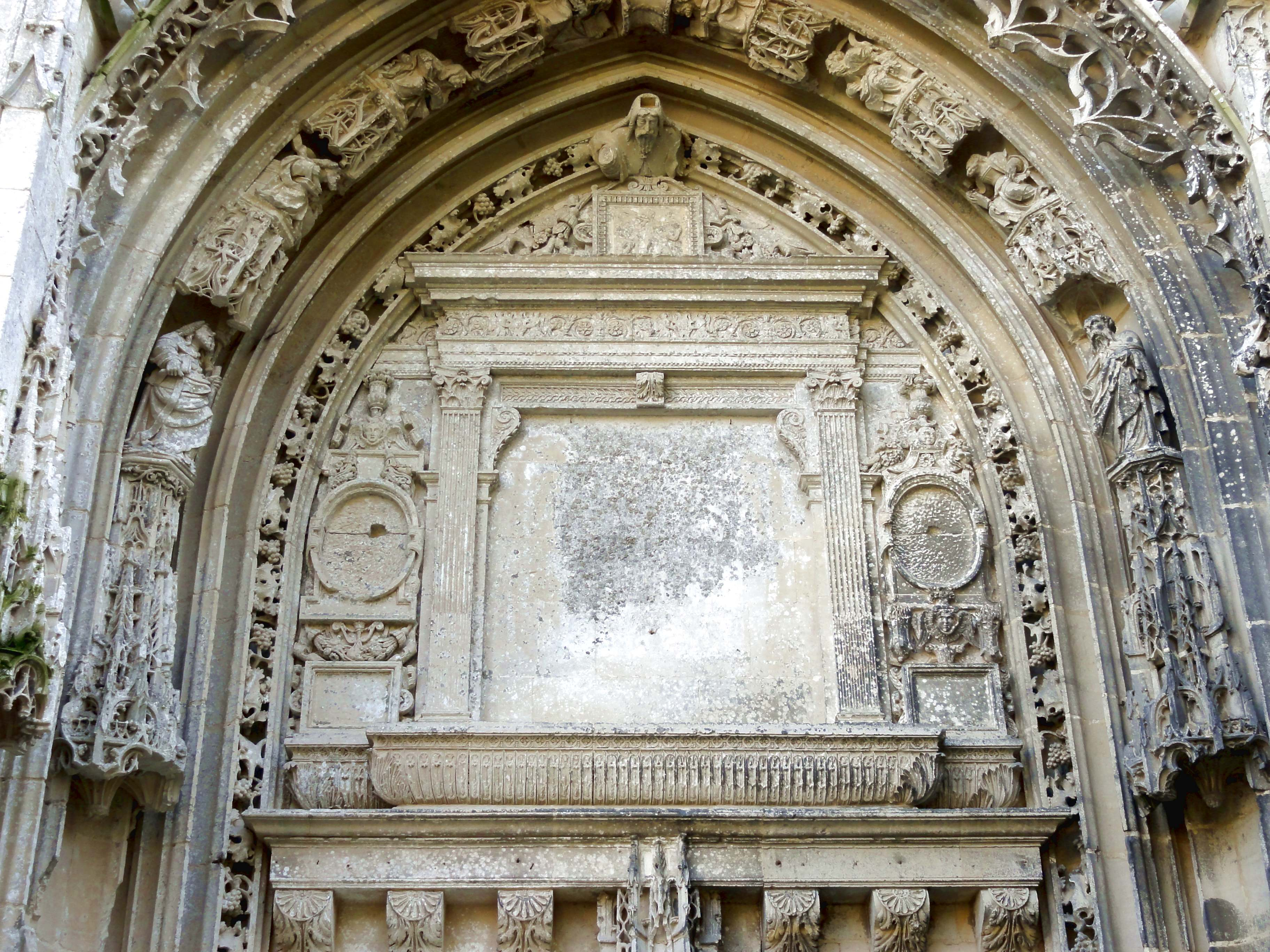
Tympan du portail.

#### Élévations latérales et chevet

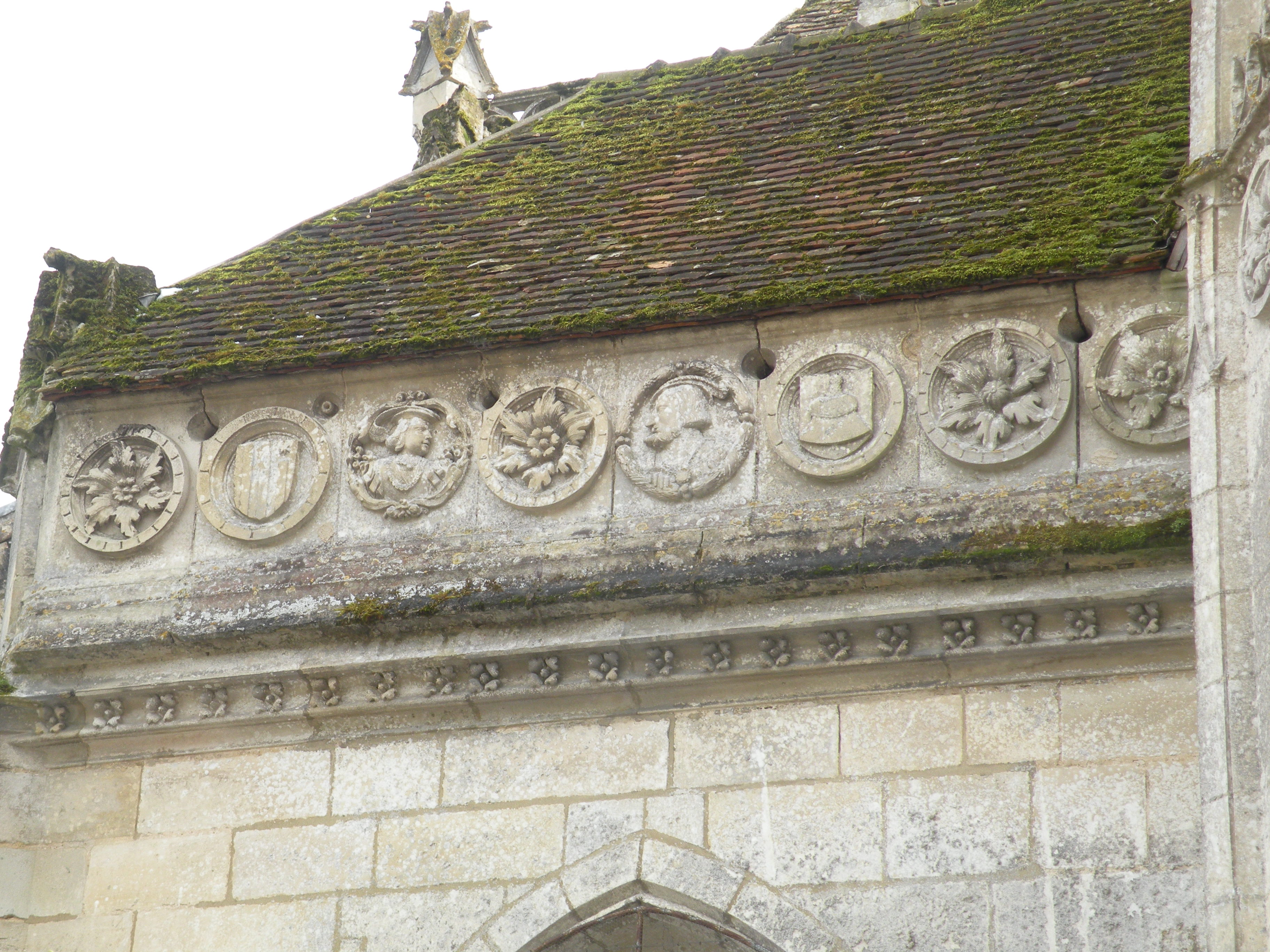
Chapelle Saint-Louis, entablement avec médaillons.

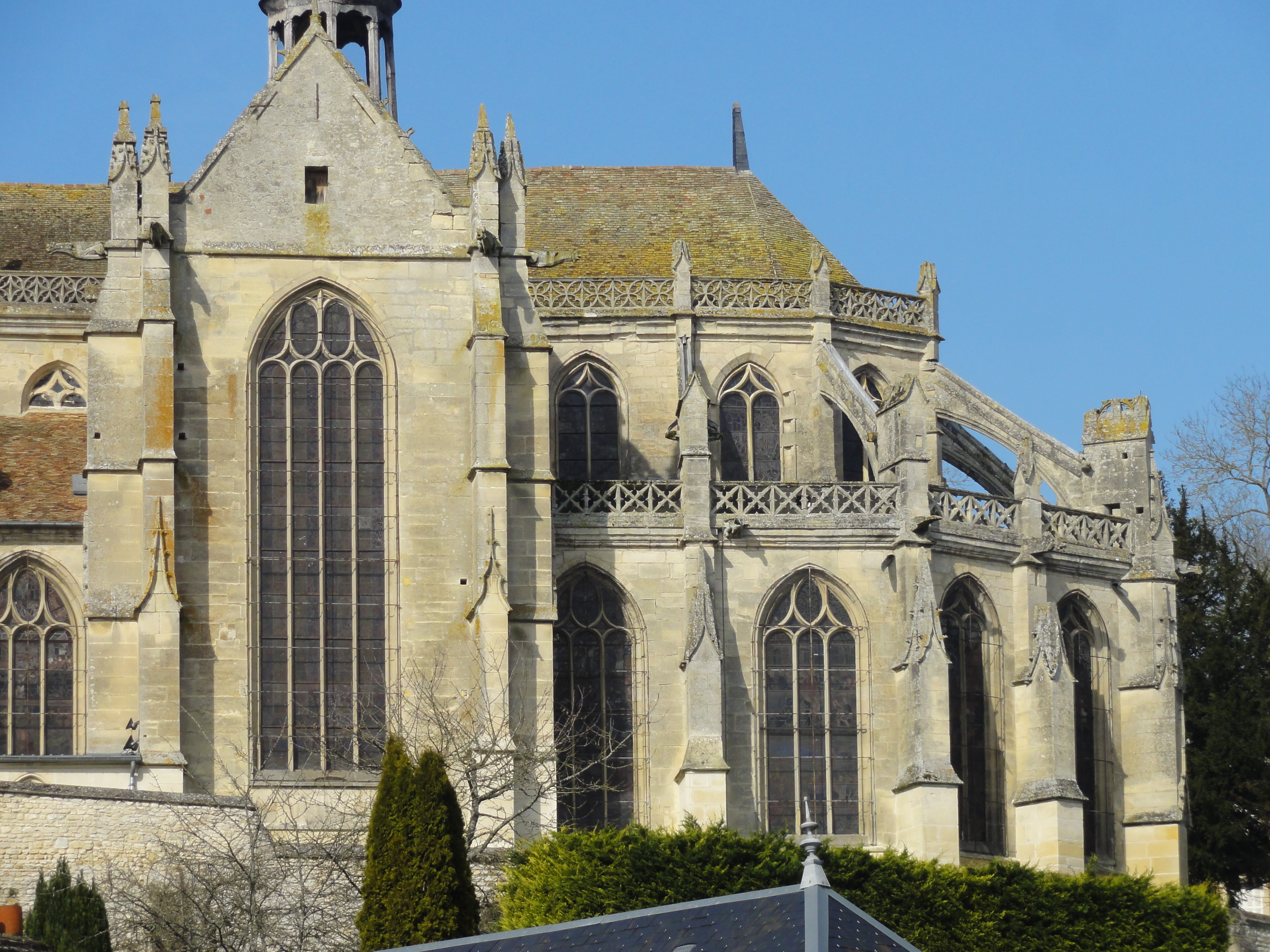
Croisillon sud et chœur, vue depuis le sud.

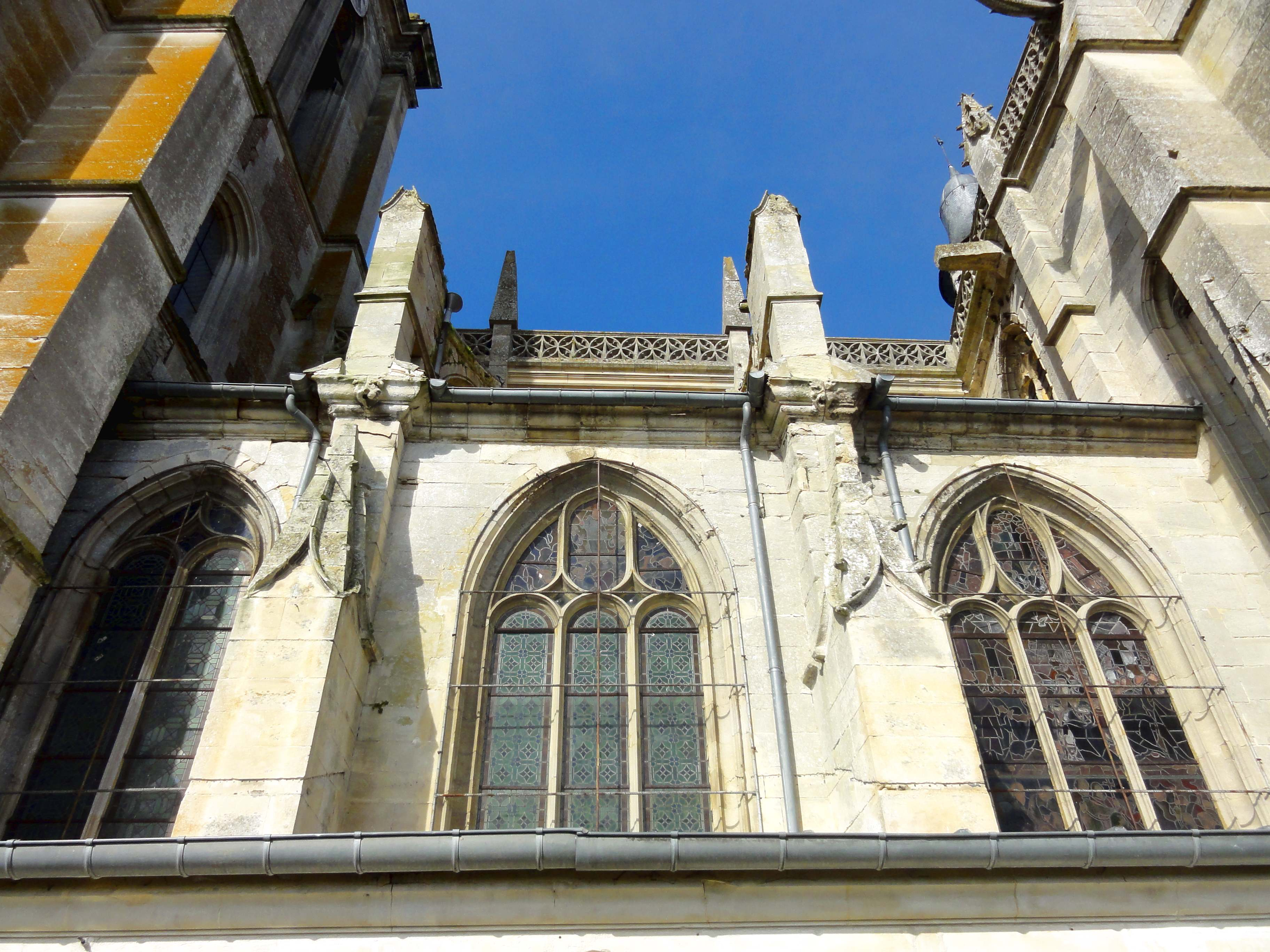
Bas-côté sud.

À gauche de la tourelle du croisillon nord, le mur de la chapelle Saint-Louis se termine par un entablement incomplet, sans corniche. L'architrave est ornée d'un rang de petites rosaces, et la frise de la métope arbore une série de huit médaillons circulaires. Quatre contiennent des rosaces Renaissance ordinaires, comme l'on peut en voir sur la tourelle. Deux affichent des écussons. L'un est blasonné de trois pals, avec un canton senestre chargé d'une étoile à six rais, et surmonté d'un heaume. L'on retrouve ce même blason au sommet du clocher. L'autre écusson est chargé d'une large coquille ou d'un peigne. Deux médaillons sont entourés d'une guirlande affichent des têtes d'homme en profil. À droite, l'on identifie aisément François Ier ; à gauche, c'est probablement le dauphin Henri II qui lui fait face[réf. souhaitée]. Ce décor de la Renaissance n'empêche pas que le reste de la chapelle se présente dans un style purement flamboyant. Ceci vaut pour la fenêtre, qui est la seule à posséder un remplage flamboyant dans toute l'église, et aussi pour l'étroit pan oblique à l'angle nord-est, qui porte une niche à statue particulièrement remarquable. Sur la console, deux anges agenouillés flanquent un ciboire et s'apprêtent à l'élever au ciel moyennant une corde. Le dais architecturé et entièrement ajouré est surmonté d'un pinacle plaqué contre le contrefort. Dans les gorges des voussures et de l'accolade du dais, l'on retrouve les mêmes rosaces qu'en bas de l'entablement, ce qui semble démentir l'idée de l'ajout de cet entablement après coup. Les deux rampants de l'accolade sont peuplés de petites chimères. Une seconde niche à statue, nettement différente, a été aménagée sur le contrefort d'angle nord-est du déambulatoire. Elle abrité une statue de saint Jean-Baptiste, qui accueille les visiteurs de l'église qui remontent par l'escalier de la rue de l'Église. La console, assez abîmée puis réparée, est sculptée de rinceaux. Sur le dais, l'on retrouve les frontons en accolade brisé qui sont visibles en haut de la tourelle, mais aussi les rosaces. La partie supérieure du dais manque. Le reste du chevet n'a pas été aussi richement décoré, car non exposé à la vue, sauf de loin, depuis la ville basse. Le contrefort suivant porte en haut une console Renaissance sur chaque face, mais pas de dais, et les autres contreforts ne montrent rien de tel.
Le reste du chevet, des élévations latérales de la nef et des bas-côtés et même du croisillon sud est largement traité de la même manière. Les murs sont en pierre de taille, sauf les soubassements des fenêtres, qui sont généralement appareillés en moellons noyés dans un mortier, et terminés par un larmier. Les pourtours des fenêtres sont moulurés de la même façon qu'à l'intérieur. Le seuil en forme de doucine aboutit en bas sur le larmier. Il y a des corniches profilées d'une doucine et d'un quart-de-rond entre deux listels. À l'instar des églises flamboyantes les plus importantes, les murs sont couronnés d'une balustrade, excepté la chapelle Saint-Louis et les bas-côtés de la nef. L'on peut distinguer trois motifs différents. Sur le croisillon sud, l'architecte a appliqué le même motif qu'au croisillon nord. En haut du vaisseau central, chaque segment de la balustrade comporte quatre ovales distribués concentriquement autour d'un point central. Chacun de ces ovales renferme un soufflet. À l'intersection des segments, se forme un losange recoupé verticalement par un meneau. De part et d'autre, les flancs extérieurs des quatre ovales dessinent un hémicycle. En haut du déambulatoire, chaque segment comporte deux meneaux diagonaux qui se croisent. Chacun des compartiments triangulaires ainsi définis inscrit une forme à trois feuilles. Ce dessin est nettement moins élégant que celui des autres balustrades. Mais ce qui caractérise les élévations extérieures, encore plus que les balustrades, sont les contreforts, tous identiques. Ils se retraitent une fois par un larmier galbé présent sur les trois faces, au-dessus du seuil des fenêtres, puis une seconde fois derrière un élégant pinacle garni de crochets. La plupart des contreforts portent une gargouille, mais parfois celle-ci est placée devant la corniche à côté. Les contreforts ne s'arrêtent pas sous la corniche. Ils sont scandés par un second larmier galbé à ce niveau, puis portent respectivement les culées des arcs-boutants, ou des clochetons, en ce qui concerne le vaisseau central, le croisillon sud, et les intersections des trois travées doubles du déambulatoire. Les culées des arcs-boutants, à simple volée, sont à deux niveaux, délimités par un larmier, et coiffés d'un chaperon galbé peuplé de chimères. La plupart des clochetons, à frontons aux rampants galbés garnis de crochets, sont depuis longtemps cassés. Au nord et au sud de la nef, de simples pyramidons effilées remplacent les clochetons. Également cassés sont la plupart des crochets du pignon sud. Au centre des combles du transept, s'élève un petit clocher octogonal en bois, à jour, couvert par une toiture en forme de cloche allongée.

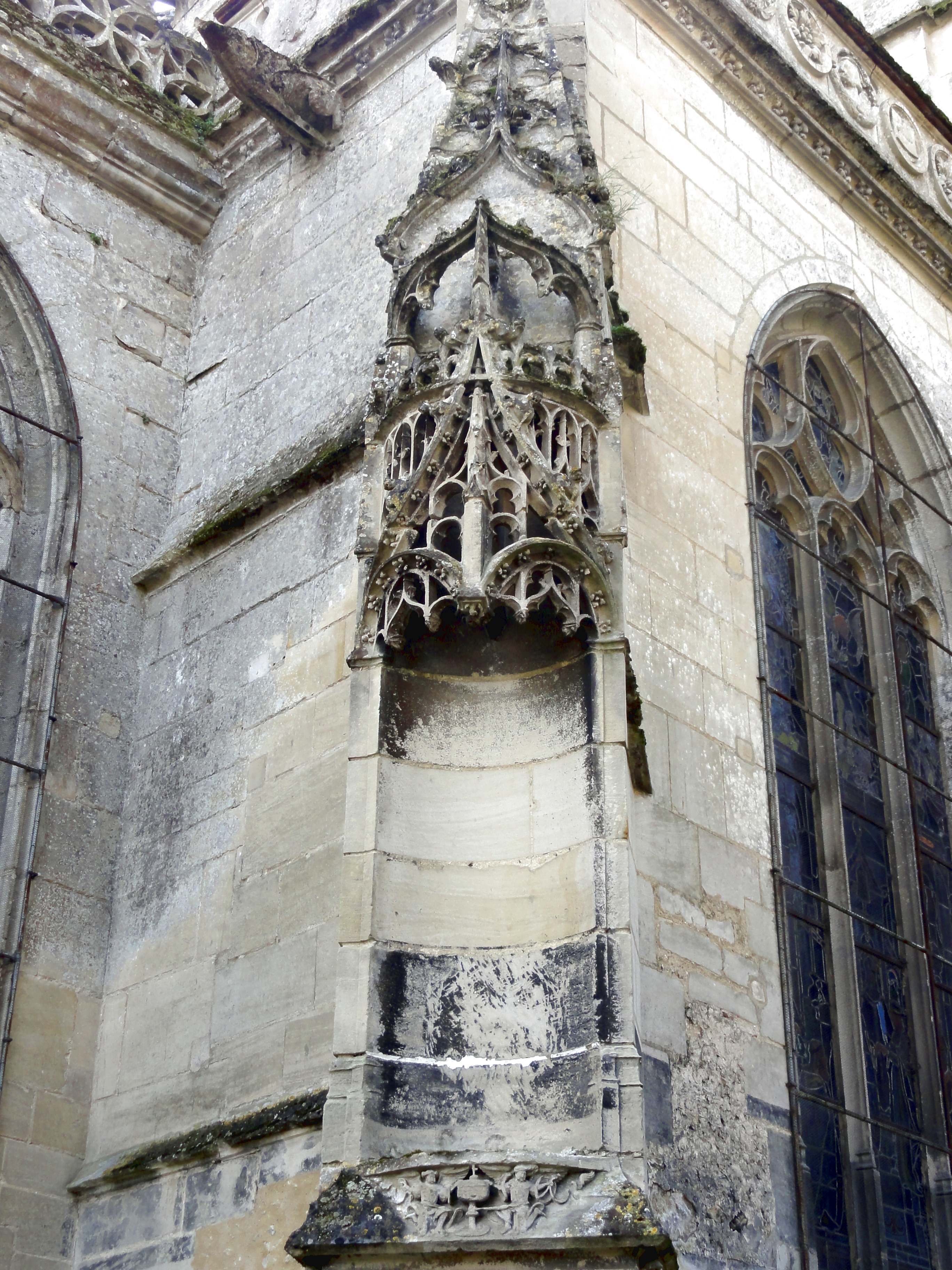
Déambulatoire, niche à statue à l'angle nord-est.
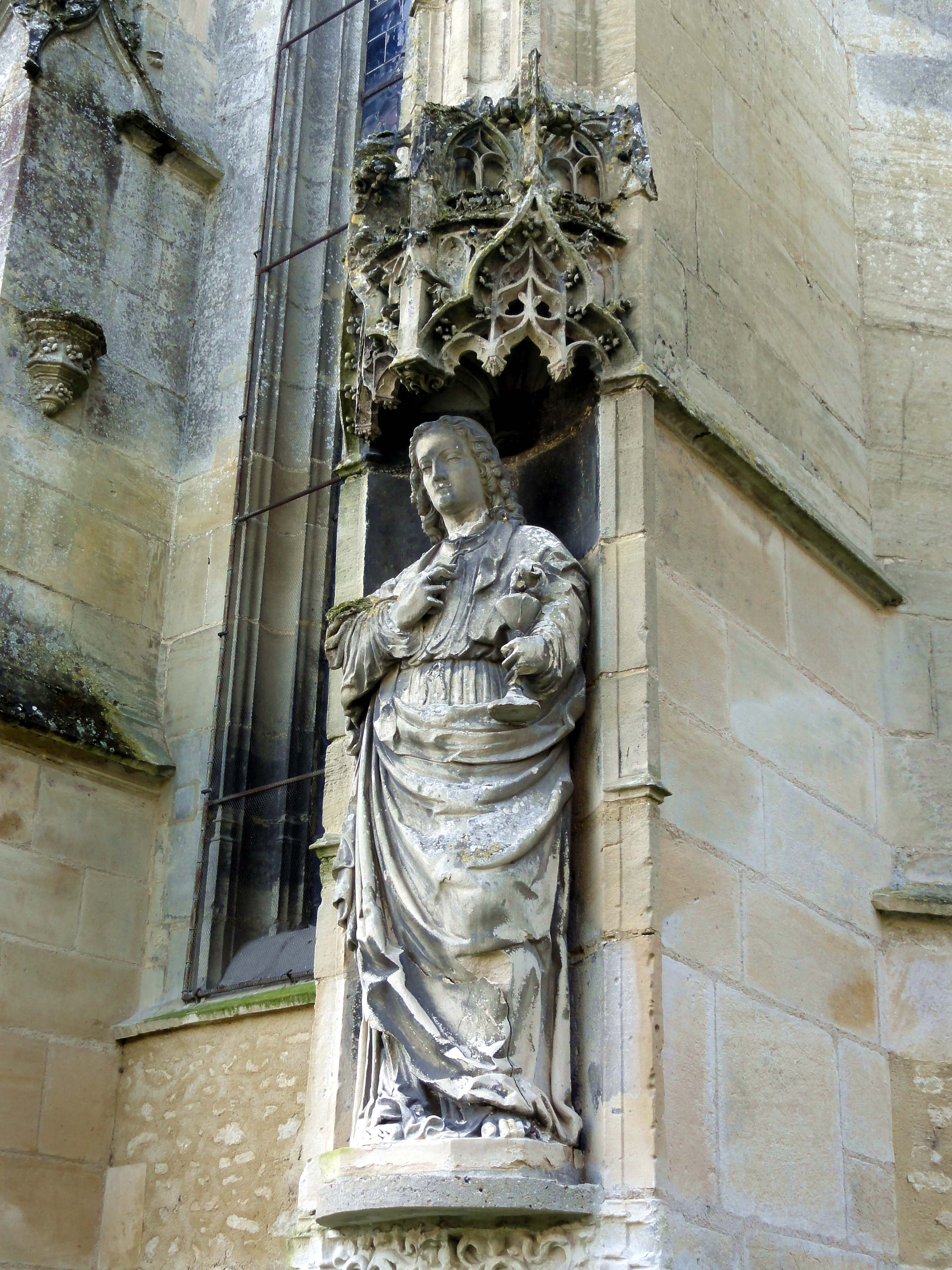
Chapelle Saint-Louis, niche à statue.
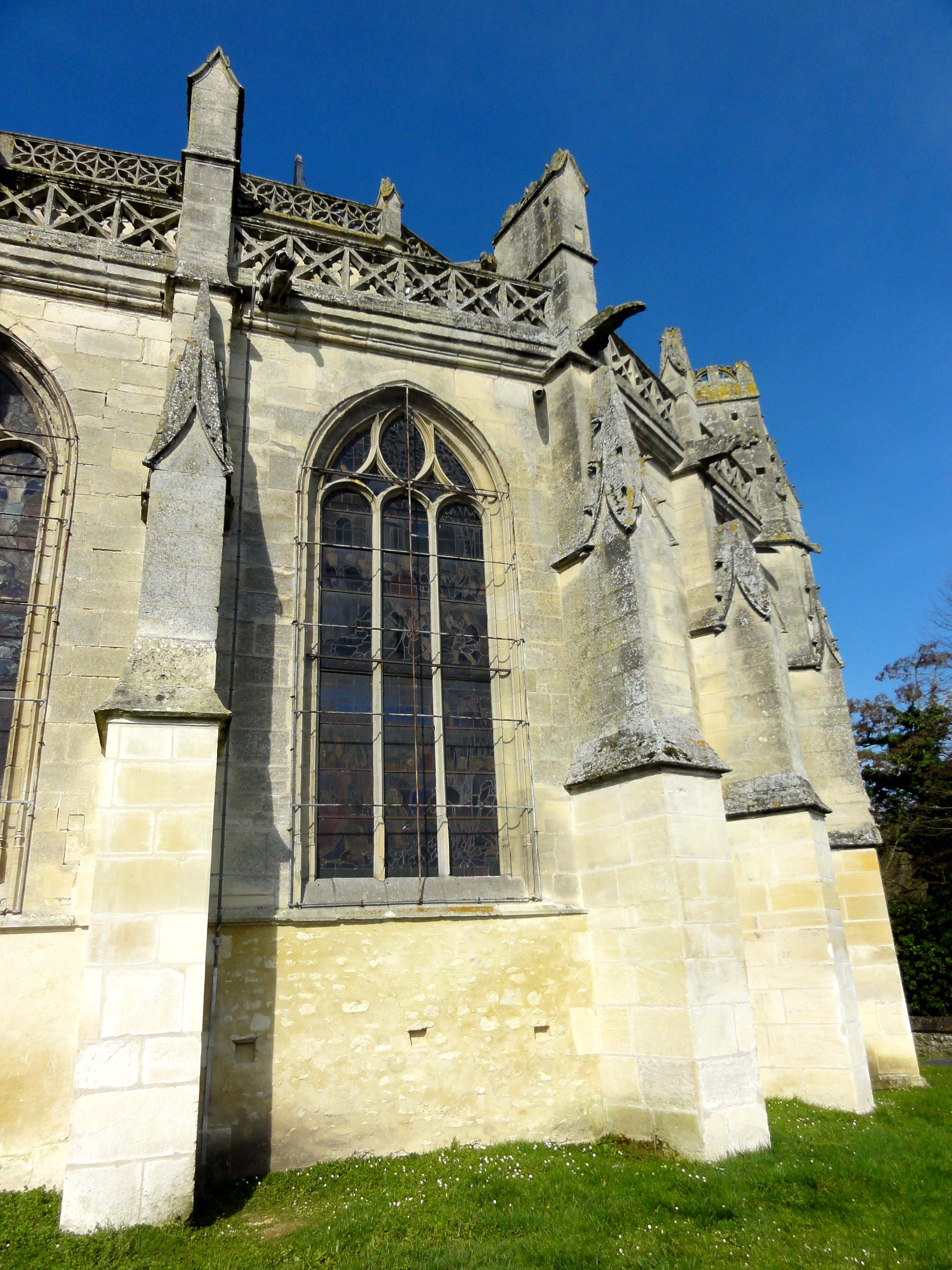
Déambulatoire, côté sud-est.
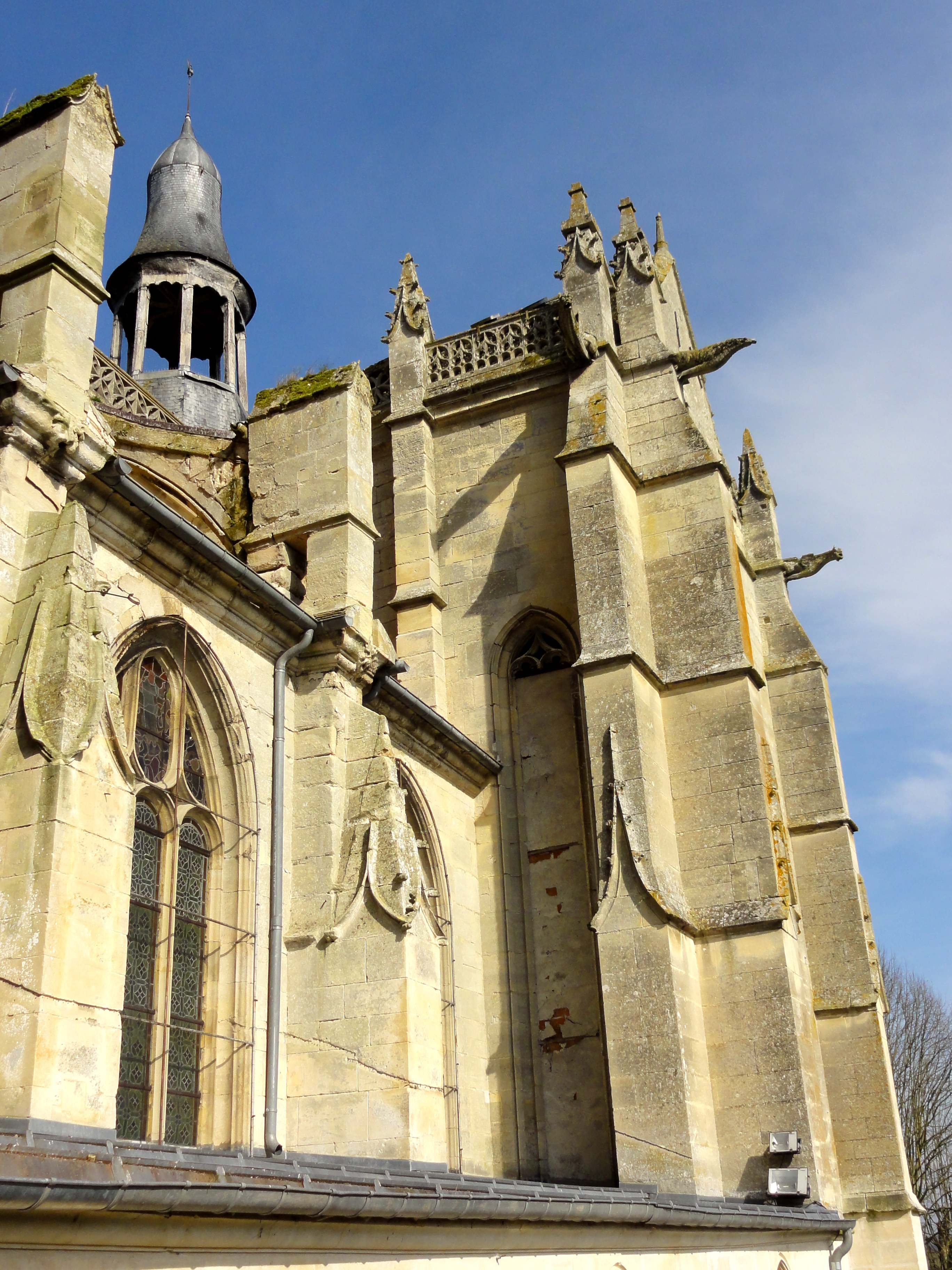
Croisillon sud, vue depuis l'ouest.
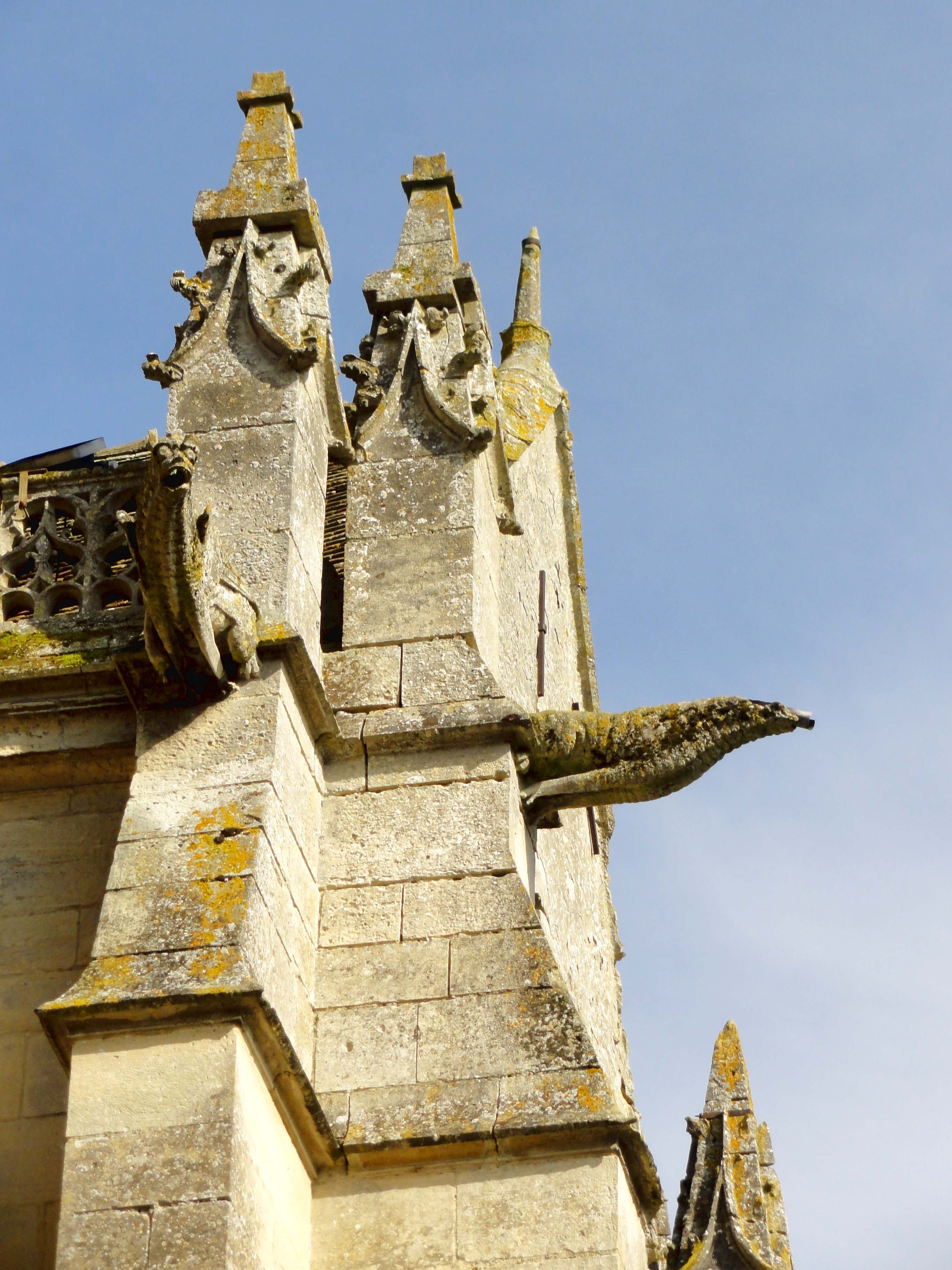
Croisillon sud, pinacles à l'angle sud-ouest.
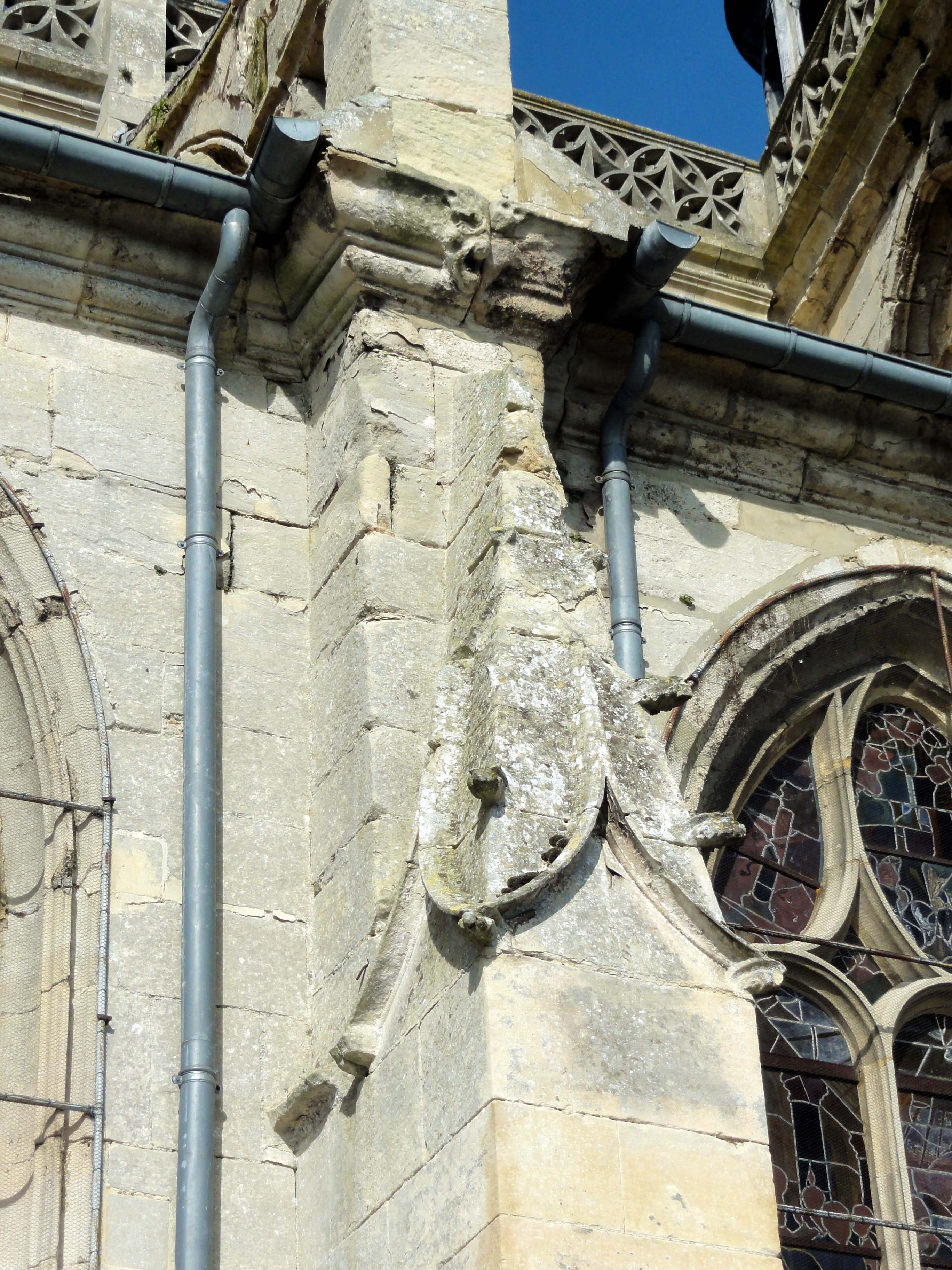
Bas-côté sud, 2e contrefort.

#### Clocher

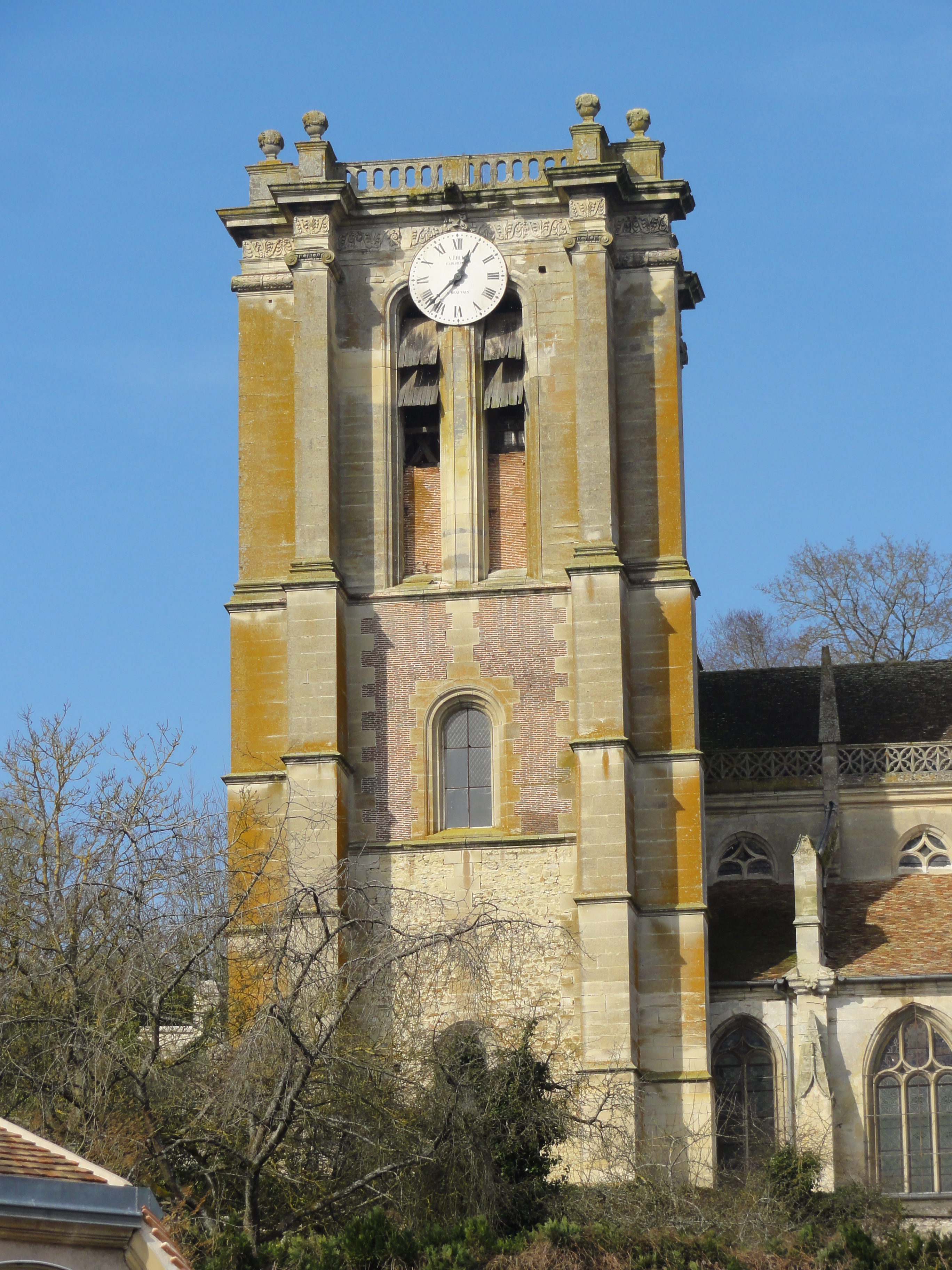
Clocher, vue depuis le sud.

Le clocher est la seule partie de l'église qui a été édifiée dans le seul style de la Renaissance. Cette tour est d'un bel effet, non sans lourdeur comme la plupart des créations de cette époque, et un peu moins élégante que son homologue de Chars, mais selon Louis Régnier, elle emporte la comparaison pour la pureté des lignes et la sobriété de la décoration. Les trois étages que l'on distingue à l'extérieur ne sont en réalité que simulés. La voûte entre les deux étages supérieurs et la voûte au sommet de l'étage de beffroi n'ont jamais été construites, pas plus que la coupole qui devait certainement fomer le couronnement. La toiture en pavillon qui se voulait sans doute provisoire est cachée derrière l'entablement au sommet de l'étage supérieur. Chacun des angles est épaulé par deux contreforts orthogonaux, qui sont scandés par trois niveaux de larmiers simples, et une succession de moulures plus complexe à la limite entre le premier étage et l'étage de beffroi. En haut de cet étage, les contreforts se terminent par des chapiteaux ioniques. Une tourelle d'escalier à pan coupé s'insère entre les deux contreforts de l'angle sud-ouest. Des pierres de réserve à l'ouest du contrefort septentrional à cet angle témoignent du projet de la construction d'une travée supplémentaire de la nef et d'une façade digne de ce nom, de même qu'un doubleau bouché dans le mur septentrional du clocher. Il se situe au-dessus de la limite entre le rez-de-chaussée et le premier étage, qui est souligné par un larmier du côté ouest et du côté sud seulement. Ce larmier se situe à équidistance entre le deuxième et le troisième larmier des contreforts. Hormis pour les contreforts et les chaînages, le rez-de-chaussée est bâti en moellons. Il est éclairé par une unique fenêtre en cintre surbaissé du côté sud. Le premier étage est bâti en briques rouges, sauf pour les contreforts, les chaînages et les pourtours moulurés des trois fenêtres, qui regardent vers l'ouest, vers le sud et vers l'est. L'étage de beffroi seul est appareillé en pierre de taille. Chacune de ses faces est ajouré de deux hautes baies abat-son en plein cintre. Le pourtour est profilé d'un quart-de-rond et d'une gorge, ce qui est le profil que l'on trouve déjà à l'étage précédent. L'attention est bien sur attirée par les chapiteaux ioniques, l'entablement sculpté de palmes alternativement droites et renversées, la balustrade d'une facture simple, et les vases qui somment chacun des contreforts. Trois écussons sont mêlés à la frise ou plaqués sur la balustrade. L'un arbore le blasonnement déjà observé sur la chapelle Saint-Louis. L'on trouve aussi les armes de France, entourés d'un cordon de Saint-Michel, et un écu écartelé, qui porte sur le 1er et le 4e quartier une vache passant, sur le 2e et le 3e trois roses 2 et 1, les autres étant effacées.

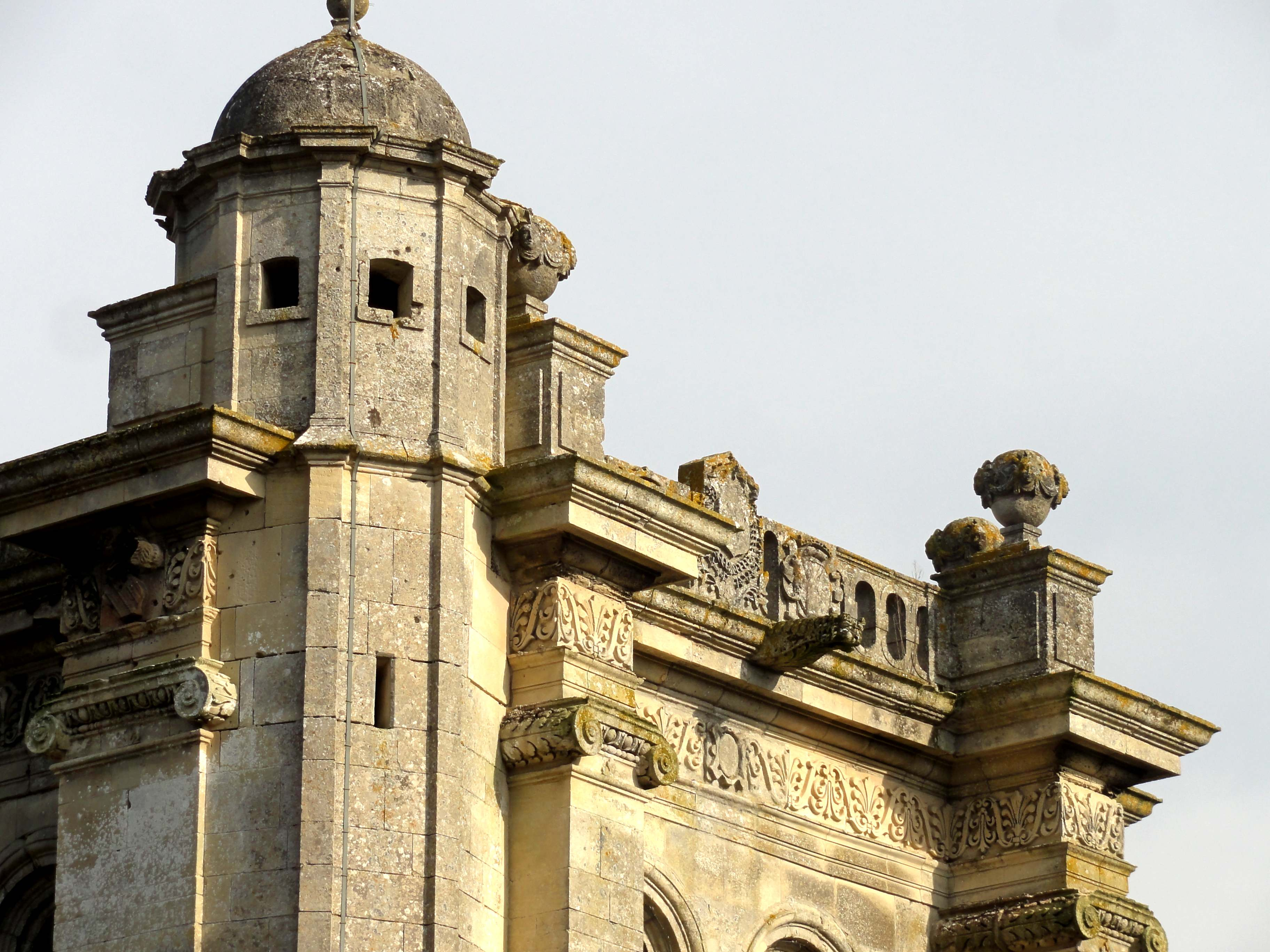
Clocher, tourelle d'escalier et entablement.
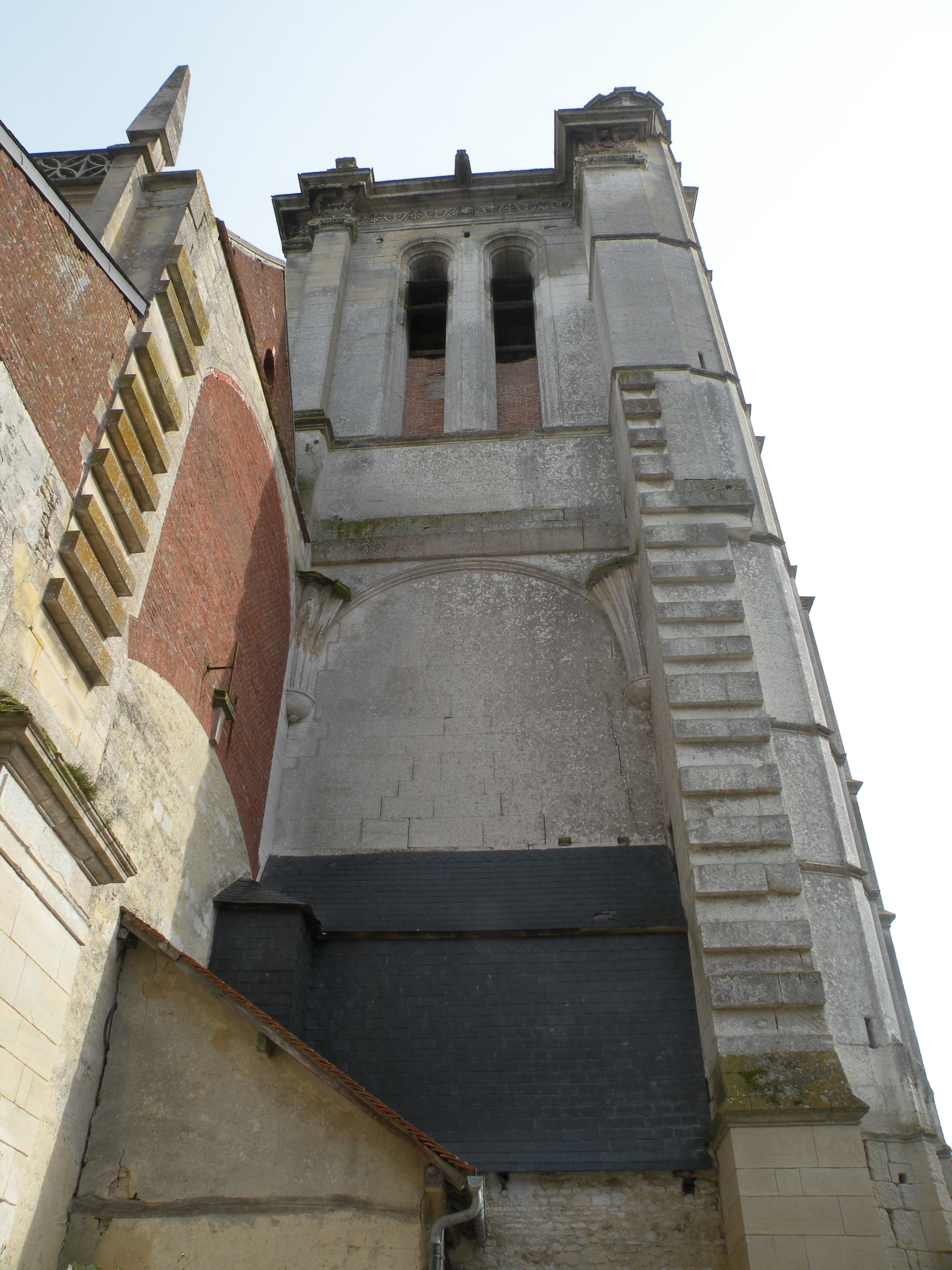
Clocher, vue depuis le nord.
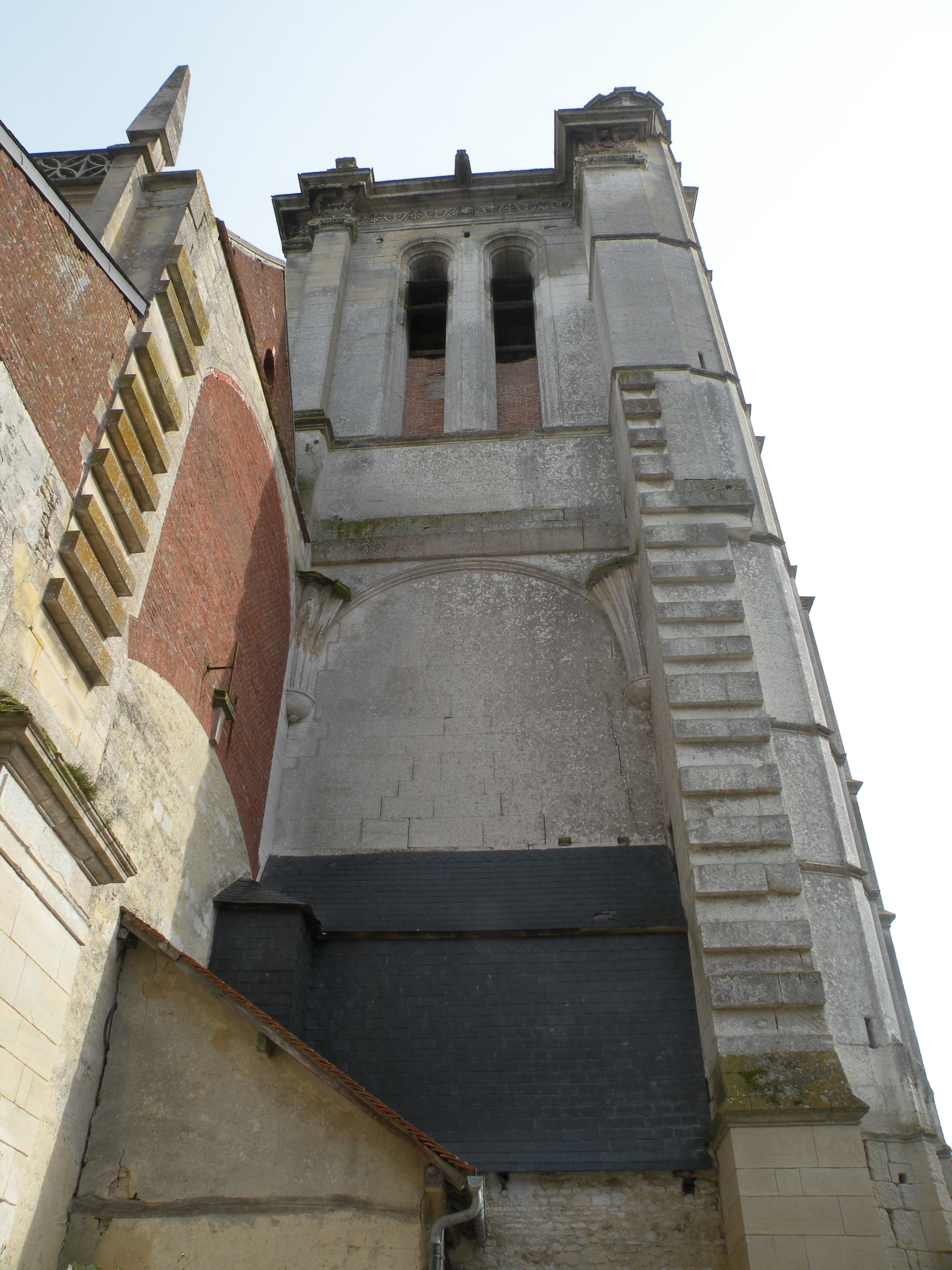
Clocher, vue depuis le nord-ouest.
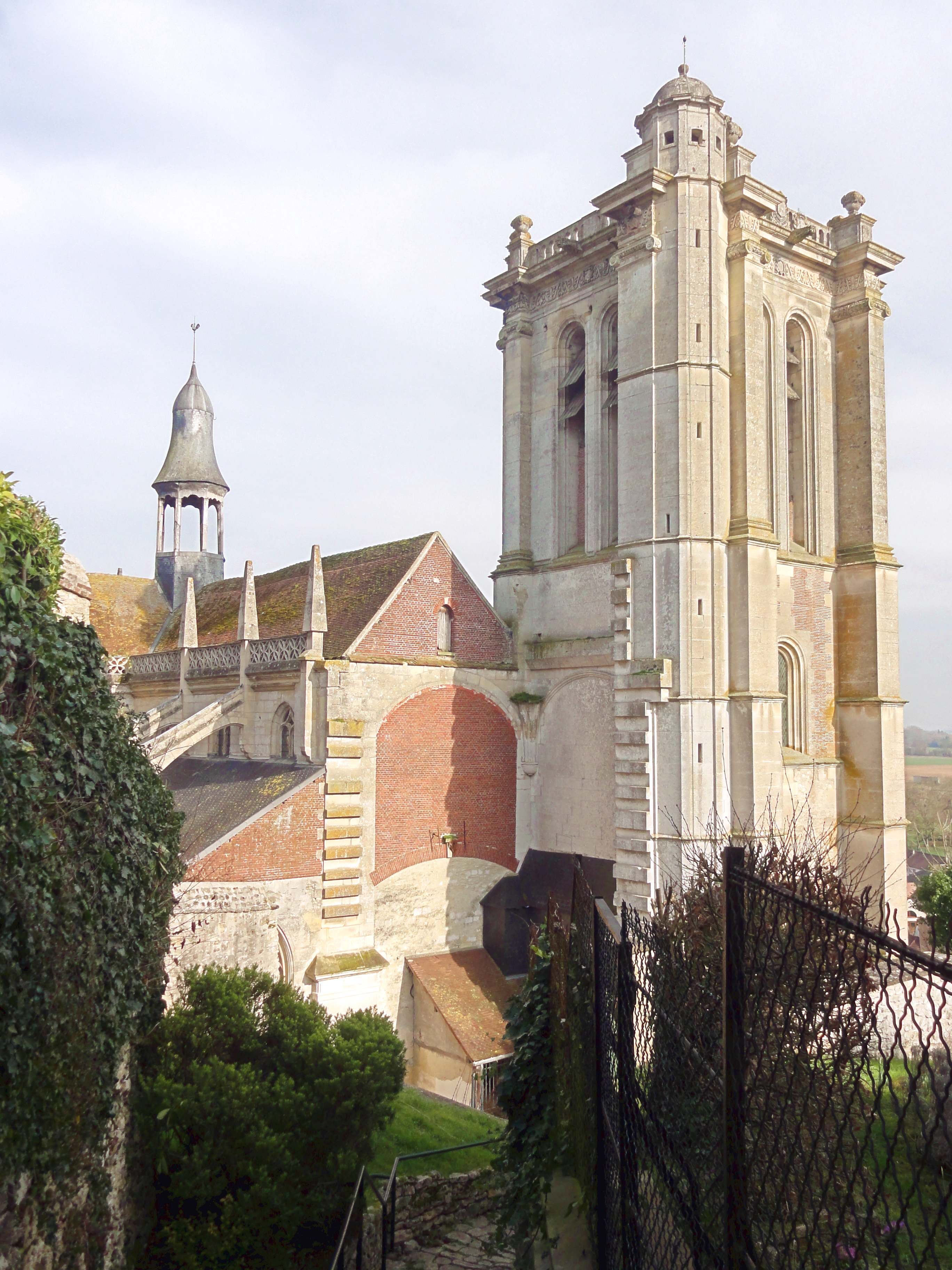
Vue générale depuis le nord-ouest.
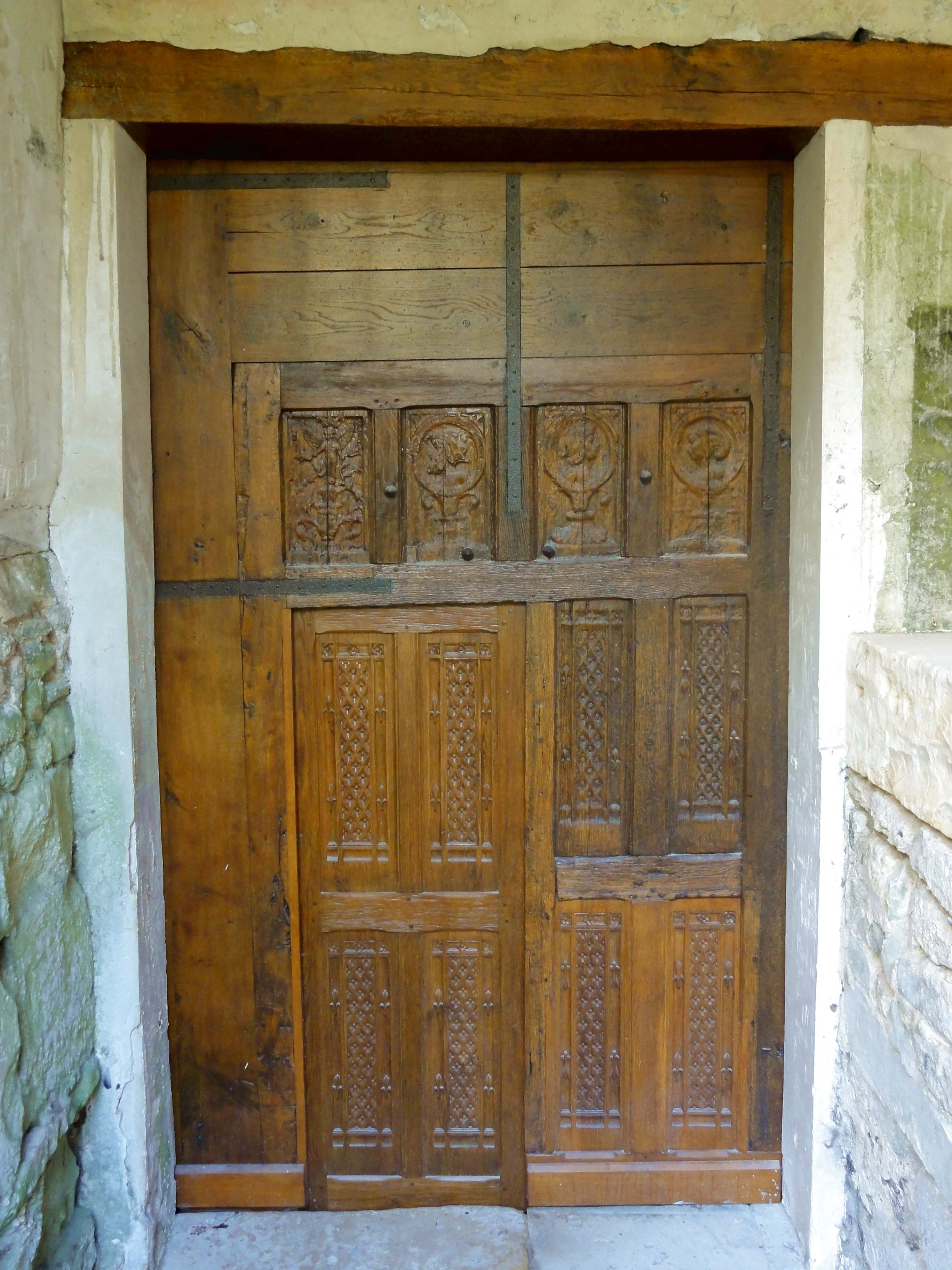
Portail occidental sous le porche.
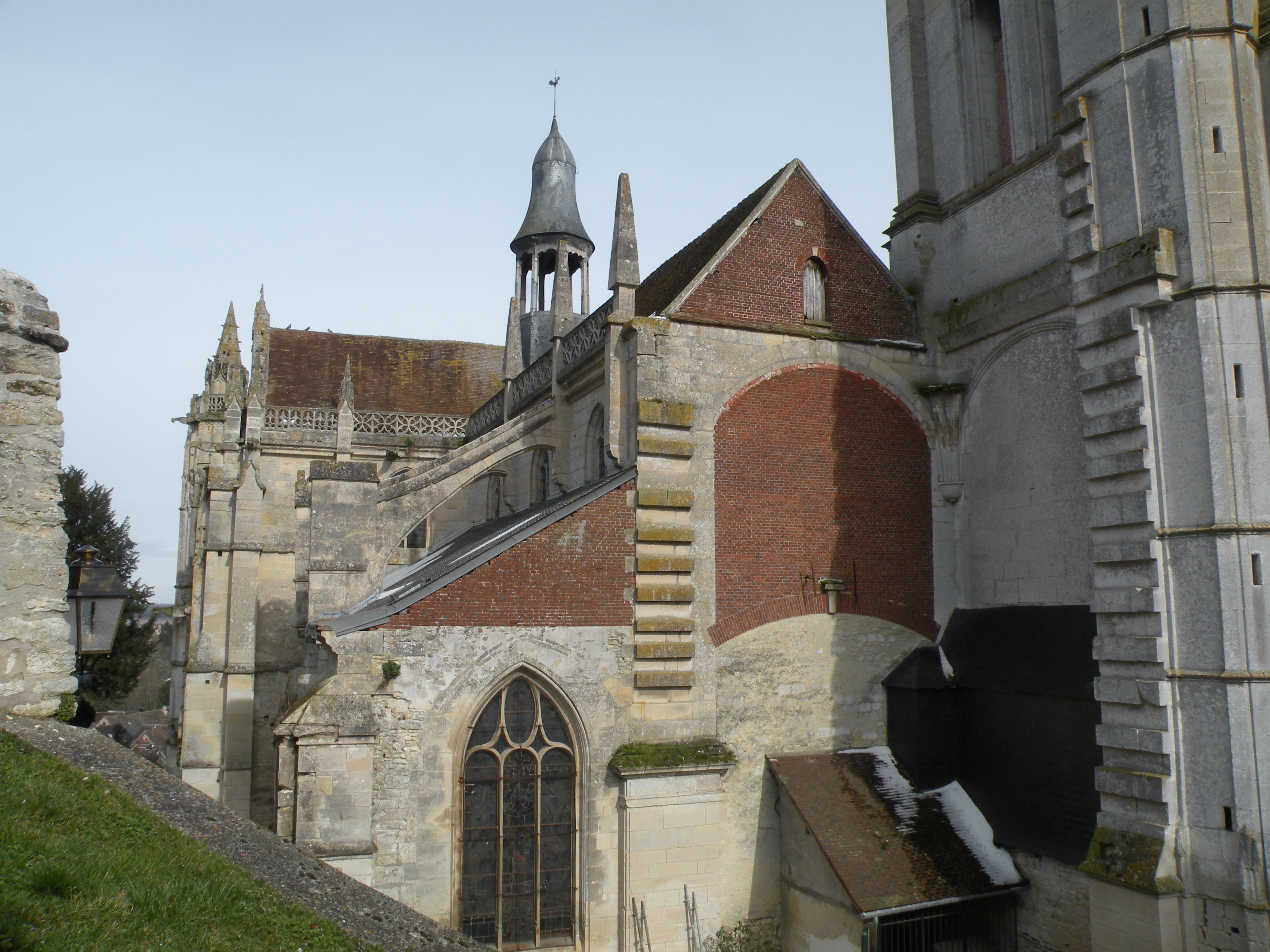
Mur occidental de la nef.

## Mobilier

### Orgue

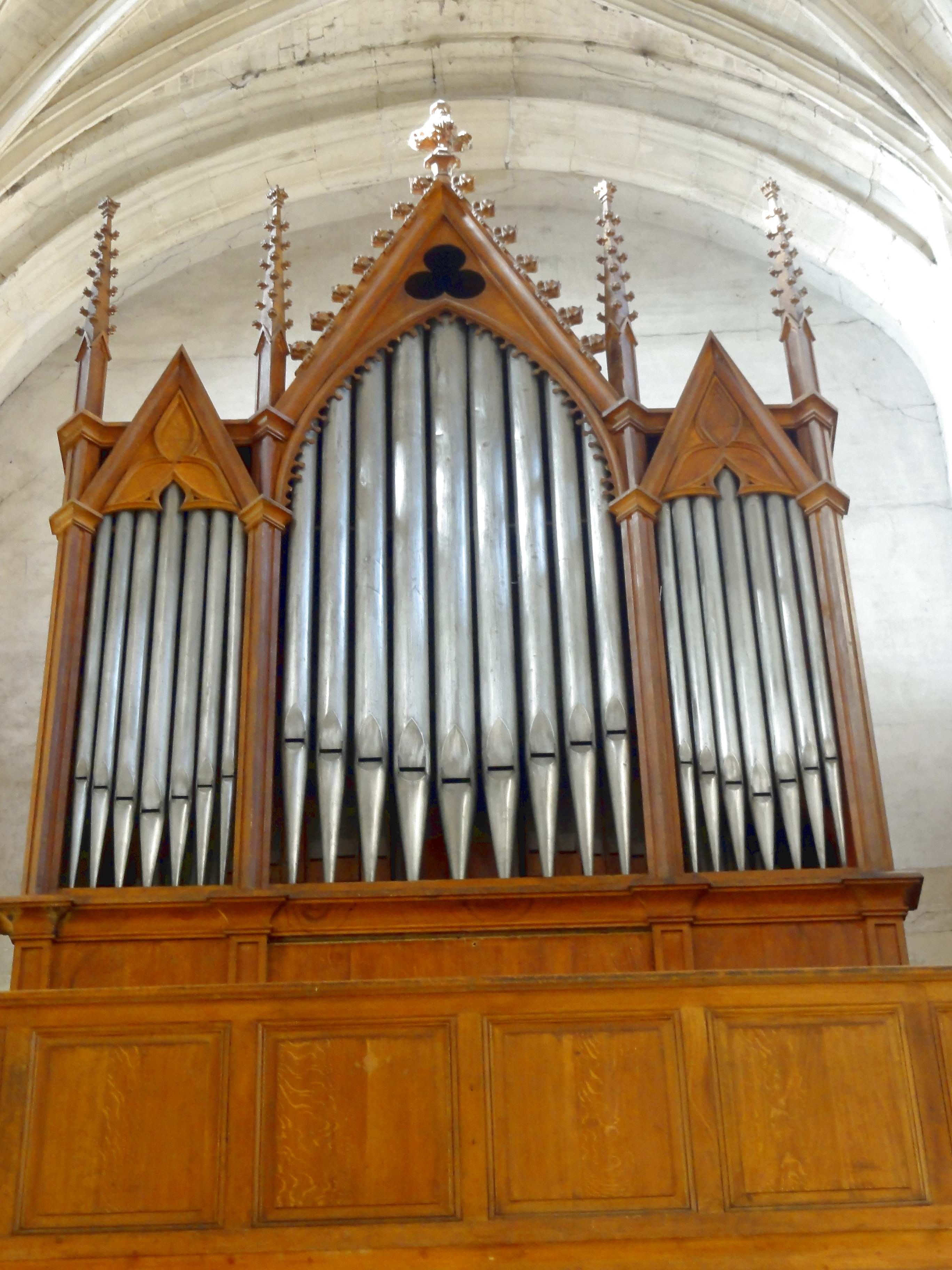
Orgue de tribune.

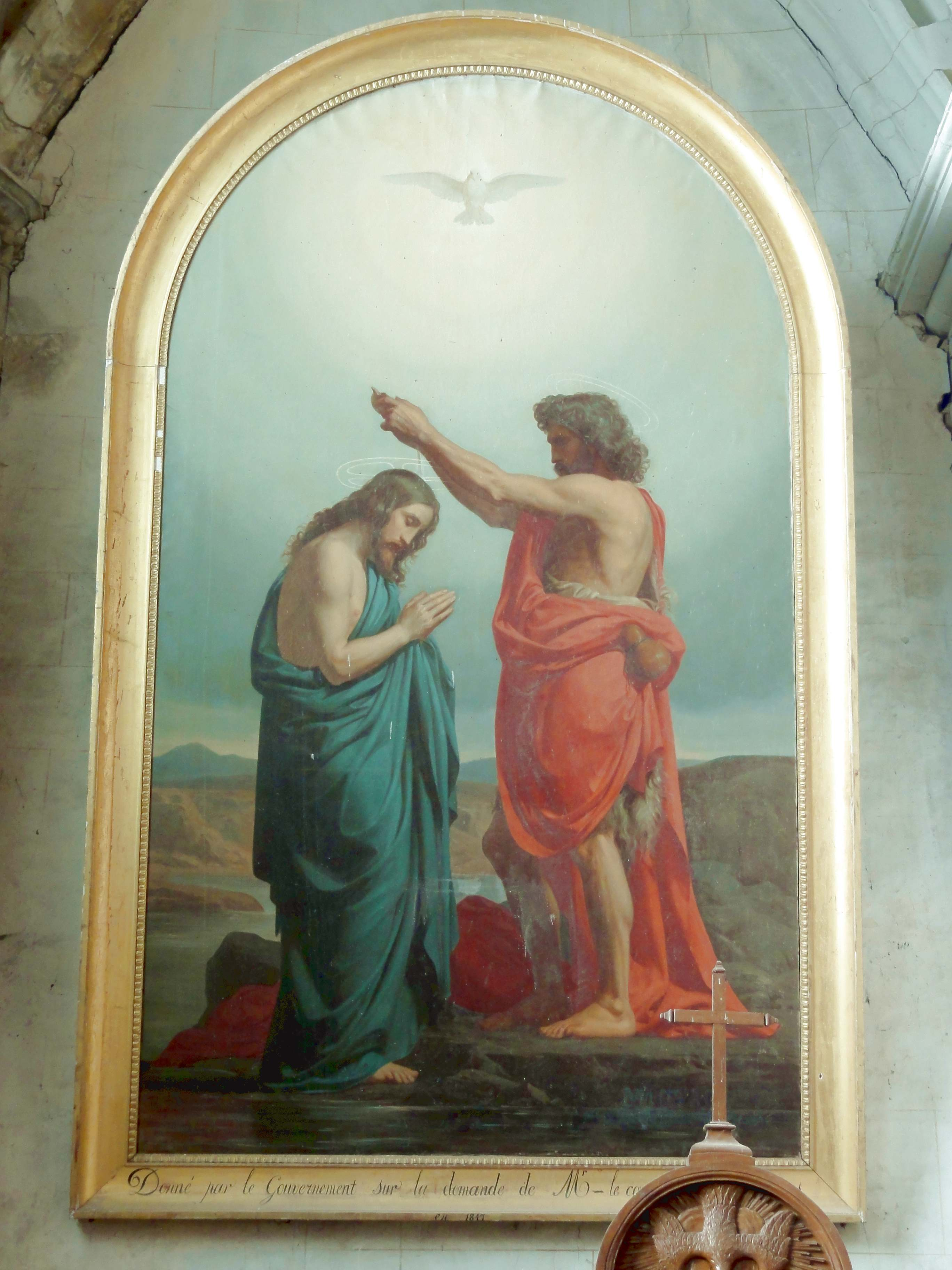
Baptême du Christ.

Le premier orgue de l'église était placé dans le bras nord du transept. En 1837, le facteur Louis Callinet (de la maison Daublaine & Callinet) construit un nouvel orgue en récupérant des tuyaux des XVIIe et XVIIIe siècles. En 1870, John Abbey effectue un relevage et modifie l'instrument. Ultérieurement, des restaurations sont effectuées par Sequies et Bossier ; par L. E. Rochesson en 1947 ; et par Jean-Jacques Mounier au début des années 1980. L'instrument est placé dans un buffet néo-gothique sur la tribune occidentale de la nef. Il comporte treize jeux (dont neuf pour le grand-orgue et quatre pour le récit), qui sont répartis sur deux claviers manuels et un pédalier à l'allemande. Comme particularité, la console est située en fenêtre latérale au nord de l'instrument, ce qui permet à l'organiste de voir l'office. La qualité de l'instrument a justifié son classement au titre des Monuments Historiques en février 1982. Le buffet est exclu du classement.

### Tableaux
- Le tableau représentant le baptême du Christ est peint à l'huile sur toile, et date de la seconde moitié du XVIIe siècle. Il mesure 115 cm de hauteur pour 139 cm de largeur hors cadre. Le baptême se déroule dans un paysage à la romaine avec des bâtiments sur la droite et d'épaisses frondaisons. Le Jourdain coule dans un paysage accidenté serpentant au milieu des rochers. Au bord du fleuve, l'on distingue quelques personnages de très petite taille dont saint Jean Baptiste baptisant le Christ et deux disciples. La colombe dans le ciel représente certainement le Saint-Esprit. L'œuvre se démarque par l'importance accordée au paysage et par les petites dimensions des personnages. La facture rappelle les œuvres religieuses de Nicolas Poussin peintes pendant son second séjour à Rome au cours des années 1640, dans lesquelles le paysage domine généralement. L'on peut ainsi dater le tableau de cette époque, et le style du cadre parle dans le même sens. Il est classé depuis novembre 1912 avec son cadre en bois sculpté et doré. L'ensemble a été volé en mai 1972, mais retrouvé depuis. Il a d'abord été déposé au musée départemental de l'Oise. Depuis le 13 septembre 1990, il est accroché dans le bureau du président du conseil départemental de l'Oise[30] (sans illustration).
- Le tableau représentant l'Adoration des bergers est peint à l'huile sur toile, et date du XVIIIe siècle. Il mesure 102 cm de hauteur pour 78,5 cm de largeur hors cadre. La composition s'organise autour de l'Enfant Jésus, autour duquel rayonne un halo de lumière qui illumine les visages de Joseph et de la Vierge Marie. Les bergers sont placés autour de ce groupe principal, dans l'ombre. L'œuvre se caractérise par la touche très libre du peintre, et évoque le style de Carle Van Loo. Récemment, elle a été attribuée à Claude Verdot (1667-1733) par François Marandet. Le tableau est classé depuis novembre 1912 avec son cadre en bois sculpté et doré, et a été restauré en 1961. Il est conservé dans la réserve du musée départemental de l'Oise[31] (sans illustration).
- Un autre tableau représentant le baptême du Christ, peint à l'huile sur toile, est une œuvre de Paul-César Gariot datée de 1847. Ce tableau de grand format est accroché au mur oriental du clocher, au début du bas-côté sud, au-dessus de l'un des deux confessionnaux. Il fut donné par le Gouvernement à la demande du comte de Ferronays (inscription en bas du cadre), et est inscrit au titre objet depuis août 1989[32],[33].
- Le tableau représentant la Mise au tombeau est peint à l'huile sur toile, et date de la première moitié du XIXe siècle, copiant la célèbre Mise au tombeau de Titien aujourd'hui au Louvre. Il est accroché en dessous de la tribune d'orgue, sur le tambour du portail occidental. Il fut donné à la fabrique et à l'église le 31 mai 1840 par le Gouvernement à la demande du marquis de Mornay, député de l'Oise (inscription en bas du cadre), et est inscrit au titre objet depuis août 1989 également[34].
- Le tableau représentant le Christ en croix est peint à l'huile sur toile, et date de la première moitié du XIXe siècle. Il est accroché au-dessus du portail au nord du transept. Il fut donné 8 septembre 1848 par les héritiers de l'abbé Fourgon, curé de Chaumont au moment de son décès (inscription en bas du cadre), et est inscrit au titre objet depuis août 1989 également[35].
- Le tableau représentant des enfants de chœur est peint à l'huile sur toile. Cette une œuvre non datée du peintre Van Hollebecke. Il est accroché à côté du Christ en croix. À l'instar des trois tableaux précédemment cités, est inscrit au titre objet depuis août 1989[36].
- D'autres tableaux sont : une copie de la Grande Sainte Famille de Raphaël ; la Vierge à l'Enfant d'après Simon Vouet ; l'Immaculée Conception, par Léopold Dubois de Moulignon ; « saint Louis adorant les saintes reliques », au retable de la chapelle Saint-Louis, donné à l'église et fabrique par le comte de Chaumont-Quivry, le 16 mai 1846, etc[33].

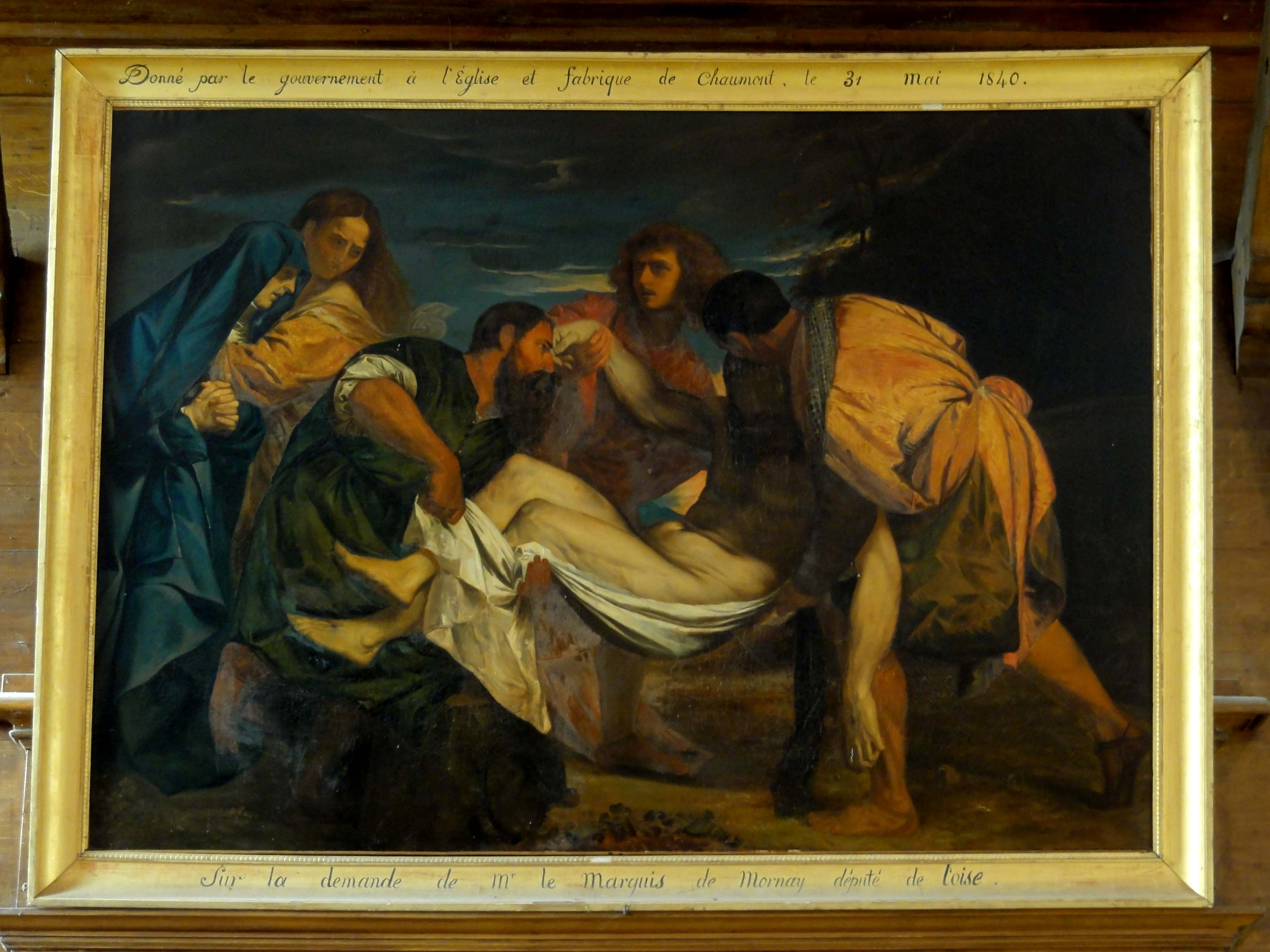
Mise au tombeau.
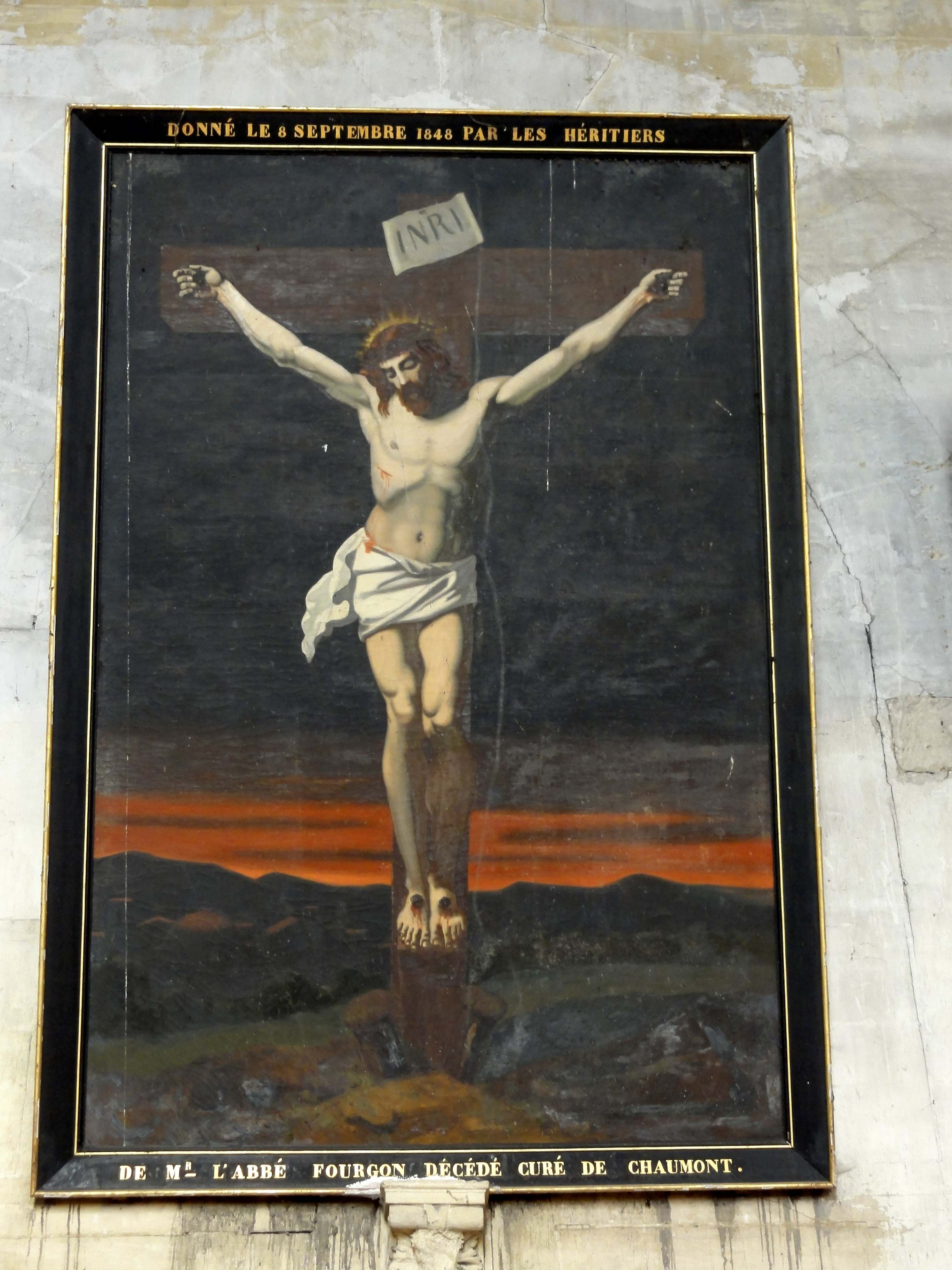
Christ en croix.
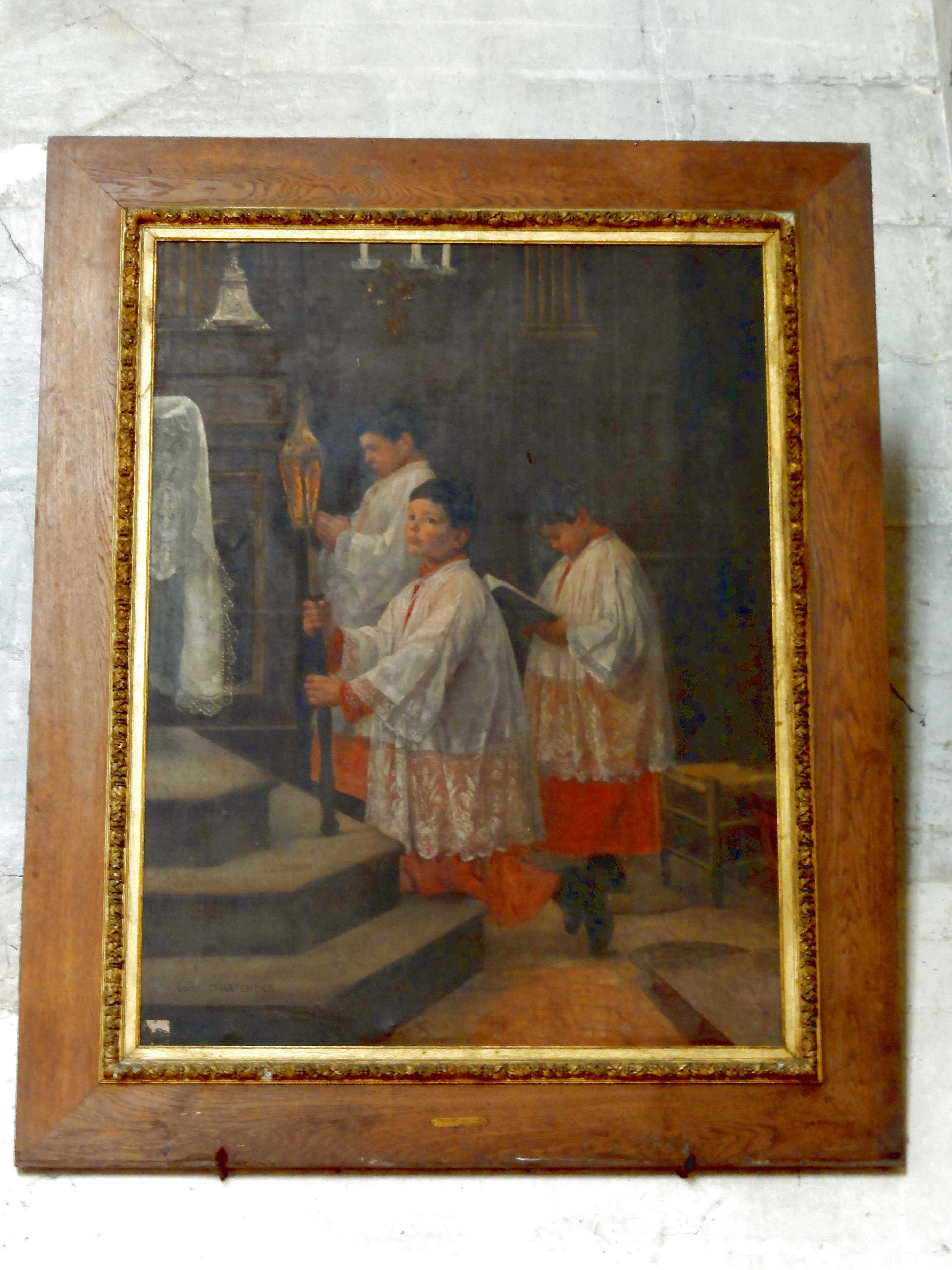
Enfants de chœur.
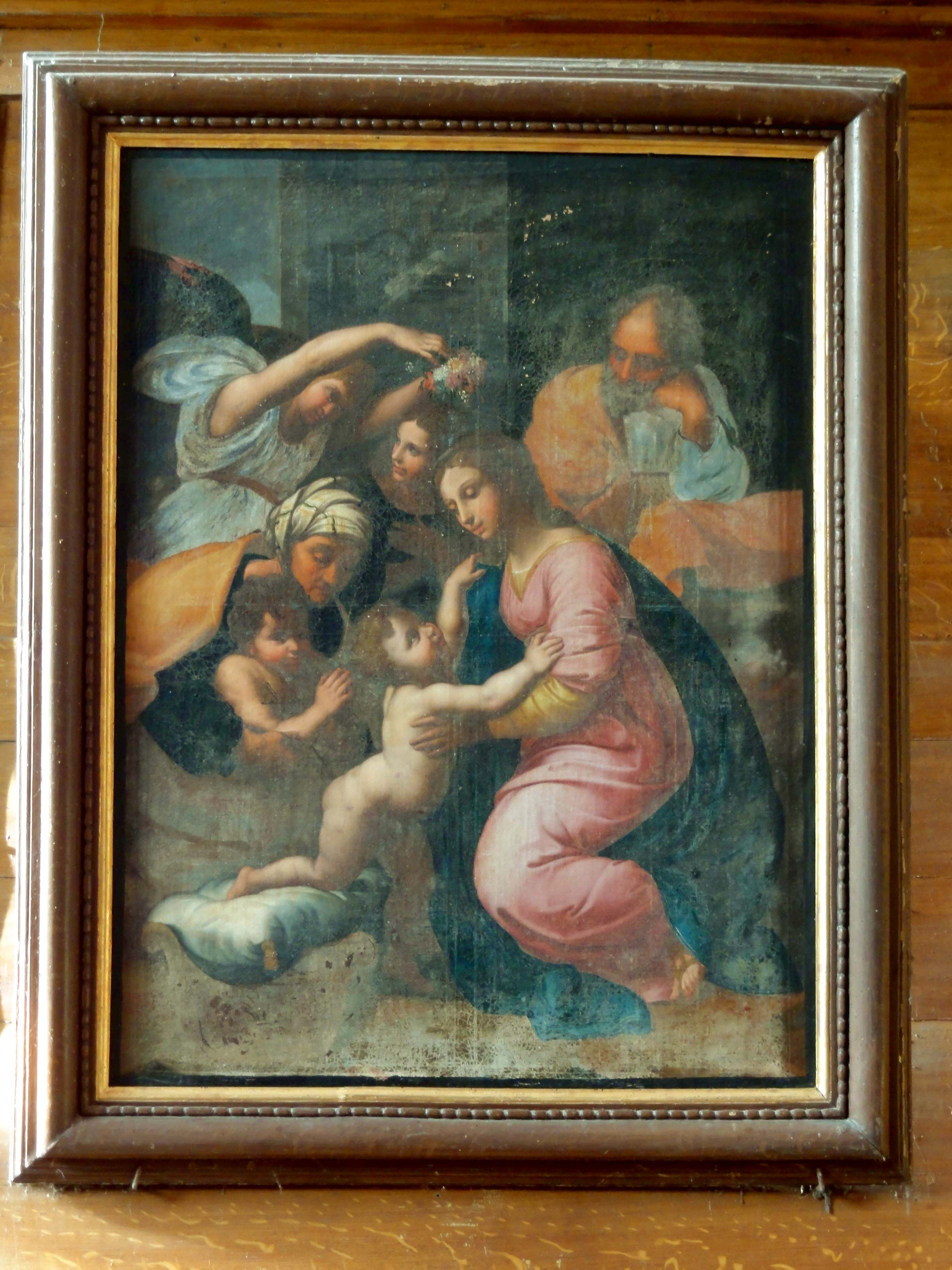
Jésus et st Jean-Baptiste.
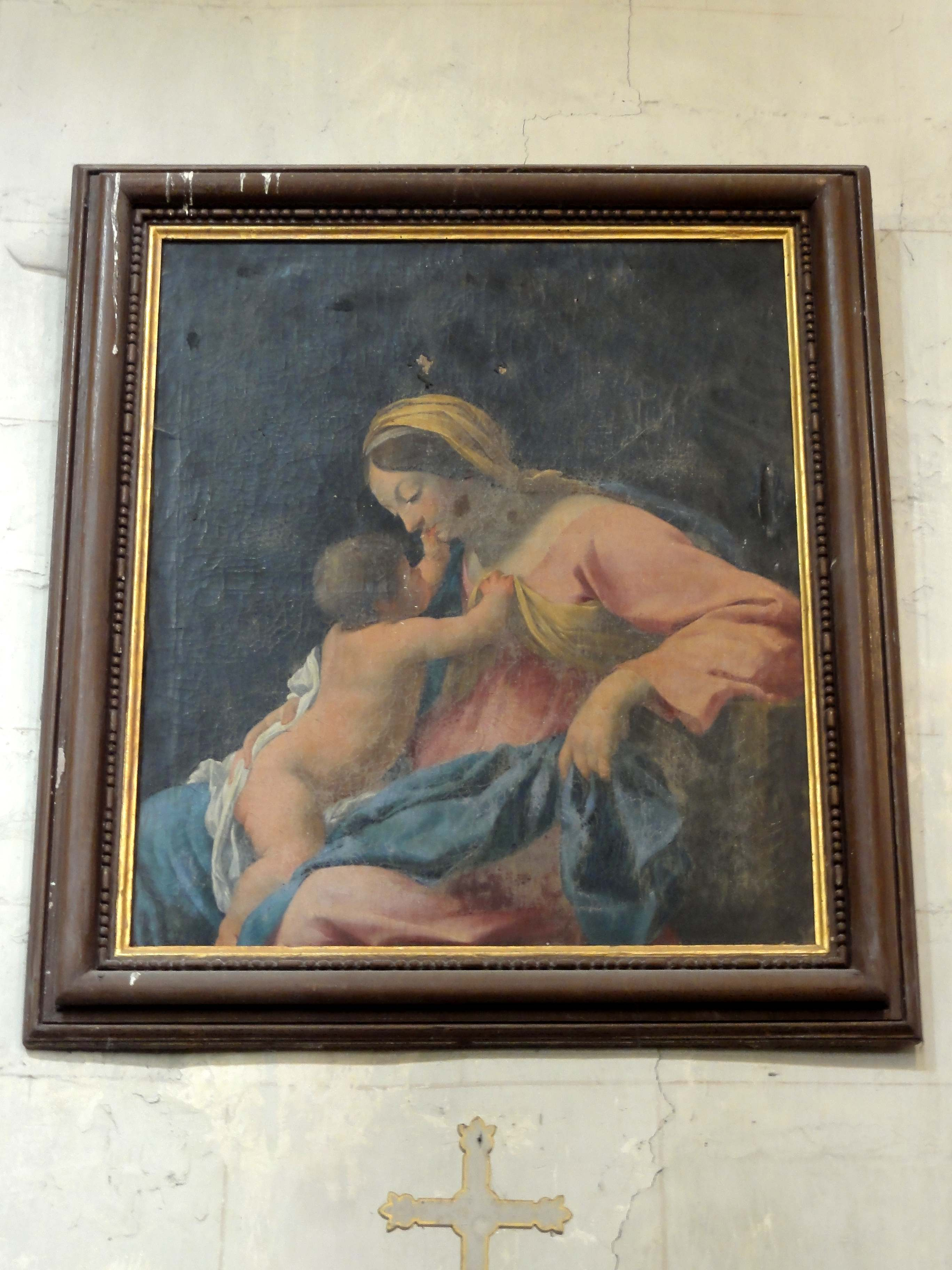
Vierge à l'Enfant.
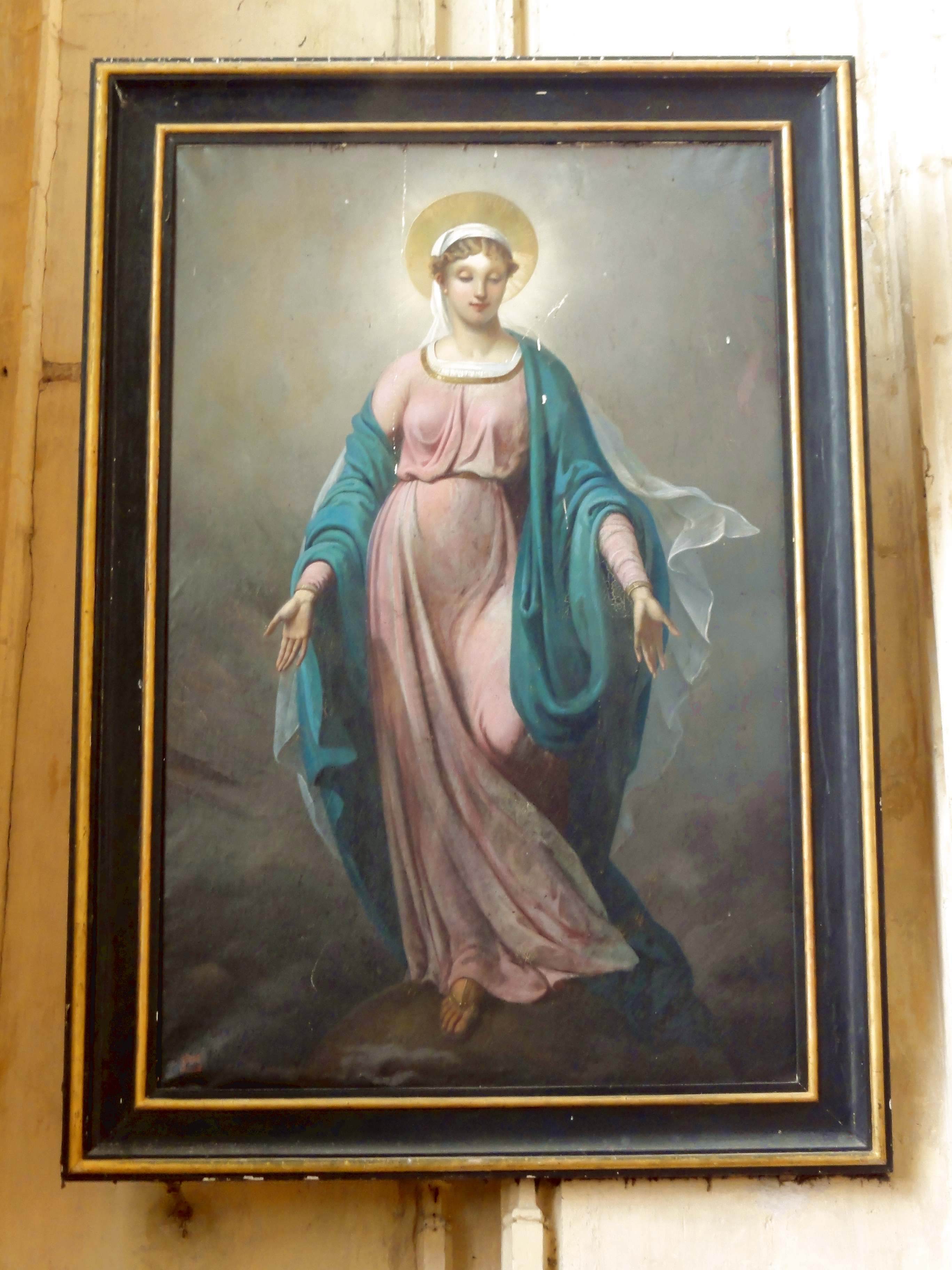
Immaculée Conception.

### Statues

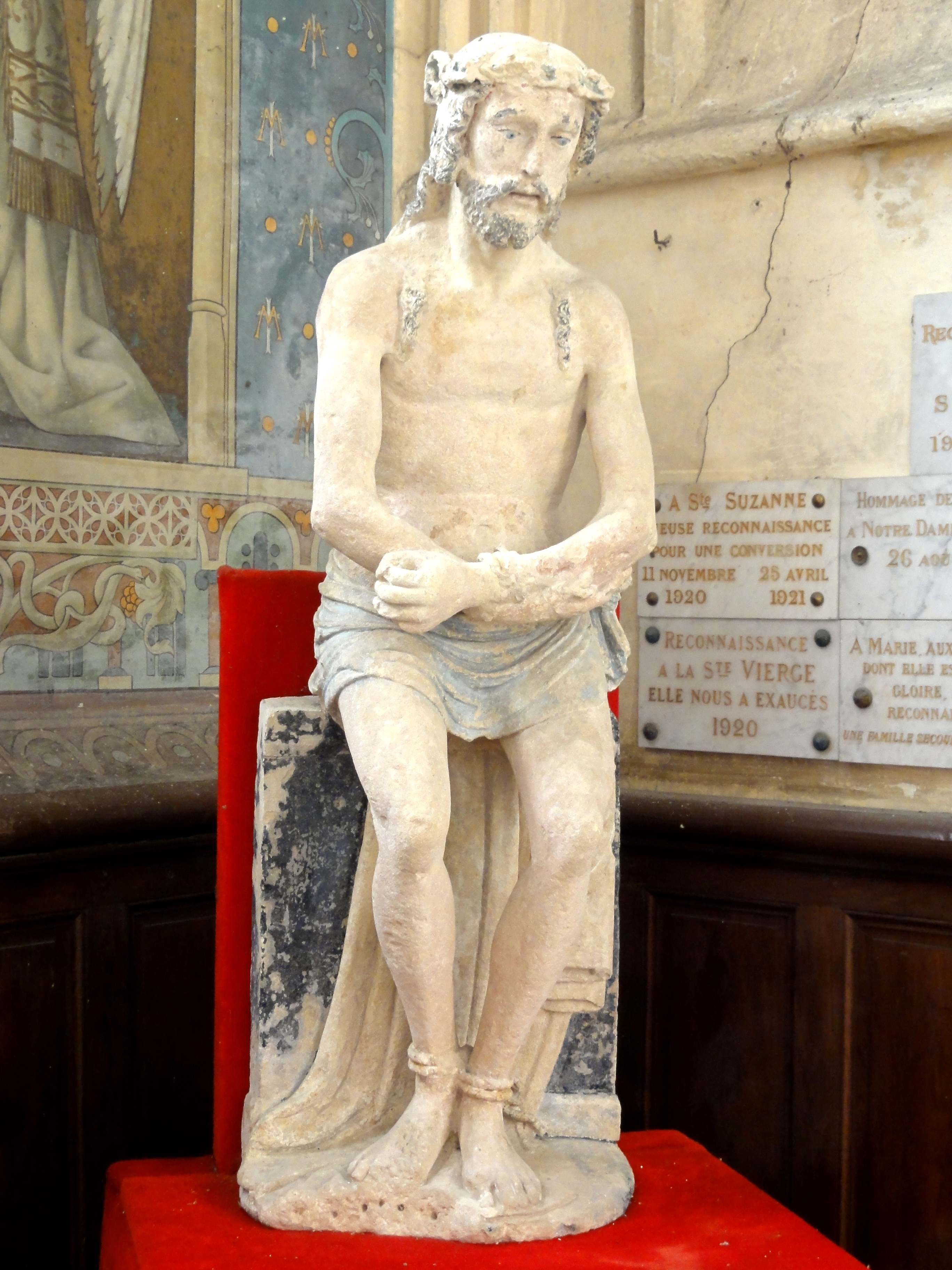
Christ aux liens.

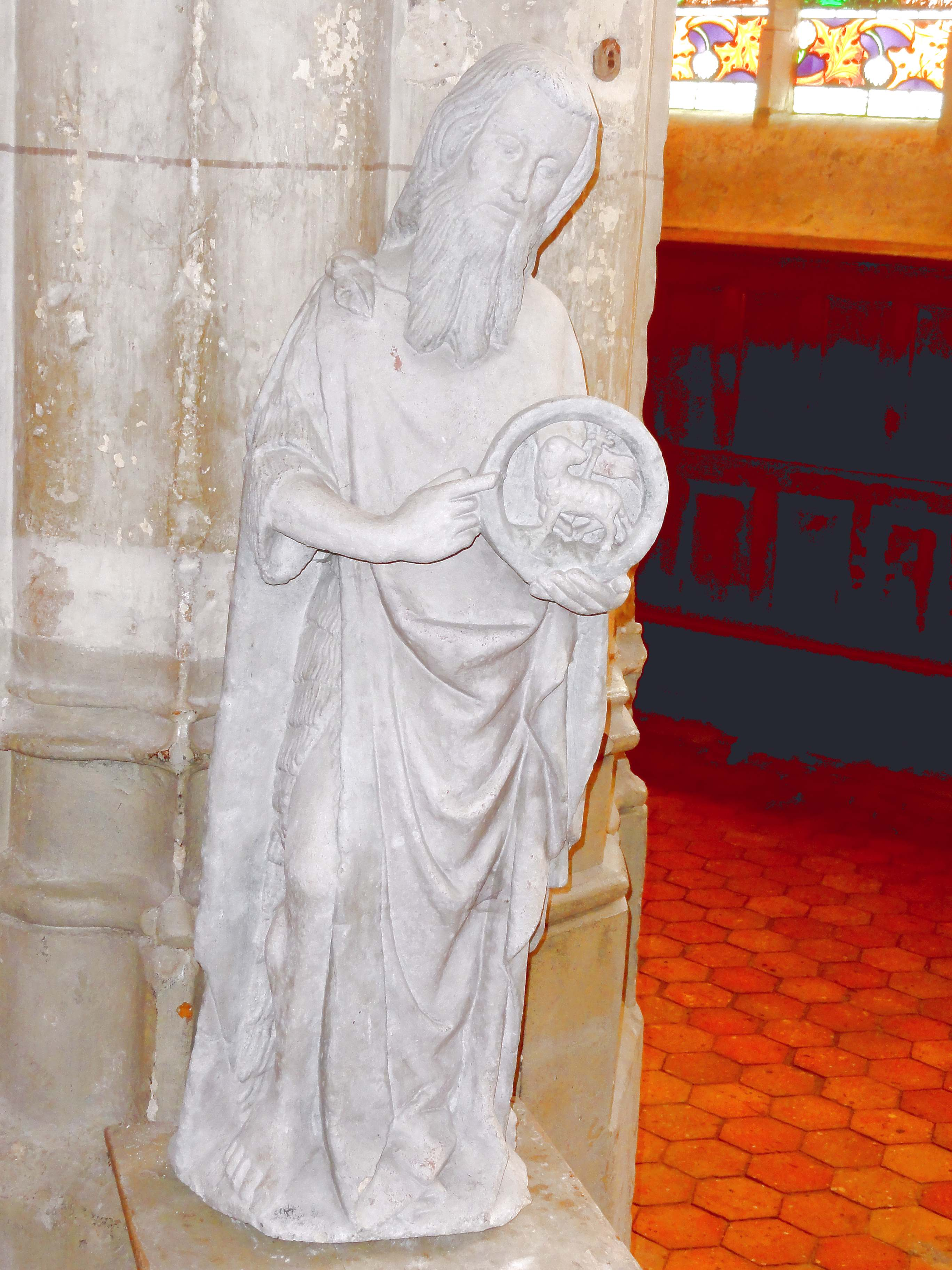
Saint Jean-Baptiste.

- La statue en pierre polychrome du Christ de pitié, ou Christ aux liens ou Christ souffrant, date elle aussi du XVIe siècle. Ses dimensions n'ont pas été prises. Son emplacement est dans la chapelle de la Vierge, à l'extrémité du croisillon sud. Autrefois, la statue se trouvait dans une niche à côté de l'escalier de la rue de l'Église, qui existe toujours. L'œuvre est inscrite depuis août 1989[37].
- La statue en pierre de saint Jean Baptiste, indiquant le Christ représenté ici non comme un agneau vivant que le prédécesseur porte dans ses bras, mais comme l'Agnus Dei sculpté en bas-relief sur un disque. On la trouve devant le pilier à l'entrée du chœur à droite. Ses dimensions n'ont pas été prises. Elle daterait du XVIe siècle, et est inscrite au titre objet depuis septembre 1991[38].

### Mobilier liturgique et divers
- Une cloche en bronze fondée en 1786 par Morel de Gisors, mesure 1,24 m de diamètre, et est classée depuis novembre 1912. Le dossier d'inscription indique la date de 1792, mais Louis Régnier fait état de son inscription en caractères romains « composée de deux lignes et demi, qui a été martelée pendant la Révolution avec un acharnement incroyable, car on ne peut plus lire que les trois derniers chiffres de la date : 1786. Une seconde inscription, sur la panse, contenait probablement l'indication du nom du fondeur ; mais elle a subi le même sort que la précédente. Cependant, en examinant attentivement la marque du praticien qui surmonte immédiatement cette seconde inscription, nous avons reconnu la signature habituelle de Pierre-Charles Morel, fondeur de cloches à Gisors. Il ne peut y avoir le moindre doute, car on distingue encore quelques lettres du nom inscrit en exergue autour du médaillon circulaire, contenant la représentation d'une cloche, qui se retrouve sur la plupart de ses bronzes »[39],[40] (sans illustration).
- Une clochette en bronze datée de 1547 et mesurant seulement 35 cm de diamètre provenait de l'église Saint-Martin désaffectée au culte en 1790. Elle portait l'inscription suivante : « + iordain lescuier laine de Sainct Soupli et venit l vie ior d iuillet mil vc xlvii » (+ Jordain Lescuier l'aîné, de Saint-Sulpice [hameau de Flavacourt] est venu [pour bénir la cloche] le 6 juillet 1547). Lors de son classement en novembre 1912, elle n'avait plus de battant. Elle a disparu depuis[41],[42] (sans illustration).
- Les fonts baptismaux, en pierre taillée, ne sont sans doute pas antérieurs au XVIIe siècle. Ils présentent sous la forme d'une cuve baptismale à infusion ovale, qui est sculptée de godrons. Le pied est enveloppé de larges feuilles d'acanthe, et arbore deux têtes d'ange flanquées d'ailes déployées[43].
- Le dossier de l'ancien banc d'œuvre, en bois taillé, est accroché au mur de la première travée du bas-côté nord, tel des boiseries. Il date du XVIIIe siècle, et est sculpté dans le style Rocaille, comme les panneaux de l'ancienne chaire. Le banc d'œuvre lui-même se trouve placé contre le mur extérieur de la première travée du bas-côté sud. Le dossier seul est inscrit au titre objet depuis août 1989[44].
- Les deux confessionnaux, strictement identiques, sont en bois taillé, et datent probablement du XVIIIe siècle. Les loges latéraux s'ouvrent par un arc cintré. La porte en anse de panier de la loge centrale est ajourée d'une baie cintrée munie d'une grille de balustres en bois tourné. Au-dessus, le petit fronton cintré arbore un bas-relief représentant la colombe du Saint-Esprit descendant du ciel au milieu de rayons de lumière. L'un des confessionnaux est placé au début du bas-côté sud ; l'autre au chevet du déambulatoire. Les deux sont inscrits au titre objet depuis août 1989[45].
- Les portes de la sacristie, dans le bas-côté sud, intègrent deux bas-reliefs provenant de l'ancienne chaire à prêcher, qui fut remplacée par la chaire néo-gothique actuelle à la fin du XIXe siècle. Dans un encadrement de style Rocaille, l'on voit le baptême du Christ par saint Jean Baptiste et un saint évêque, que l'on ne peut guère identifier en l'absence de tout attribut. Mais sachant que ce dernier bas-relief provient de l'église Saint-Martin de Chaumont, il devrait s'agir de saint Martin de Tours[43].
- Un pupitre ou Prie-Dieu en bois taillé placé dans la chapelle de la Vierge est assemblé d'éléments sculptés de style gothique flamboyant, dont notamment des réseaux plaqués avec des accolades garnies de feuilles de vigne et des pinacles. Ces éléments sont susceptibles de provenir des stalles (voir ci-dessous).
- L'église reçoit les reliques de sainte Fortunée en 1774, quatre ans après la suppression du couvent des Cordelières qui les avait reçues en 1678 par Joseph Eusan d'Aquilée, de l'ordre des Ermites de saint Augustin, évêque in partibus de Porphyr (de), assistant du Saint-Siège et préfet du Trésor apostolique. Un vitrail de la fin du XIXe siècle dans la travée nord-est du déambulatoire en décrit la translation à travers les rues de la ville. La grande châsse en bois évoquant un cercueil est exposée dans la chapelle Saint-Louis, au début du déambulatoire. L'emplacement de la châsse était déjà le même avant la Révolution[33].
- Le retable en bois peint et doré qui représente la Passion du Christ fut donné au début du XIXe siècle à l'église du Vaumain à l'instigation de M. Dupille, propriétaire du château du Vaumain. Il donna en échange le sommier actuel de l'orgue de Chaumont. Cette transaction n'a pas fait l'objet de contrats redigés à l'époque. Louis Régnier en fut entretenu par le curé du Vaumain[43] (sans illustration).

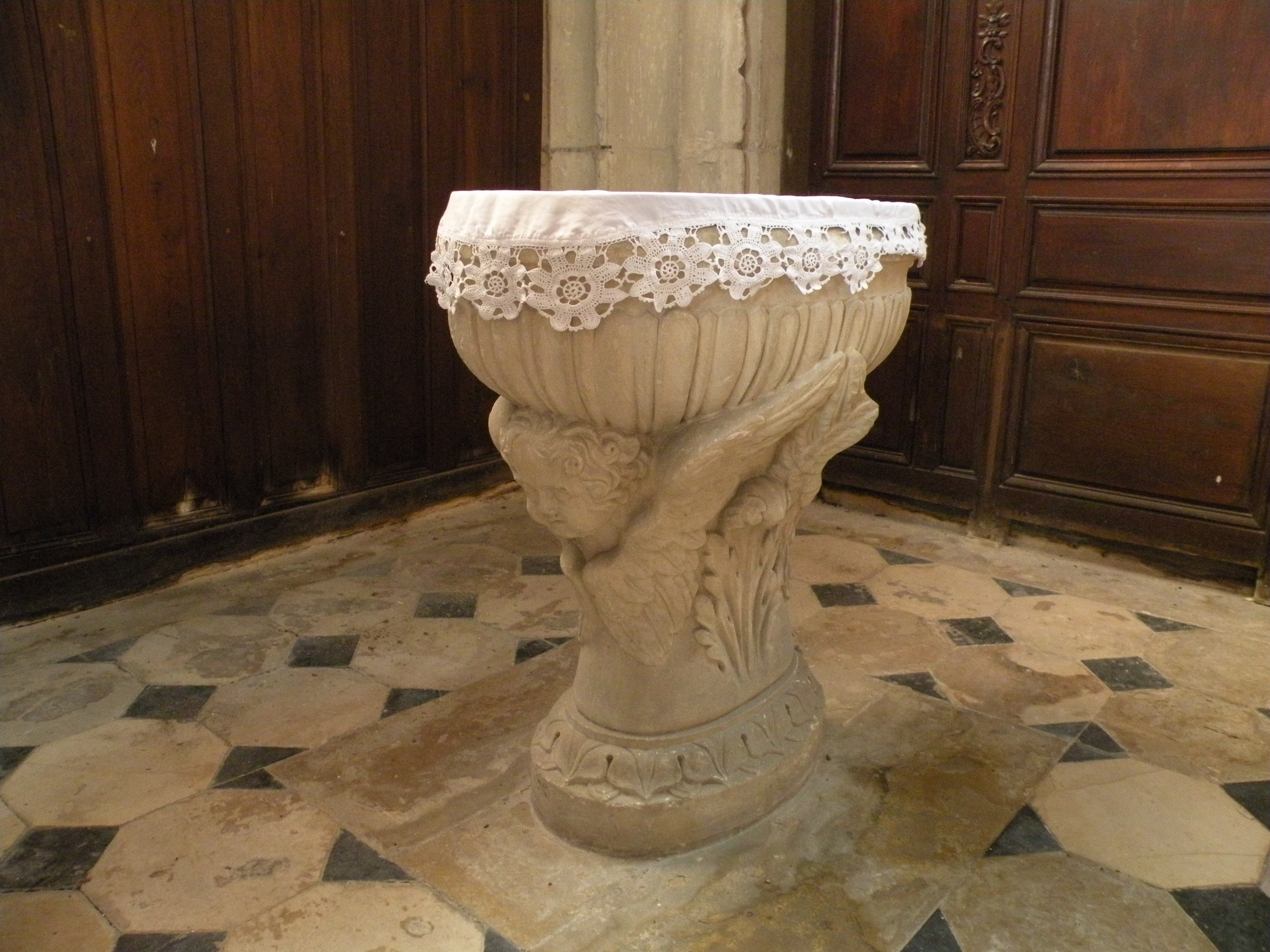
Fonts baptismaux.
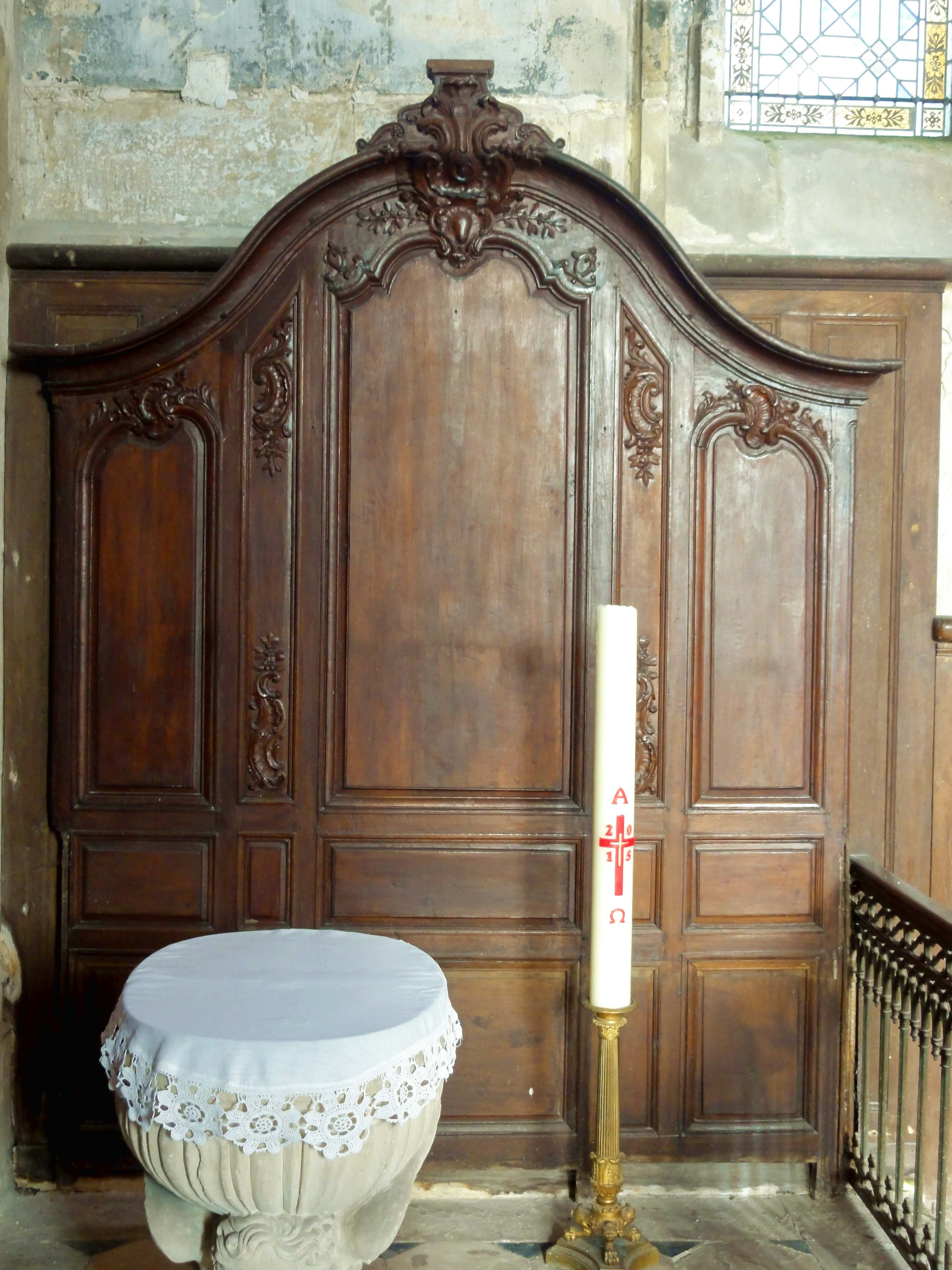
Dossier du banc d'œuvre.
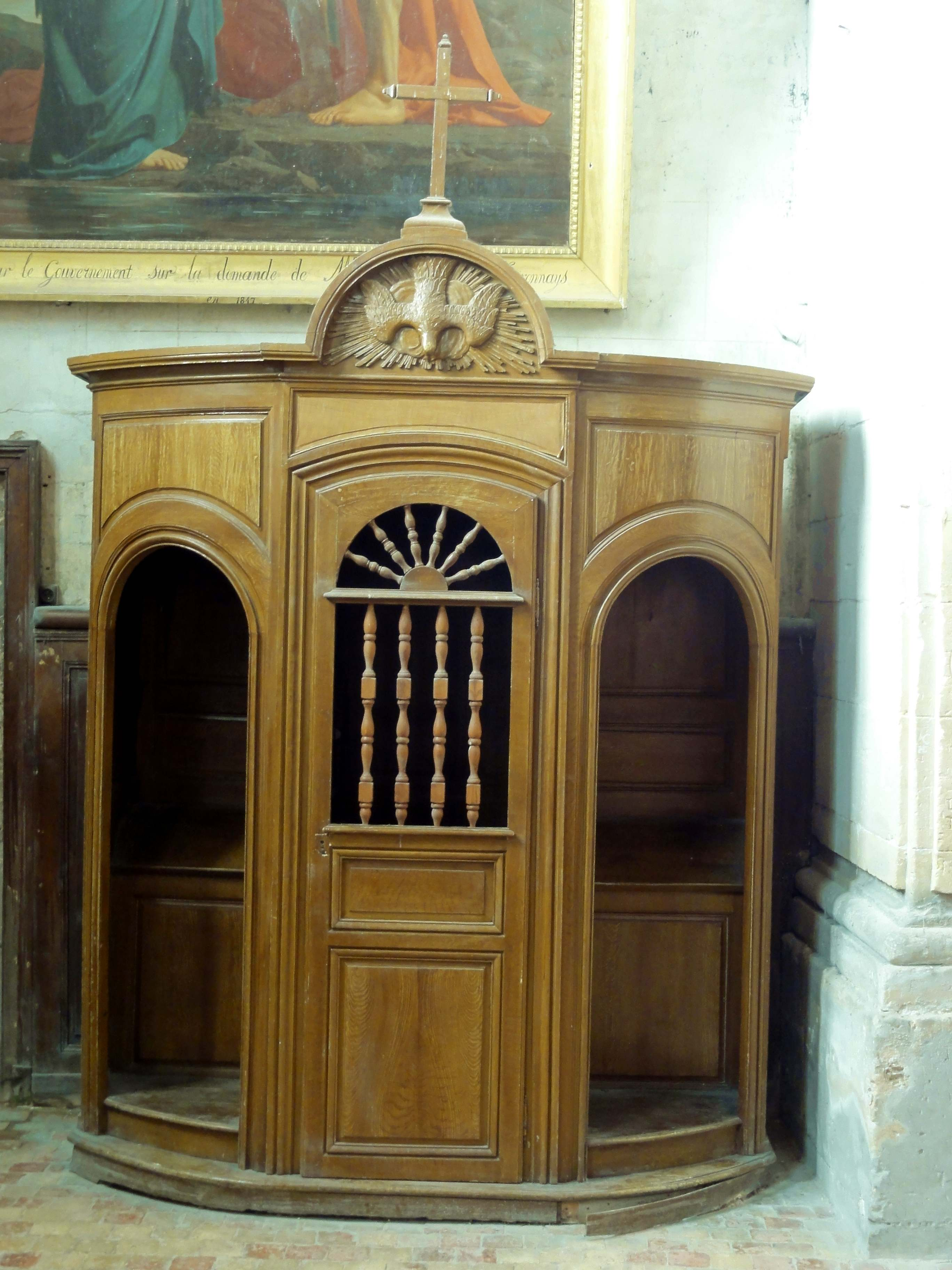
Confessionnal.
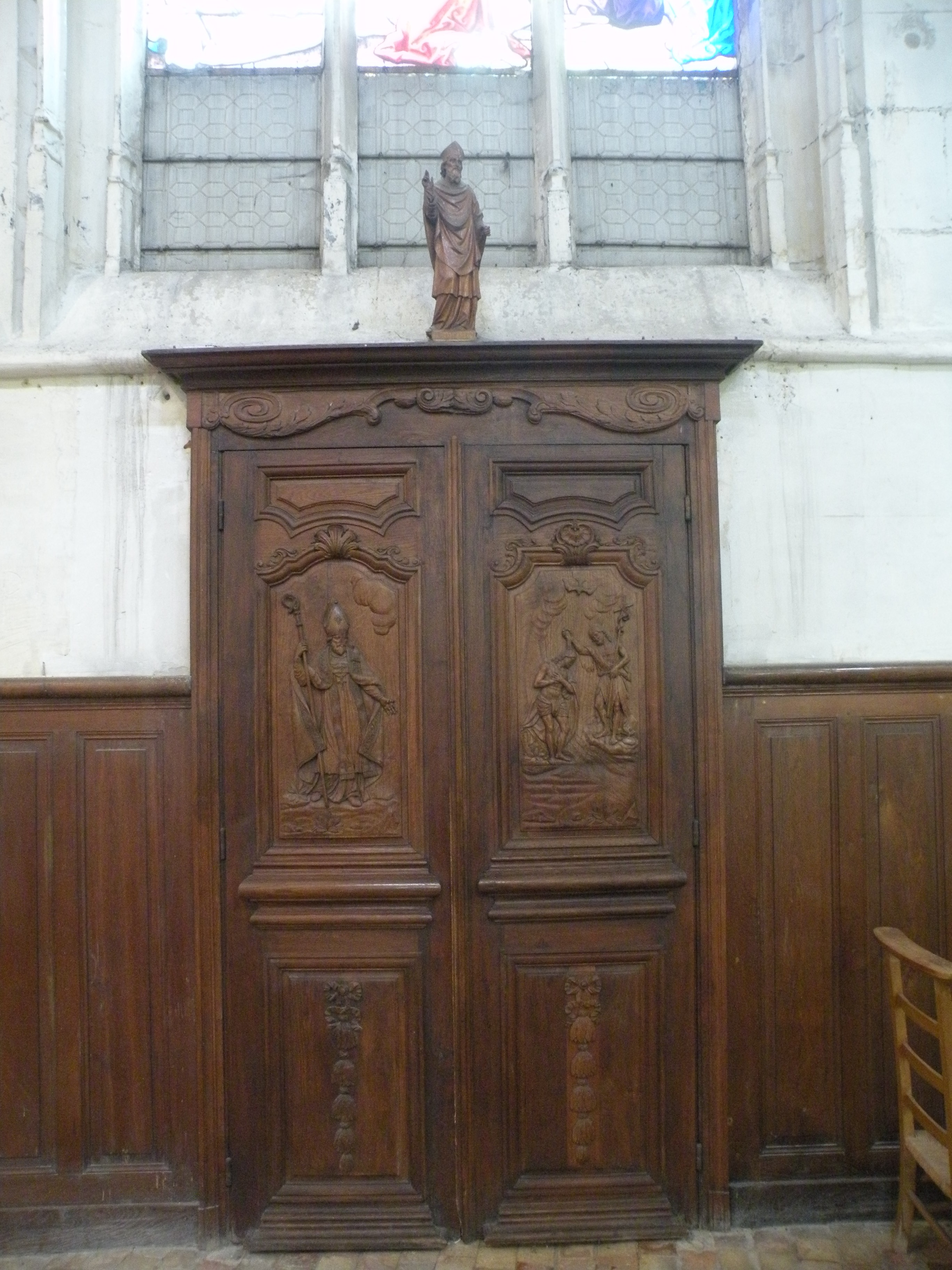
Porte de la sacristie.
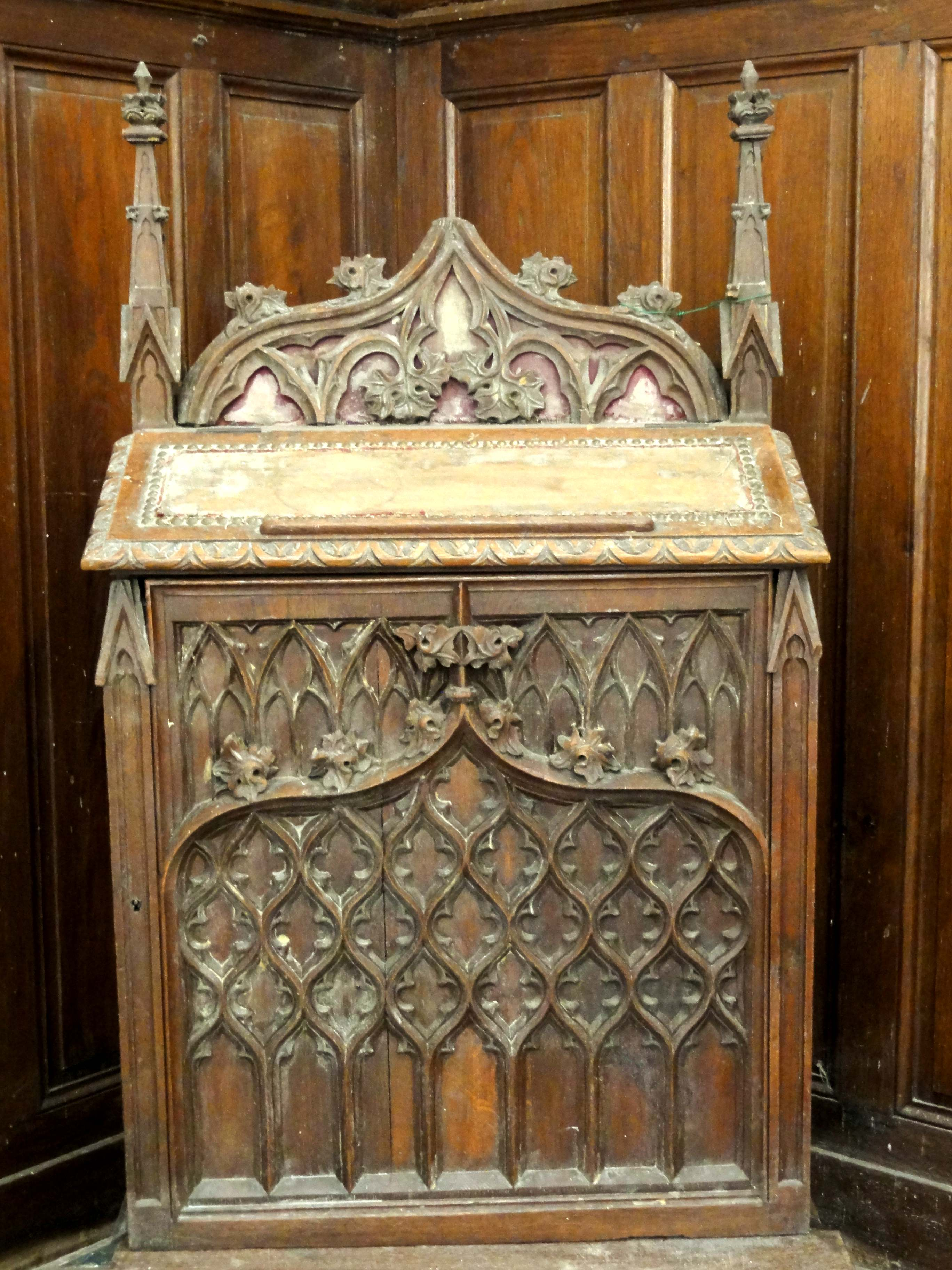
Prie-Dieu.
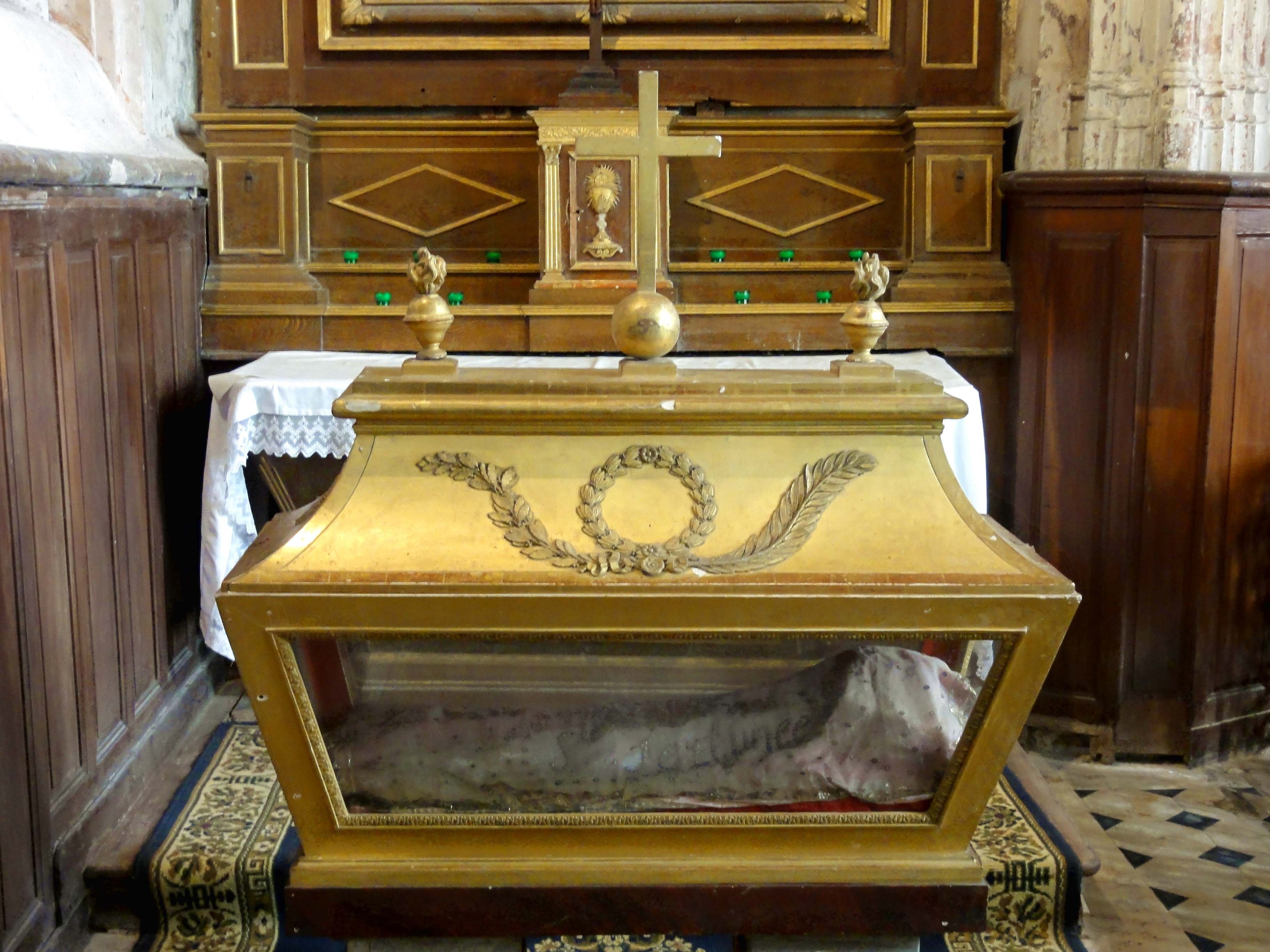
Châsse de Ste Fortunée.

### Plaques funéraires

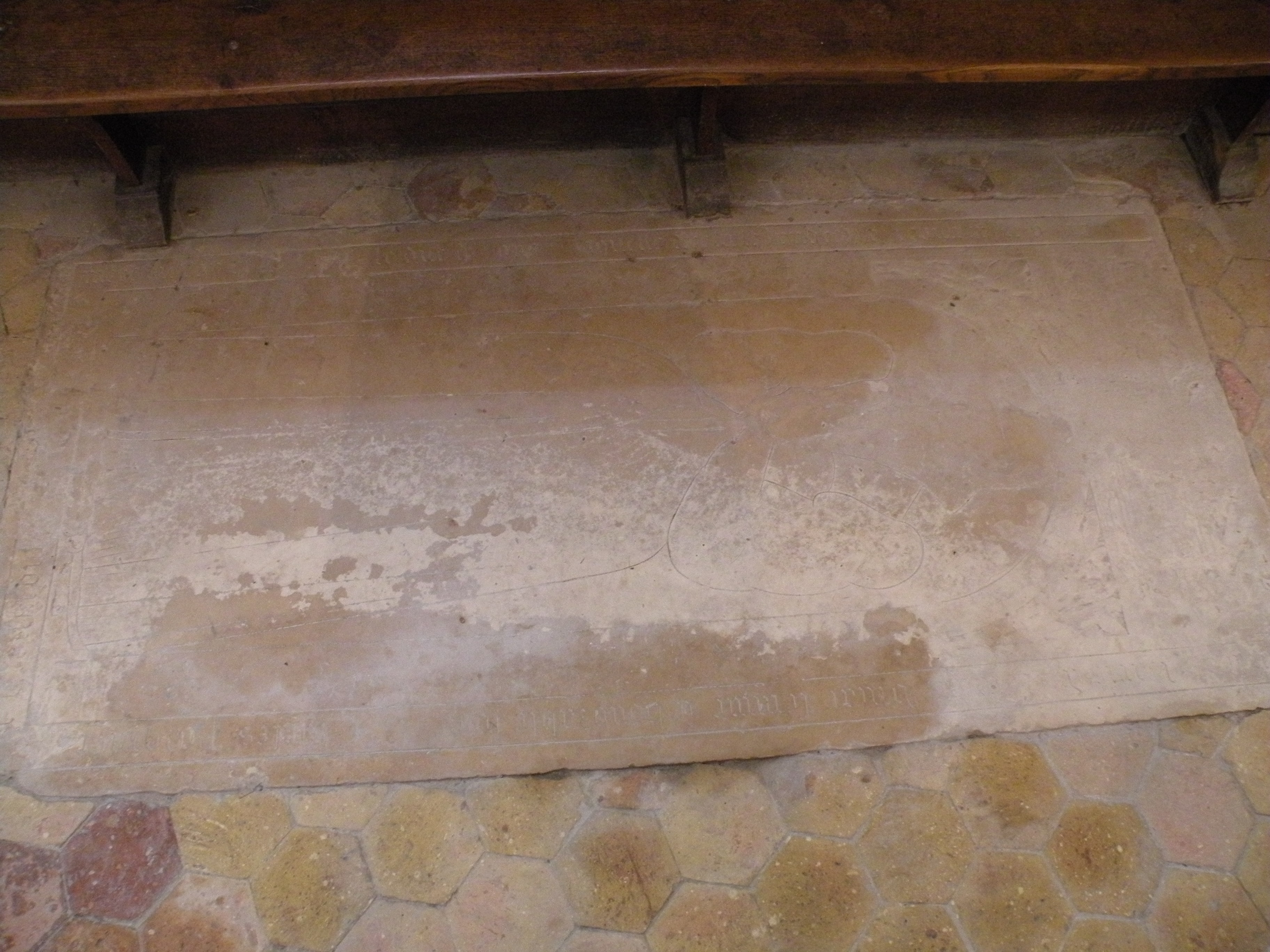
Dalle funéraire à effigie gravée de Marie de Fromont.

- La dalle funéraire à effigies gravées de Jean Christian et de sa mère, morts en 1333, représentait les défunts sous des arcades trilobées à gâbles ornées de fleurons et d'anges. Elle portait l'inscription suivante : « Cy gisent Jehan Christian Johanne sa mère qui trespassèrent la dite Johanne l'an MCCCXXXIII IXe jour en novembre et ledict Johan l'an MCCCXXXIII le […] de la chandeleur, priez pour leurs âmes ». Cette dalle en ardoise était placée à l'entrée du chœur et était presque entièrement effacée. Classée au titre objet en novembre 1912, la dalle a disparu depuis[46],[47] (sans illustration).
- La dalle funéraire à effigie gravée de Marie de Fromont, morte le 10 février 1581, mesure 194 cm de hauteur pour 92 cm de largeur. La femme est représentée de pied et de face, vêtue d'une robe bouffante et d'un corsage, les mains jointes pour la prière. L'épitaphe est la suivante : « Cy gist Marie de fromont viva[n]t[e] femme de honorable homme Me Charles porqvier Sr de Droitecourt Sr de […] la R[eine] / mère du roy et de Mgr le dvc de Long[veville] laquelle deceda le vendredy ve febvrier m vc iiiixxi ». La dalle, scellée dans le sol du déambulatoire, est presque entièrement effacée. Elle est classée au titre objet depuis novembre 1912[48],[49].
- Dans le déambulatoire, une plaque de fondation de 1550 est encastrée dans le mur près du chevet. Elle mesure 81 cm de hauteur et 59 cm de largeur, et porte sur une fondation testamentaire faite par Philippe de Villers, lieutenant du prévôt de Chaumont. La longue inscription a été relevée par J. Le Bret et publiée en fac-similé par Louis Régnier[50].
- Une autre plaque de fondation est scellée dans le mur du croisillon nord. Elle n'est pas mentionnée par les auteurs.

### Stalles

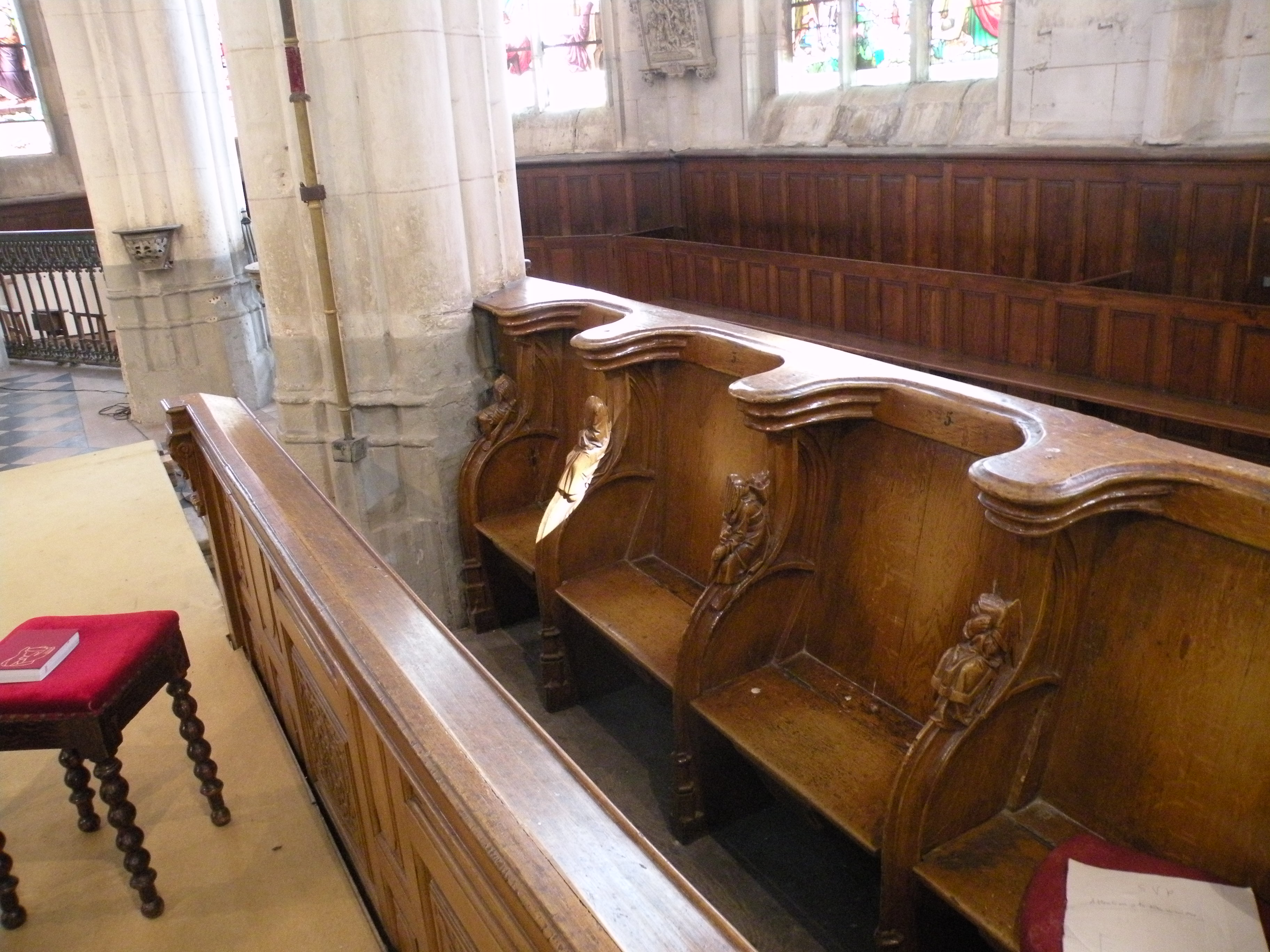
Stalles au sud du chœur.

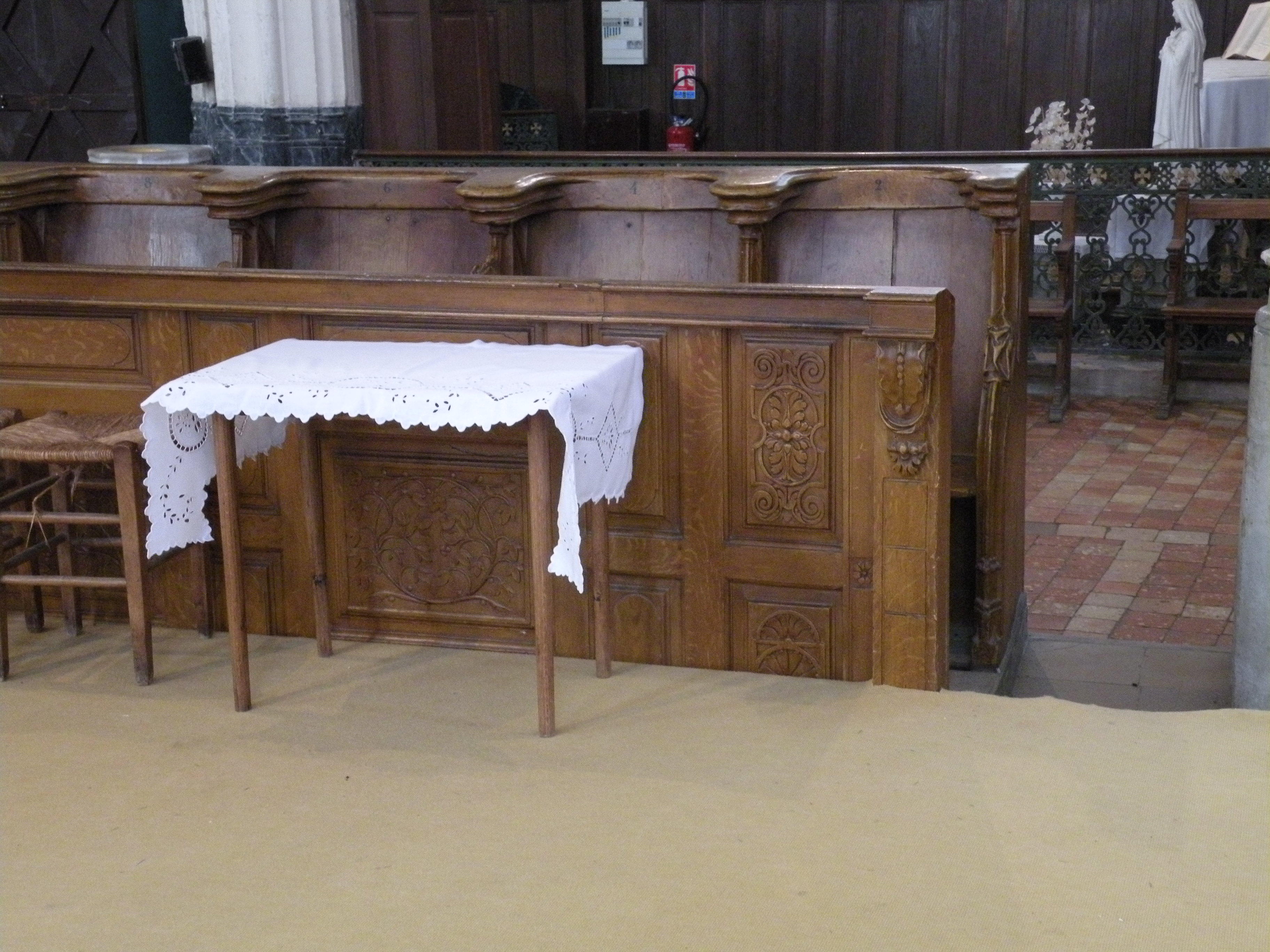
Stalles au nord du chœur.

Deux rangées de six stalles flanquent la première travée du chœur. Elles ont été réalisées entre 1507 et 1515 par Arnoulet Samyon pour l'église de Gisors, et font partie d'un ensemble jadis beaucoup plus important. Les marguilliers de cette paroisse les ont vendues à la fabrique de Saint-Jean-Baptiste le 14 juillet 1721. Les stalles sont d'un style purement flamboyant, et représentent les éléments du mobilier les plus remarquables de l'église, avec les vitraux. Les appuie-mains des parcloses, qui sont au nombre de quatorze au total, sont sculptés d'un dragon, d'un porc ou sanglier, d'une sorte de bouc ailé, d'une autre chimère, et surtout de petits personnages, qui sont au nombre de dix. Les visages des personnages, généralement assis, ont malheureusement été bûchés sous la Révolution, et parfois même les mains ou tout le buste a été supprimé. Seulement deux têtes subsistent, dont une à peu près intacte, celle d'un jeune garçon joueur de biniou chaussé de souliers à la poulaine (sur la première stalle du nord). Sinon, l'on reconnaît encore un guerrier ; un moine ; un homme barbu vêtu d'une longue robe et portant une hotte pleine de provisions (peut-être un moine mendiant) ; un ange qui a les bras croisés devant la poitrine ; un personnage barbu, vêtu d'une robe et coiffé d'une sorte de turban ; un guerrier couvert d'une robe, armé d'un coutelas et tenant une tête coupée. Les miséricordes représentent souvent de petites scènes satiriques ou pittoresques, conformément à l'usage à l'époque. Mais cinq parmi elles sont seulement sculptées de feuillages déchiquetés dans le goût du XVe siècle ou de feuillages découpés ; l'on ne trouve pas de feuilles de vigne et grappes de raisin. Sinon, les sujets sont un dragon ailé ; un riant visage de jeune fille accolé à une tête de mort ; un homme aux prises avec une truie qu'il tente de maîtriser à l'aide de deux bâtons ; deux moines lisant dans un même livre ; un coq ou oiseau fantastique aux ailes déployées ; un ange tenant un luth ; et un cygne. Tous les appuis ont été remplacés par une boiserie du XVIIe siècle, et les jouées ne sont plus en place. Cependant, en raison de la plus grande largeur de l'arcade du nord, l'on y a ajouté une porte latérale sculptée de réseaux plaqués, qui pourrait probablement provenir des anciennes jouées. De même, le Prie-Dieu de la chapelle de la Vierge, déjà signalée, est apparemment assemblé à partir d'éléments provenant des stalles. L'ensemble des douze stalles est classé au titre objet depuis mars 1904,.
À cet ensemble, s'ajoutent deux stalles individuelles de la même provenance, classées depuis 1912 seulement, qui étaient jadis attribuées au curé de Gisors et à son vicaire, et encadrent aujourd'hui le confessionnal placé dans la travée axiale du déambulatoire. Ces deux stalles conservent leurs parcloses d'origine. Elles sont sculptées tant à l'extérieur que vers l'intérieur de la stalle. Les motifs à l'extérieur sont sainte Catherine foulant aux pieds l'empereur Maximien et David vainqueur de Goliath, sur la stalle de droite ; et sainte Marguerite avec le dragon vaincu par elle et le sacrifice d'Abraham, sur la stalle de gauche. À l'intérieur, l'on voit un arbre avec un oiseau, des feuilles de chêne et des feuilles de houx. Louis Régnier qualifie le coup de ciseau d'assez médiocre. Du fait qu'il s'agisse de stalles individuelles, il n'y a pas d'appuie-mains. Les deux miséricordes sont sculptées l'une de feuilles de vigne et de grappes de raisin, l'autre de ronces,.

Appuie-mains
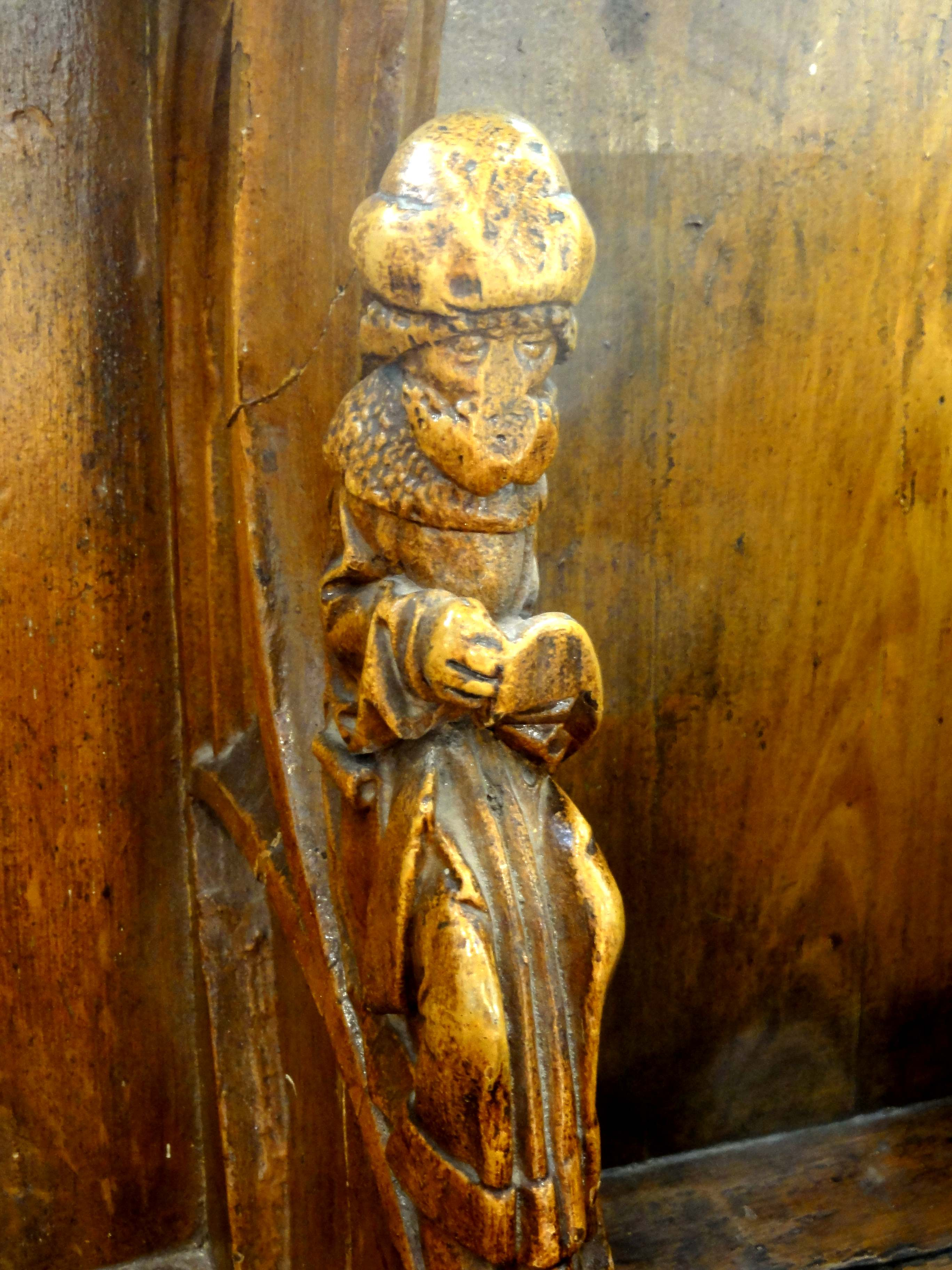
Homme coiffé d'un turban.
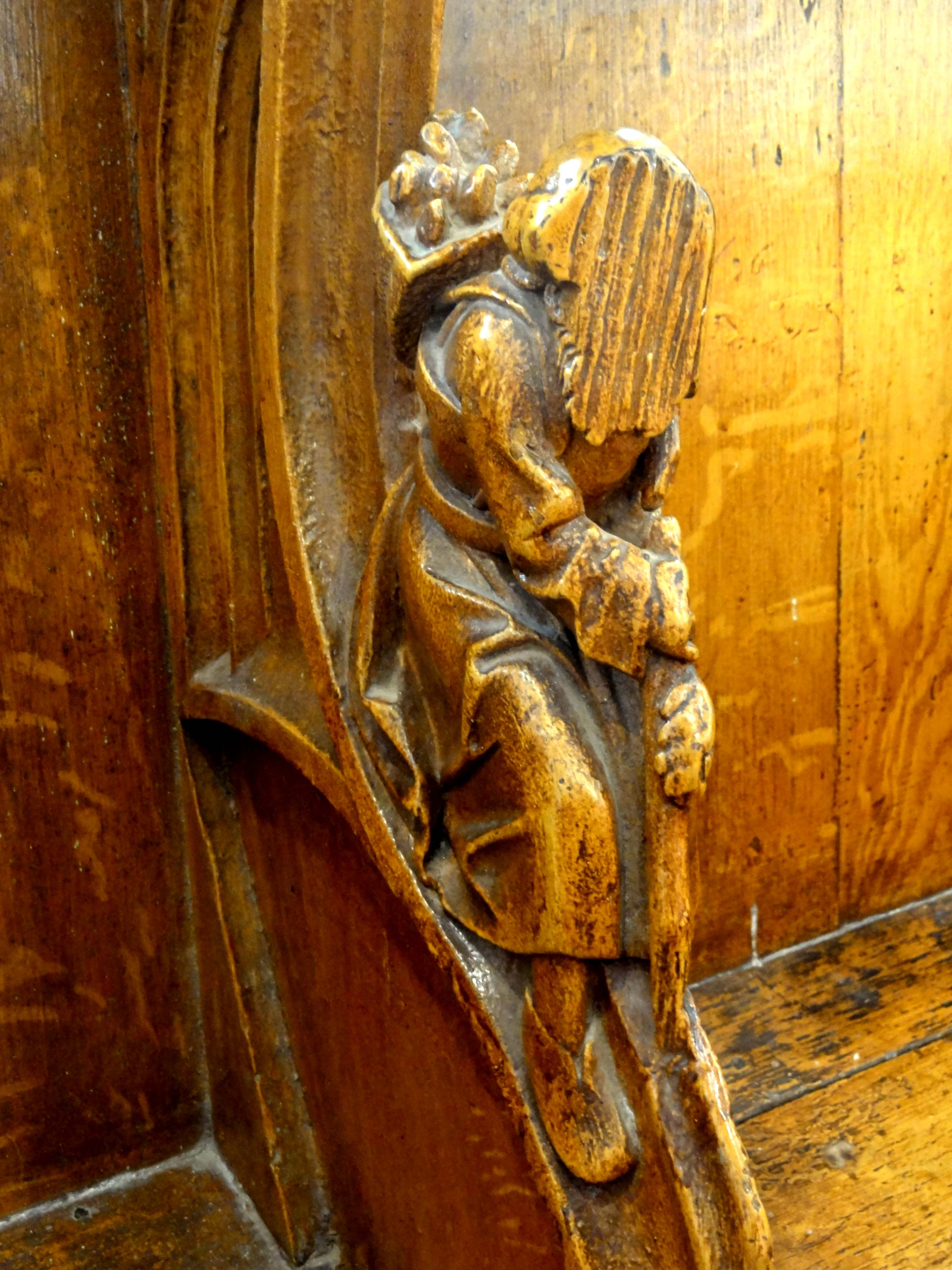
Moine avec une hotte.
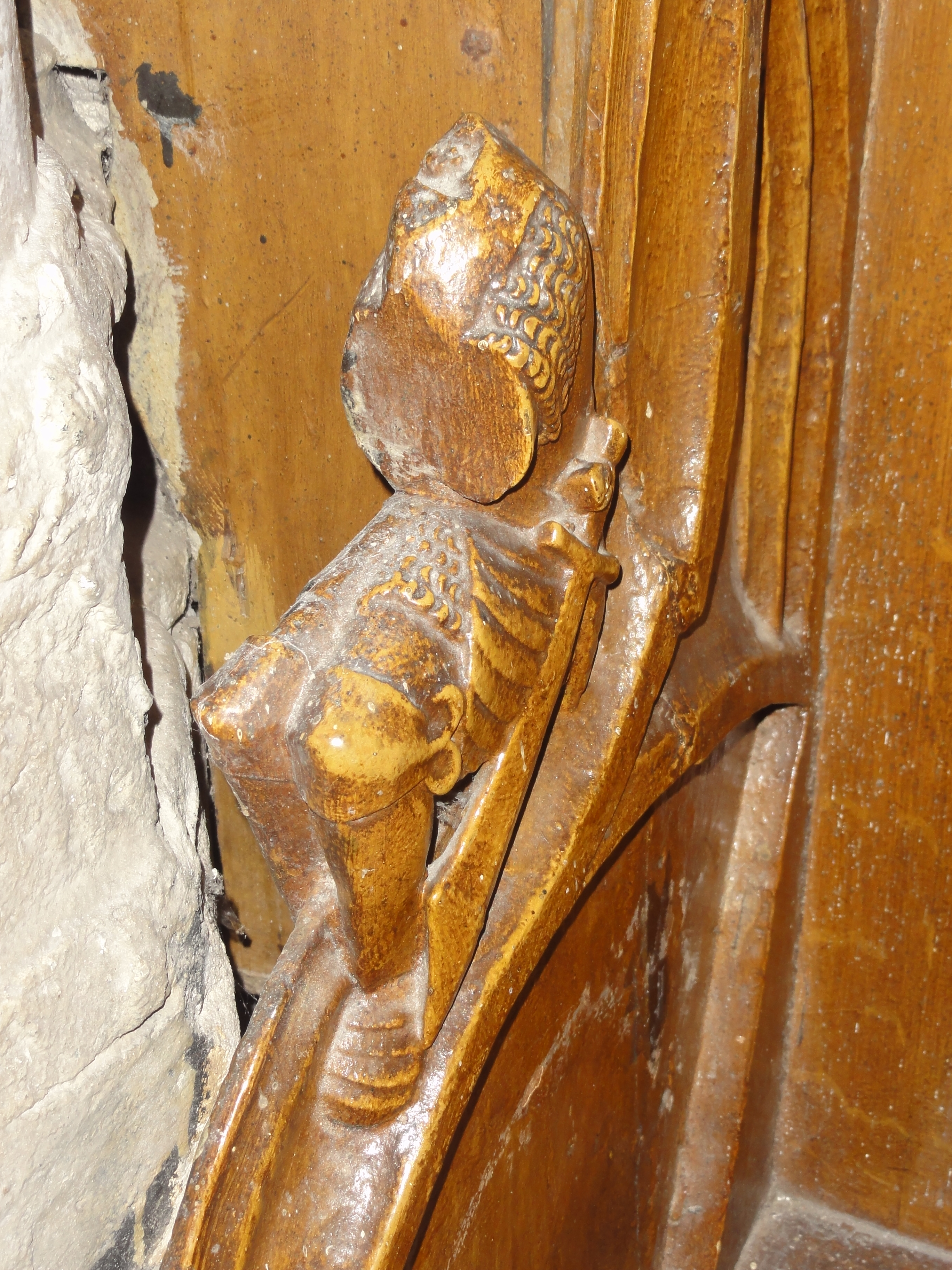
Guerrier.
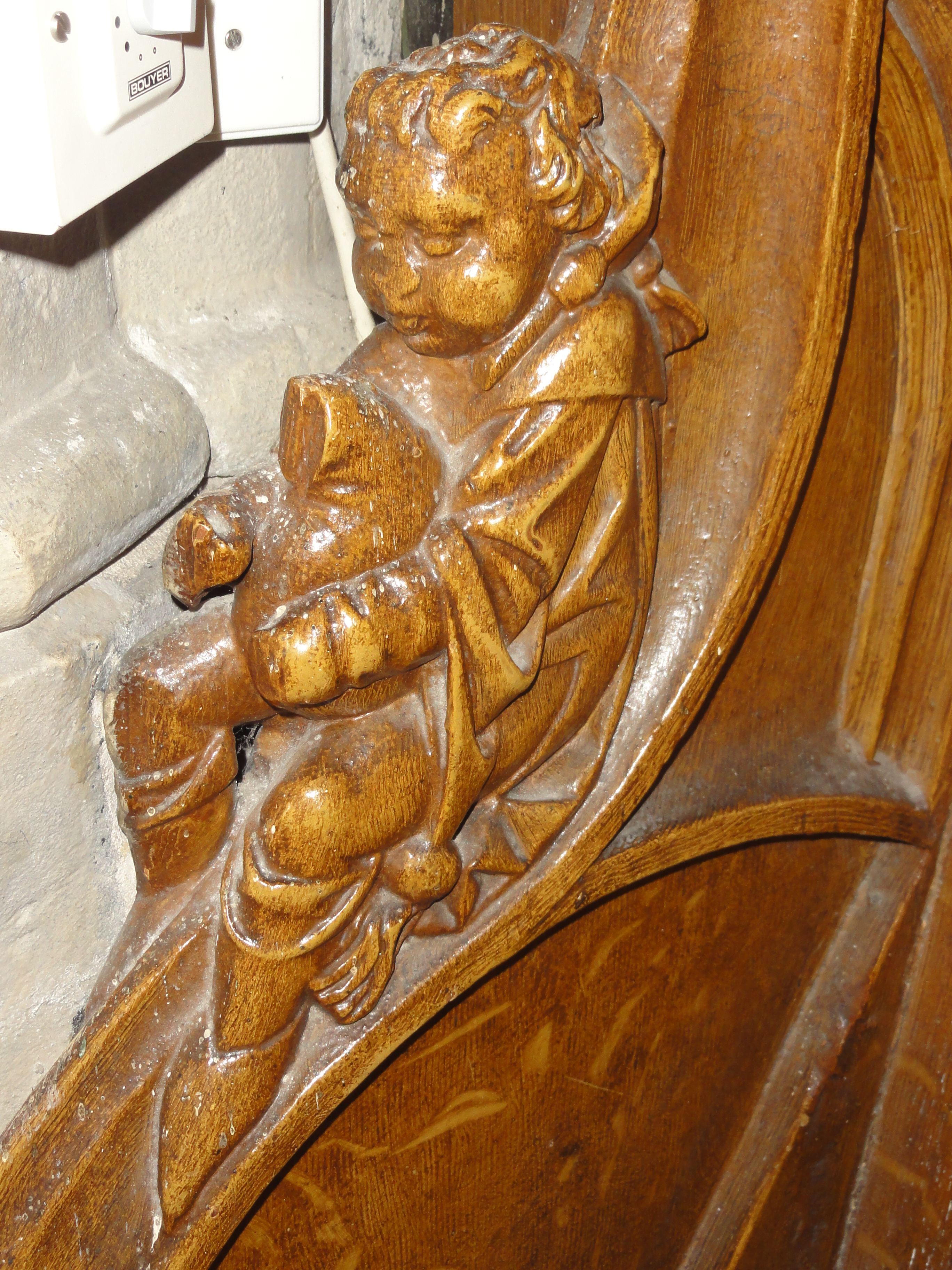
Joueur de biniou.
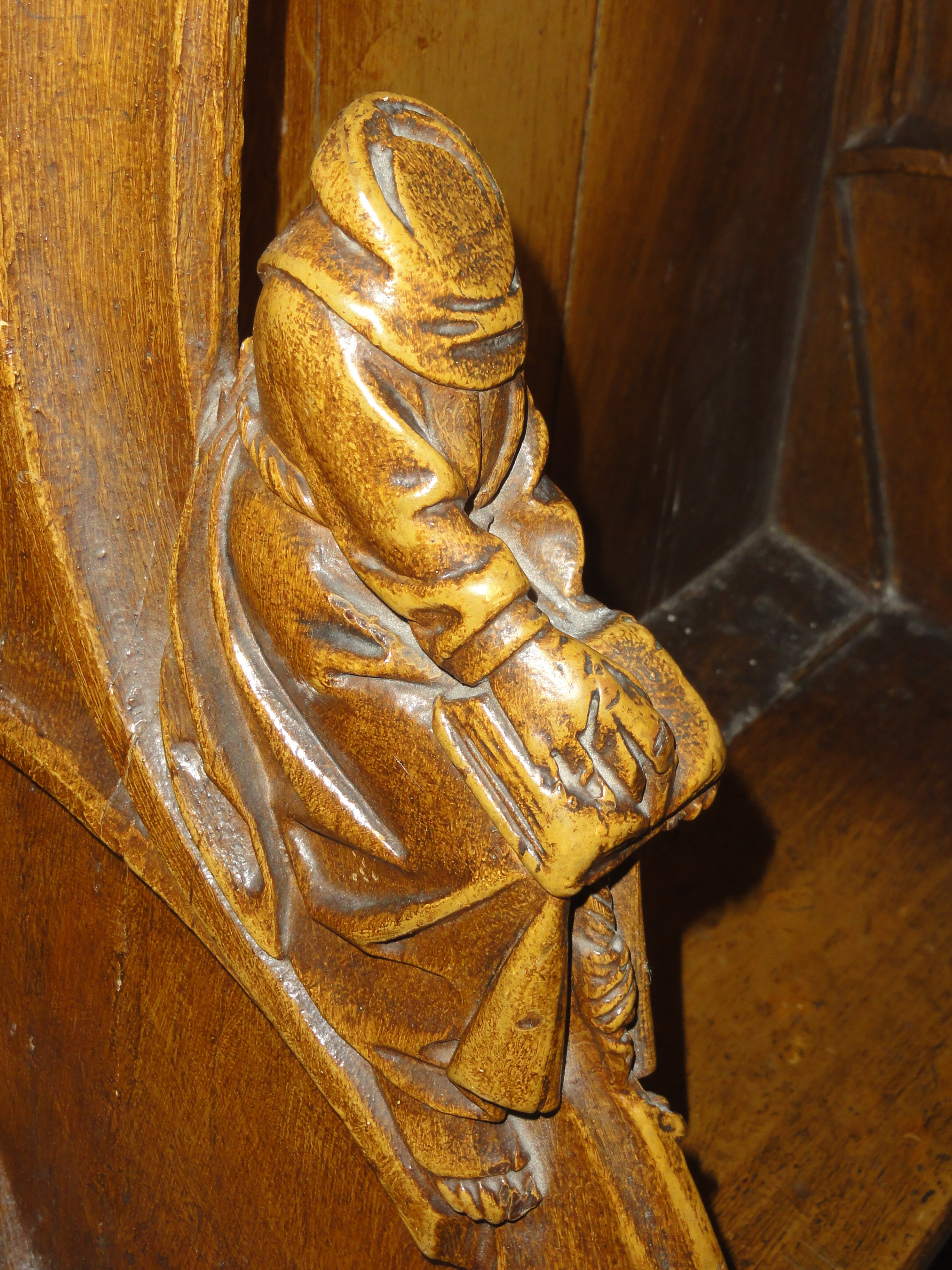
Moine avec un livre.
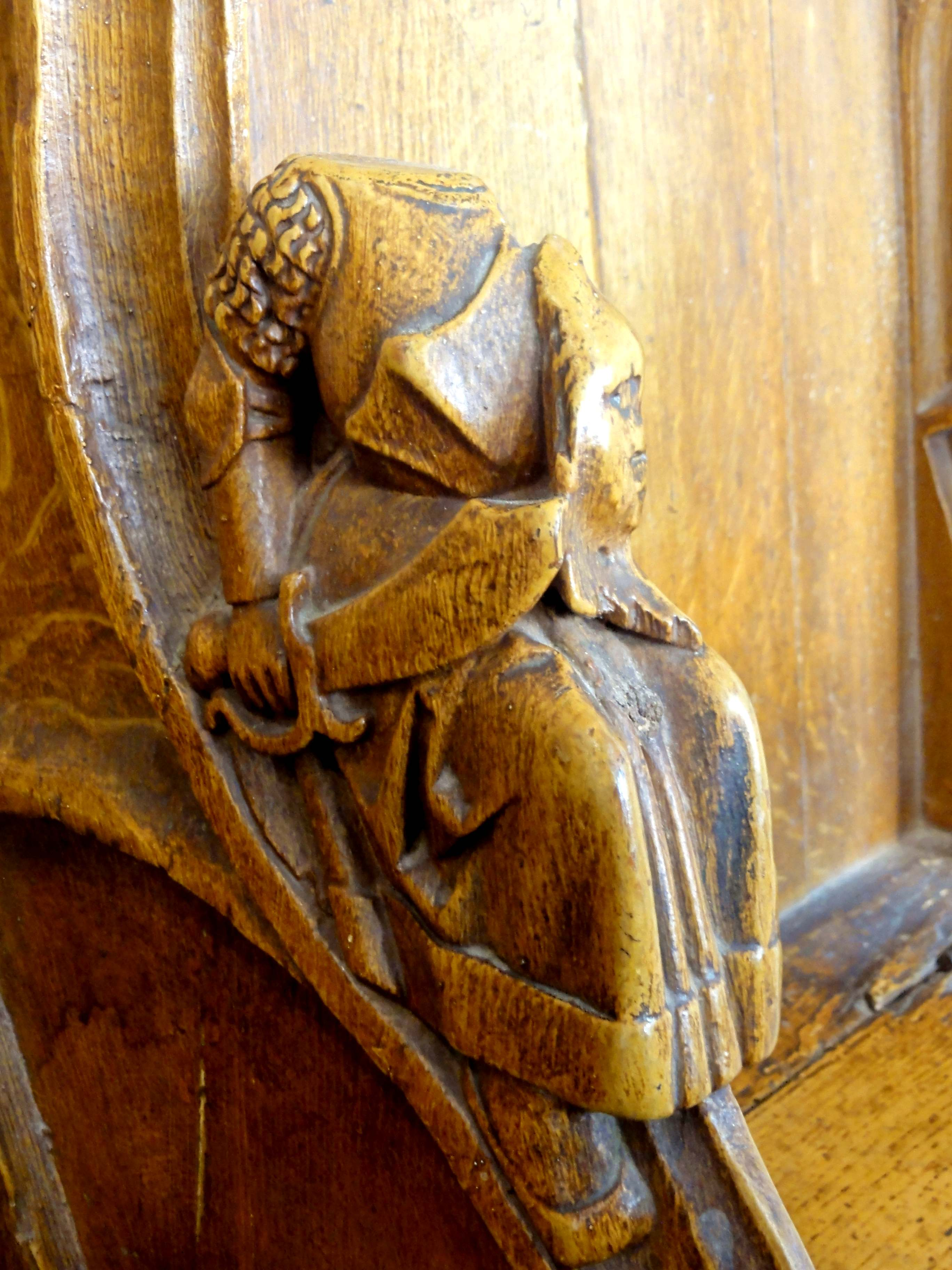
Homme avec tête coupée.

Miséricordes
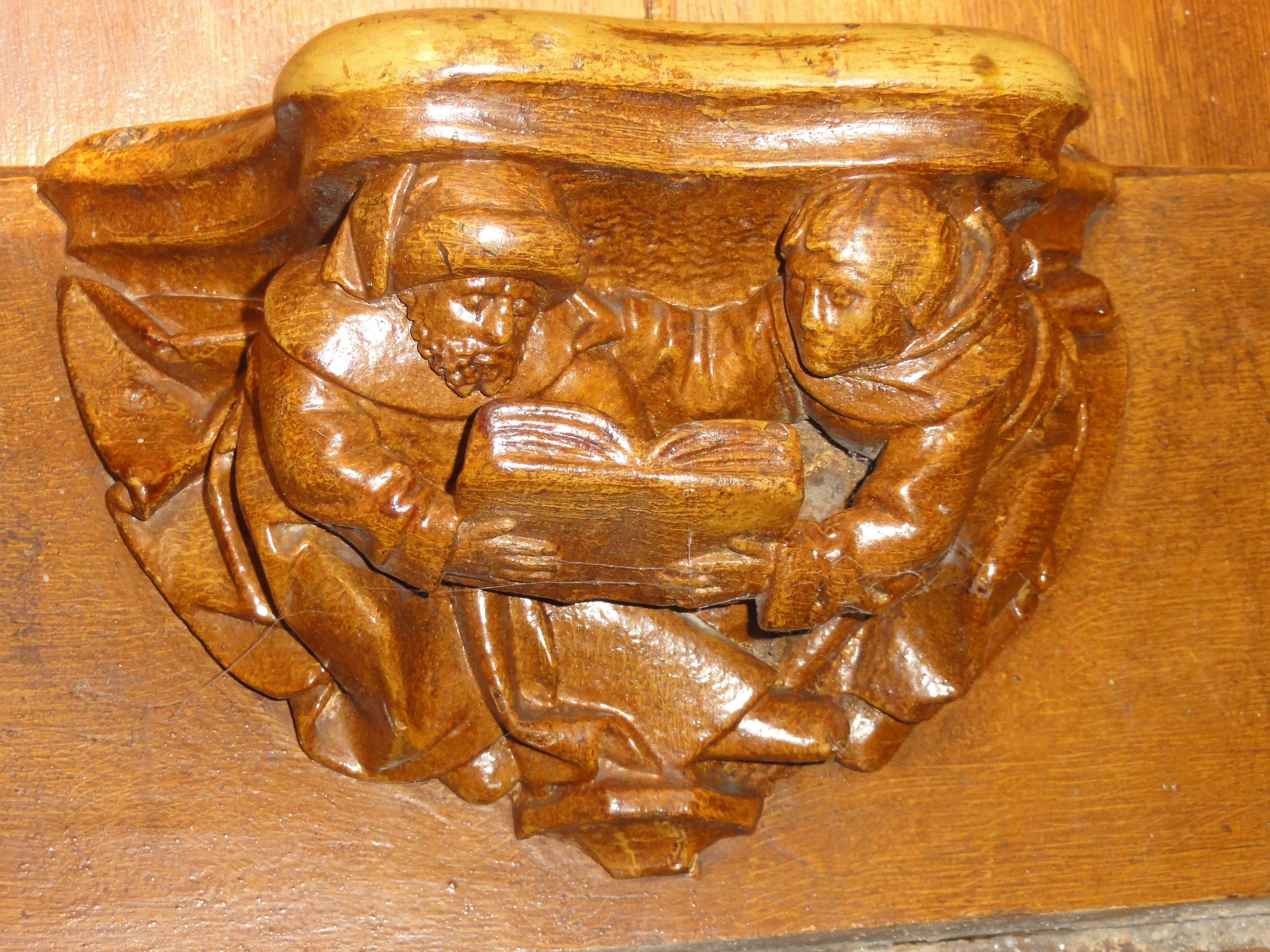
Moines lisant dans un même livre.
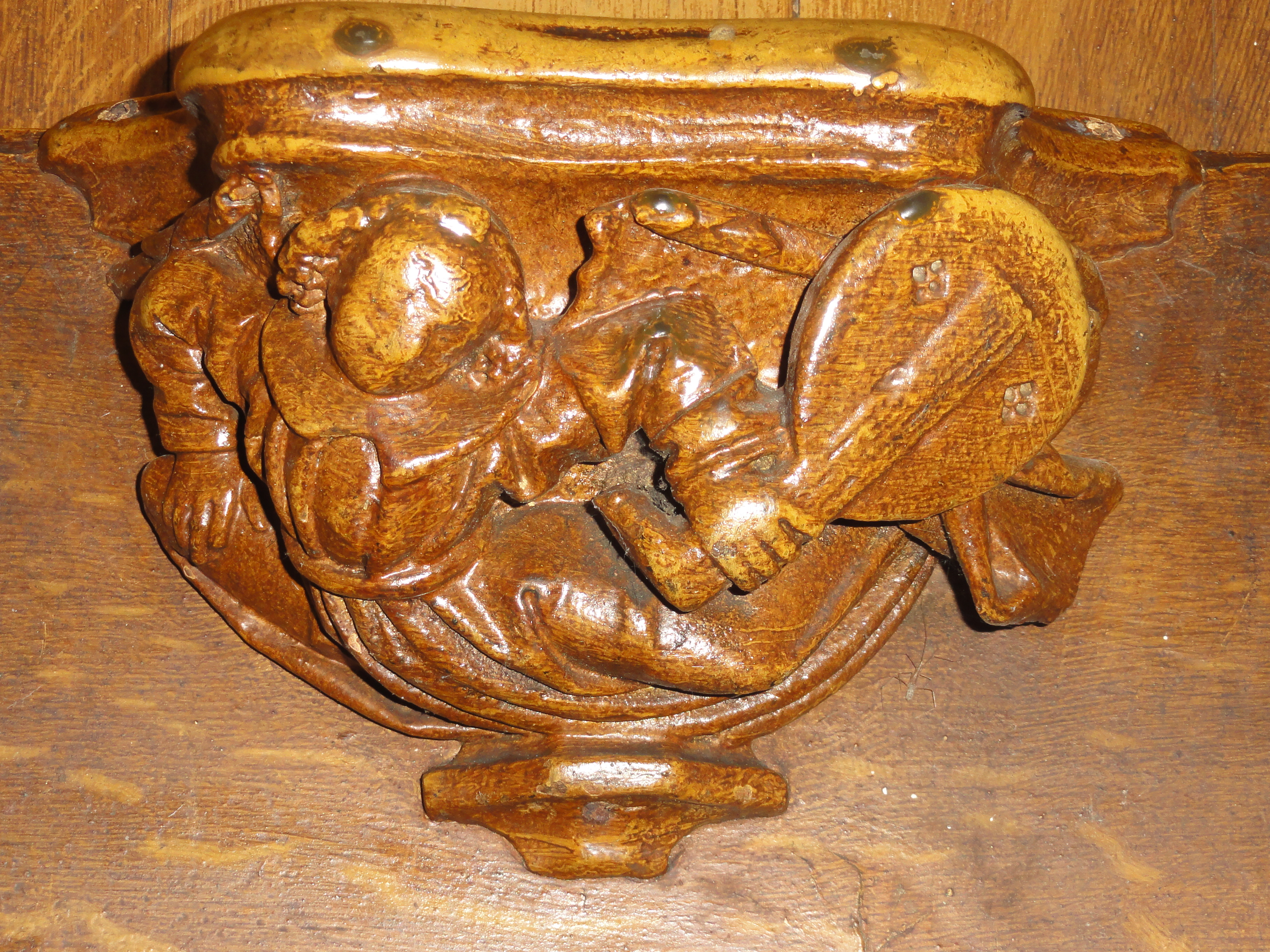
Ange avec un luth.
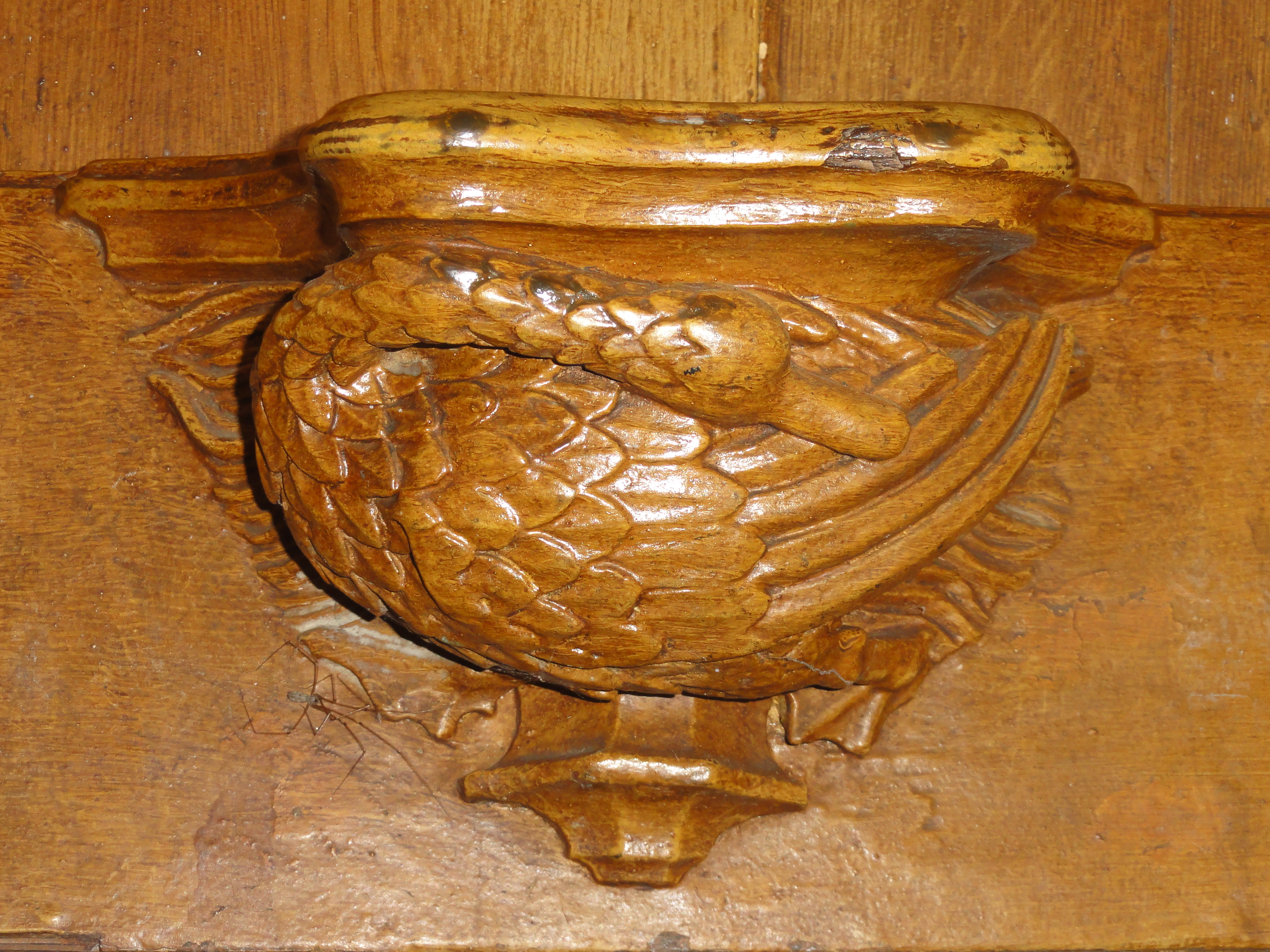
Cygne dormant.
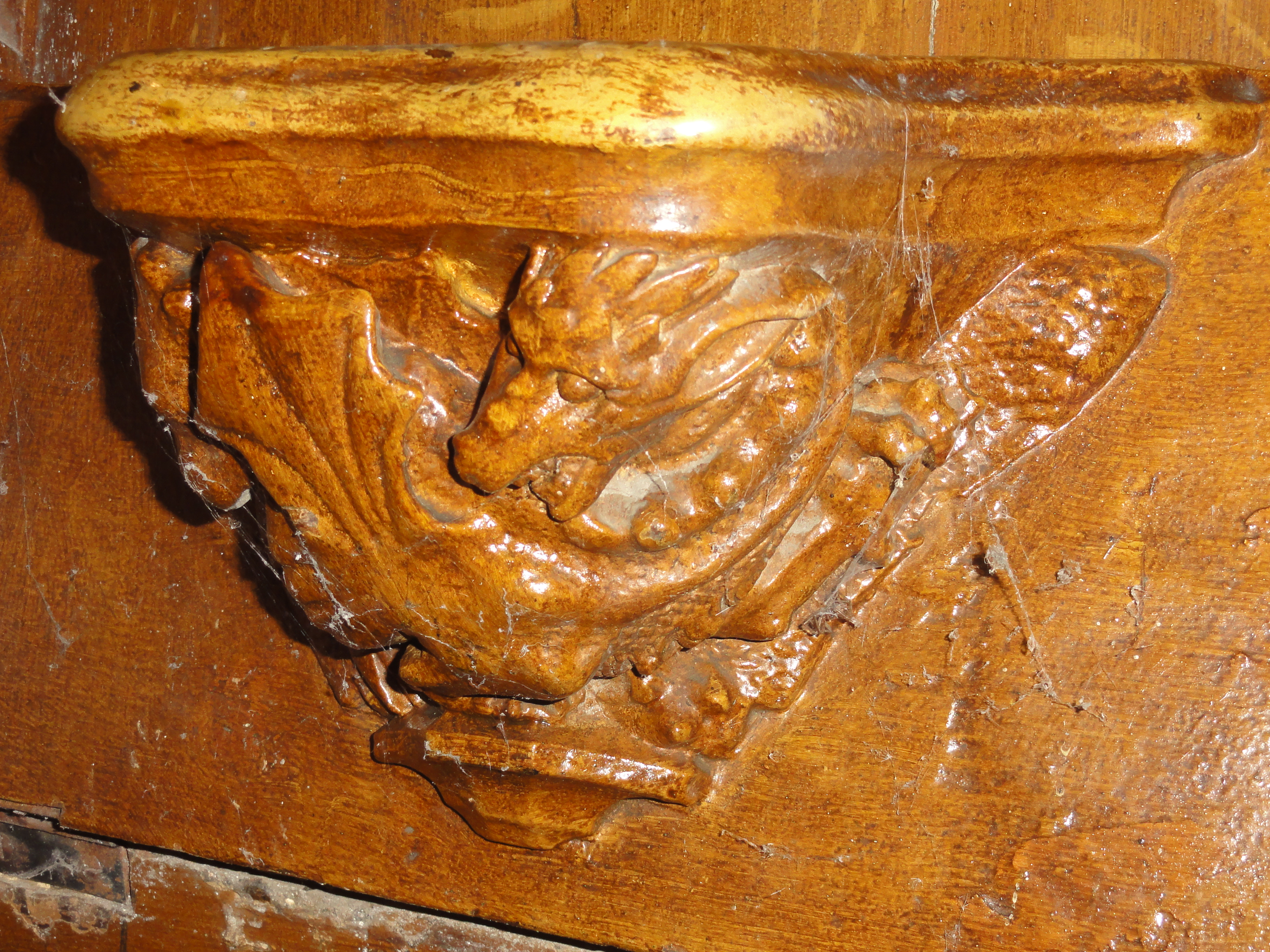
Dragon ailé.
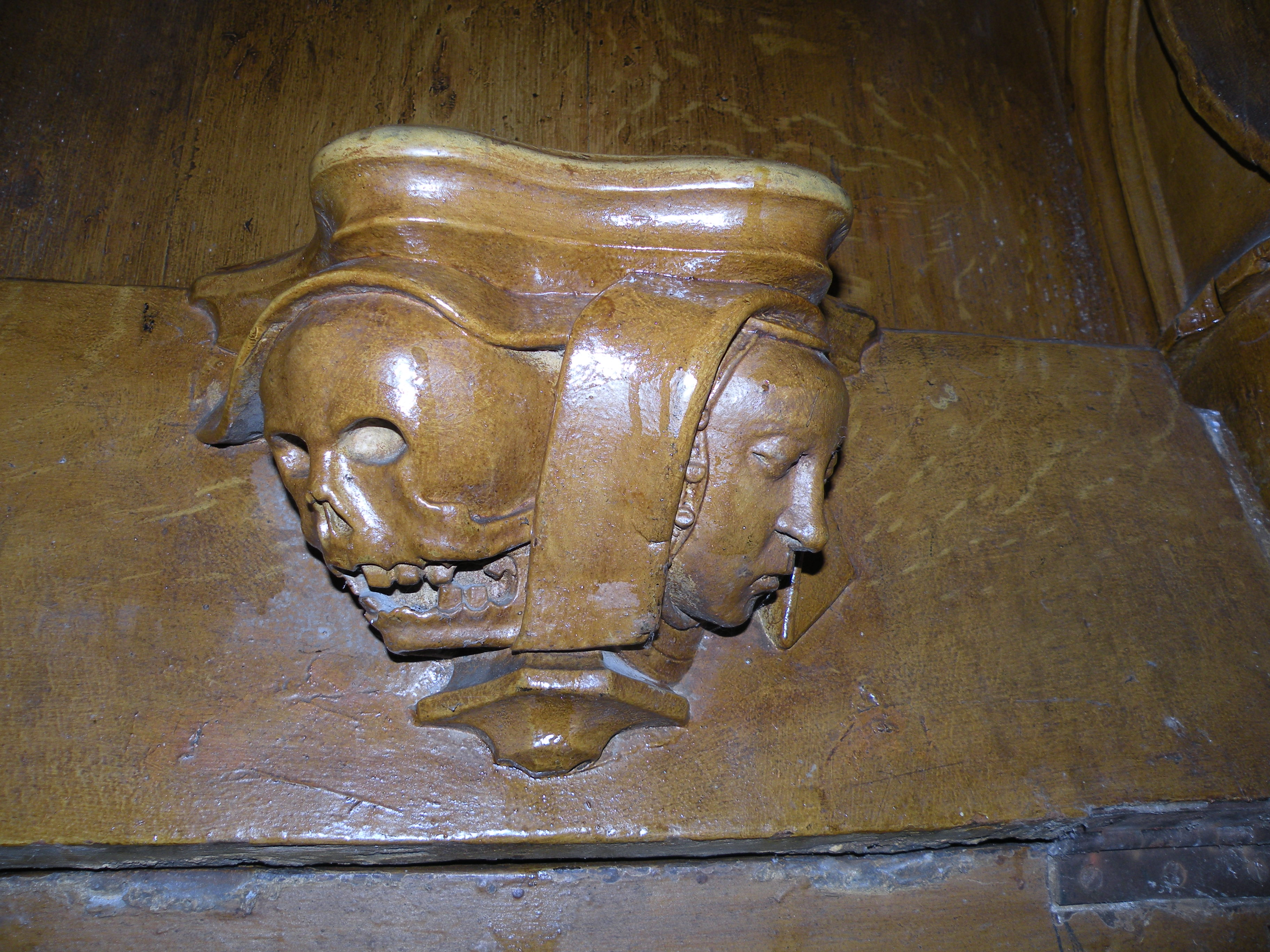
Tête de fille et tête de mort.
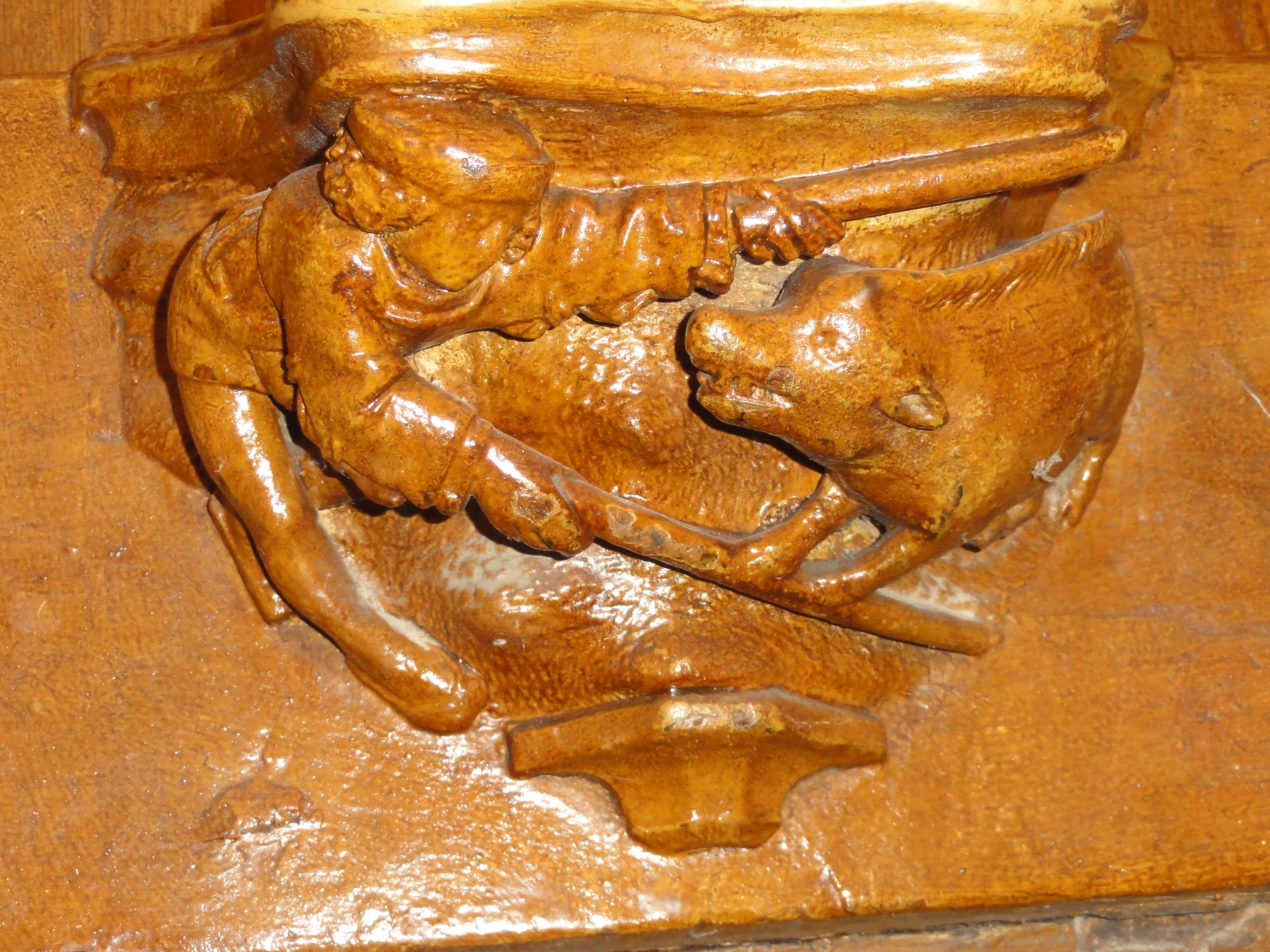
Homme tentant de maîtriser un cochon.

### Vitraux

#### Fenêtres hautes du chœur et bas-côtés de la nef

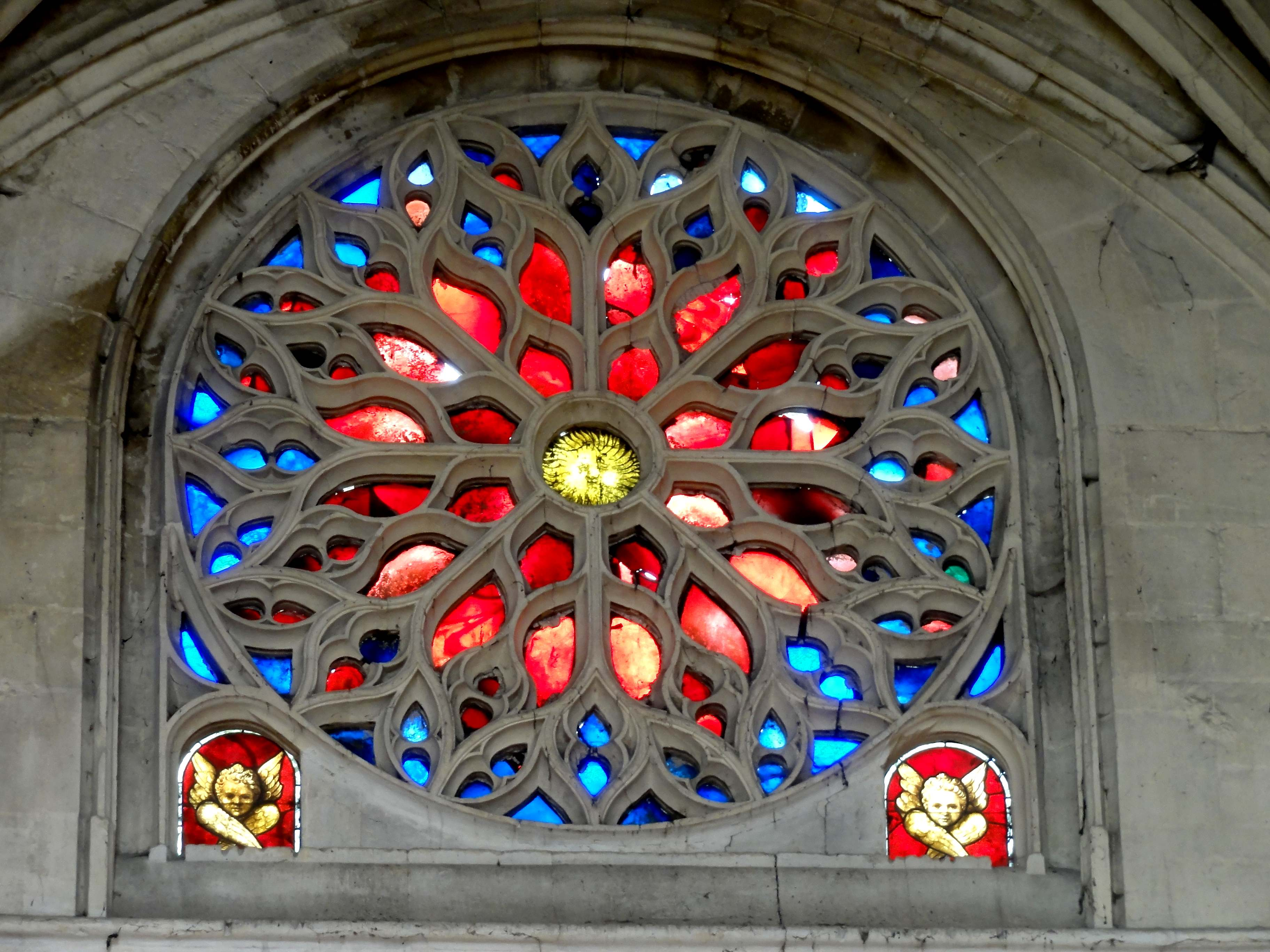
Rosace du croisillon nord, avec des vitraux du XVIe siècle (verrière no 111).

Moins de cinquante ans après son achèvement, l'ensemble des vingt-neuf fenêtres de l'église sont munis de vitraux polychromes. Tous sont figurés, sauf ceux de la rosace du croisillon nord, dont les compartiments sont trop petits pour le permettre. L'équipement commence neuf ans avant la dédicace de l'église, dans le déambulatoire, et s'achève à la fin du XVIe siècle dans la nef. L'on peut se faire une idée assez précise des vitraux grâce à Aubin-Louis Millin de Grandmaison. En 2001, Thérèse Bost-Bertin affirme que ces indications n'auraient encore jamais été exploitées, ce qui est faux, car l'auteur ignore les travaux de Louis Régnier. Sous la Révolution française, l'église est dévastée. Depuis, les vitraux des six fenêtres hautes de la nef ont entièrement disparu, et dans les bas-côtés de la nef et dans les fenêtres hautes du chœur, ne subsistent plus que des fragments. Après 1850, la fabrique confie une première restauration des vitraux à l'atelier Bazin, du Mesnil-Saint-Firmin. Elle est effectuée par son collaborateur Jules Leclercq. En 1855, des fragments d'une verrière dédiée à saint Louis sont encore attestées pour la vaste baie méridionale du transept. En 1869, ils cèdent la place à une verrière de grisaille et de rinceaux signée Émile Hirsch, Paris, qui, selon Louis Régnier, « a le tort d'accentuer encore, par sa disposition, le mauvais effet que produisent les interminables meneaux de cette baie ». Au début des années 1890, les fragments des fenêtres hautes du chœur, dont notamment une Annonciation, un saint André faisant sans doute partie d'une série dédiée aux Douze Apôtres, et les restes d'un arbre de Jessé (qui devait jadis se situer en bas du fait des petites dimensions des fenêtres hautes), sont supprimés. Les fenêtres reçoivent ensuite de nouvelles verrières d'un bon niveau, signées Jules F. Roussel, Beauvais. Deux parmi elles, ainsi que les vitraux bas de la chapelle Saint-Louis (no 9) confectionnés en 1889 par le même atelier, sont inscrites monument historique au titre objet en août 1989. Elles représentent « saint François Xavier évangélisant les Indes » (pan sud-est de l'abside, no 104) ; « saint Vincent de Paul recueillant des enfants » (pan sud-est de l'abside, no 106) ; et le mariage du roi saint Louis avec Marguerite de Provence le 26 mai 1234 à la cathédrale Saint-Étienne de Sens,.
Les fragments de la fin du XVIe siècle dans les bas-côtés de la nef se trouvent dans le tympan de la dernière baie du sud (no 12) et dans le petit losange de la baie au nord des fonts baptismaux (no 15). Le tympan de la baie no 12 se compose de trois grands compartiments et de deux losanges. L'oculus central affiche le monogramme IHS au centre, trois angelots dans le ciel, et deux Apôtres agenouillés en bas, sur lesquels descend le Saint-Esprit. Les deux mouchettes latéraux représentent des instruments de la Passion devant un fond de larmes. Les deux losanges contiennent des têtes d'anges. Le losange de la baie no 15 représente une Trinité souffrante, soit Dieu le Père assis, tenant devant lui la croix sur laquelle son fils divin est crucifié, tandis que le Saint-Esprit, sous la forme d'une colombe, plane au-dessus de la tête de Jésus. Non signalées par Louis Régnier, mais considérées aussi comme datant du XVIe siècle et classées au titre objet depuis novembre 1912, sont les parties hautes de la seconde baie du nord (no 13). L'oculus central du tympan montre le soleil ; la mouchette de gauche des étoiles ; et la mouchette de droite la lune, le tout entouré de nuages sombres. Le sommet de la lancette de gauche représente saint Jean-Baptiste devant la silhouette lointaine d'une ville, et le sommet de la lancette de droite, saint Antoine le Grand étudiant les saintes écritures, dans une forêt, près d'une chapelle, avec des montagnes au fond. Le sommet de la lancette médiane constitue sans doute le décor de fond d'un plus vaste sujet. L'on se situe dans une maison. Par une fenêtre, à droite, s'ouvre la vue sur une ville en ruines, où un homme et une femme se rencontrent au puits. À gauche de la fenêtre, un vase avec des fleurs et divers récipients sont placés sur une étagère.

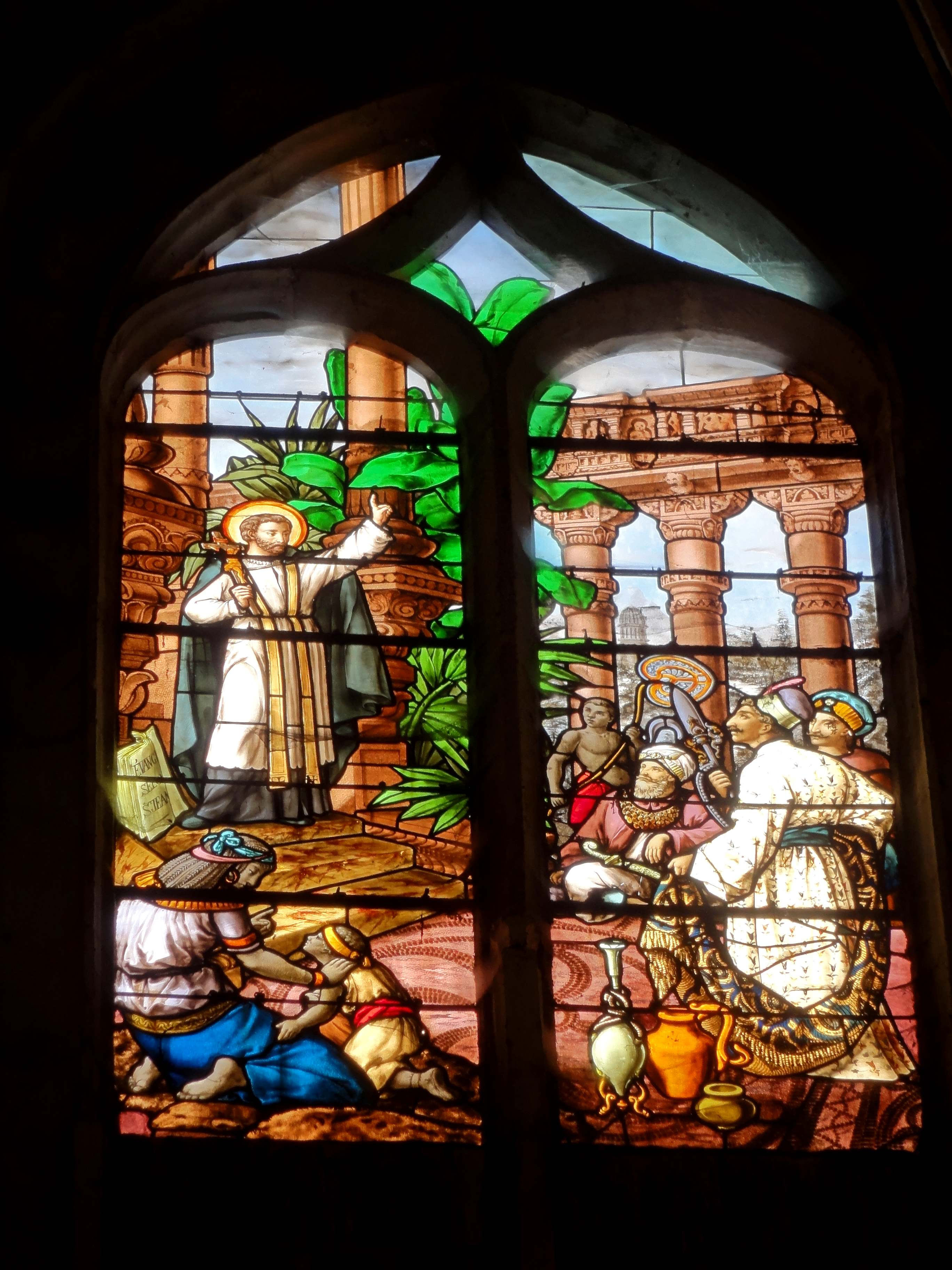
Verrière no 104 - saint François Xavier.
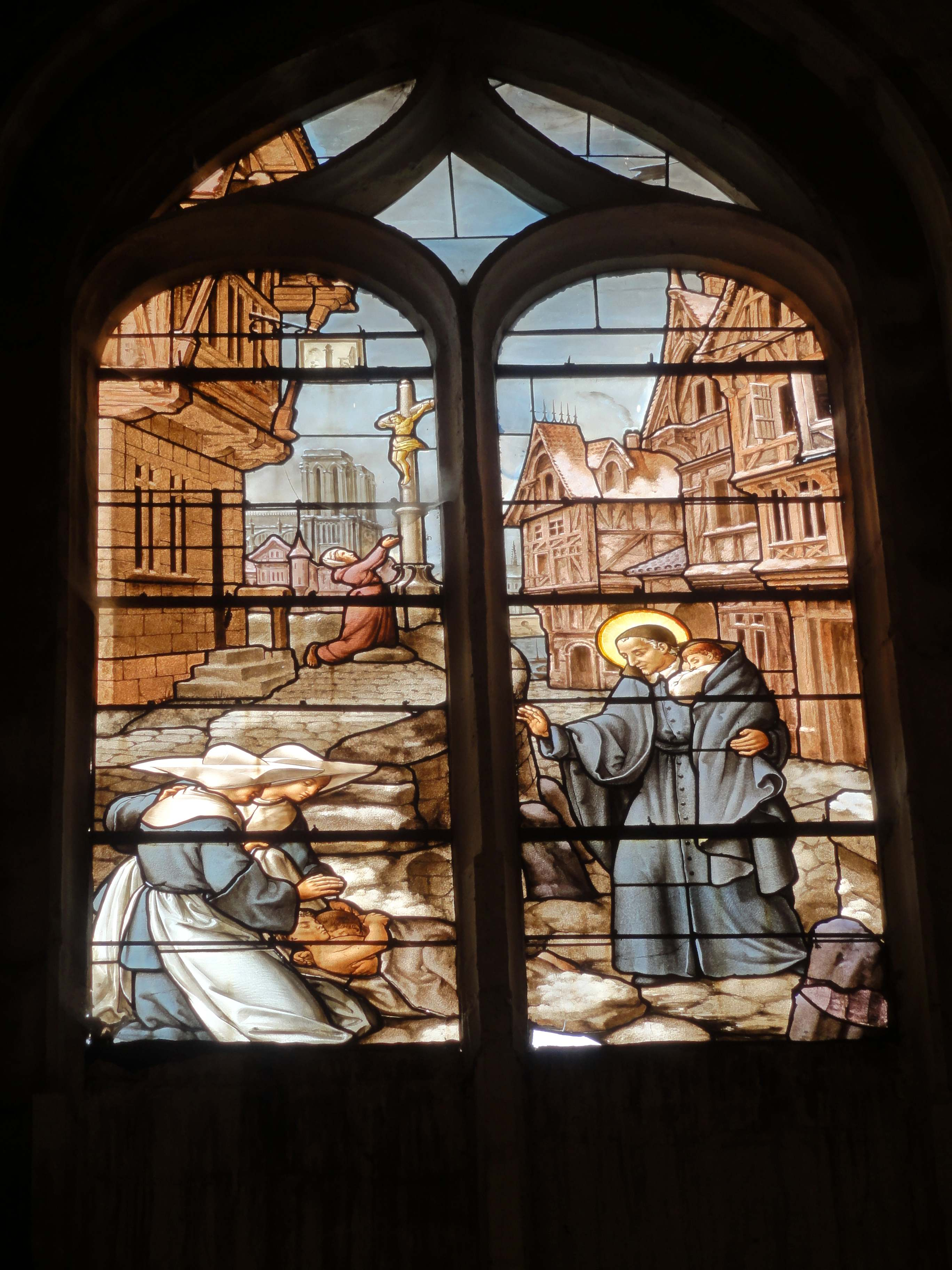
Verrière no 106 - saint Vincent de Paul.
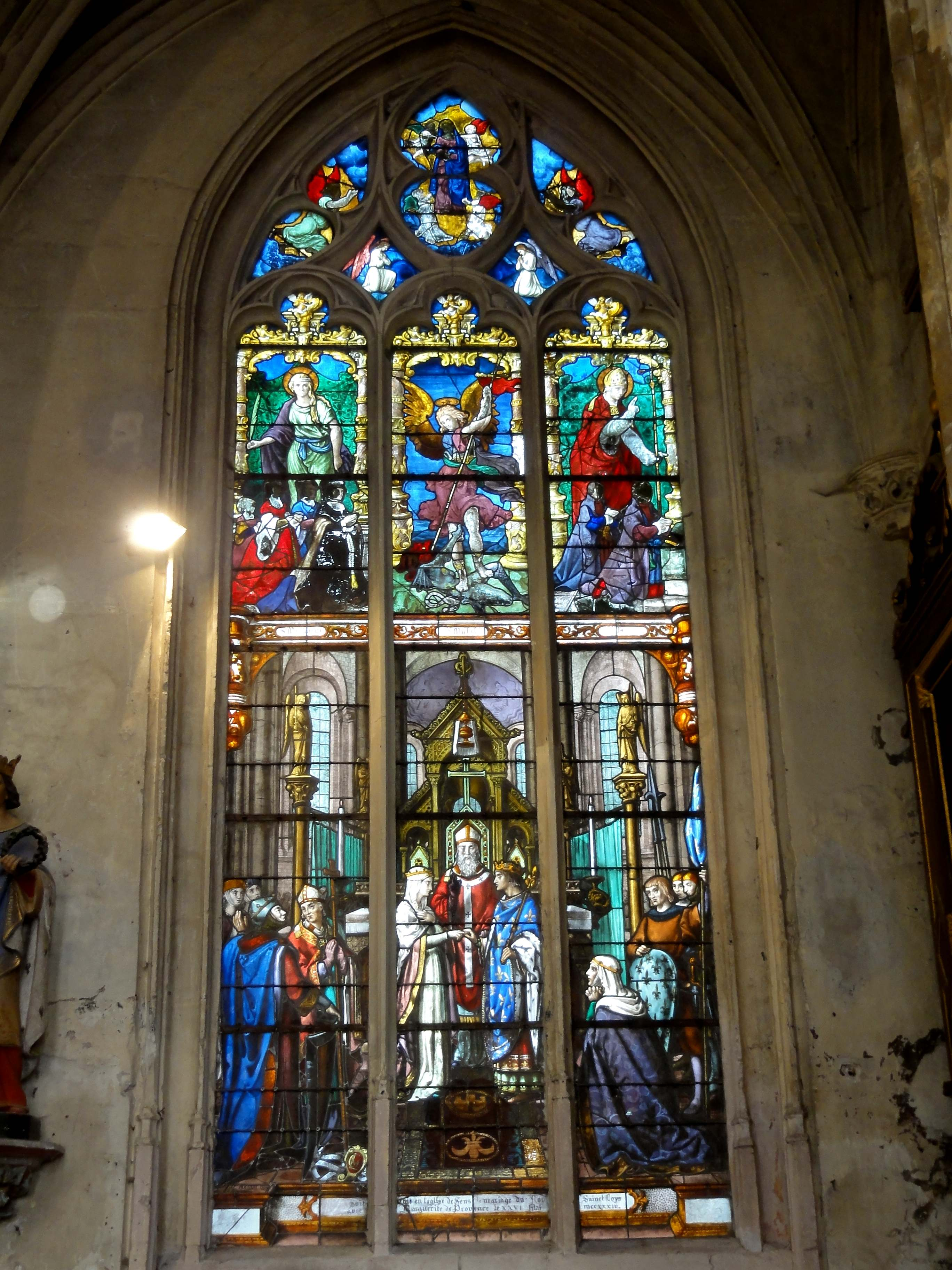
Verrière no 9 - en bas, le mariage de saint Louis.
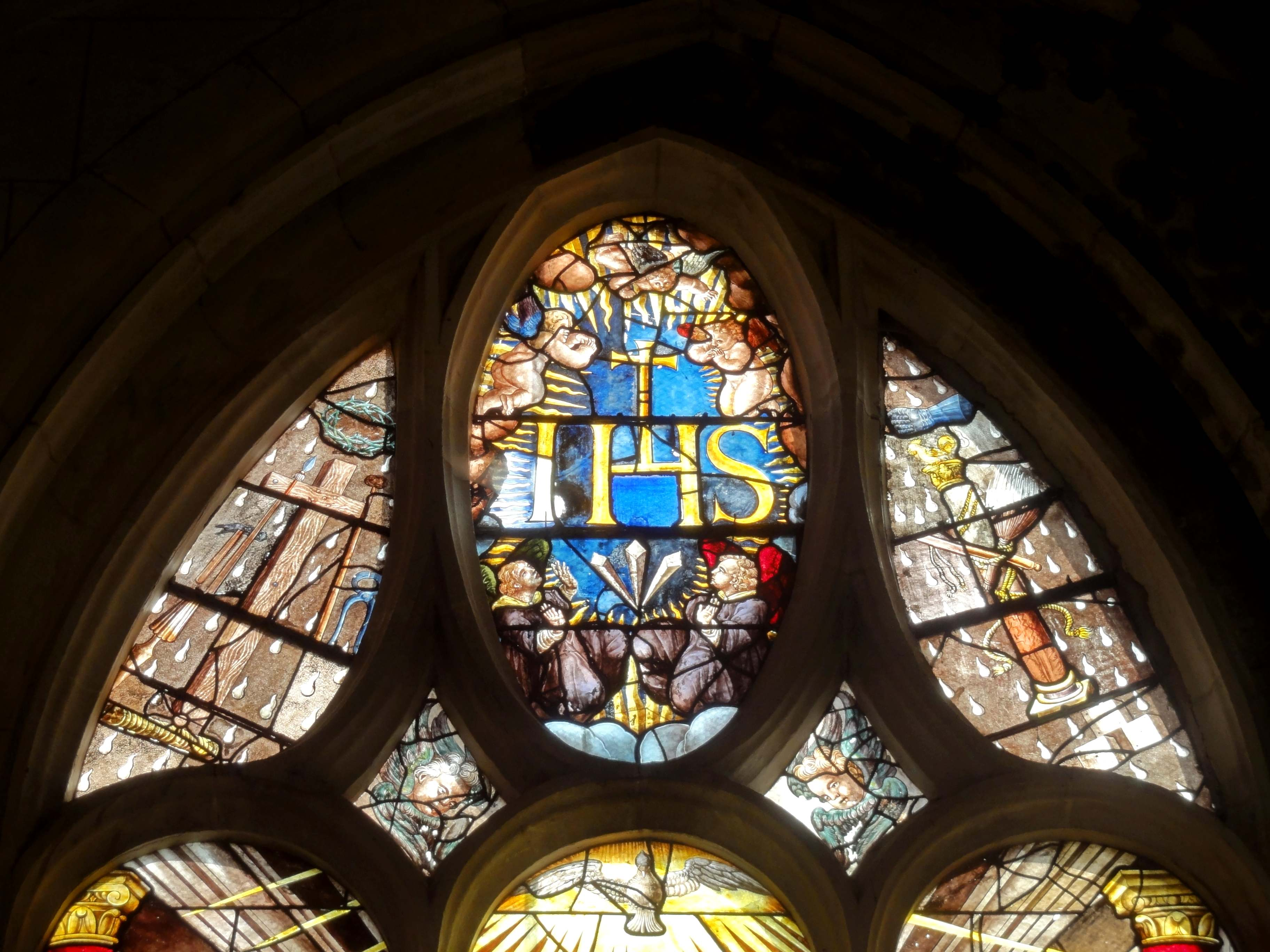
Verrière no 12, tympan.
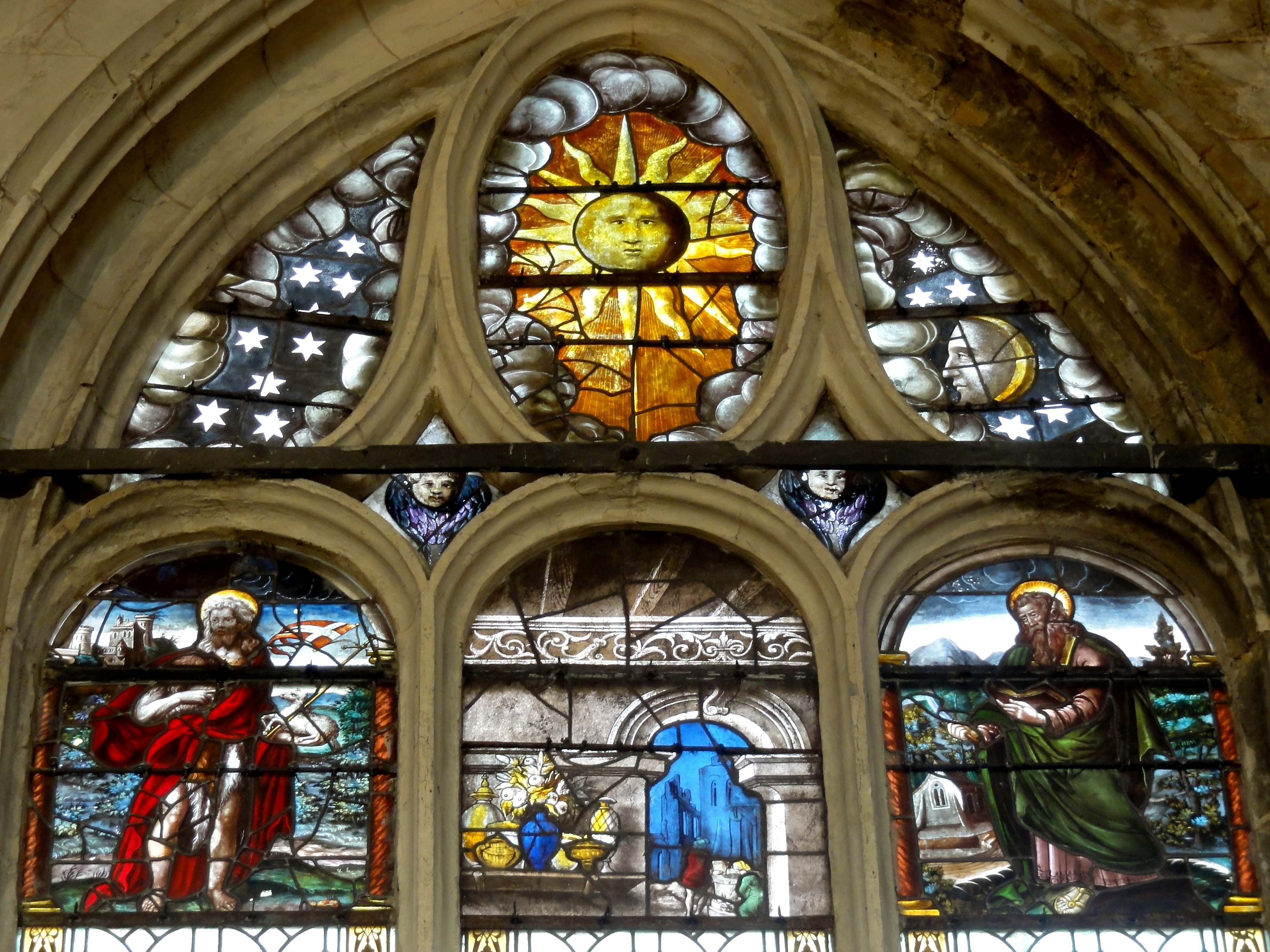
Verrière no 13, tympan.
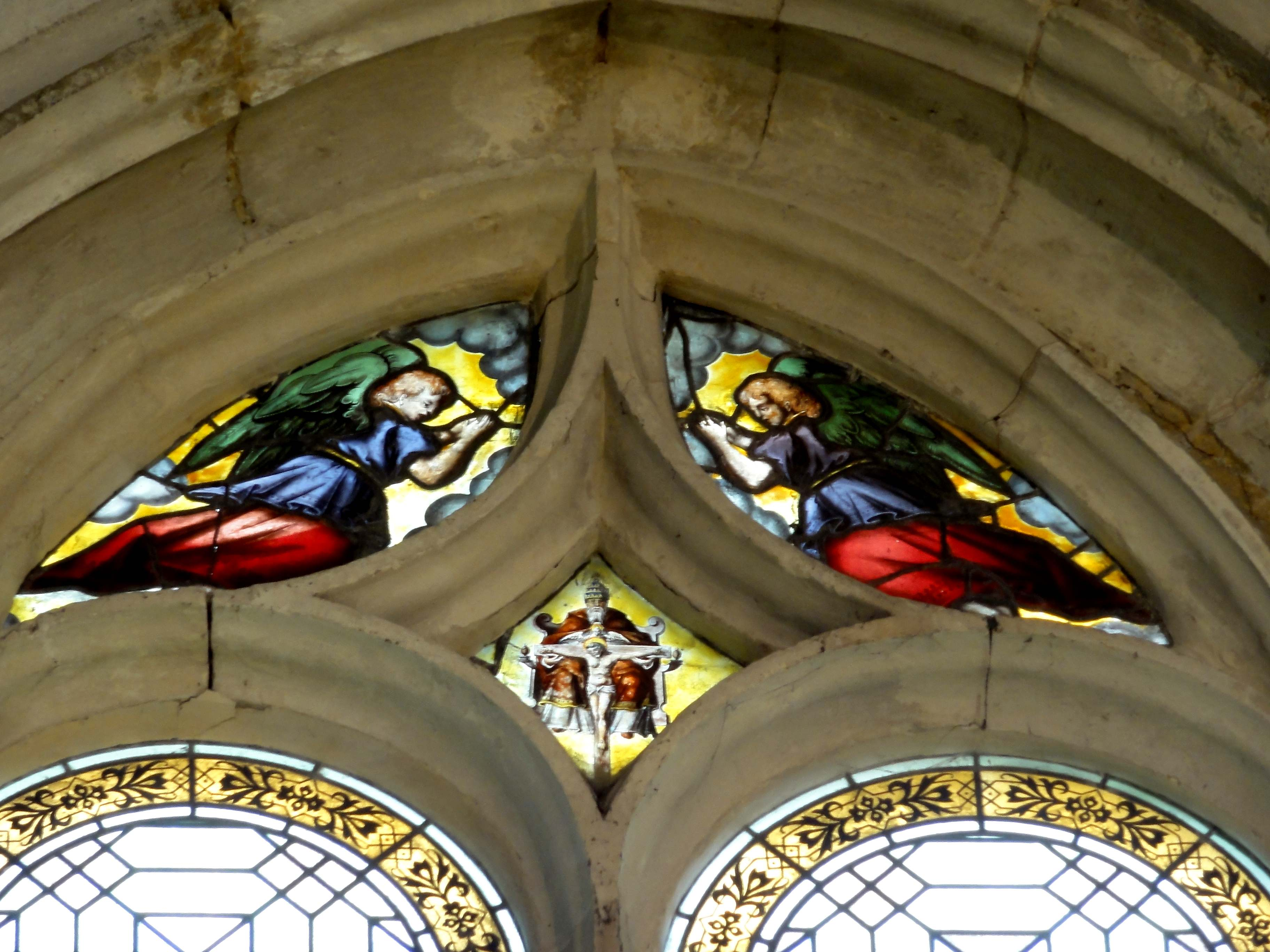
Verrière no 15, tympan - Trinité souffrante.

#### Transept

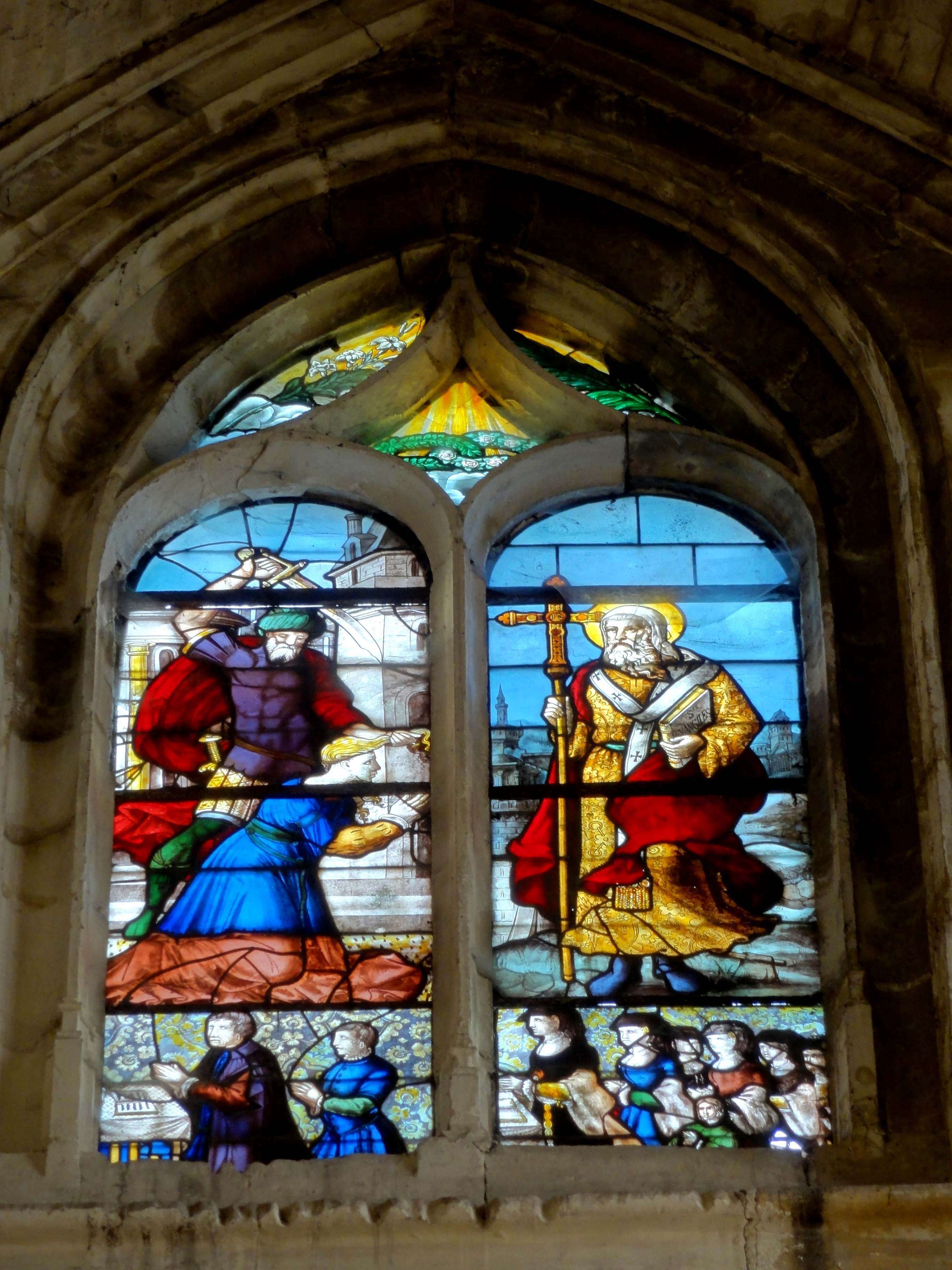
Verrière no 108 - martyr d'une sainte.

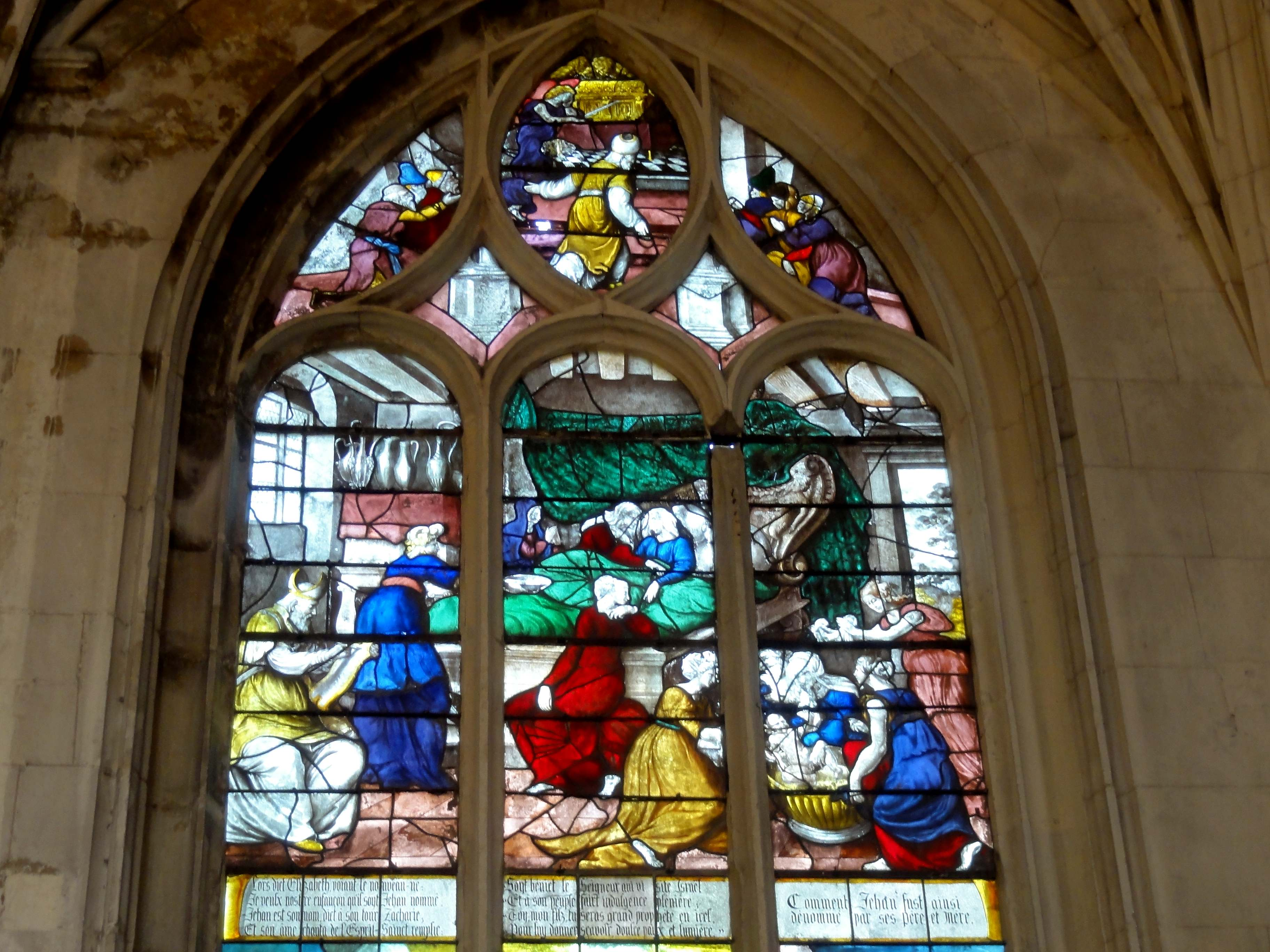
Verrière no 7 - Zacharie au tympan, naissance de Saint Jean-Baptiste.

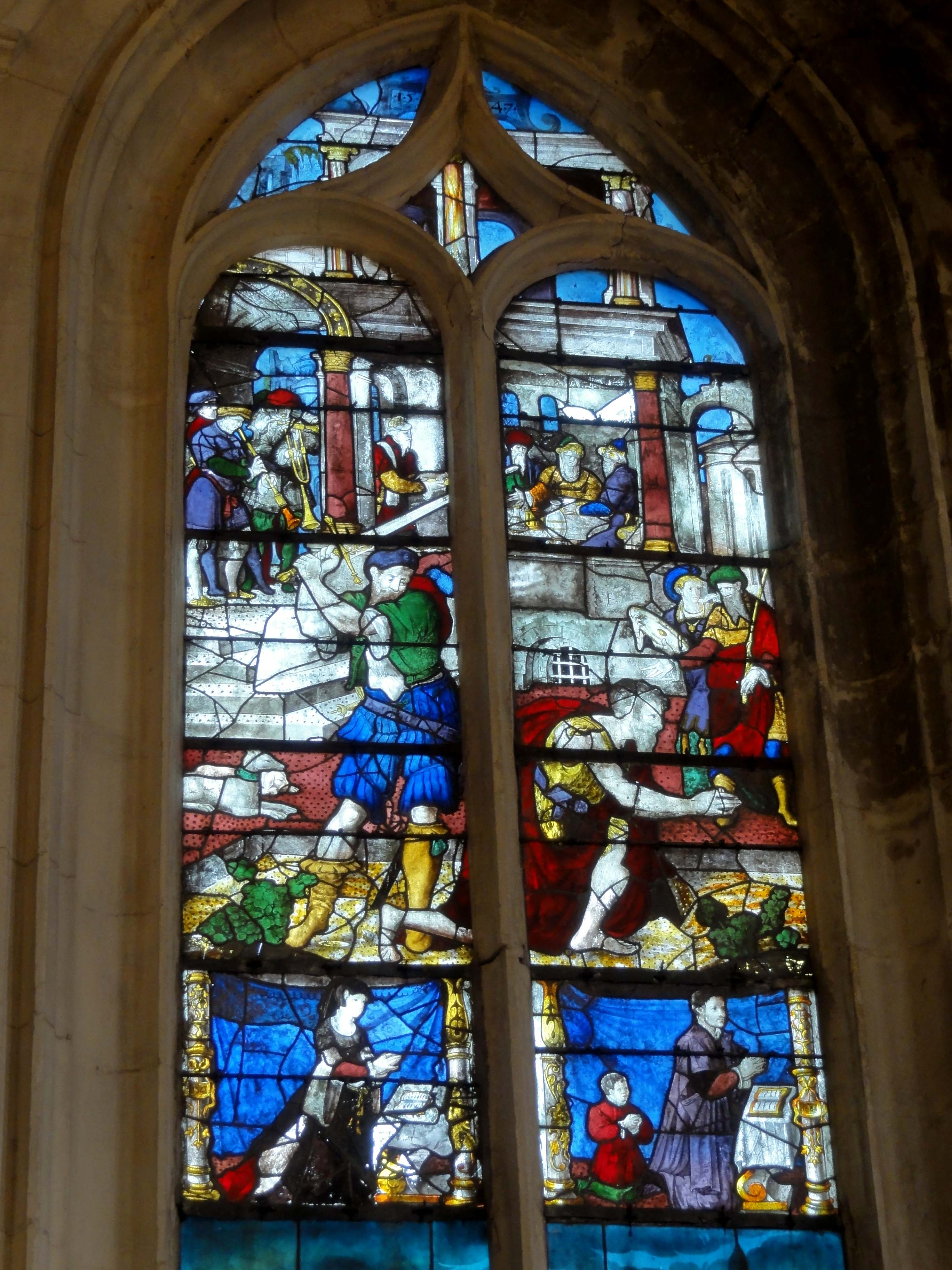
Verrière no 3 - décollation de St Jean-Baptiste.

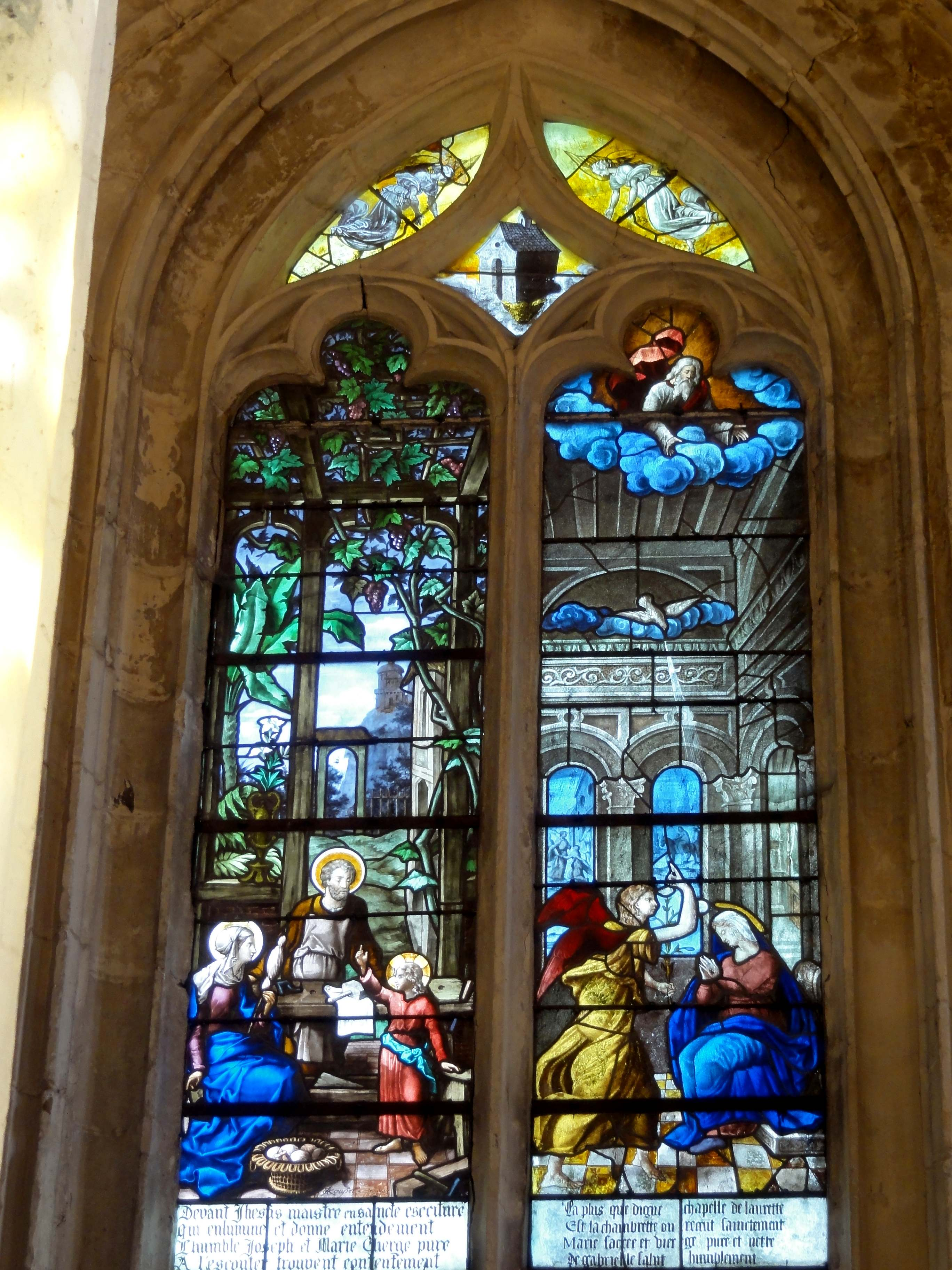
Verrière no 2 - intérieur de Nazareth, Annonciation (seul ce dernier panneau est classé).

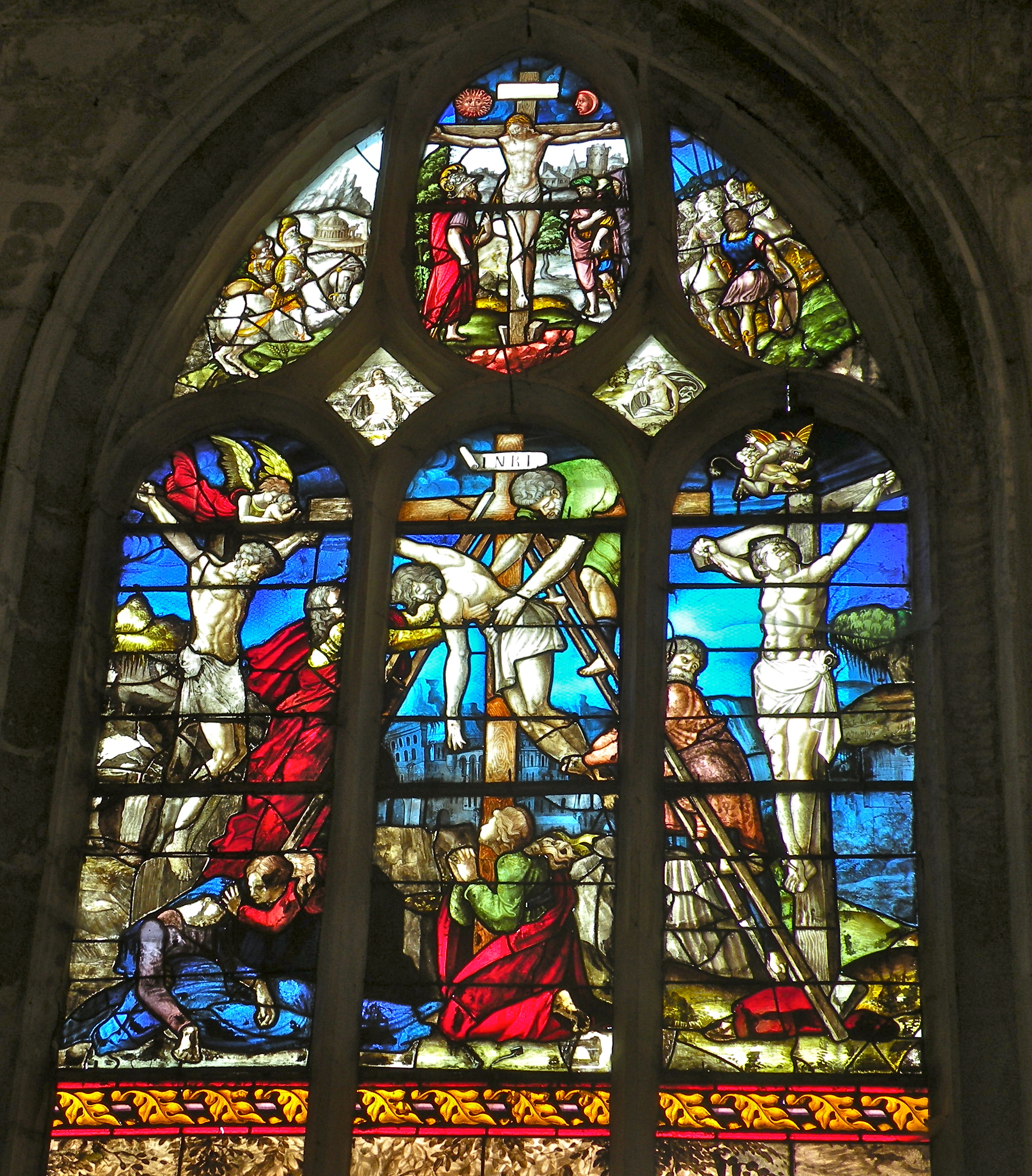
Verrière no 10 - Descente de croix.

Hormis les fragments dans trois baies des bas-côtés de la nef, les vitraux de la Renaissance se concentrent donc dans le transept et dans le déambulatoire. Le transept compte sept fenêtres, dont quatre fenêtres hautes, la rosace, la vaste baie méridionale qui a reçu une verrière ornementale en 1869, et la haute lancette presque entièrement bouchée à l'ouest du croisillon sud. Seules la rosace et l'une des fenêtres hautes, à l'ouest du croisillon sud, conservent leurs vitraux du XVIe siècle (no 108). La fenêtre équivalente du croisillon nord contient une Charité de Saint-Martin de la fin du XIXe siècle, et les fenêtres hautes à l'ouest des croisillons possèdent des verrières ornementales. Pour venir à la rosace, l'oculus central affiche un soleil, comme sur la verrière no 13, et les deux écoinçons en bas à gauche et à droite renferment des têtes de chérubins, avec les bras croisés accoudés sur une rambarde, et des ailes déployées. Les autres compartiments sont remplis de verre rouge, surtout au centre de la rosace, et de verre bleu, sur la circonférence. Le sujet de la verrière no 108 est le martyre d'une sainte, qui reste à identifier. Louis Régnier décrit le vitrail, « d'un bon coloris et d'un dessin correct » comme suit : « elle est agenouillée, les mains jointes ; le bourreau, debout derrière elle, saisit d'une main sa chevelure et de l'autre s'apprête à lui trancher la tête avec un large cimeterre. Au fond, à droite, un personnage richement vêtu préside au supplice. Dans le bas est rangée la famille donatrice : le père, vêtu d'une robe violette, la mère, un fils, et quatre filles. L'écusson qui les accompagne est blasonné d'azur à trois pals d'or ».

#### Déambulatoire
Le nombre de vitraux anciens étant toujours considérable dans le déambulatoire, il convient d'aborder les baies une par une. La description se fera dans le sens des aiguilles de l'horloge. Au nord, dans la chapelle Saint-Louis (no 109), des morceaux rapportés ont été regroupés dans le registre supérieur des lancettes et dans le tympan. Ils ont été restaurés en 1889 par J.F. Roussel, qui confectionna a la même occasion le vitrail du mariage de Saint-Louis déjà signalé. Les motifs des trois lancettes sont présentés au milieu d'un cadre architecturé particulièrement original et somptueux. Au centre, saint Michel terrasse le démon, qui est de forme humaine, mais couvert de poil, avec des pattes d'oiseau, une tête de coq et des cornes. À gauche, une sainte martyre sans attribut particulier présente une famille de donateurs, qui regardent vers saint Michel. Ce panneau est peut-être toujours à la bonne place. À droite, un saint évêque présente deux donateurs agenouillés, qui regardent vers la droite, ce qui donne à penser que le panneau a été déplacé. Au tympan, une Ascension figure dans le soufflet central, et des anges adorateurs occupent les soufflets obliques et les écoinçons losangés. D'après Louis Régnier, le saint serait barbu, ce qui n'est actuellement pas le cas. L'auteur ne mentionne pas non plus la tenue épiscopale, mais seulement la croix de procession. Pour des convenances particulières, l'on aurait transformé en saint Denis ce saint portant une croix. — La verrière suivante, à trois lancettes comme la précédente, est l'une des deux les plus intéressantes de l'église. Elle est dédiée aux premiers épisodes de la vie de saint Jean-Baptiste. Louis Régnier en fournit la description : « Dans le tympan, l'ange annonce à Zacharie qu'il lui naîtra un fils : cette scène se passe dans le Temple, au fond duquel on aperçoit l'Arche, grand coffre doré, orné de consoles et de caissons. Le grand panneau de la naissance du Précurseur, placé au-dessous, a été composé avec une singulière habileté. Au centre, Élisabeth, étendue dans un vaste lit recouvert de riches draperies vertes, vient de mettre au monde celui qui annoncera la venue du Fils de Dieu. Des femmes s'empressent autour d'elle ; une autre, revêtue d'une éblouissante robe rouge, est assise au pied du lit, tandis qu'à droite des servantes sont occupées à laver l'enfant dans un grand bassin godronné. À gauche, au premier plan, le grand-prêtre écrit sur une tablette le nom de Jean. Le mobilier de l'appartement est fort curieux à étudier : le lit, assez bas, se relève en volute du côté de la tête, avec un faune-cariatide pour ornementation, et sur un buffet, derrière Zacharie, sont rangées d'élégantes amphores et des vases à long col ». Le registre inférieur illustre la prédication de saint Jean-Baptiste près du Jourdain. Les trois panneaux de ce registre ont été confectionnés par Louis Koch, Beauvais, vers 1892, dans le style de la Renaissance. En bas des deux registres, une légende explique la scène représentée.
Les verrières suivantes sont à deux lancettes. La première parmi celles-ci du côté nord (no 5) date seulement de la fin du XIXe siècle, bien que sa facture, surtout celle du registre supérieur, s'apparente tout à fait aux œuvres de la Renaissance. Les sujets sont la prêche de saint Jean-Baptiste, bien que figurant déjà en bas de la verrière no 7, et le baptême du Christ dans le Jourdain par saint Jean-Baptiste. Ce sujet est souvent placé près des fonts baptismaux, mais en l'occurrence, il s'agit d'un cycle de trois verrières dédiées au saint patron de l'église. La deuxième verrière dans la travée double au nord-est de l'abside (no 3) réunit toutefois deux sujets sans aucun rapport depuis l'installation du vitrail relatant la translation des reliques de sainte Fortunée à travers les rues de la ville de Chaumont, dans le registre inférieur, en 1900. Ce vitrail est signé Louis Koch, Beauvais. Le registre supérieur, qui englobe le tympan, est datable de 1574 grâce au millésime écrit sur un cartouche au sommet. C'est également l'un des vitraux les plus remarquables de l'église, d'un dessin un peu inférieur au précédent, mais de couleurs tout aussi vivaces. Il met en scène la décollation de saint Jean-Baptiste. « Vers la droite, au premier plan, le saint, genou en terre et les mains jointes, a gardé sur les épaules un manteau rouge aux tons éclatants, pendant qu'à gauche l'exécuteur, debout, vêtu d'une veste de couleur verte et d'un haut-de-chausses bleu, brandit une longue épée. Hérode et Salomé contemplent la scène au second plan, à droite : le roi, richement vêtu, tient son sceptre de la main gauche ; Salomé porte un grand plat, dans lequel elle recueillera la tête du baptiseur. On aperçoit dans le fond, à l'intérieur d'un palais à colonnes, les convives restés à table, et à gauche des musiciens égayant le repas par le son des instruments. Les donateurs du vitrail, agenouillés au-dessous, se détachent sur une tenture de couleur bleue : à droite est le chef de la famille, vêtu d'une ample robe violette, et derrière lui son jeune fils ; à gauche se trouve la femme ». Assez curieusement, ce vitrail ne semble pas l'œuvre du même artiste que celui de la naissance de saint Jean-Baptiste, bien que faisant partie d'un même cycle.
La verrière suivante est celle qui se trouve à gauche de la travée axiale du déambulatoire (no 1). Au tympan, l'on aperçoit les astres, le soleil et la lune, comme sur la verrière no 13, mais traités d'une manière différente, sur fond bleu. Le registre supérieur de la lancette de droite comporte un panneau dans le style du XVIe siècle, qui est classé monument historique, bien qu'il ne s'agisse que d'une création de J.F. Roussel de la fin des années 1880, comme le précise Louis Régnier. La Vierge Marie y est entourée de différents attributs accompagnés de légendes. Ce sont les invocations à sainte Marie énumérées dans les litanies de Lorette. Un fragment d'inscription jadis contenue dans la verrière suivante (no 2) a toutefois été réemployé, à droite de la Vierge à mi-hauteur : « fons octorum ». Dans la lancette de gauche, l'on voit la remise du rosaire à saint Dominique par la Vierge à l'Enfant. Cette une œuvre de J.F. Roussel. — La verrière voisine, toujours dans la travée axiale du déambulatoire, à droite (no 2), ne contenait plus que des débris en 1885. Le panneau en haut à droite, encore assez complet à l'époque, représente l'Annonciation faite à Marie par l'archange Gabriel. Il a été fortement restauré par J.F. Roussel. En haut à gauche, l'on voit le jeune Jésus enseignant à ses parents, Marie qui file de la laine et Joseph qui est installé debout derrière son établi de charpentier. Ce panneau, du style du XVIe siècle comme le précédent, est signé J.F. Roussel 1885. Le registre inférieur est une Visitation de la même époque.
La partie haute de la verrière suivante, à gauche de la travée sud-est du déambulatoire (no 4), est la copie d'une verrière originale exécutée vers 1860, probablement par Jules Leclercq, et n'est pas classée. L'original de l'un des deux panneaux se trouve au musée de la Légion d'honneur de San Francisco,. Elle illustre la rencontre d'Anne et Joachim à la Porte dorée. « Ce tableau, peint dans une gamme assez claire, laisse beaucoup à désirer au point de vue du dessin. La sainte se jette dans les bras de son mari dans un mouvement contre nature. On voit le temple, édifice à colonnes composites, au bord duquel le grand-prêtre repousse les offrandes de Joachim, qui se retire couvert de confusion, et l'on aperçoit dans le lointain le messager céleste consolant le vieillard ». La seconde fenêtre dans la même travée (no 6) possédait encore un vitrail de l'Adoration des bergers entièrement refait, mais avec sa légende en latin en caractères gothiques, en 1892. Peu de temps après, il a été remplacé par un vitrail assez médiocre de Louis Koch (Thérèse Bost-Bertin envisage Jules Leclercq, mais Koch a signé les panneaux du registre inférieur). L'original se trouve également au musée de la Légion d'honneur de San Francisco. L'on ignore comment les trois panneaux de Chaumont sont parvenus aux États-Unis. Leur itinéraire est seulement documenté depuis 1917, et ils furent donnés au musée par un collectionneur privé en 1924. — La verrière au sud de l'abside (no 8) date de 1887, et montre Jésus bénissant les enfants et l'Entrée dans Jérusalem. Enfin, l'on trouve, avec la fenêtre à l'entrée du déambulatoire au sud (no 10), la dernière verrière avec d'importants éléments du XVIe siècle qui reste encore à mentionner. Le tympan montre le Christ en croix entre le soleil et la lune, et Longin lui perçant le flanc. Dans les écoinçons, peints en grisaille avec un certain soin, des morts ressortent de leurs tombeaux. Le registre supérieur montre la Descente de croix. Les deux larrons crucifiés aux côtés du Christ ont expiré. L'âme du bon larron est recueilli par un ange, tandis que l'âme du mauvais larron est emportée par un monstrueux démon. Le registre inférieur affiche une Mise au tombeau. C'est un travail médiocre sorti des ateliers de Hirsch, à Paris, en 1870.

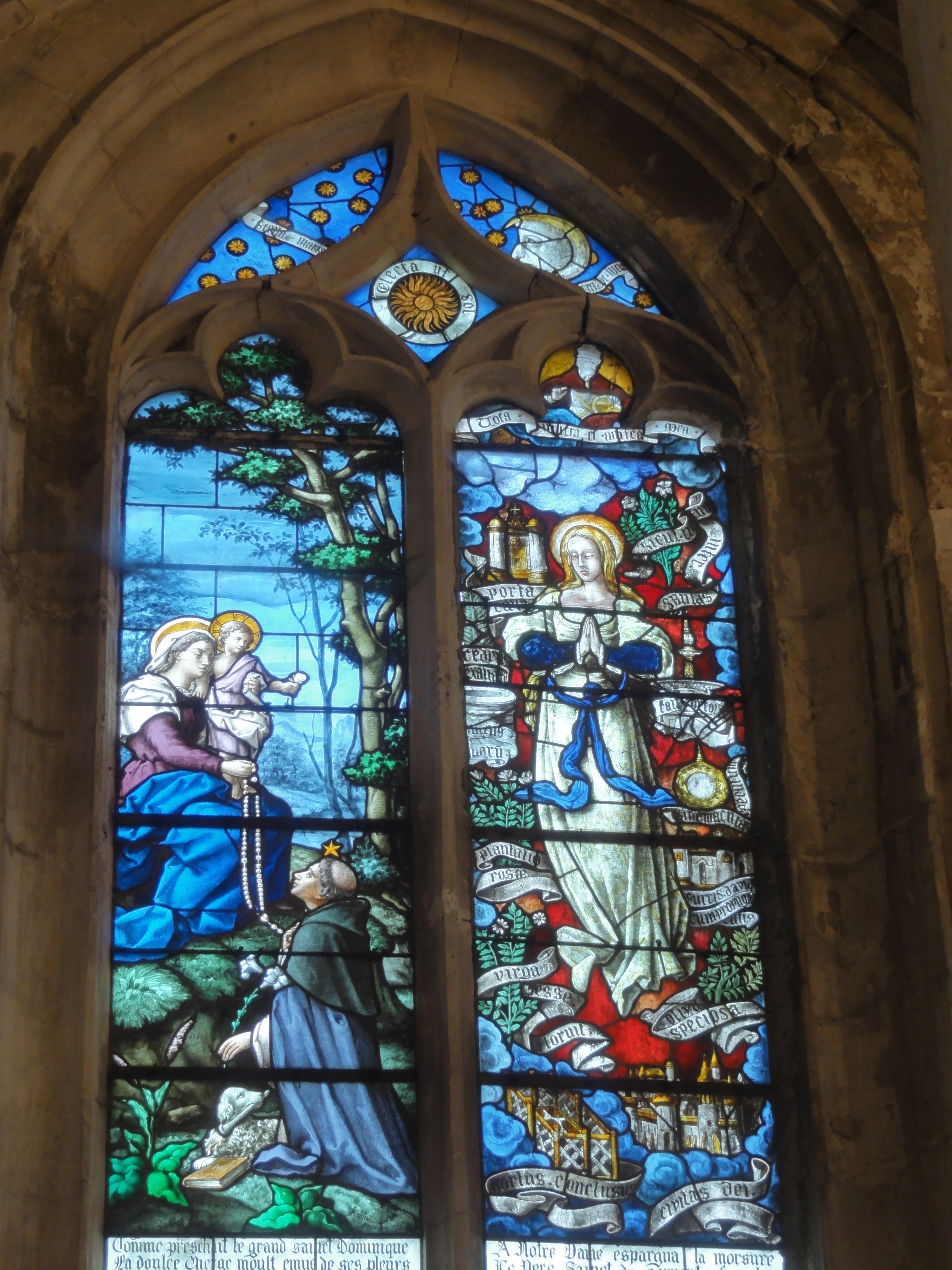
Verrière no 1 - Remise du rosaire et Litanies de Lorette ; seul le tympan est ancien.
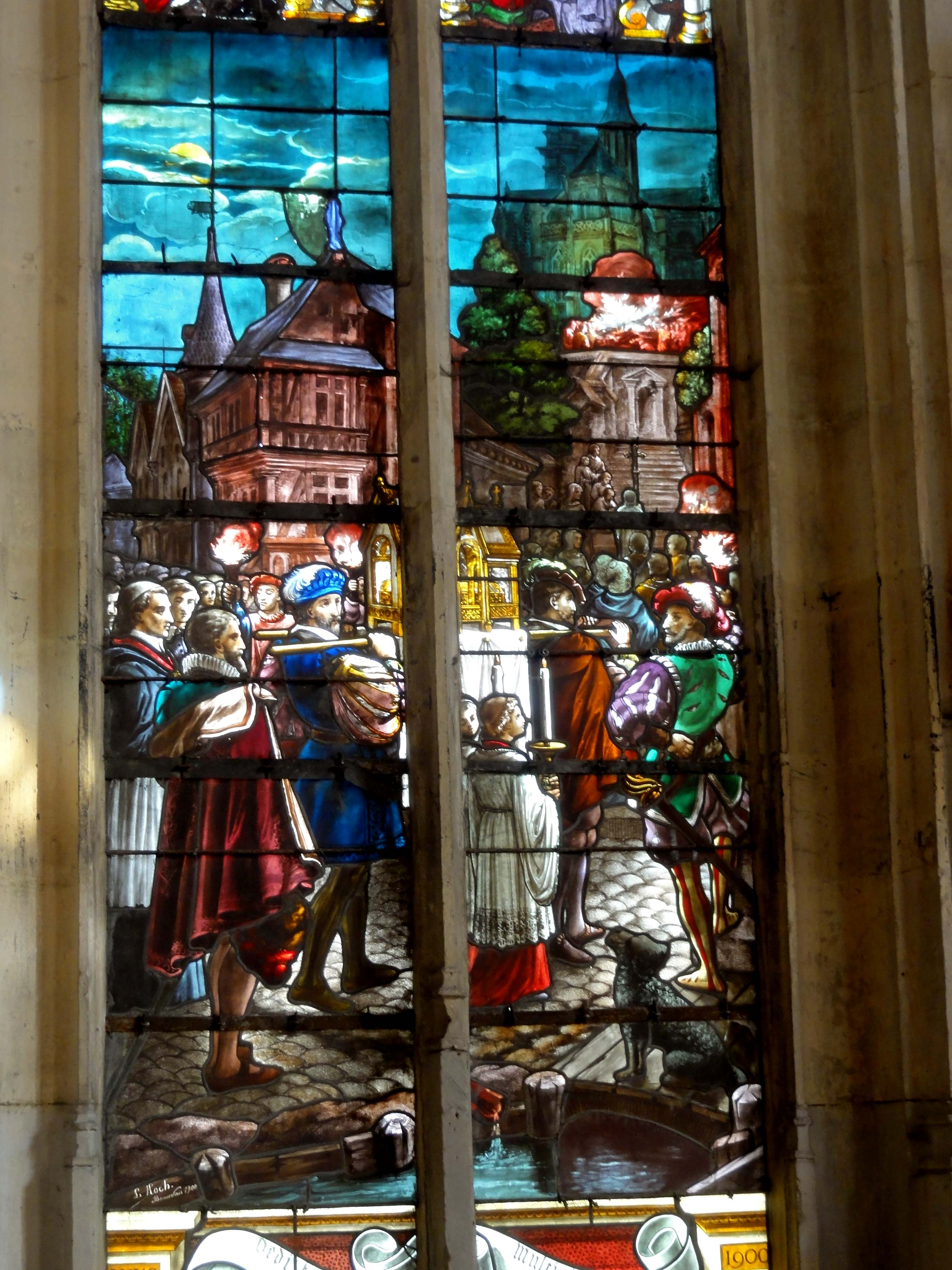
Verrière no 3 - translation des reliques de sainte Fortunée en 1774 fin XIXe, non classée.
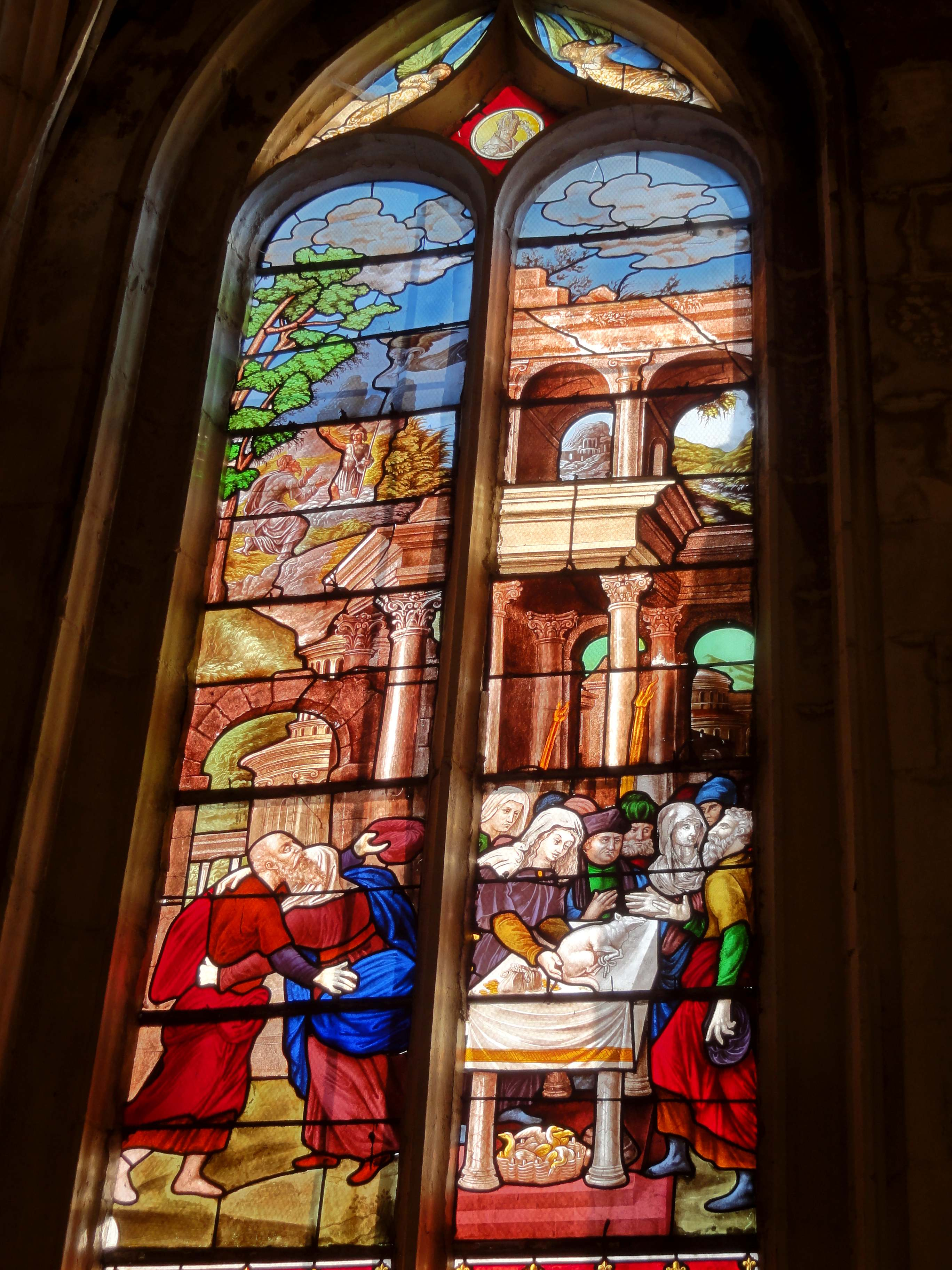
Verrière no 4 - rencontre à la Porte dorée ; XVIe mais fortement restaurée, non classée.
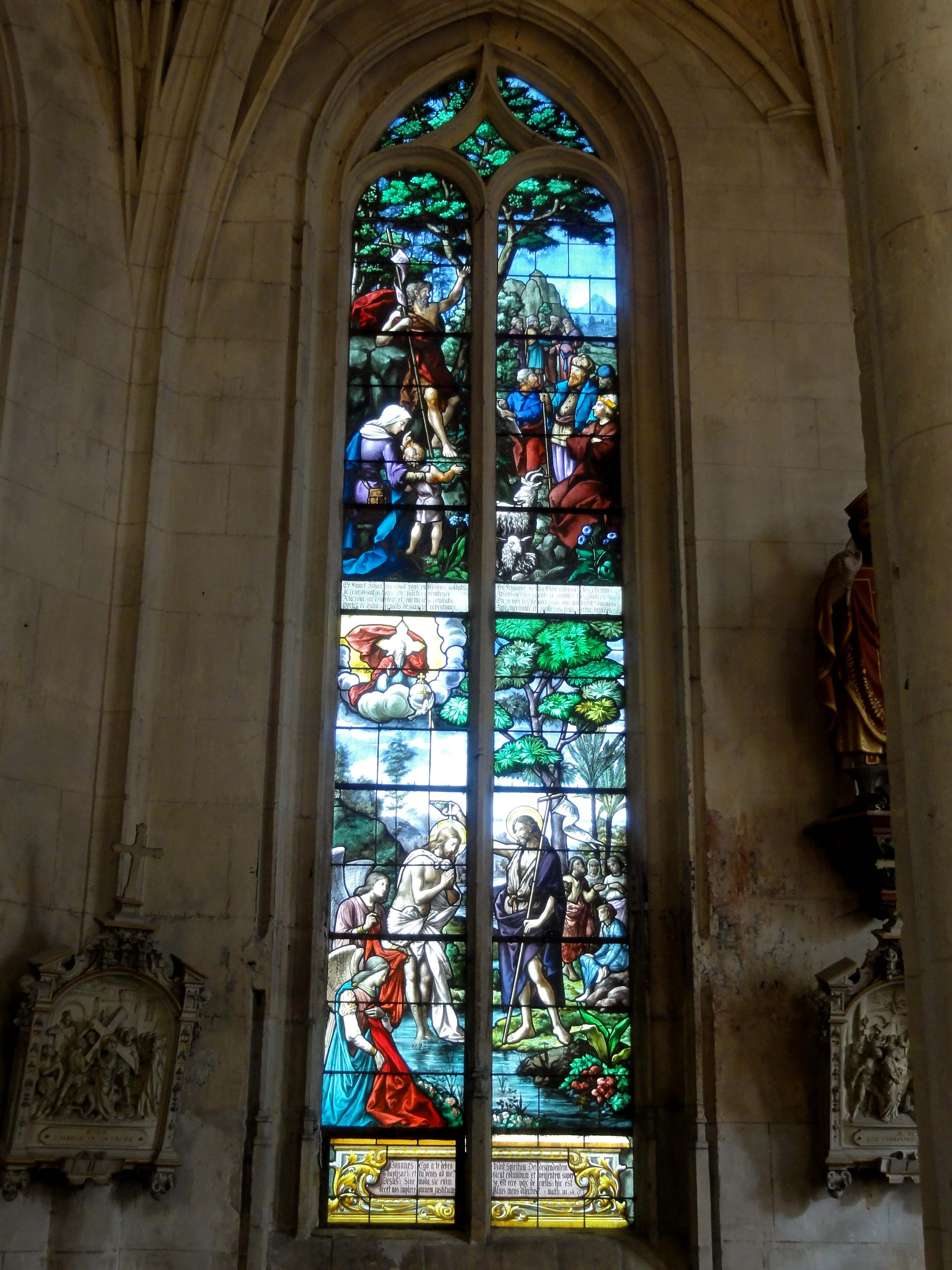
Verrière no 5 - prêche de St Jean Baptiste, baptême du Christ ; fin XIXe, non classée.
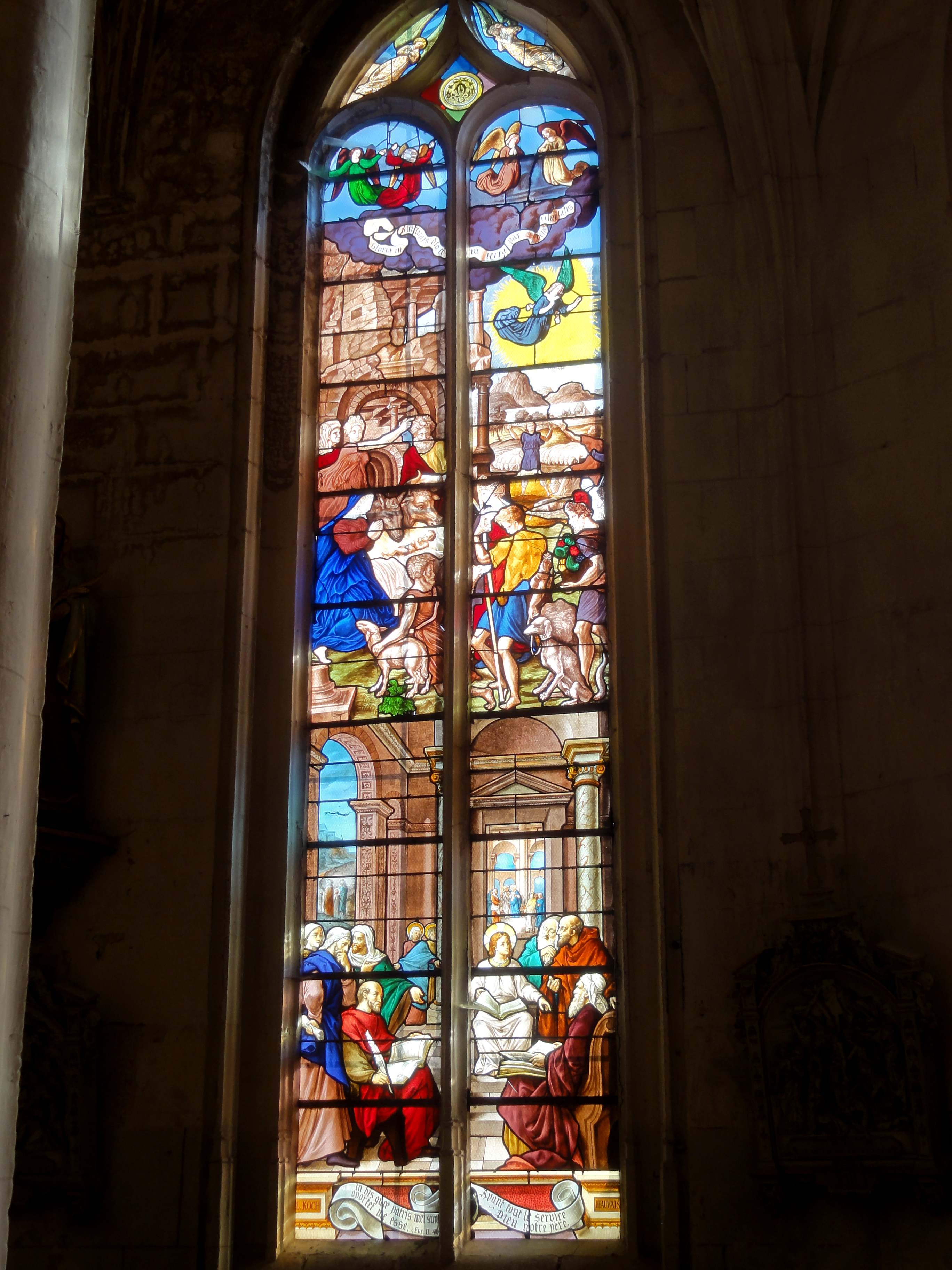
Verrière no 6 - Adoration des bergers, Jésus et les docteurs ; fin XIXe, non classée.
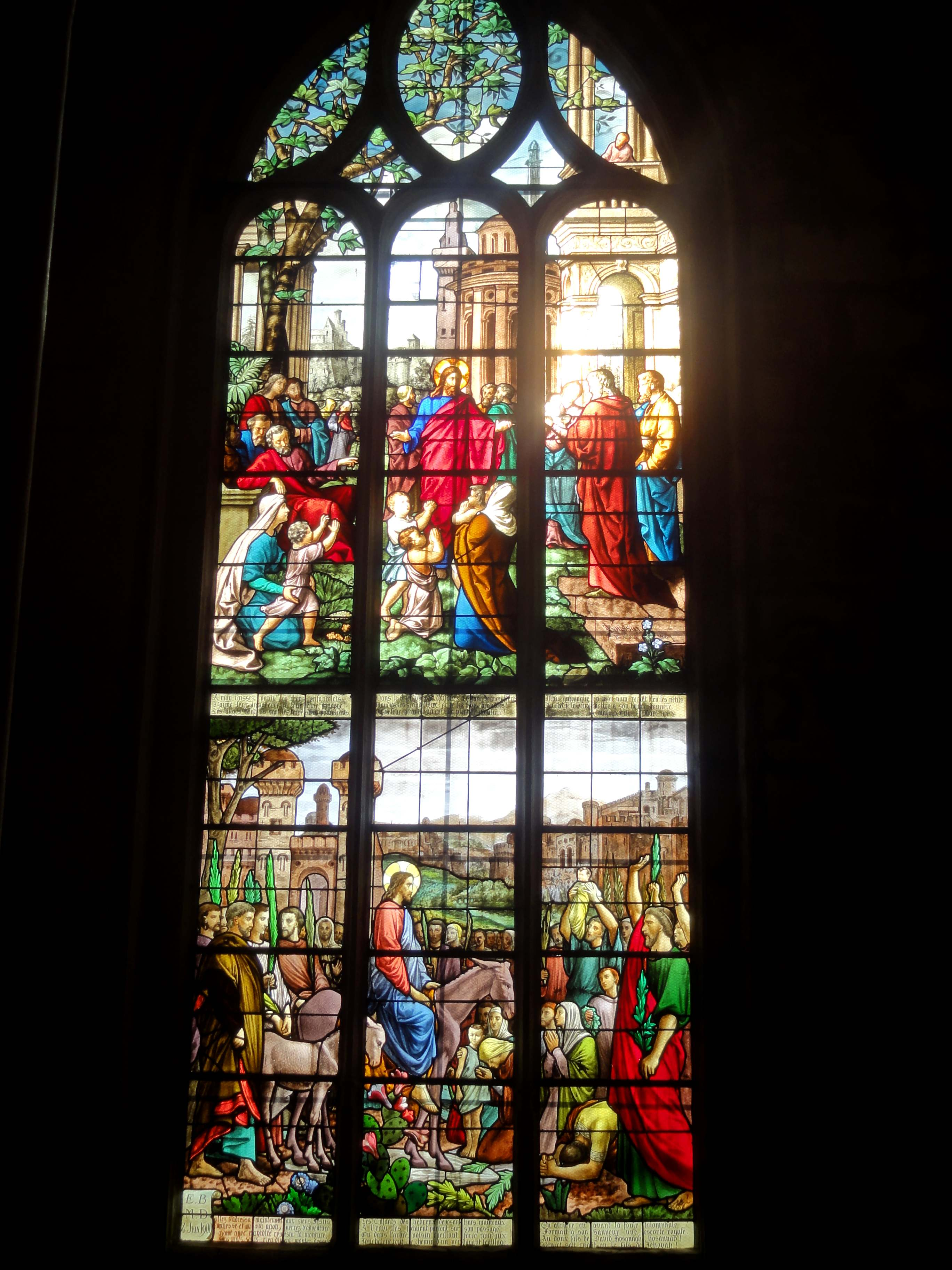
Verrière no 8 - Jésus bénissant les enfants et l'Entrée dans Jérusalem ; 1900, non classée.